# Építészettörténet
Az építészettörténet tömören, linkekkel és képekkel segítve, a kezdetektől napjainkig tárgyalja a különböző építészeti és művészeti stílusokat.

## Kezdetek és vernakuláris építészet
Az átlagemberek hajlékai csak kis mértékben alakítottak ki stílusokat. Az építészet a szükségletek (menedék, biztonság, istentisztelet stb.) és az eszközök (rendelkezésre álló építőanyagok és a szakértelem) alapján alakult ki és fejlődött. A vernakuláris vagy népies építészet egykor és még a közelmúltban is a világ építményeinek zömét tette ki.
A vernakuláris építészetben gyakran előforduló elemek, anyagok és stílusok a következők:
- Nád (a trópusokon gyakran bambusznádból). Európában a nádházakat kívül-belül vályogsárral tapasztották be.[2]
- Fa (pl. rönkház)
- Természetes kő – a kőfalú házak különböző formái kőben gazdag vidékeken, főleg hegyvidékeken terjedtek el
- Zsúptető – tetőfedő anyagként használt száraz növényzet
- Döngölt vagy vert fal – agyagos földet (egyes helyeken növényi anyagokkal keverve) nedvesen két vízszintes palló (deszka) közé raktak, majd keményre döngölték
- Vályogépítkezés – vályog vagy homok vízzel és növényi anyagokkal, például szalmával keverve
- Veremház – a földfelszín alá süllyesztett épület, melynek falazata egyáltalán nem volt vagy csak nagyon alacsony

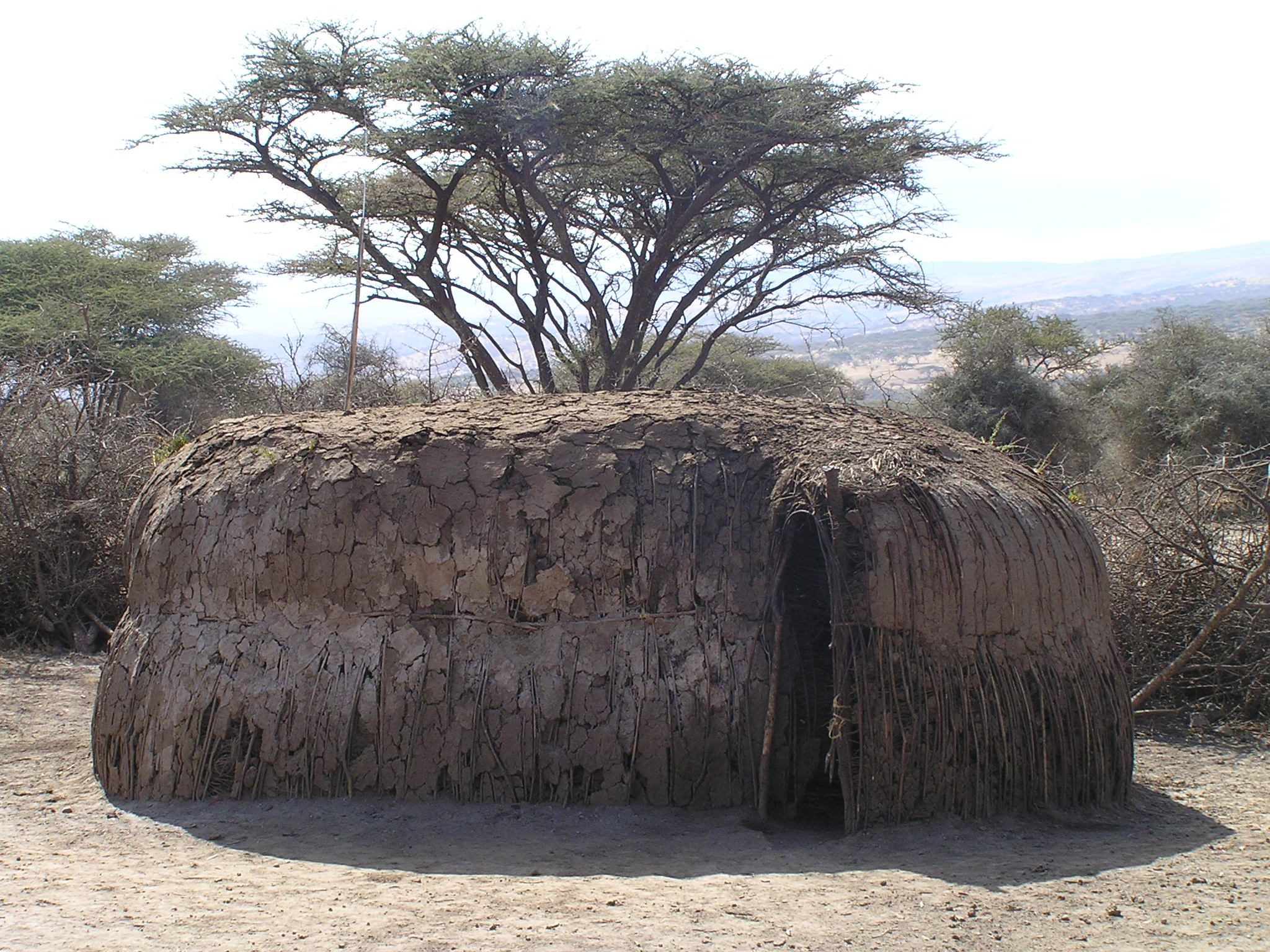
Kunyhó Afrikában
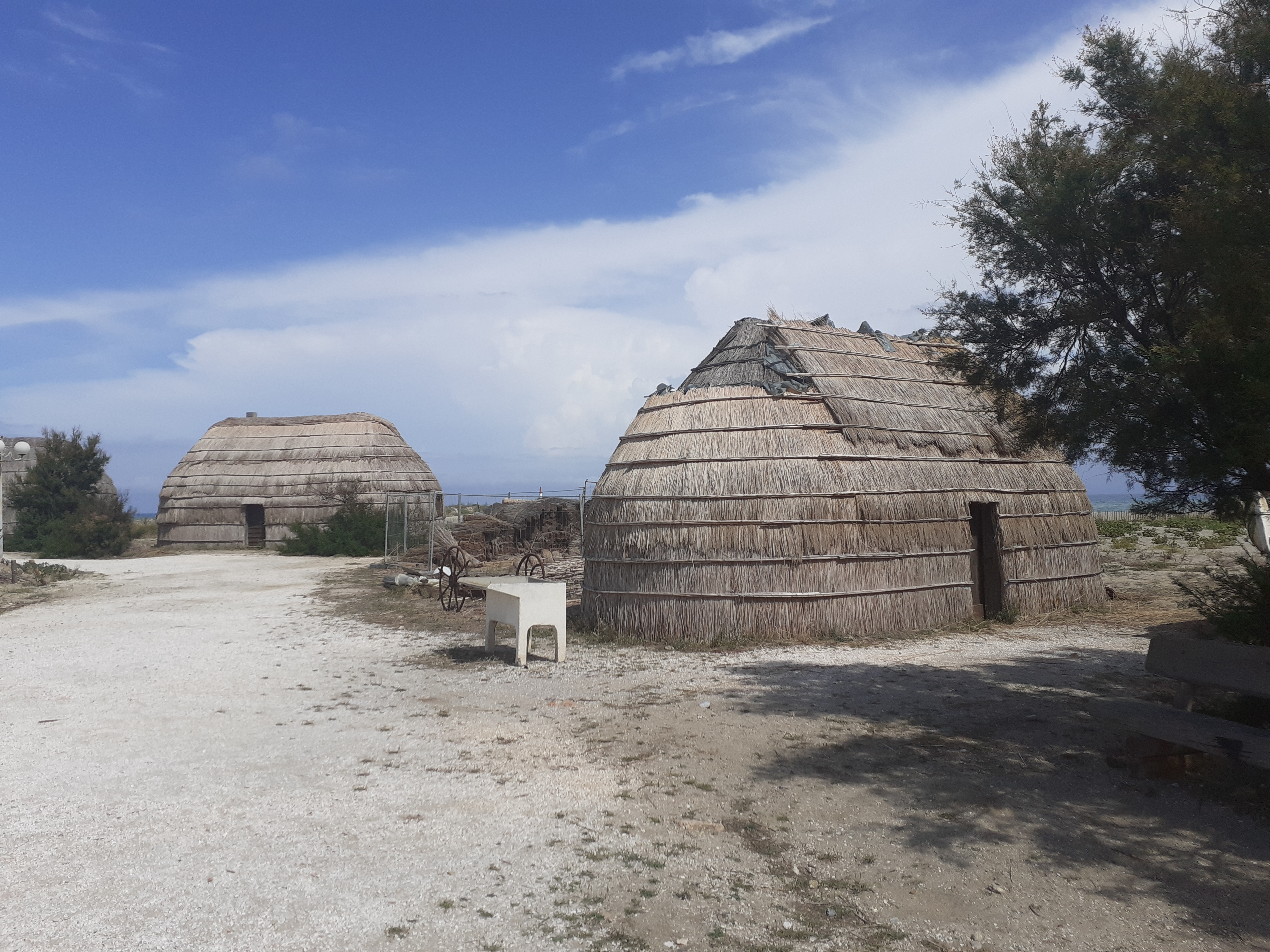
Növényi anyagból épült kunyhók
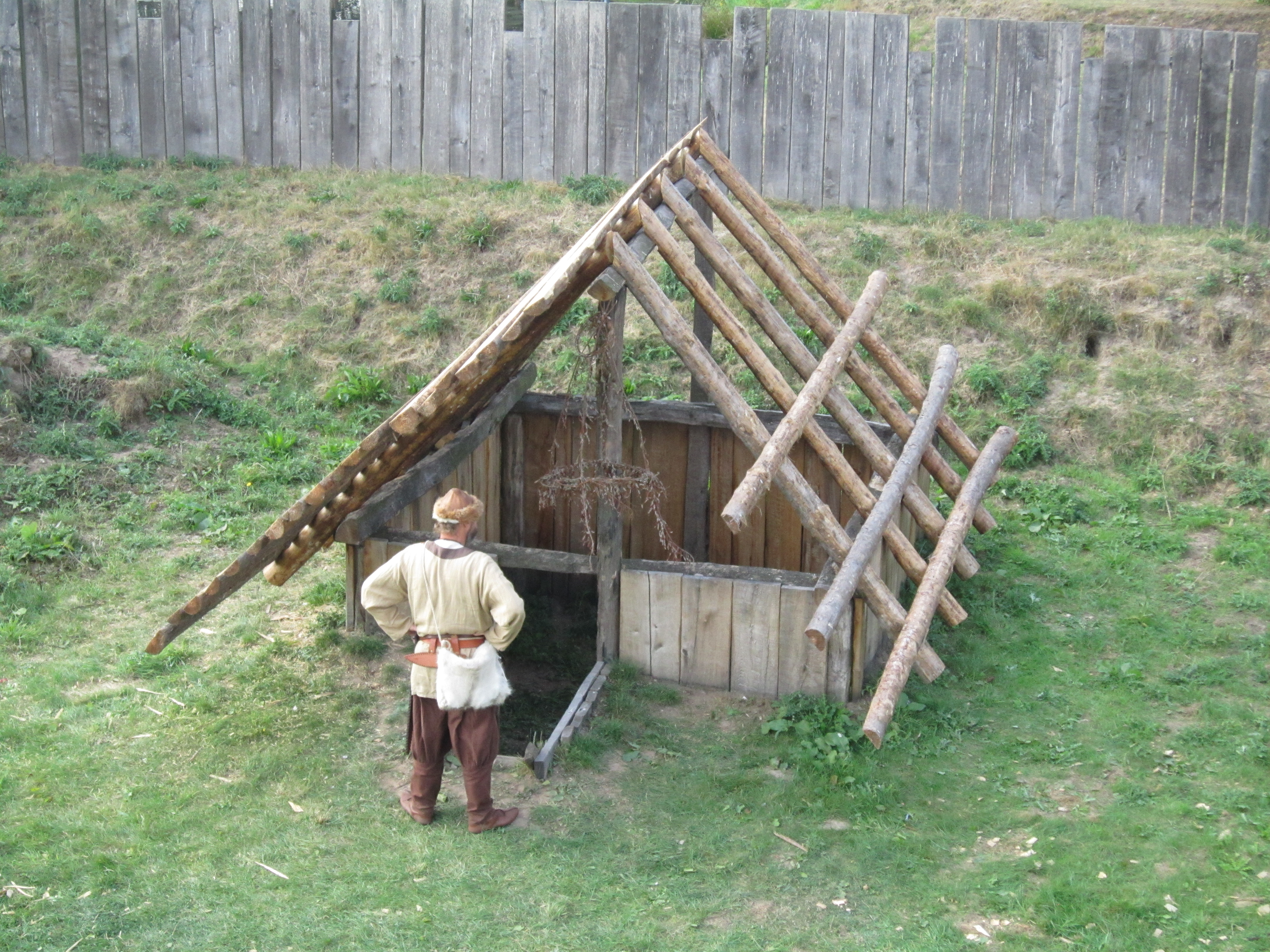
Veremház
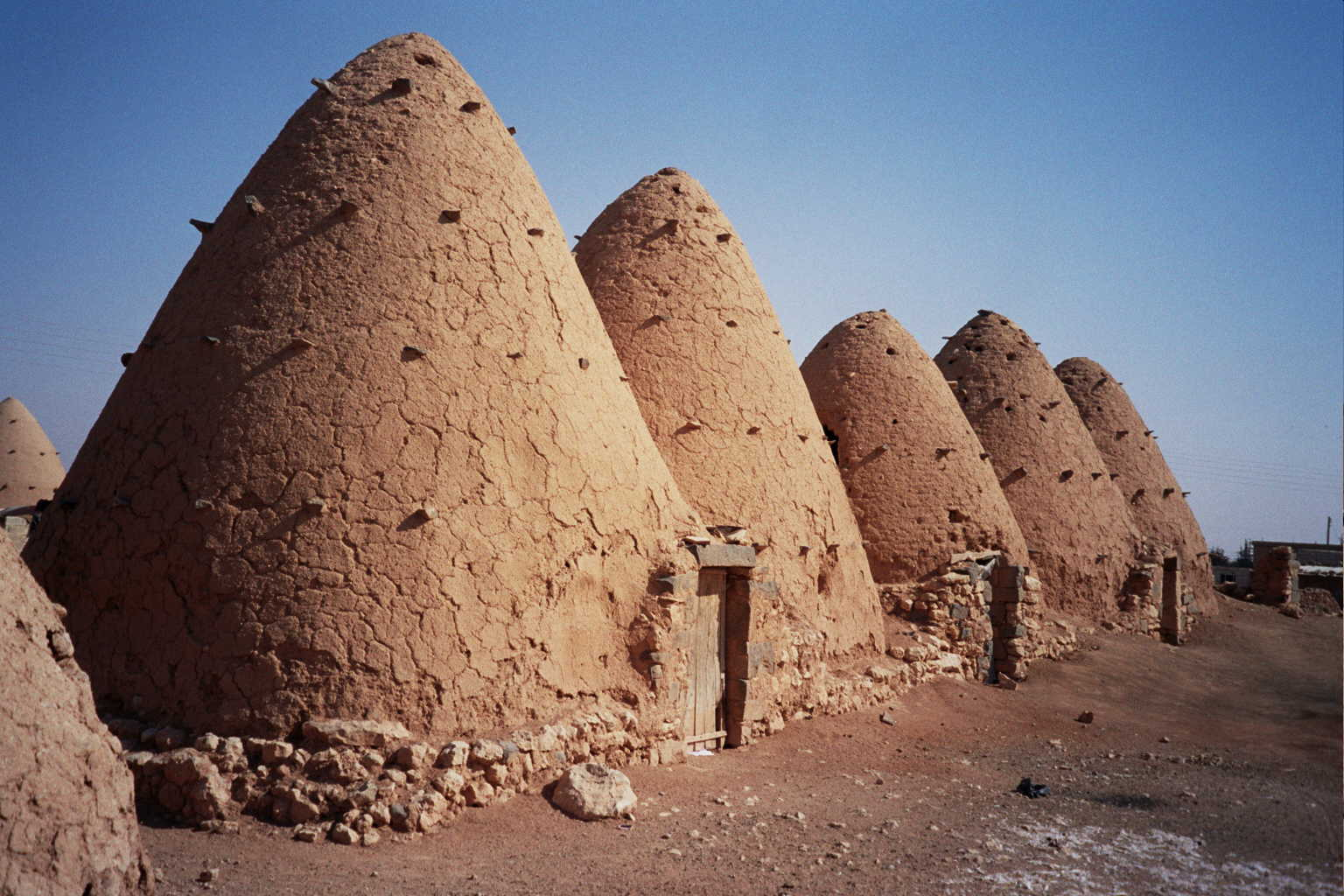
Vályogból épült házak Harránban
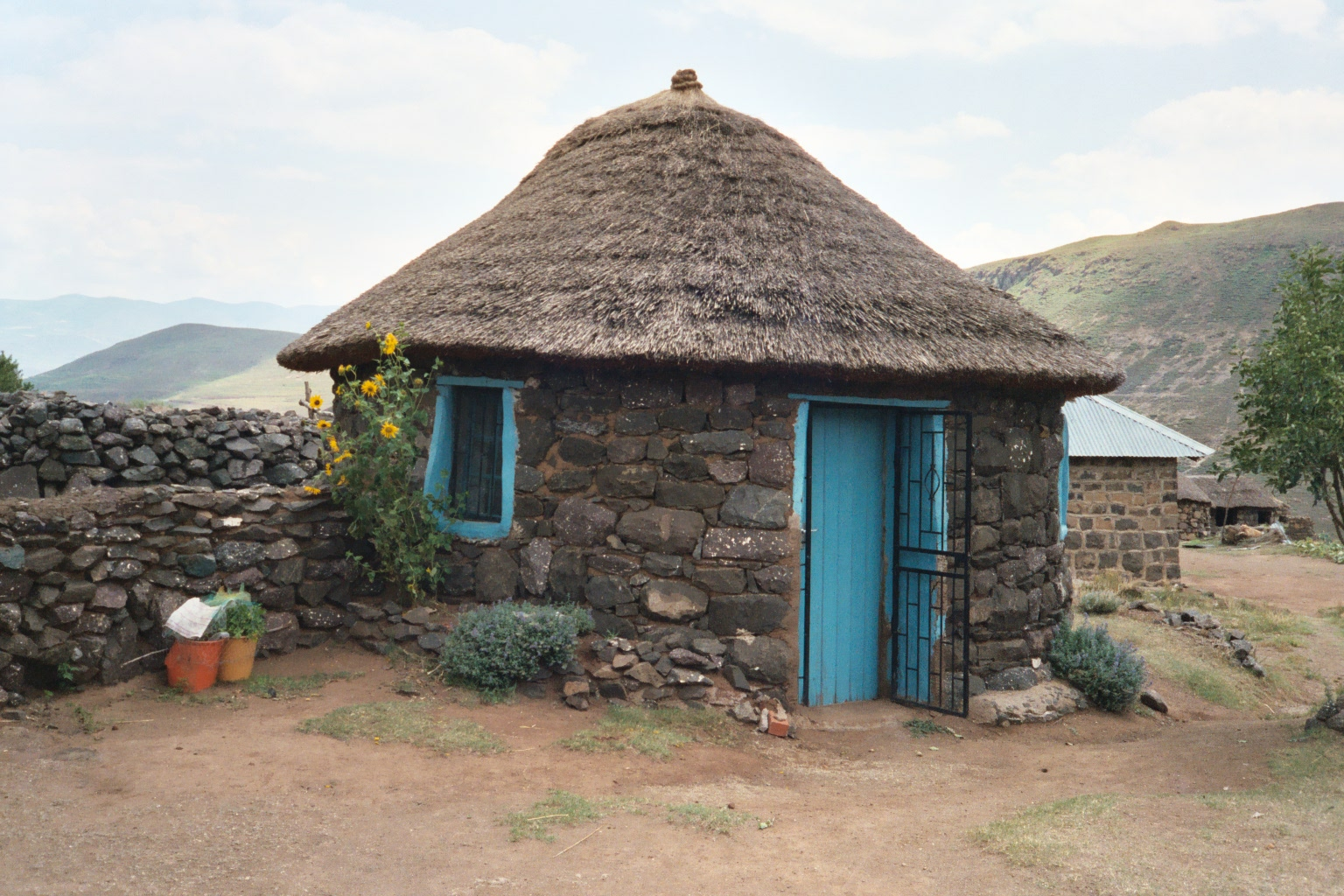
Rondavel (wd) (afrikai stílusú kőkunyhó)
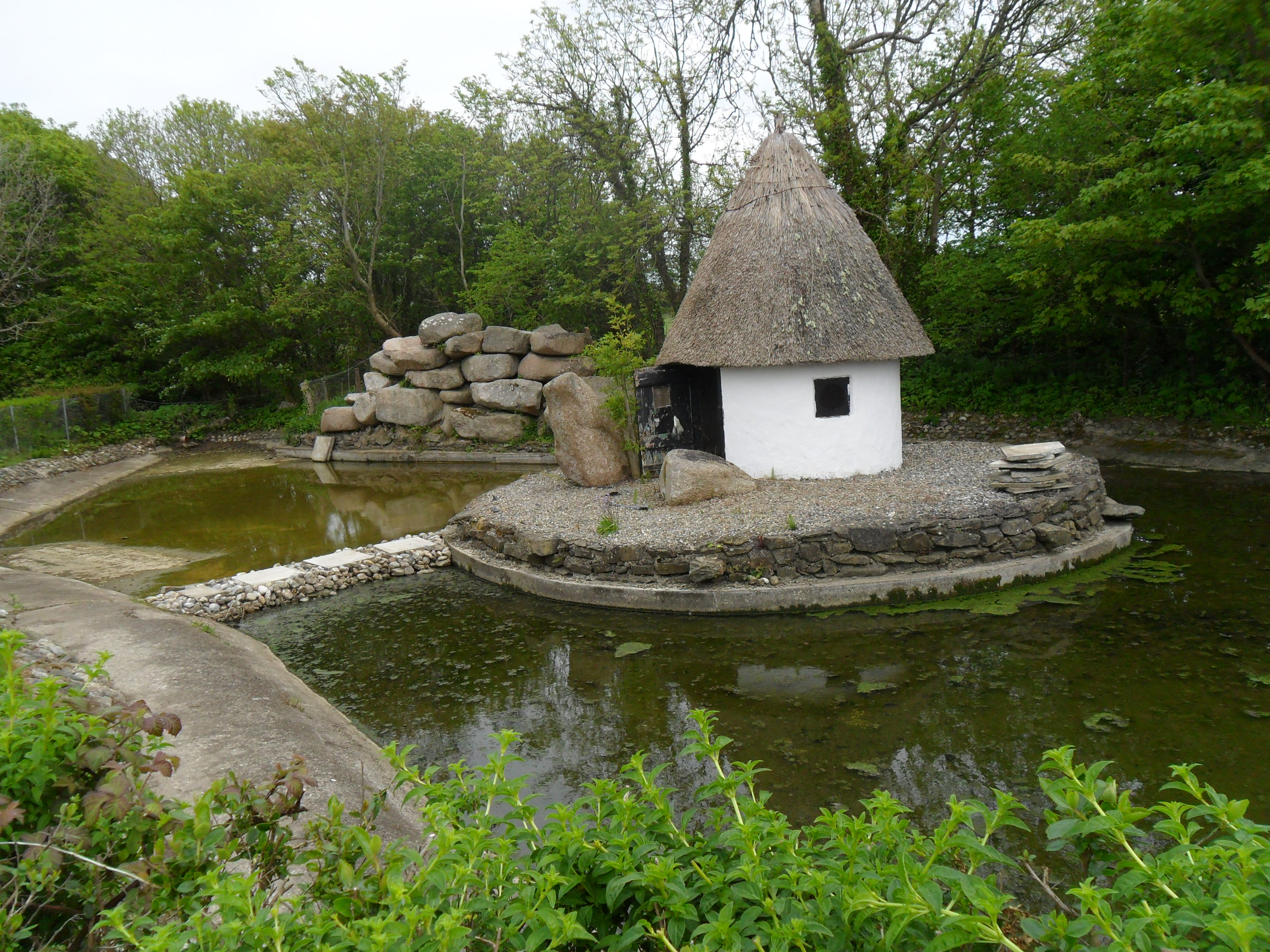
Yola kunyhó (Ír-sziget)
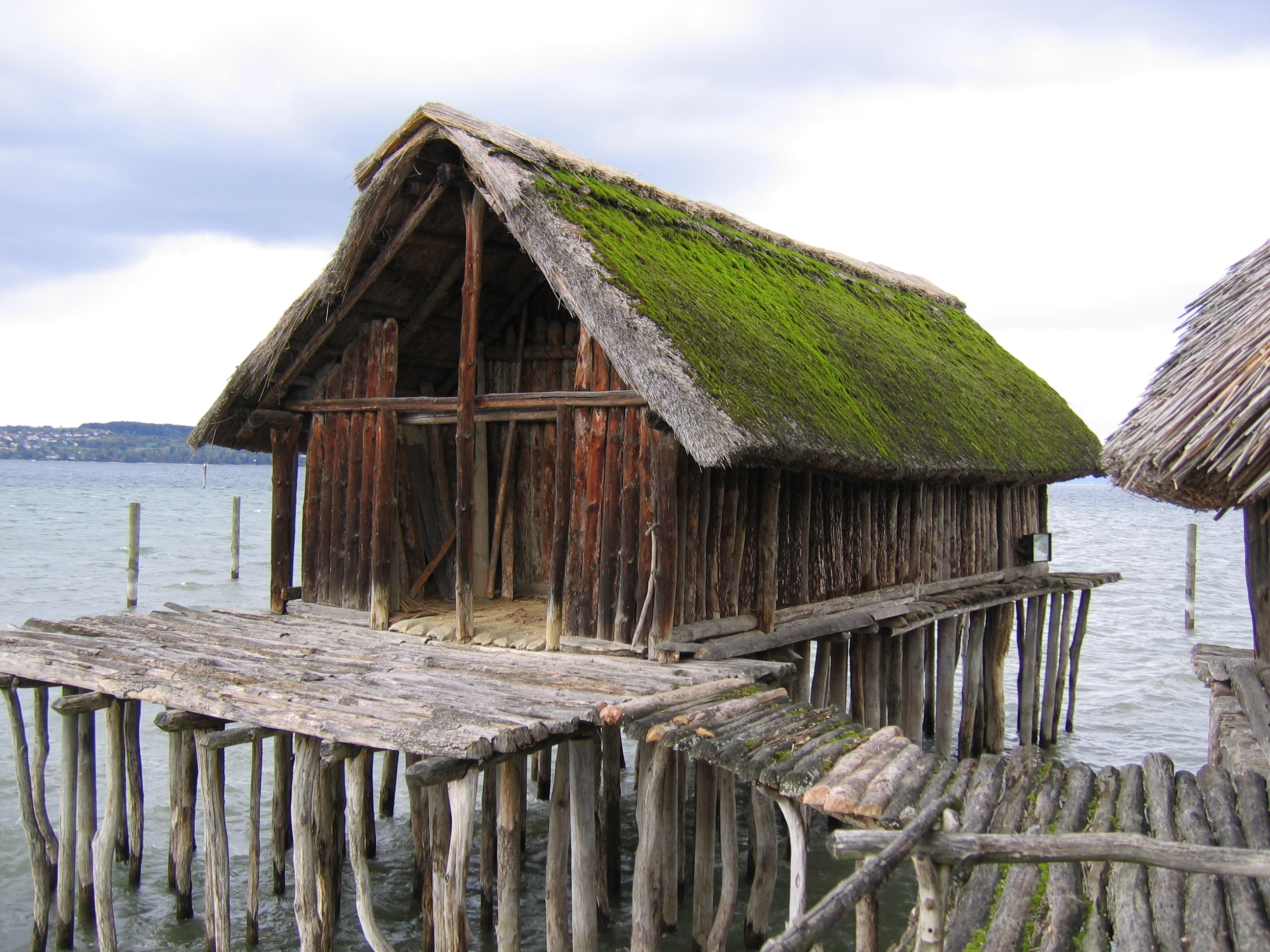
Alpesi cölöpház
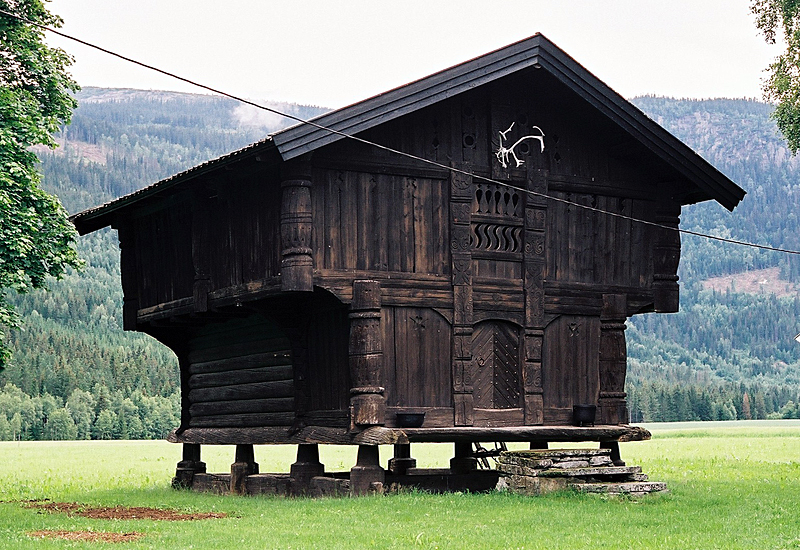
Faépítés alapos díszítéssel és emelt szint (Norvégia)
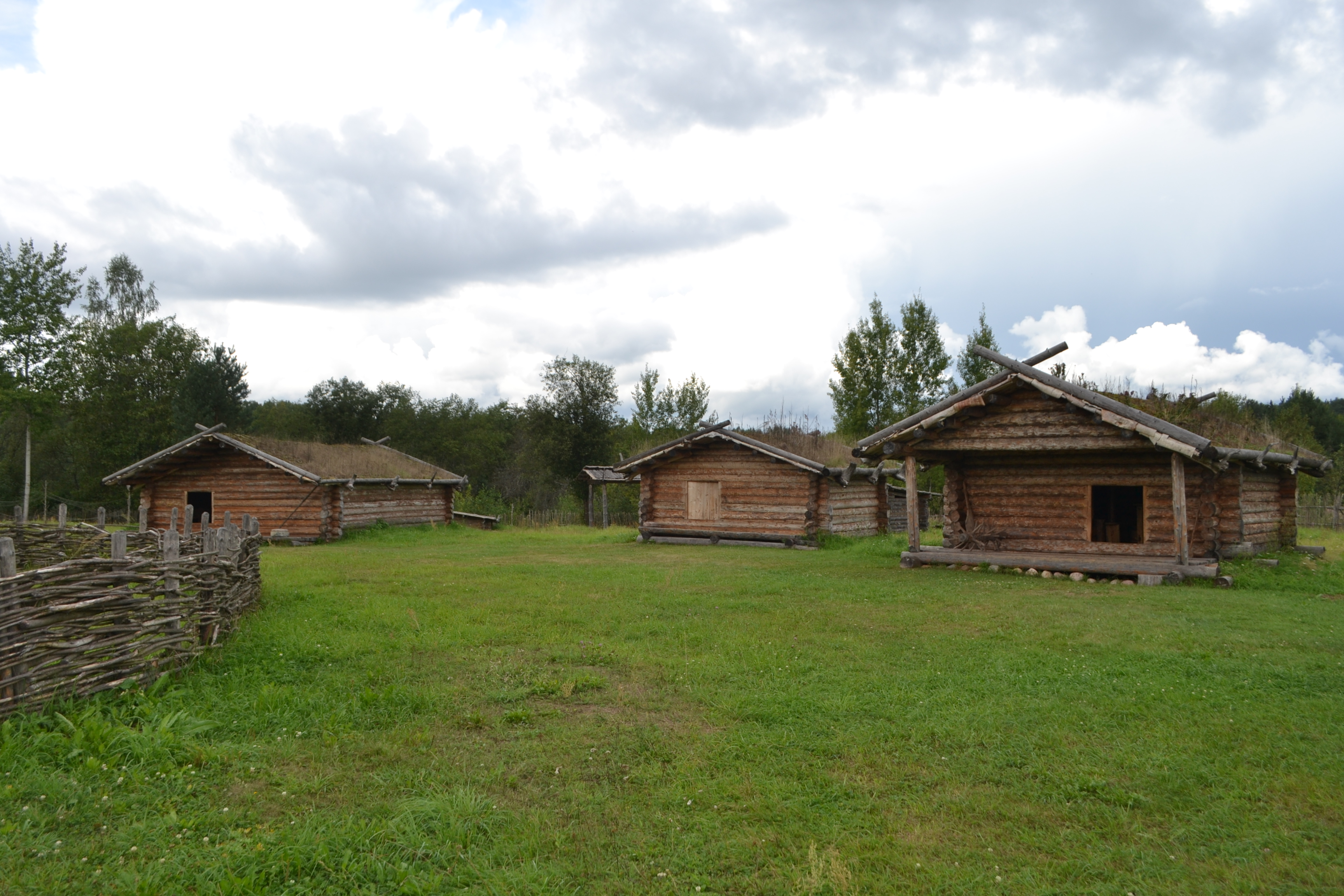
Orosz stílusú rönkházak
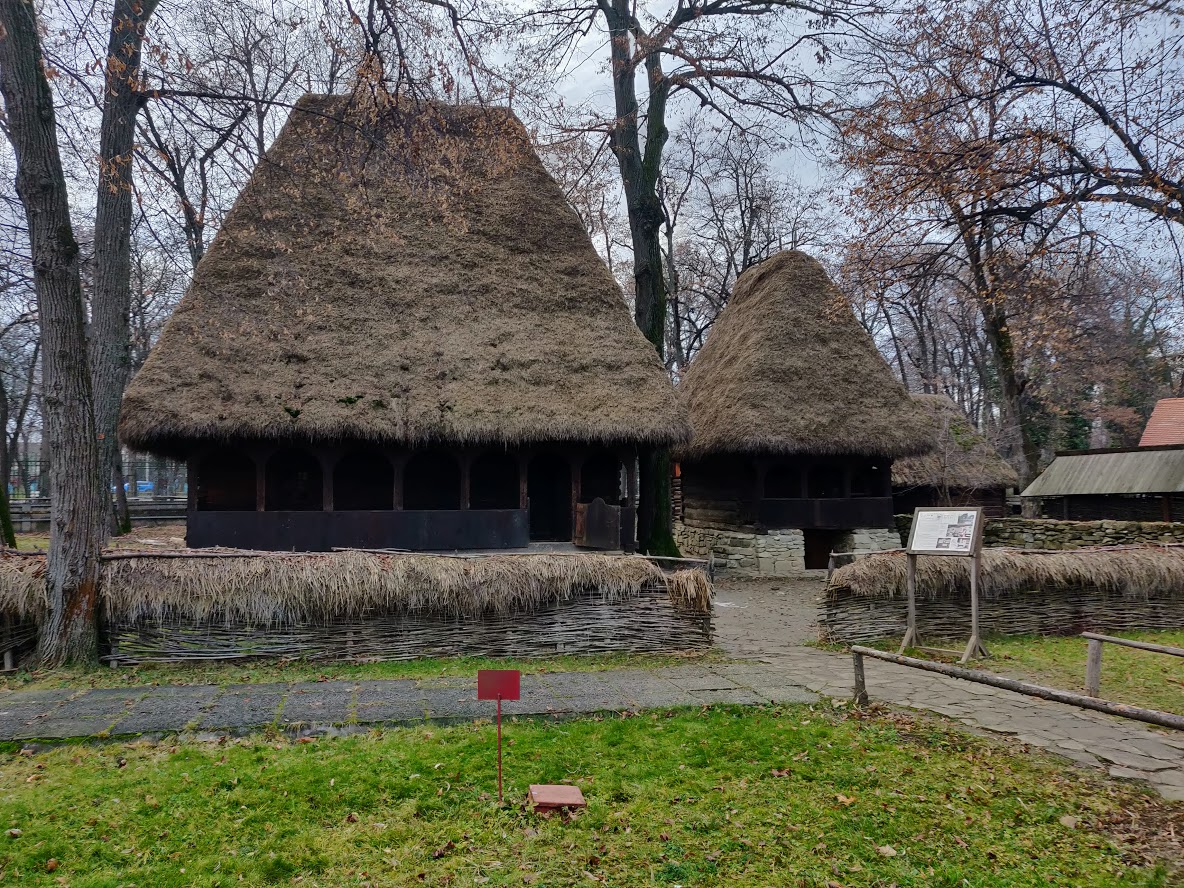
Parasztházak a Dimitrie Gusti Nemzeti Falumúzeumban (Bukarest)

## Őskori
Az építészeti fejlesztések fontos része a neolitikum (Kr. e. 10 000-2000), amely során az emberiség építészetének néhány fő újítása történt. Délkelet-Anatóliában és a Közel-Keleten tűntek fel az egyik legkorábbi neolitikus kultúrák, majd a letelepedett, civilizációs élelmiszertermelő társadalmak Kr.e. 7000-re Délkelet-Európában, kb. Kr.e. 5500-től pedig Közép-Kelet-Európában is megjelentek. Utóbbinál a legkorábbi kulturális régiók közé tartozik a Körös-kultúra, a vonaldíszes kerámia kultúrája és a vinča–tordosi kultúra.
Az indiai szubkontinensen az első városi civilizációk az Indus-völgyi civilizációban jelentek meg, főleg Mohendzsodáro és Harappa, a mai Pakisztánban, továbbá más városok ÉNy-India területén. Az egyik legkorábbi település a neolitikus időszakban a beludzsisztáni Merhgarhban található.
Főbb feltárt neolitikus települések:
- Göbekli Tepe a mai Törökországban, kb. Kr.e. 10. évezred [8][9]
- Jerikó, kb. Kr.e. 9. évezred [10][11]
- Nevalı Çori (wd) a mai Törökországban, kb. Kr.e. 9-8. évezred [8]
- Çatalhöyük Törökországban, Kr.e. 8. évezred [12]
- Mehrgarh a mai Pakisztánban, kb. Kr.e. 7000 [13]
- Knap of Howar (wd) és Skara Brae az Orkney-szigeteken, a mai Skóciában, Kr.e. 3500
- A cucuteni kultúra számos települése virágzott Kr.e. 5500 és 2800 között, a mai Románia, Moldova és Ukrajna területén, némelyik akár 15 ezer fő lakossal is.[14]

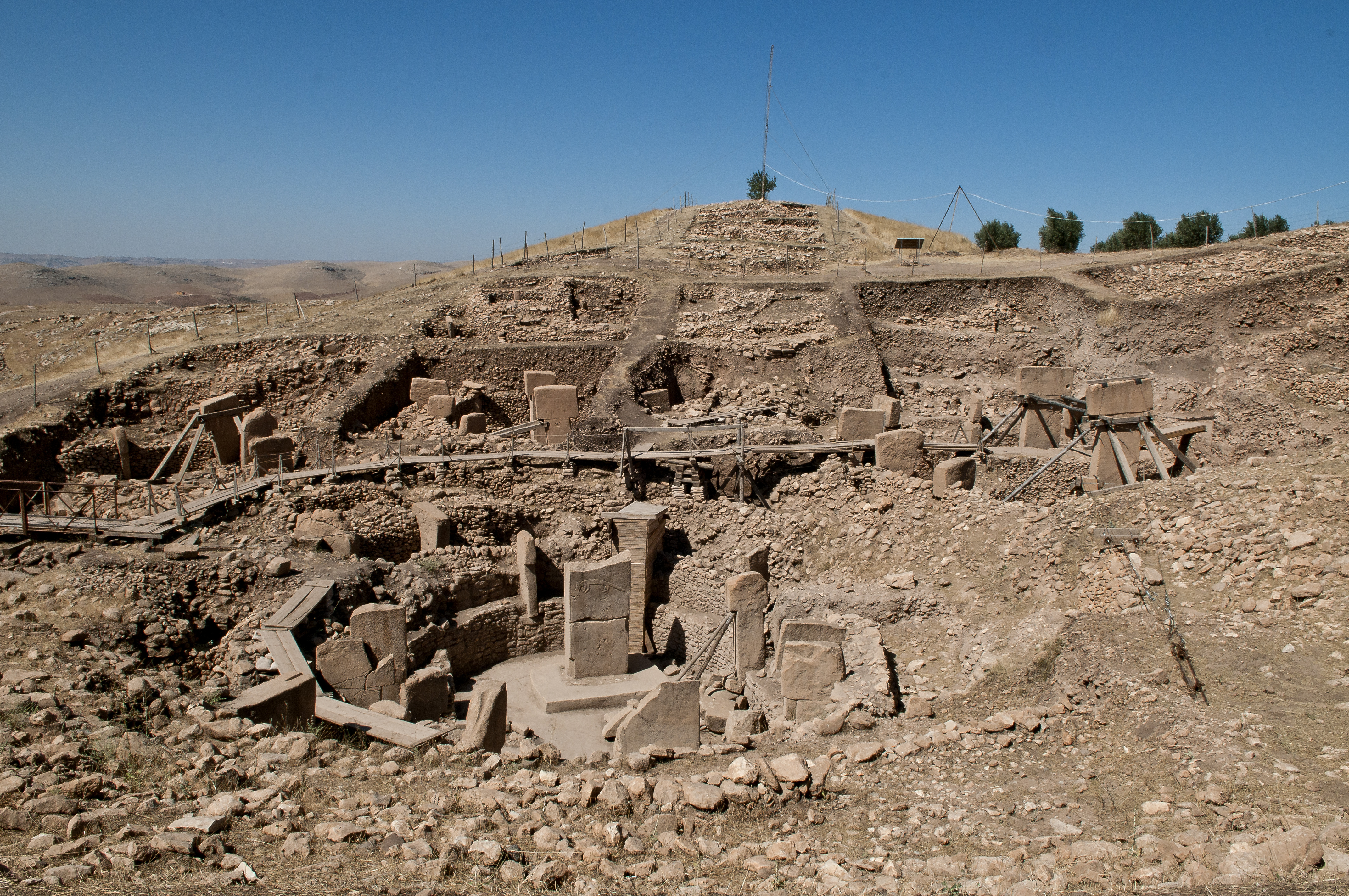
A törökországi Göbekli Tepe romjai (Kr.e. 10. évezred)
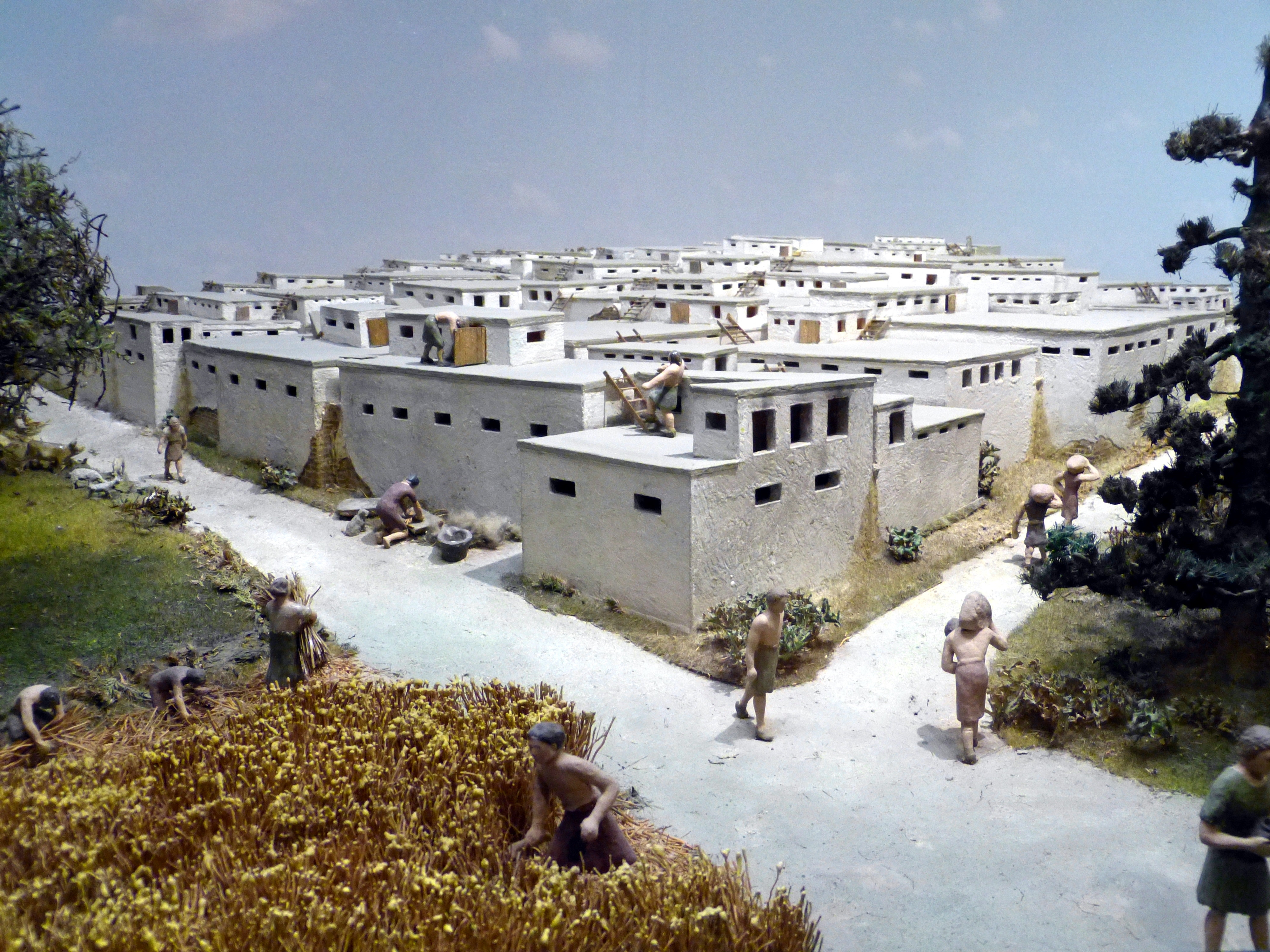
Çatalhöyük rekonstruált makettje (Kr.e. 8. évezred)
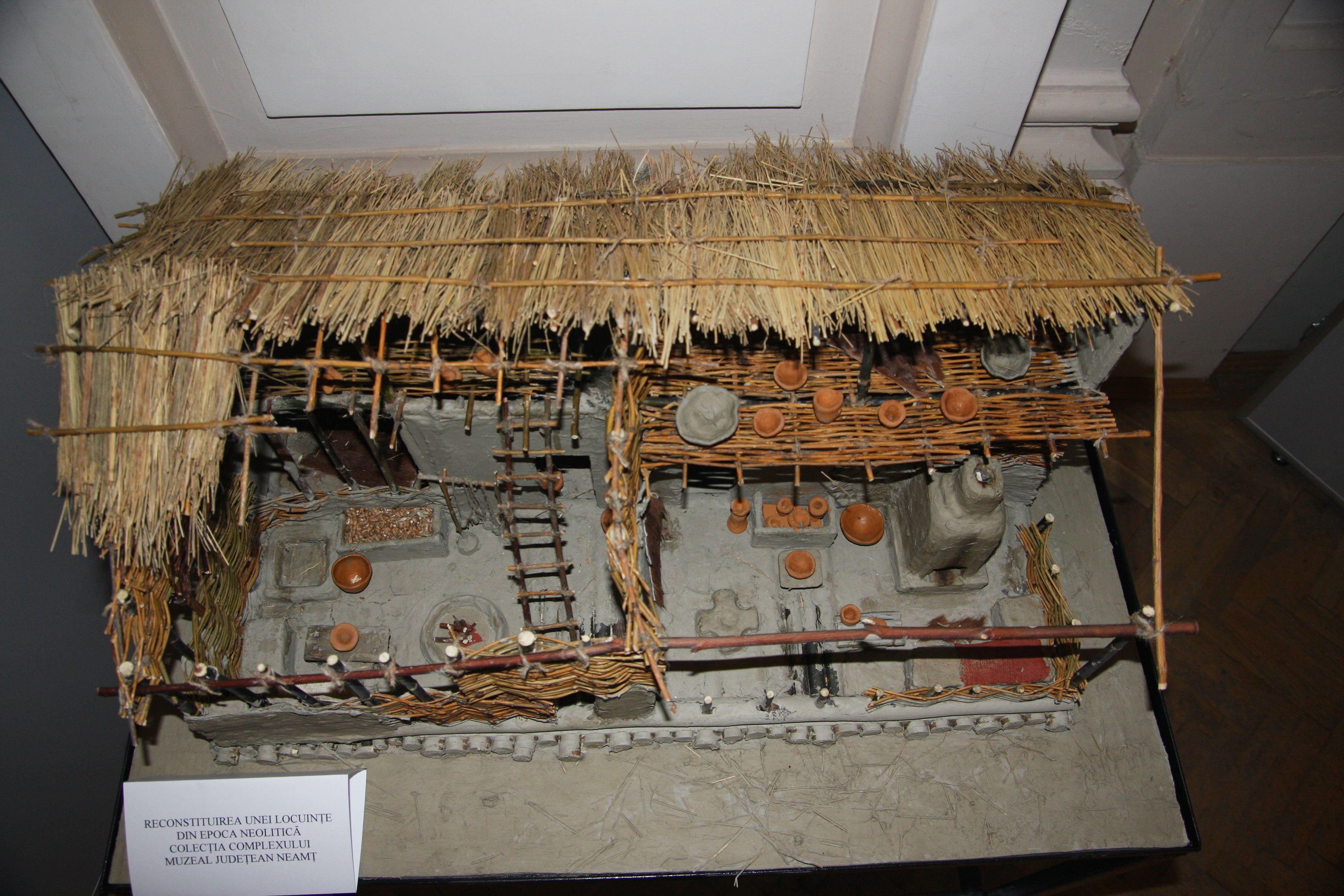
Egy cucuteni kultúrához tartozó ház miniatűrje
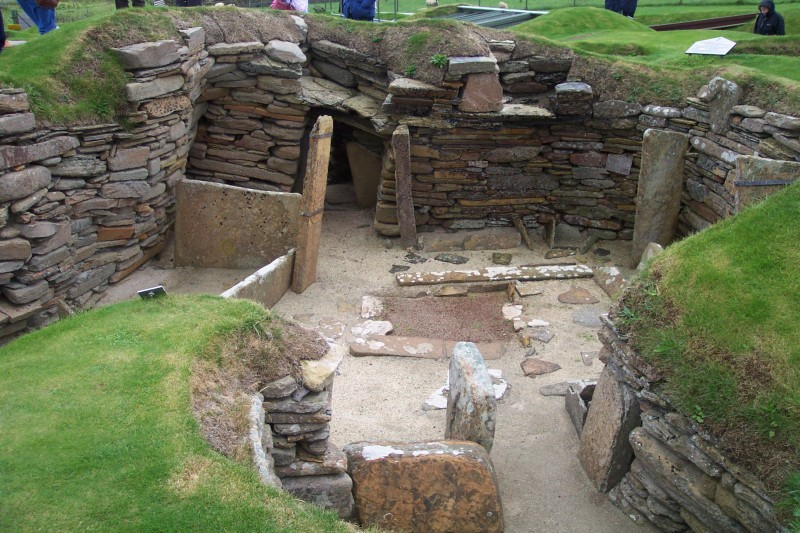
Feltárt épület maradványai Skara Brae-ban (Skócia)
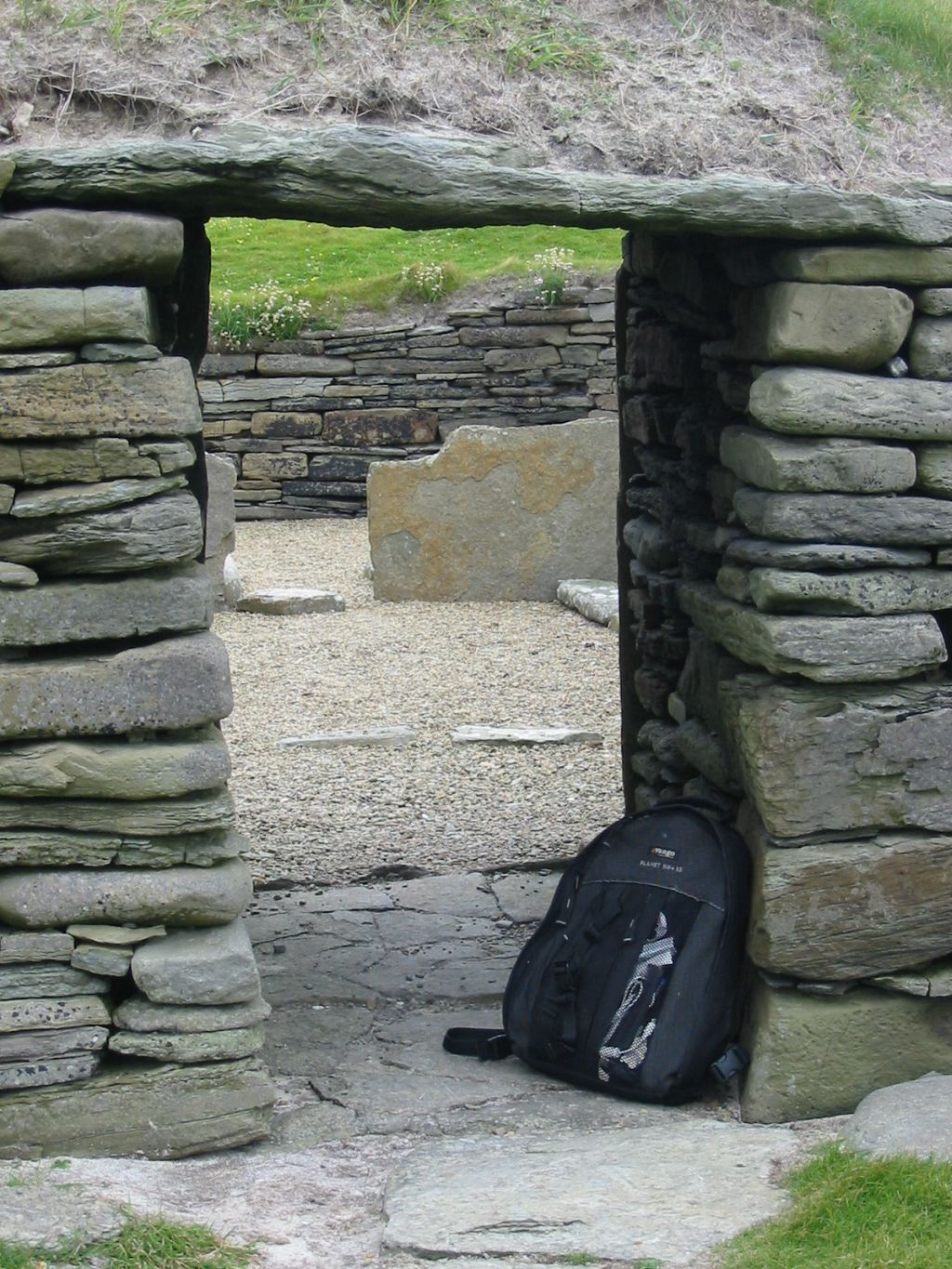
Egy ház alacsony bejárata, Knap of Howar (Skócia). (Egy táska odatéve a méretarány miatt.)

## Ókori civilizációs kezdetek

### Egyiptom
Az ókori egyiptomi építészet legismertebb példái a lenyűgöző méretű piramisok, amelyek a monumentális építészet korai emlékei közé tartoznak. Tanúskodnak arról, milyen fontosnak tartották az egyiptomiak a halál utáni életet. A legkorábbi piramisokat – mint amilyen a szakkarai Dzsószer-piramis –, lépcsős formában alakították ki. Később ezeket az alakzatokat szabályos gúlák váltották fel. Az építészetből kiemelhetjük azonban a templomokat, palotákat, sírokat és erődítményeket is. A legtöbb épület a helyben rendelkezésre álló sártéglából és mészkőből épült. Sok építményt csillagászatilag tájoltak be. Az uralkodó halála szoros kapcsolatban volt a csillagokkal. Hitték, hogy ha a fáraó meghal, lelke az égbe emelkedik, és csillaggá válik.
A többnyire négyszög alaprajzú templomokat maradandó építményeknek szánták és kőtömbökből emelték. Az épületeket szabályos oszlopközökben felállított, vízszintes áthidaló-szerkezettel összekapcsolt oszlopokkal vették körül. Az oszlopokat és oszlopfőket gyakran pálmaleveleket vagy papiruszt idéző faragványokkal díszítették. A rézsútos falú, pülónszerű bejáratokon volt megközelíthető a templomok belső udvara. A szent helyhez vezető utat pedig szphinxek őrizték.
A középbirodalom időszakából kevés templom maradt fenn. Az újbirodalom korszakában emelt templomok sokaságából viszont jónéhány megőrződött. A hatalmas karnaki és luxori csarnokokat oszlopok sokasága övezte, a belső térbe pedig magasan vágott ablakokon keresztül hatolt be a fény. Az Abu Szimbel-i Nagytemplom pülón-homlokzatát 20 méternél magasabb szobrok díszítik.
Az ókori egyiptomi építészeti motívumok máshol is hatással lettek az építészetre.

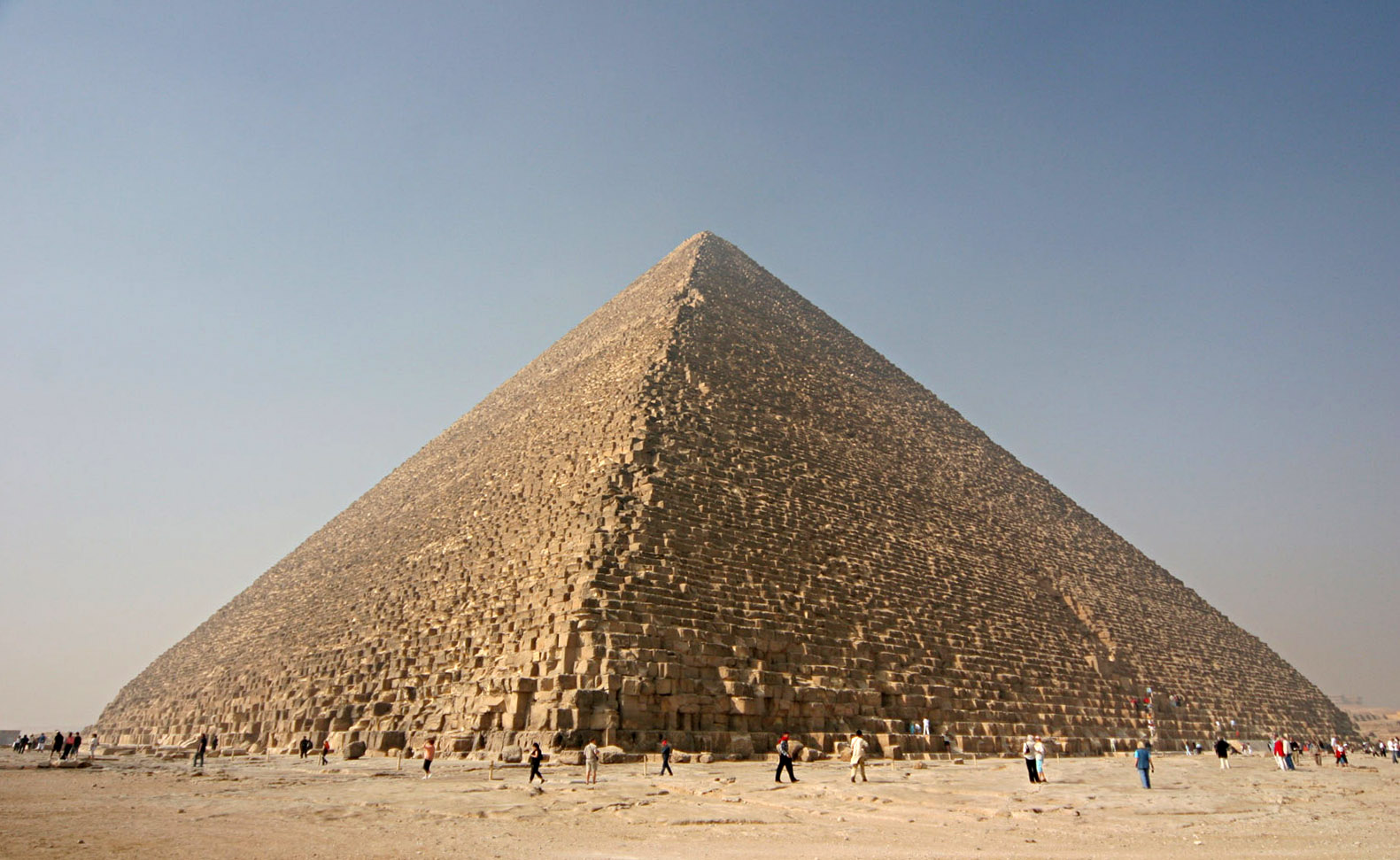
A gízai piramisok (Kr. e. 3. évezred)
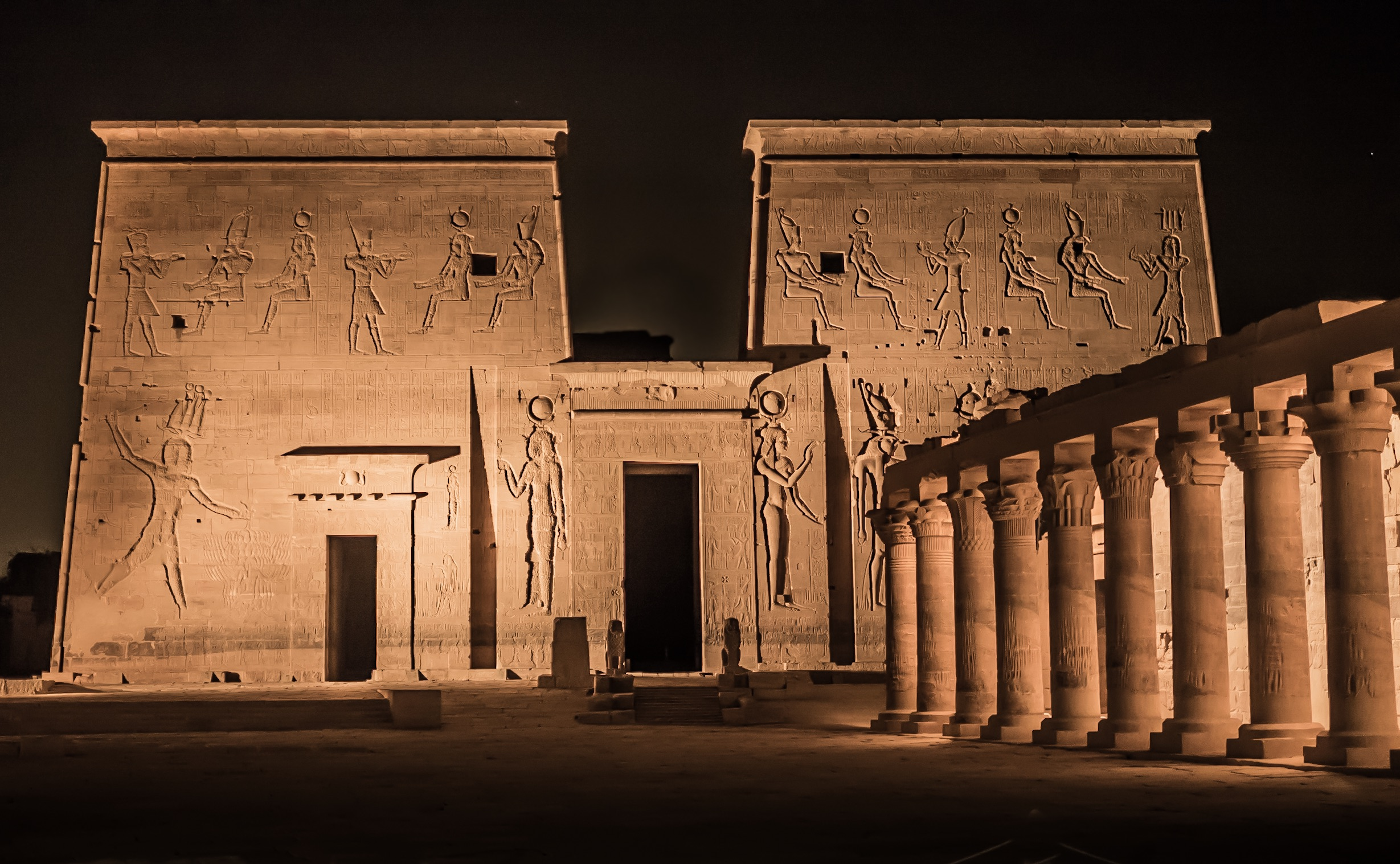
A jó állapotban megmaradt Ízisz-templom (Philai, Asszuán)
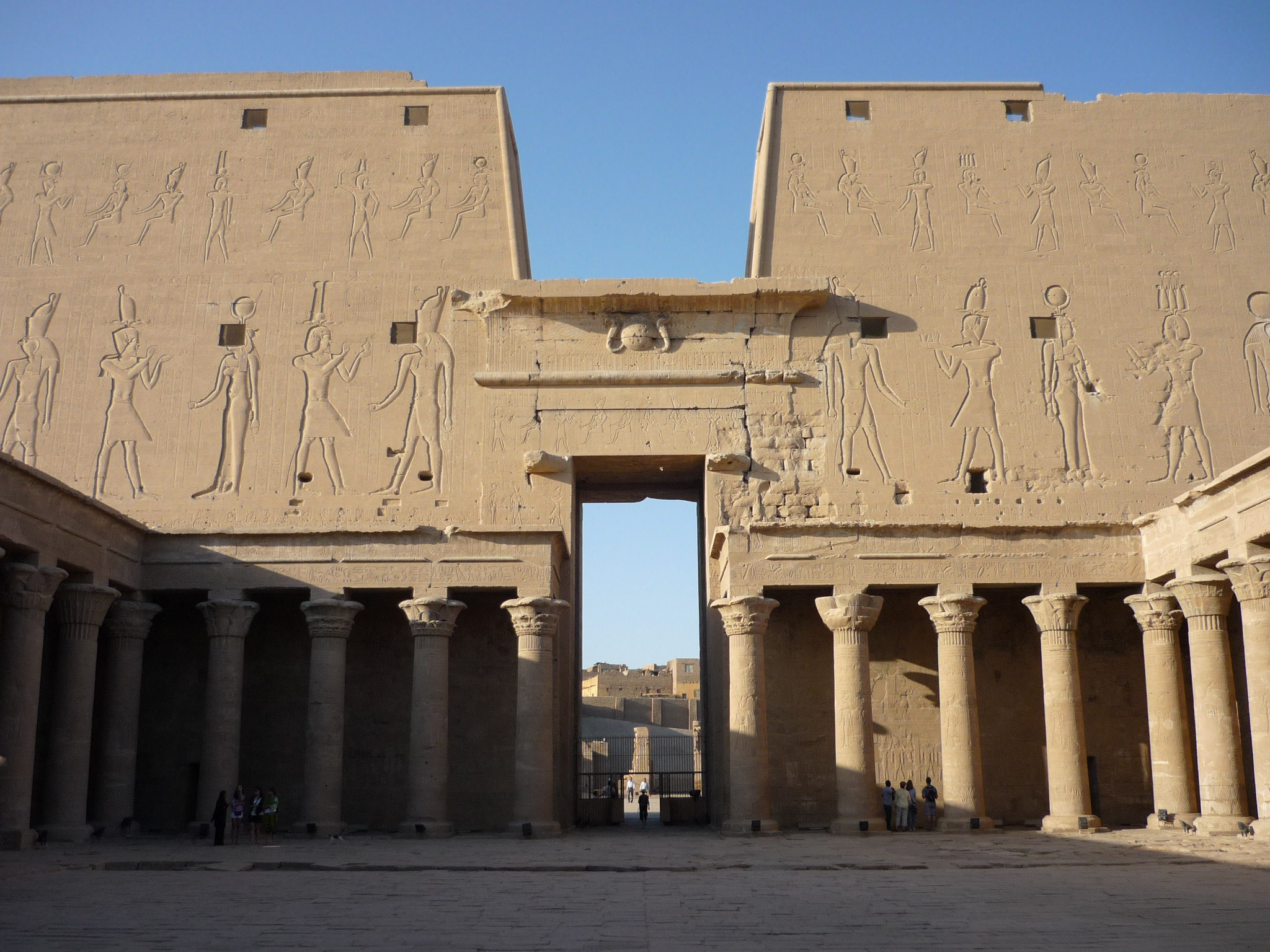
Az edfui templom pülónja mellett eltörpülnek az emberek
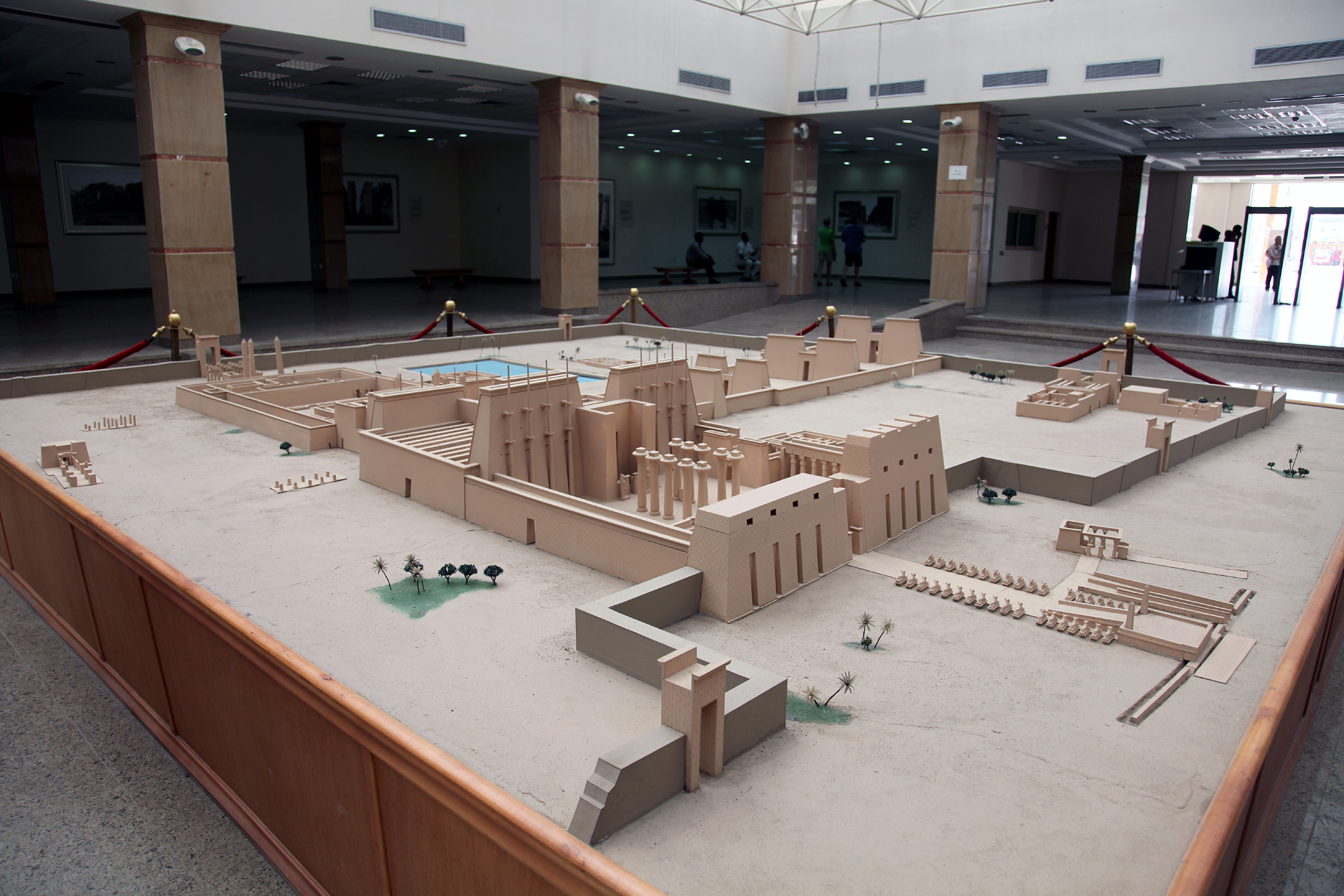
A karnaki templomegyüttes makettje a látogatóközpontban
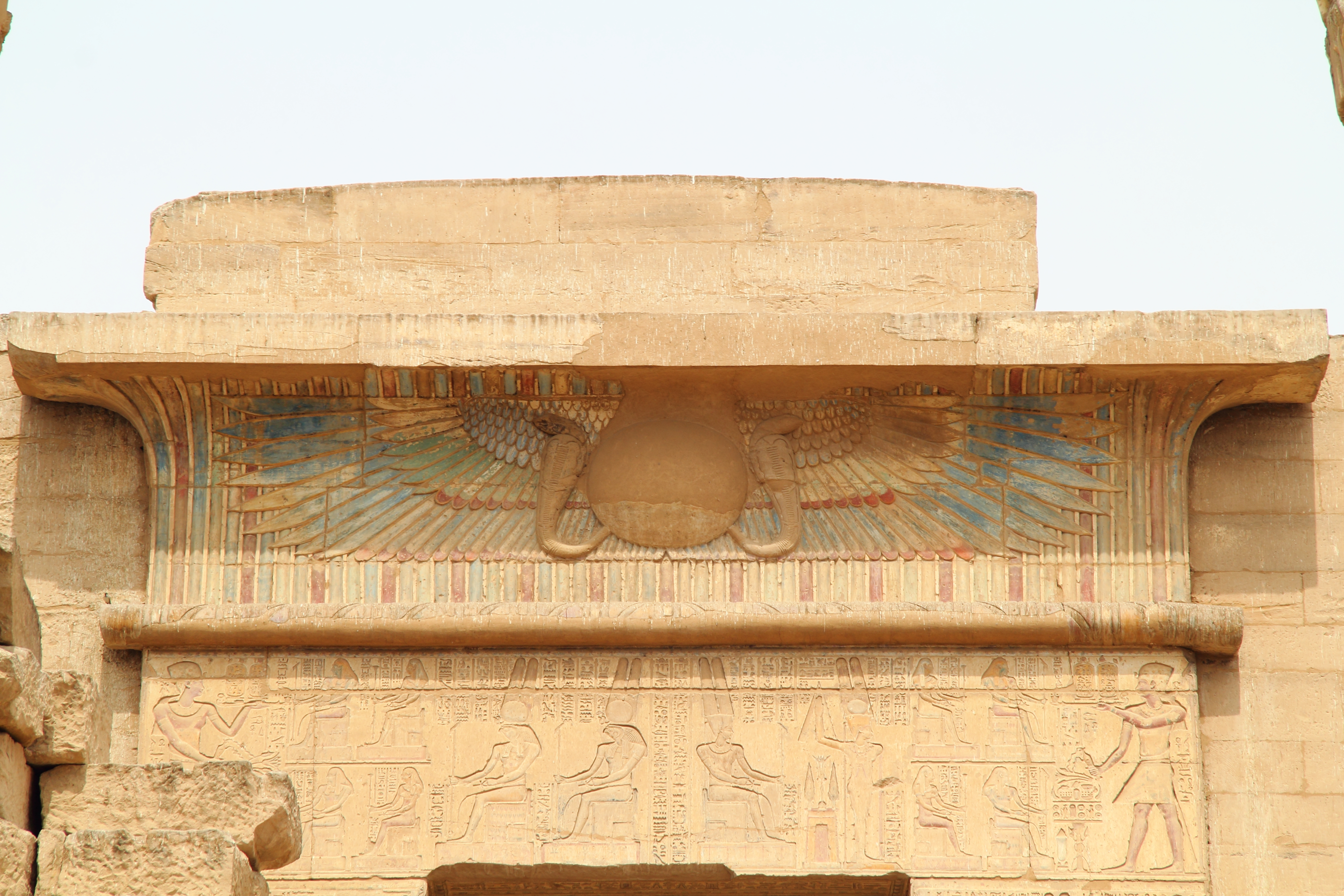
A szárnyas nap Medinet Habu templomán

### Mezopotámia
A mezopotámiai építészeti vívmányok közé tartozik a várostervezés, az udvari ház és a zikkurátok. Mezopotámiában nem létezett építészszakma; az írástudók azonban a kormány, a nemesség vagy a királyi udvar számára tervezték és irányították az építkezést. Az épületeik zömmel agyagtéglából készültek, de szigeteléshez és alapozáshoz használtak bitument is.
Az ősi Mezopotámia fennmaradt építészeti emlékei közül Ur zikkuratja az egyik legjelentősebb, de ha módunkban állna, sokan szeretnénk Bábel tornyát, Babilon zikkurátját, vagy későbbi hatalmas városfalait és a függőkertjeit látni.
Az ókori mezopotámiai építészet tanulmányozása a rendelkezésre álló régészeti bizonyítékokon, az épületek képi ábrázolásán és az építési gyakorlatról szóló szövegeken alapul. A tégla jellemző építőanyag volt, amellyel a városok, városfalak, templomok és házak épültek. Az építészeti szakirodalom általában a templomok, paloták, városfalak és kapuk, valamint egyéb monumentális építmények építészetére koncentrál, de időnként a lakossági építészettel is találkozhatunk.

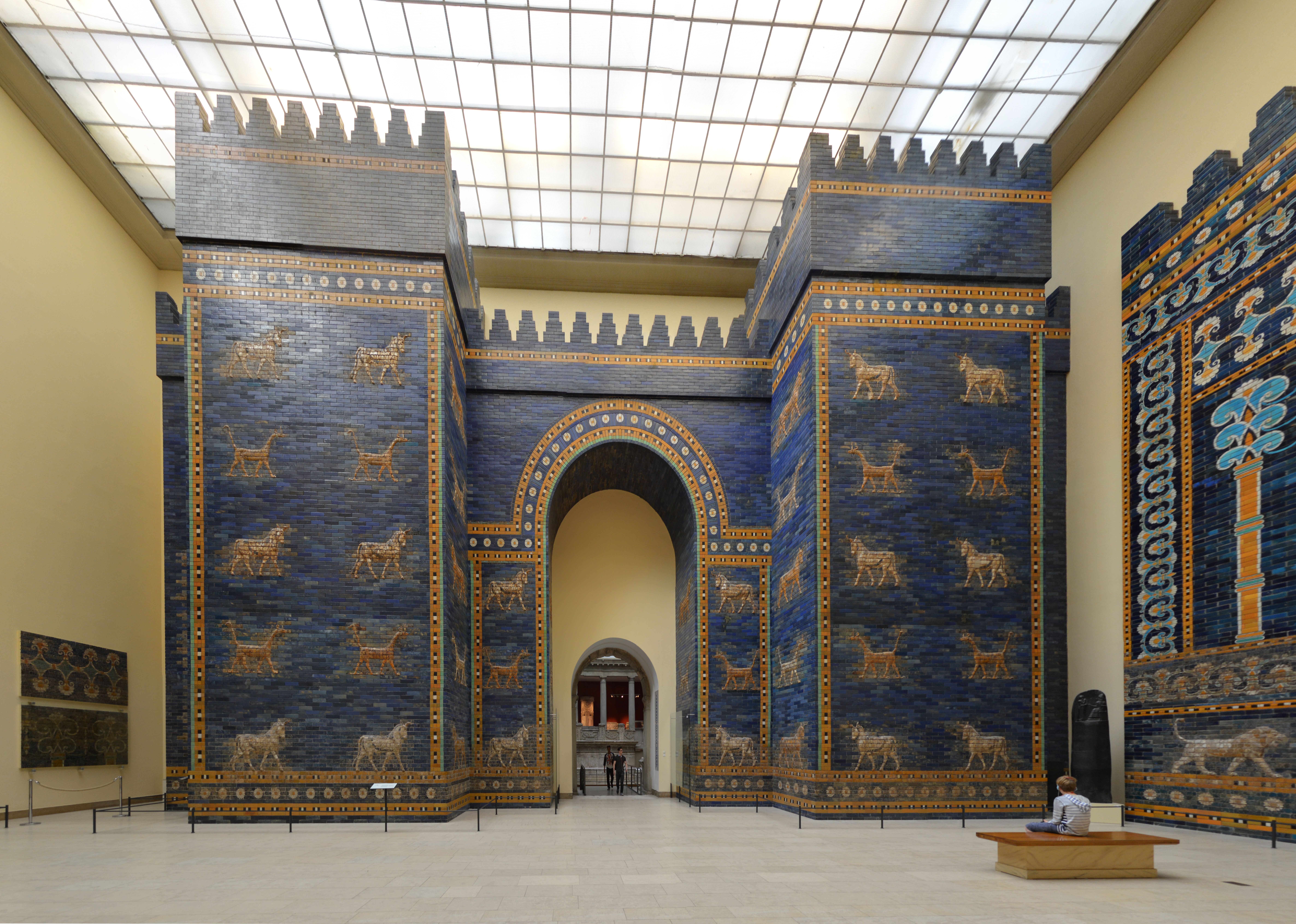
A rekonstruált Istár-kapu a Pergamon Múzeumban Berlinben
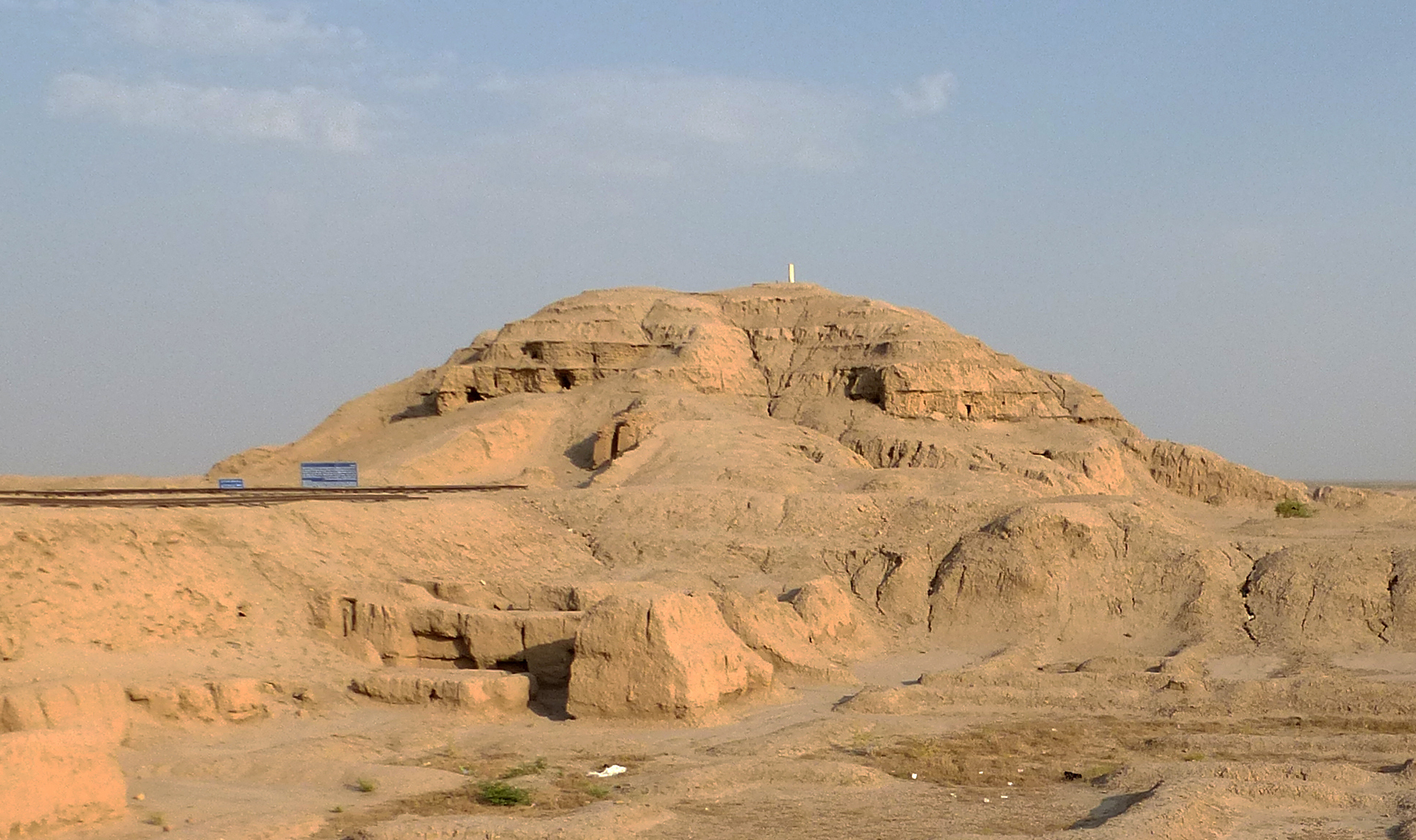
Uruk zikkuratjának romjai (Irak)
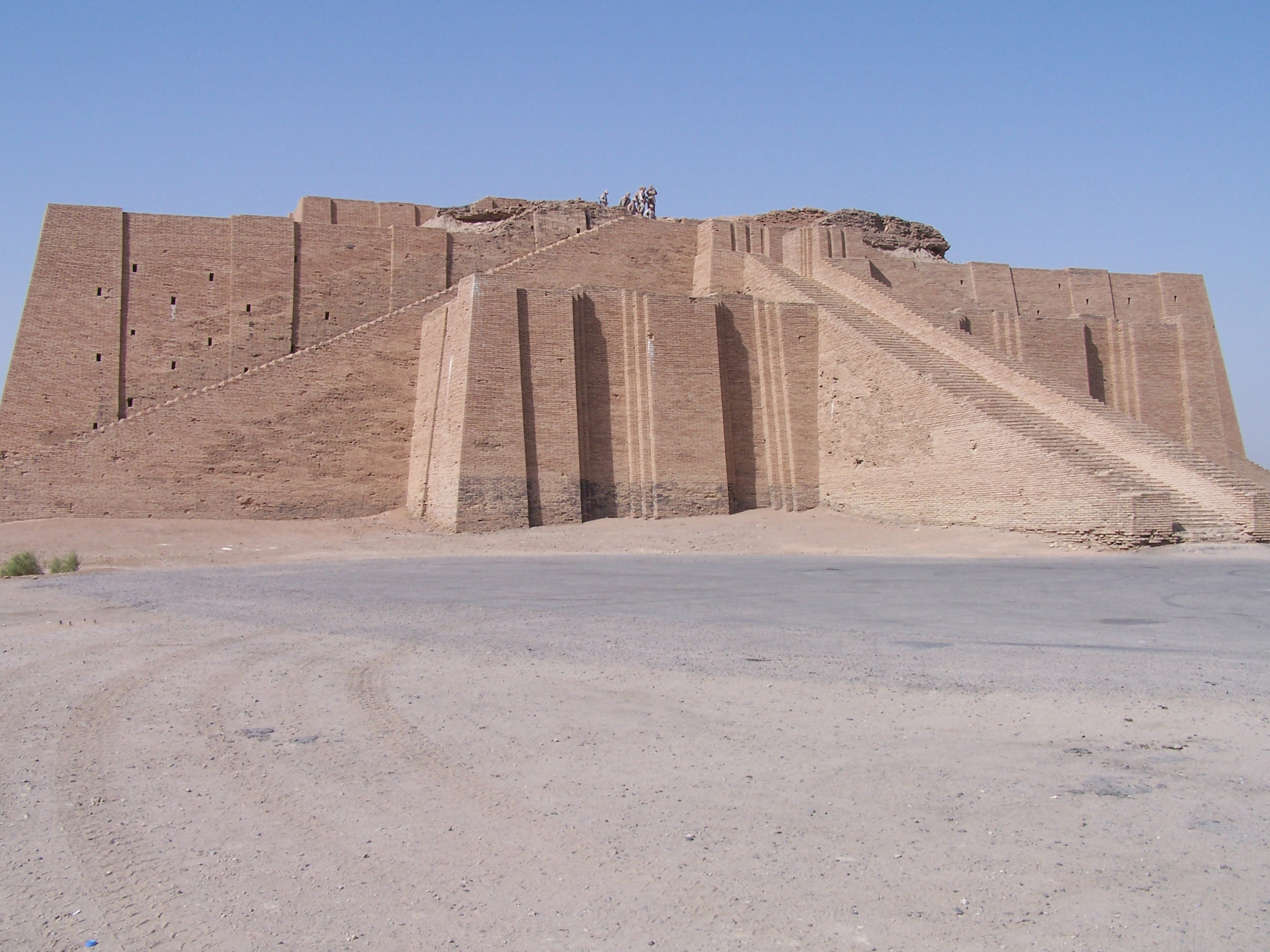
Részben rekonstruált zikkurat
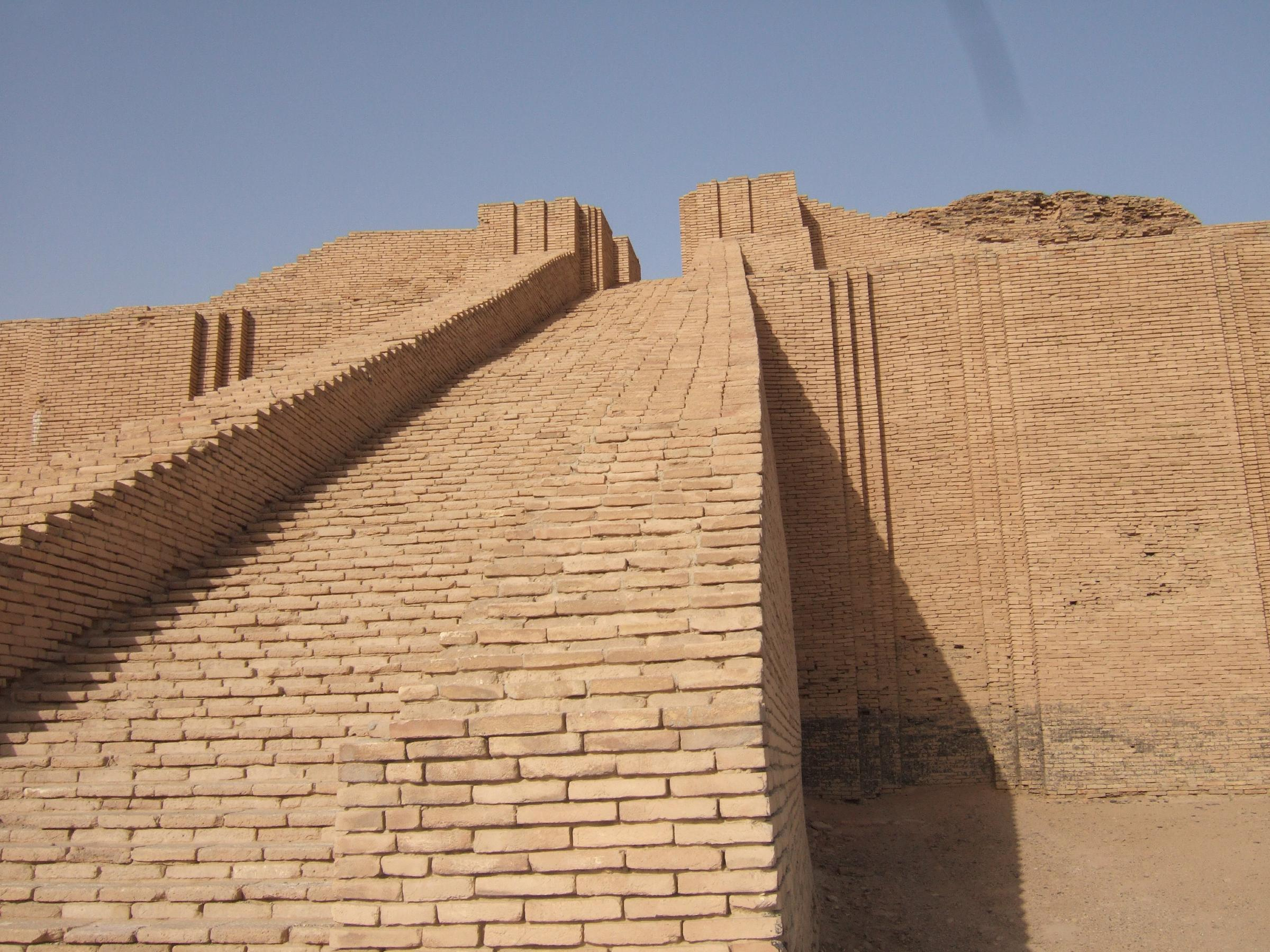
Felújított zikkurat lépcsője
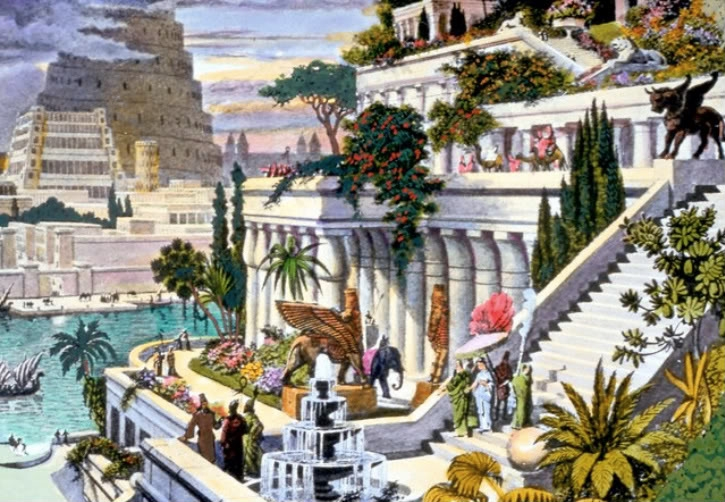
Babilon függőkertjeinek elképzelt ábrázolása
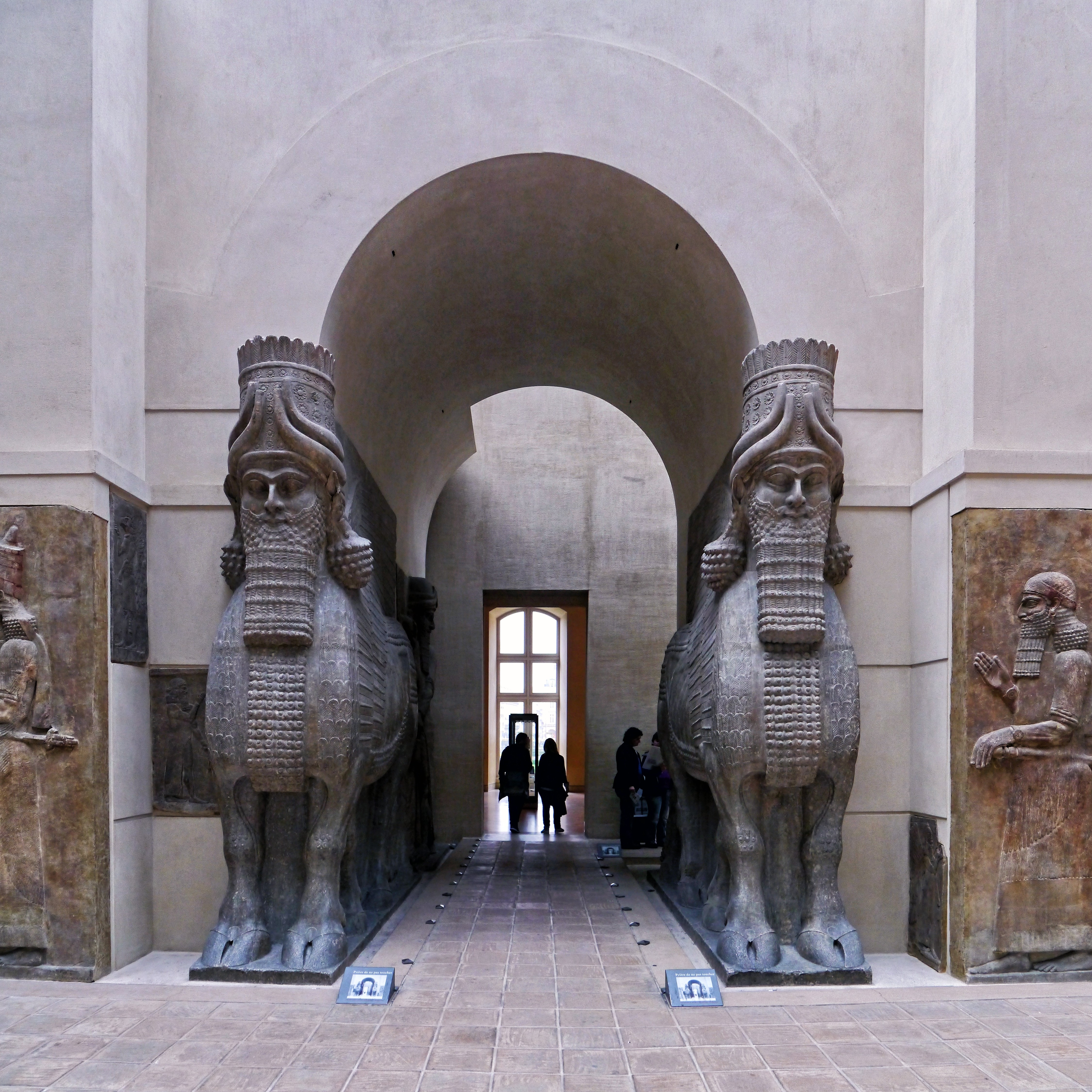
Lamasszu és Sédu, az asszír templomok és paloták kapuőre. (Louvre Múzeum, Párizs)

### Perzsia
Az ókori Perzsia történetében több korszakot különböztethetünk meg: az archaimenidák (Kr. e. 550-330), az arszakidák (Kr. u. 226-ig) és a szászánidák (642-ig) korát. Az építészetben a falak és lépcsők díszítésénél az asszír királyi paloták szolgáltak mintául: a király és kíséretének domborművű ábrázolása, adót fizető népek hódolása, küzdelem mitológiai lényekkel, szárnyas bikák emberfejekkel, zománcos téglákból készült mozaikok stb. Síremléknek részben alacsony tornyot építettek, egészen tömör alapzattal vagy lépcsős halottas kamarával, részben mesterséges sziklaüregeket, magasra épített, nehezen hozzáférhető bejárattal. Mind a kettőből van emlék Naks-i-Rusztem , Murghab és Perszepolis környékén.
A Perzsa Birodalom Asszíriából, Babilonból, Egyiptomból és Görögországból érkezett mesterei egyesült erővel az őket megelőző sumereknél, akkádoknál, babilóniaknál és asszíroknál sokkal könnyedebb és finomabb új építészetet teremtettek meg. Az élénk színekben pompázó, gazdagon díszített, Kr. e. 515 körül megalapozott perszepoliszi palota is mutatja, mekkora utat tett meg az építészet a kezdetleges zikkuratoktól.

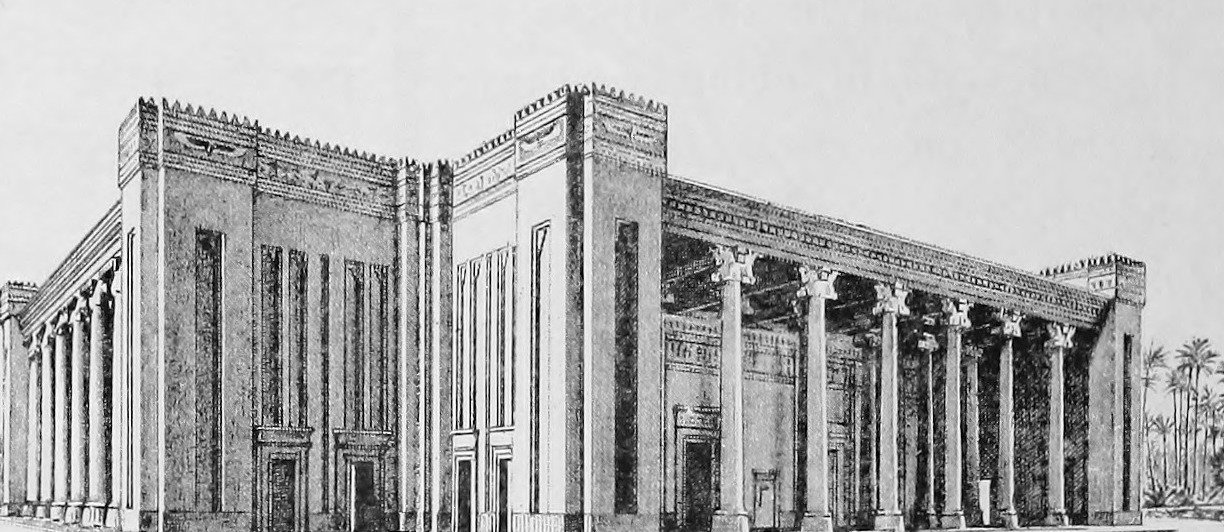
A szúzai Dáriusz-palota rekonstrukciós rajza
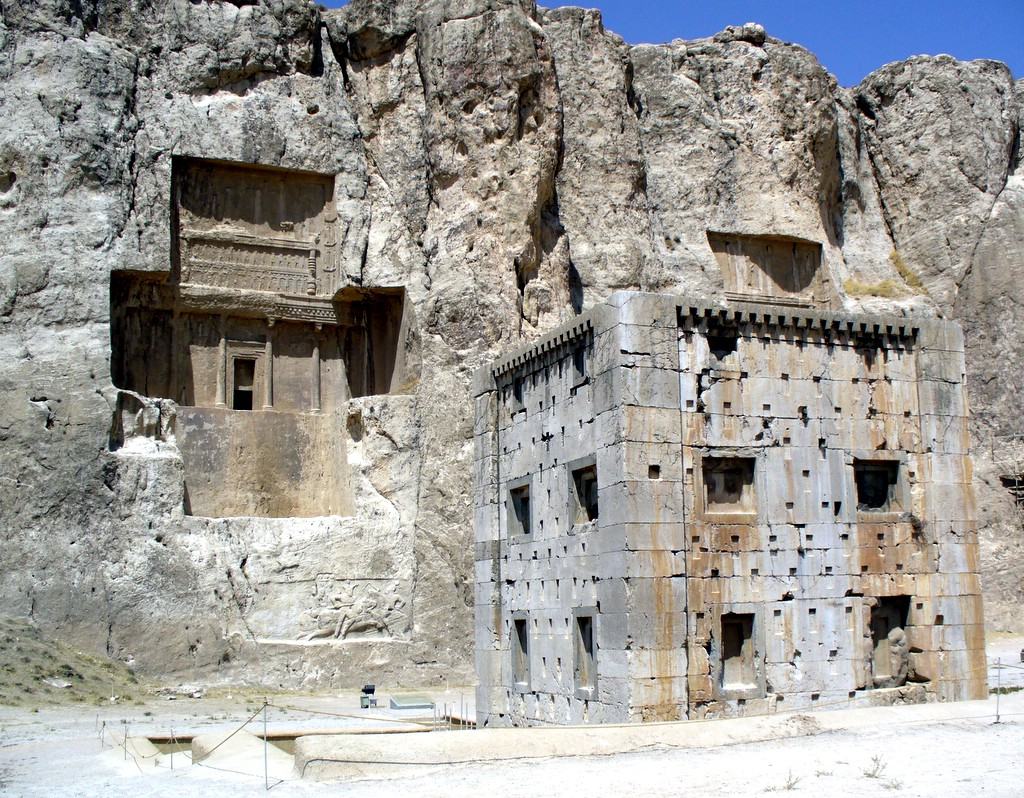
Naks-i-Rusztem
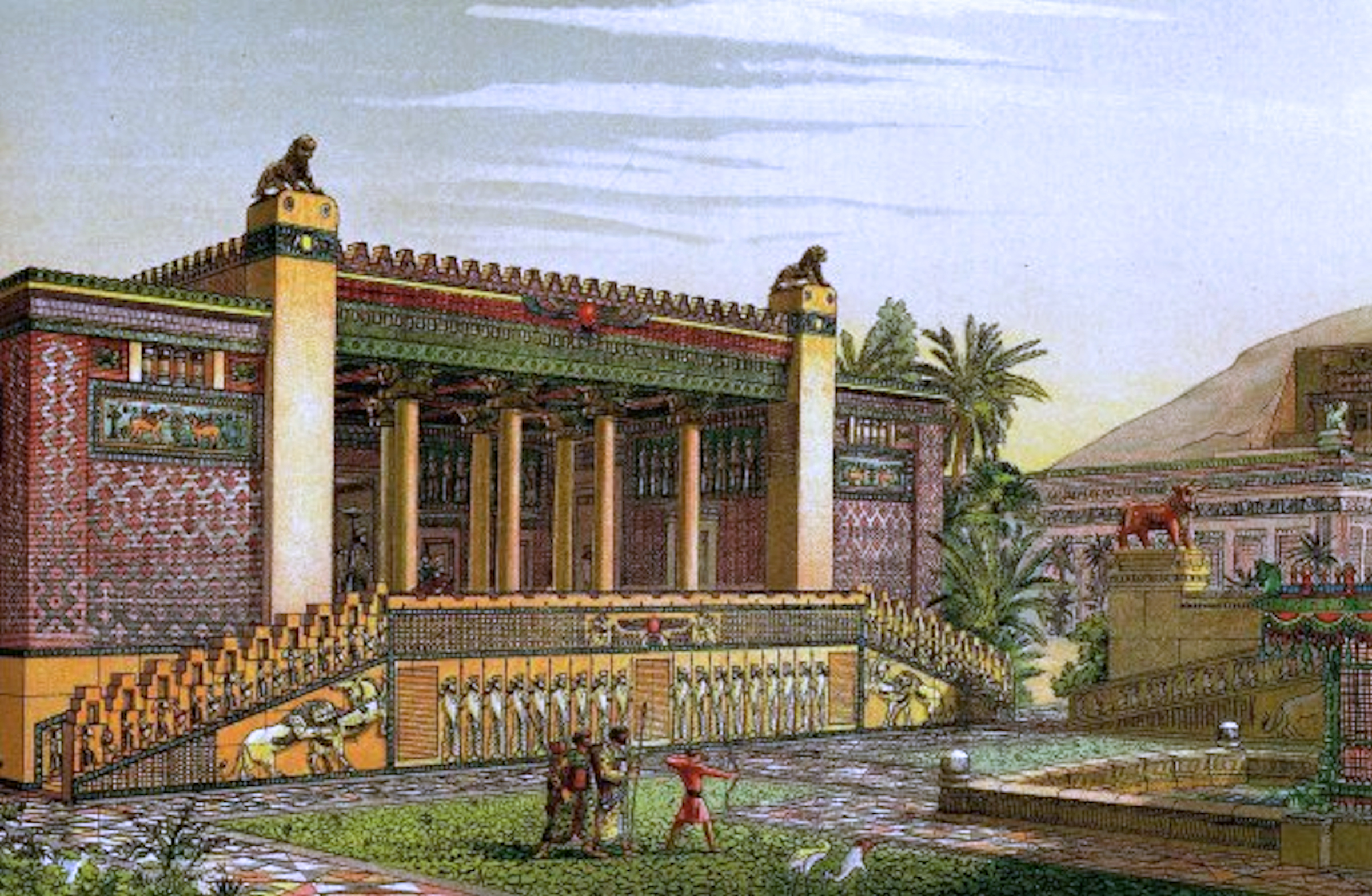
Dáriusz perszepoliszi palotája bejáratának rekonstrukciója (Charles Chipiez)
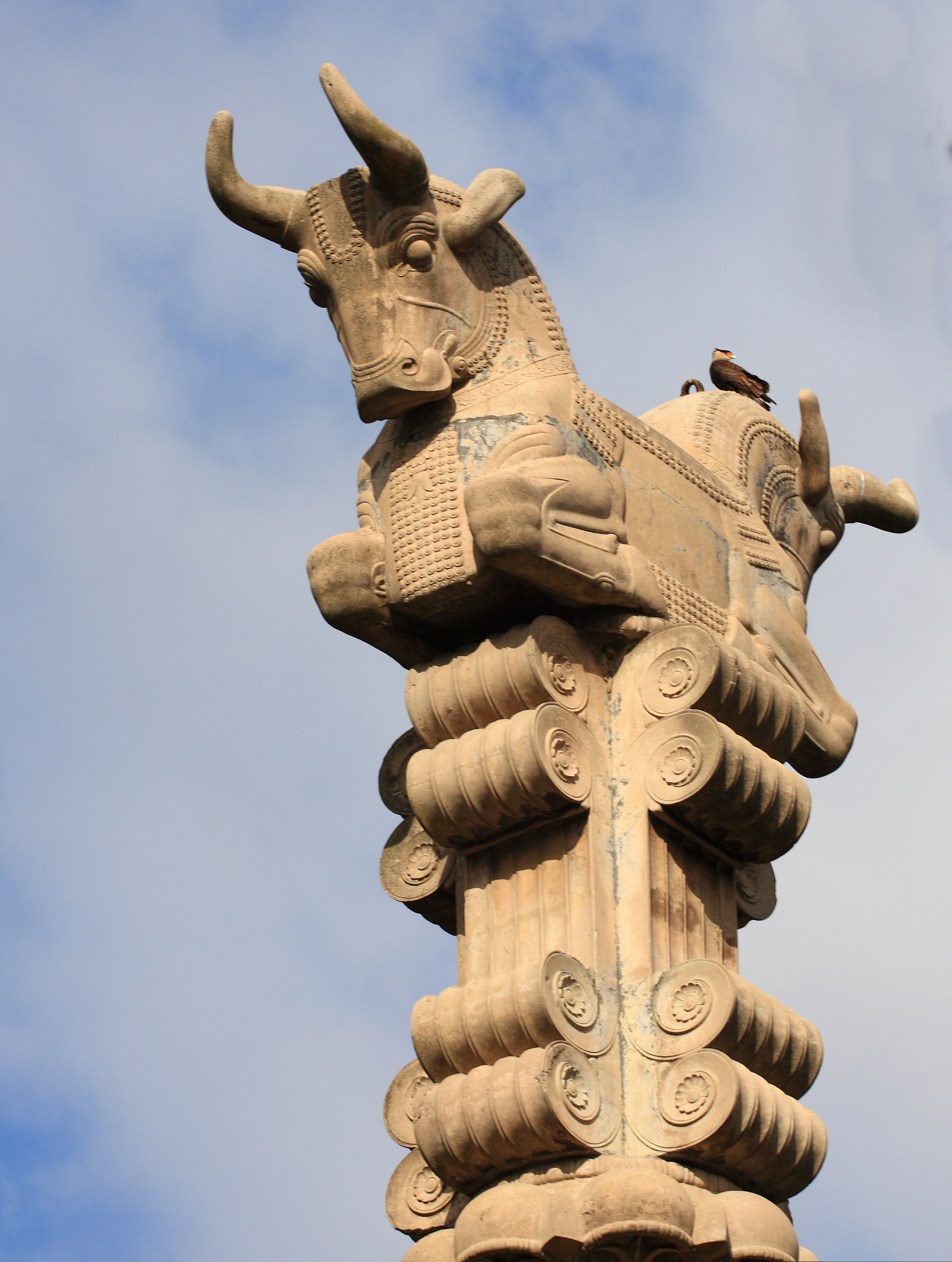
Oszlopfő Perszepoliszban
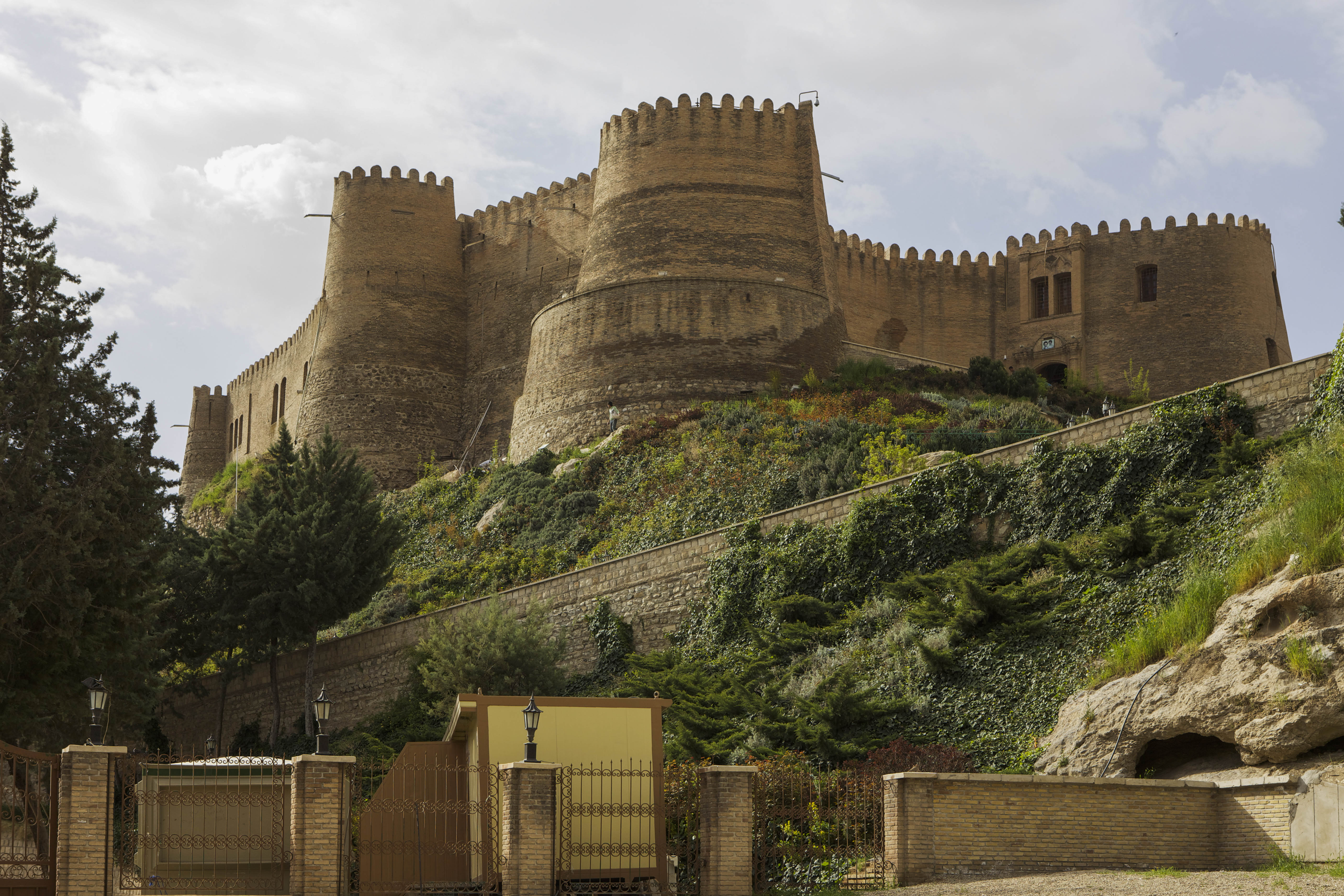
Falak-ol-Aflak (Khorramabad) szászánida erődje

## Ókori klasszikus

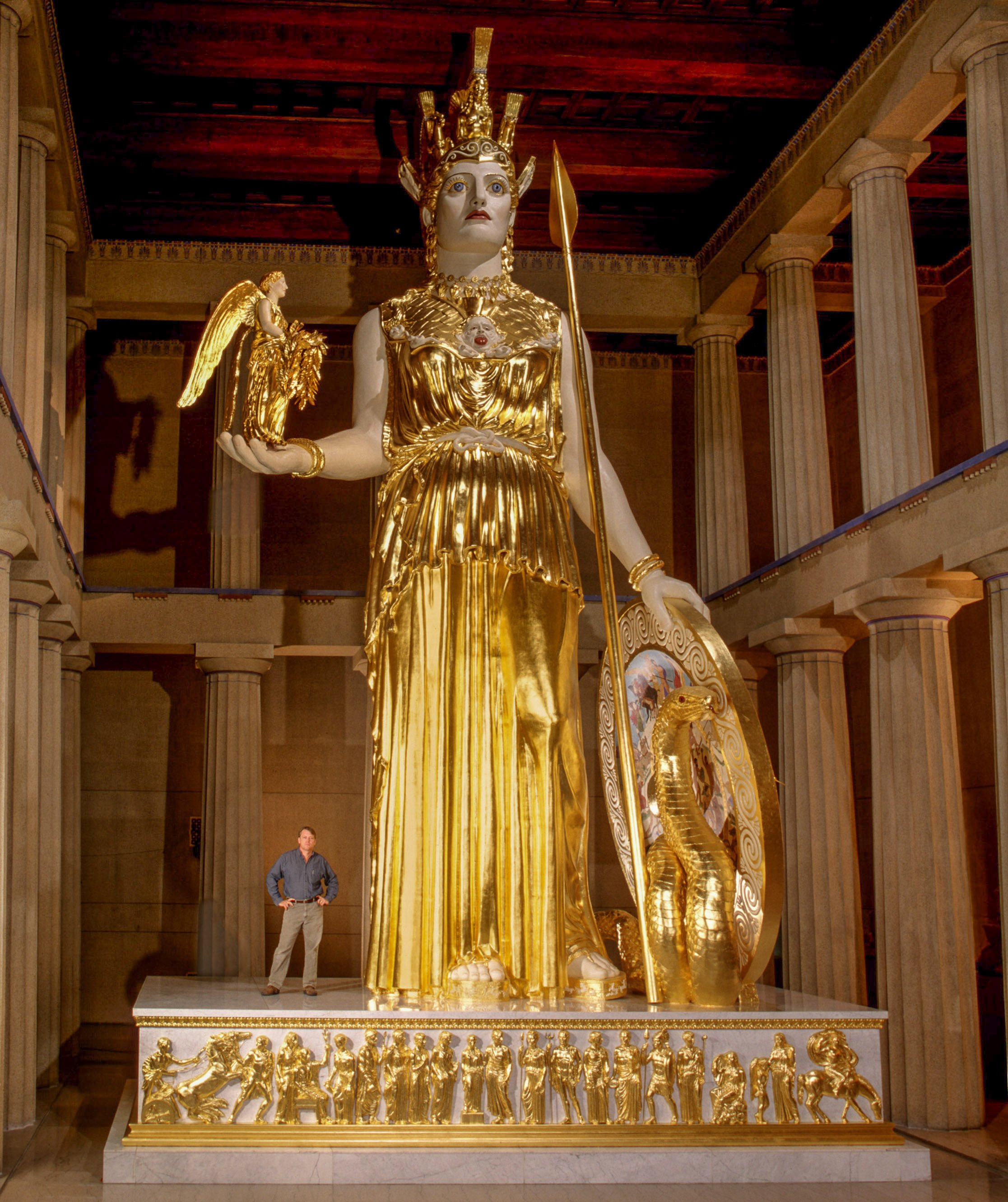
Athéna Parthénosz (Szűz Athéna) istennő 12 méter magas, aranyból és elefántcsontból készült szobrának rekonstrukciója az USA-ban

### Görög
Az ókori görög építészet a görög ajkú népektől származott, akiknek kultúrája a görög szárazföldön, a Peloponnészoszon, az Égei-tengeri szigeteken, valamint Anatólia és Itália gyarmatain virágzott kb. Kr.e. 900-tól a Kr.u. 1. századig. A legkorábbi fennmaradt építészeti alkotások a Kr.e. 600 körüli időtől származnak.
Az ókori görög építészet leginkább a templomairól ismert, amelyek közül sok megtalálható a régióban, de az athéni Akropoliszon álló Parthenónt tekintik legfőbb példának. A legtöbb maradvány nagyon lepusztult rom, de néhány épület egész jó állapotban fennmaradt, gyakran a mai Görögország határain kívül.
A templomok esetében a fagerendákat fokozatosan felváltották a kőből faragott tartószerkezetek. Bár a klasszikus templomok formailag ugyanarra a sémára készültek: a négyszögletes alakú központi tér oldalain oszlopsorokat alakítottak ki. A legbonyolultabb épületeknél a központi csarnokot több helyiségre tagolták, a hátsó oldalán is emeltek oszlopcsarnokot, az épületet pedig akár megkettőzött oszlopsorok vették körül. A kőfalakat gyakran vakolták és a vakolatot egy szabványossá váló színezési és aranyozási rendszer szerint díszítették.
Különböző oszlop- és fríztípusok léteztek. A legkorábbi a dór oszloprend, amelyet a szárazföldi Görögországban élő dórokról neveztek el. Az Égei-tenger szigetvilágában és Kis-Ázsia partjain az ión oszloprend terjedt el. A Korinthosz városáról elnevezett korinthoszi rend volt a legkidolgozottabb, magas, karcsú oszlopa jellemzi, ahol a párkány igen gazdagon volt díszítve, főleg a koronázó párkány.
A második fontos épülettípus, amely az egész hellén világban fennmaradt, a szabadtéri színház, a legkorábbi Kr.e. 525–480 körüli. Egyéb építészeti formák, amelyek még mindig láthatók: a díszes kapuzat (propülaia), a köztér (agora), amelyet oszlopsoros fedett folyosó (sztoa) és a tanács épülete (buleutérion) vett körül; a köztéri emlékmű, a monumentális sír (mauzóleum) és a stadion.

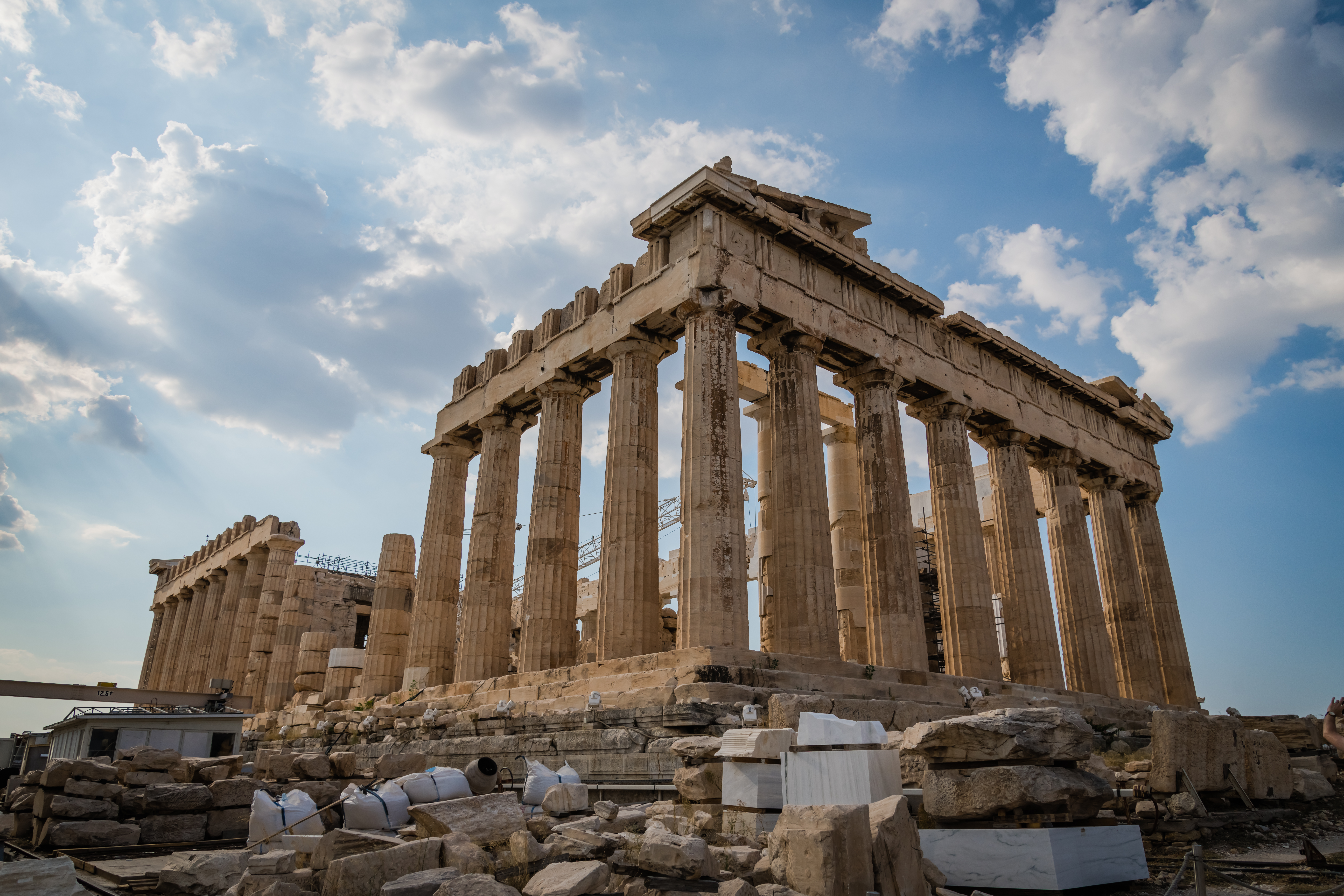
A márványból és mészkőből készült Parthenón az athéni Akropoliszon
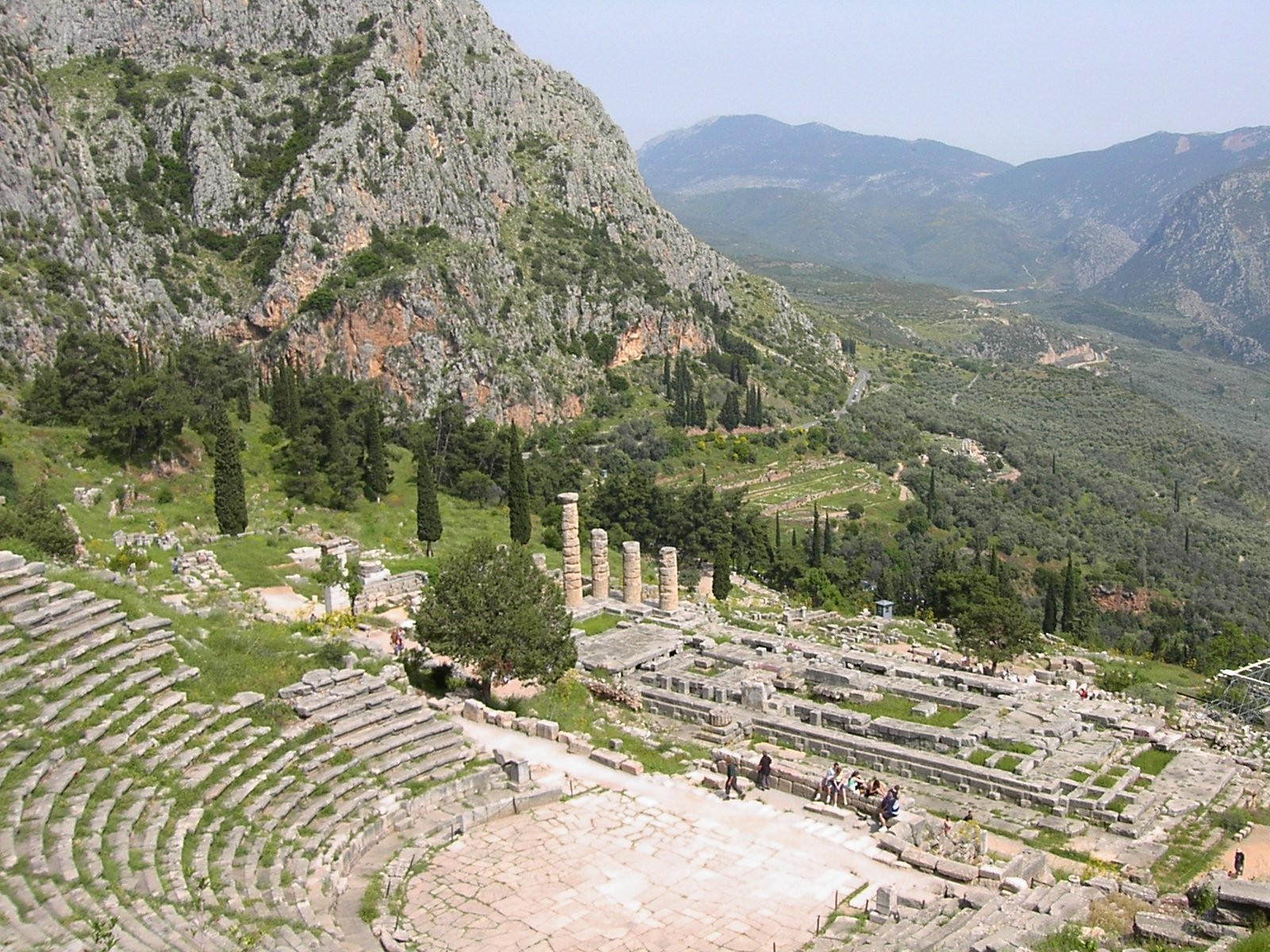
Delphoi romjai
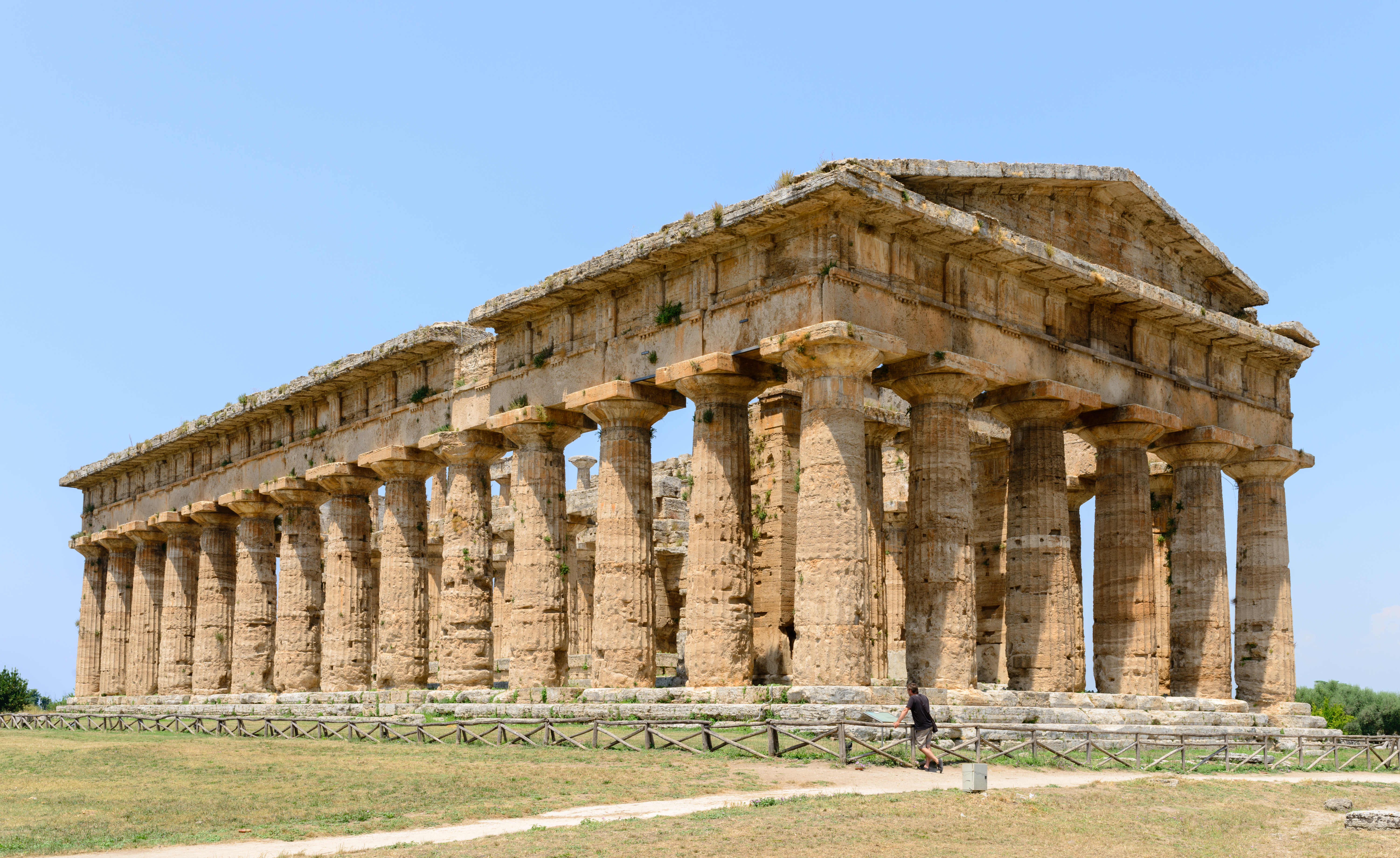
Görög templom romjai az itáliai Paestumban
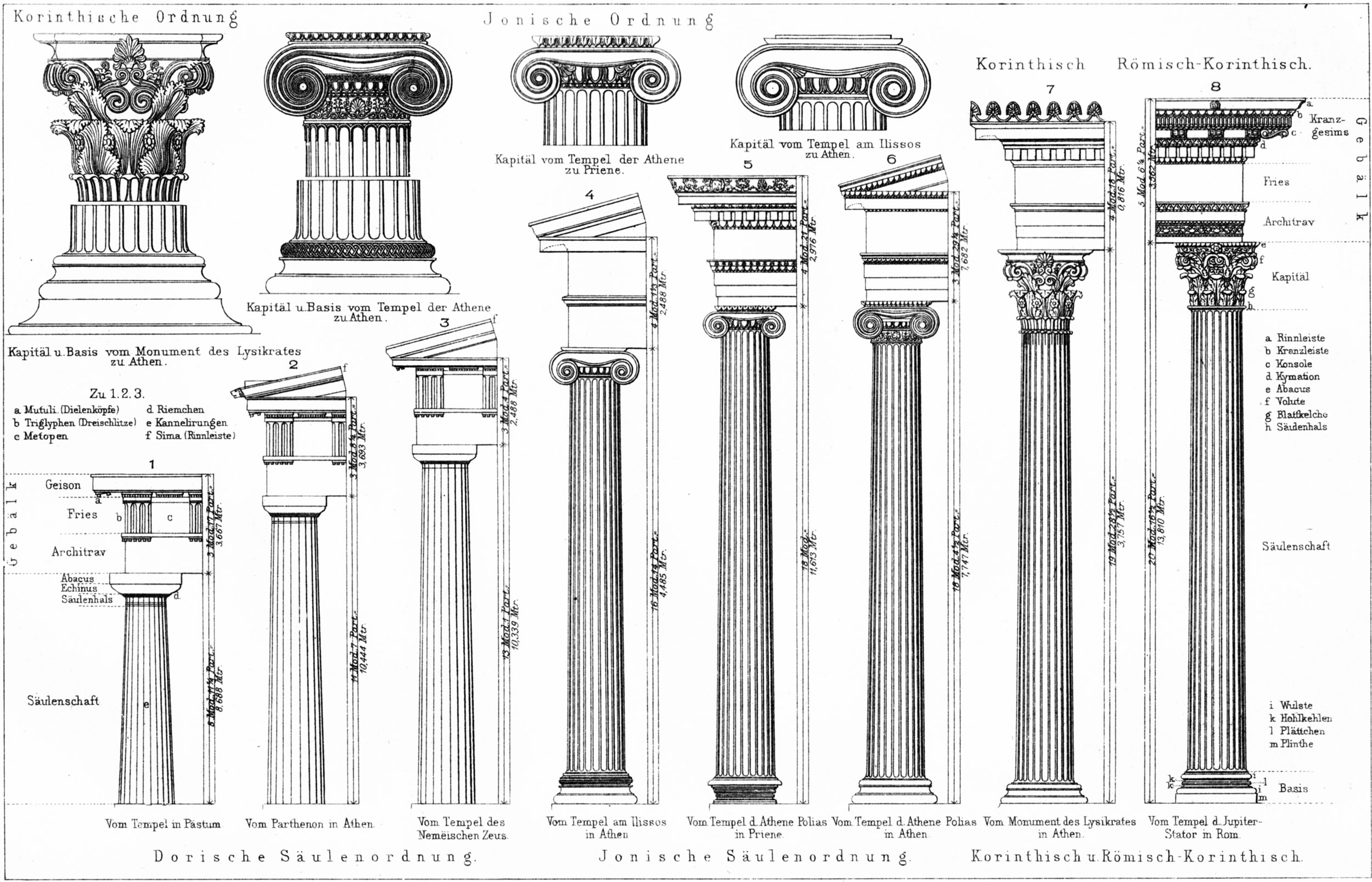
Oszloprendek balról jobbra: dór, ión, korinthoszi.
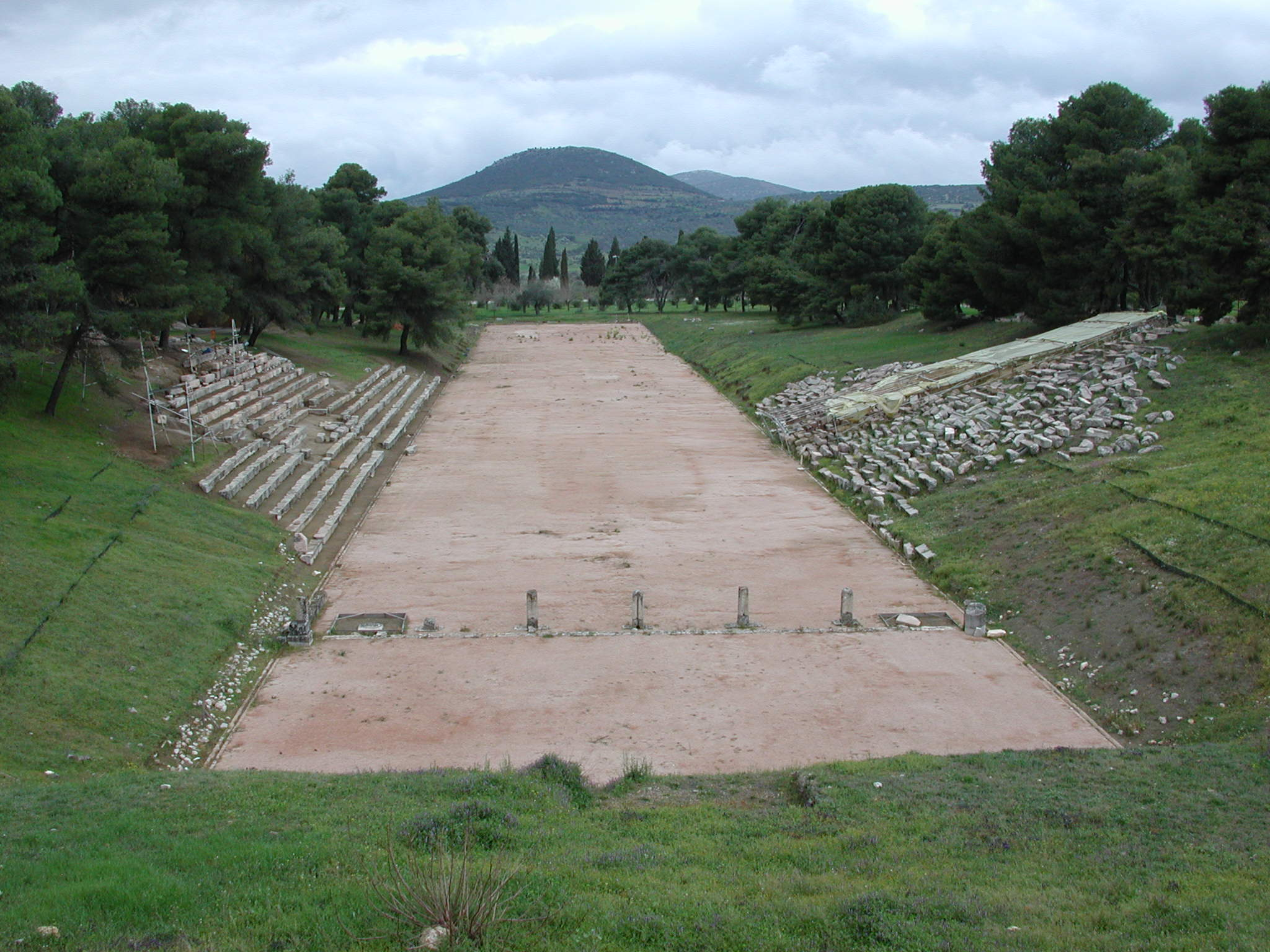
Epidaurosz stadionjának romjai
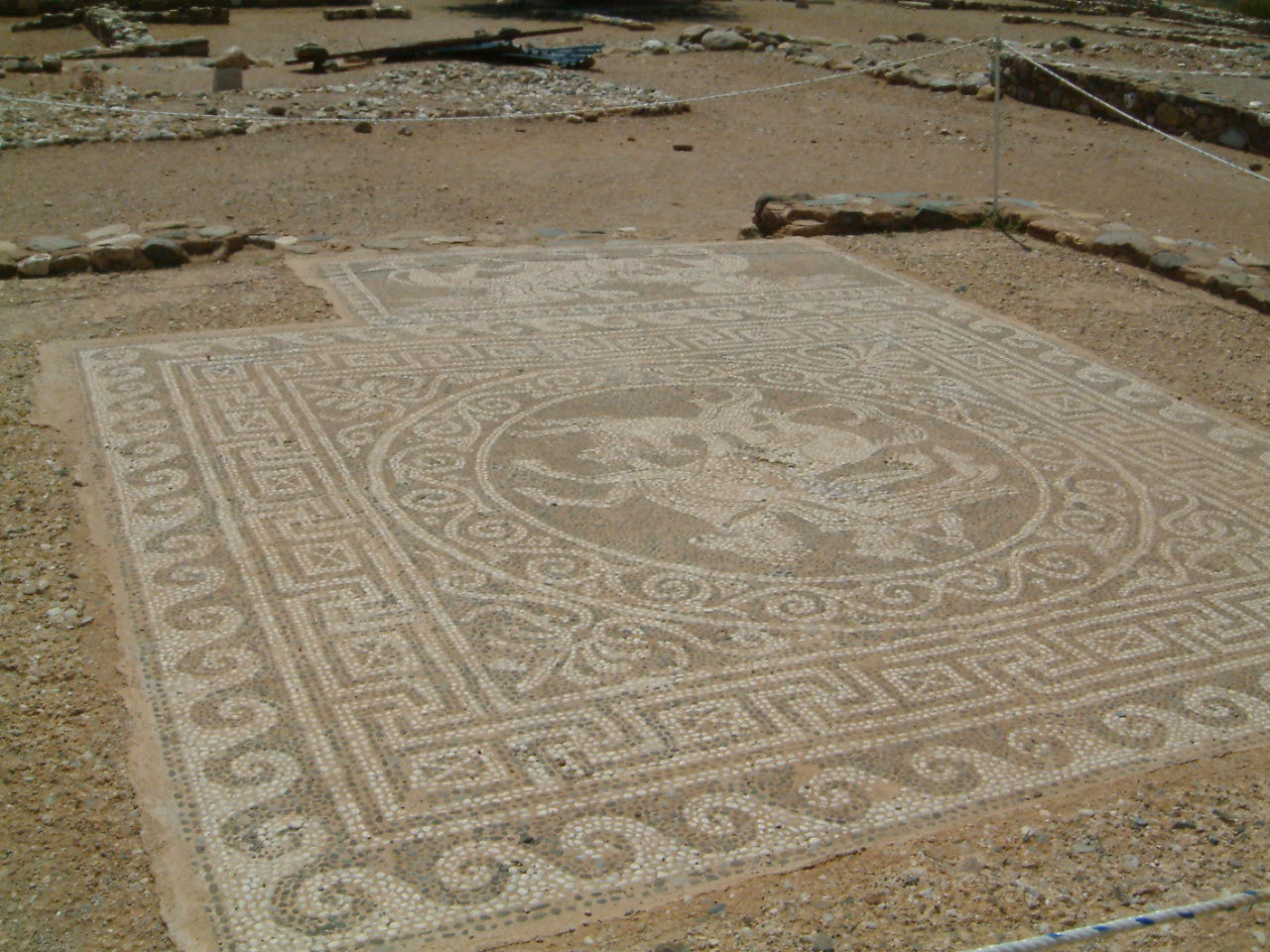
Padlómozaik Bellerophón ábrázolásával

### Római
Az ókori római építészet átvette a klasszikus görög építészetet, de eltért attól és új építészeti stílussá vált. A római építészet virágzott a Római Köztársaságban, de még nagyobb mértékben a Római Birodalom ideje alatt , amikor az azóta is fennmaradt épületek nagy többsége épült. Új anyagokat, különösen a római betont  és újabb technológiákat, például boltívet és kupolát használtak jellemzően erős és jól megtervezett épületek készítésére.
A rómaiak a természeti akadályokat leküzdve építették ki az úthálózatot, a városokat pedig rácsszerkezet mintájára alakították ki. Építészeti elgondolásuk merőben különbözött a görögökétől. Míg a görögök építményeik szerkezetét oszlopok és gerendák segítségével szabták meg, a rómaiak falakat emeltek. Téglákból vagy kisebb kődarabokból magasabb falat, különböző méretű, félköríves ajtókat és ablaknyílásokat lehetett építeni. A kötőanyagként használt betonnak köszönhetően növelni tudták az építmények szilárdságát. A klasszikus építési rendeket némileg átalakítva, inkább dekoratív elemként alkalmazták a falak külső felületén.
A légiók által meghódított területeken azonnal meghonosították a Római Birodalom eszményeit és egyéb jellemzőit, ezek közé tartozott a városok logikus és rendezett kialakítása is. Görögországban és Britanniában éppúgy, mint a birodalom többi szegletében; a városok, bár helyi anyagokból épültek, alaprajzuk és épületeik stílusa mindenhol majdnem teljesen azonos volt. Még a távoli Petrában is, – amely századokig elrejtőzött a világ szeme elől – görög-római színház, diadalívek, új fürdő és nümphaionok épültek.
A rómaiak építményei nagy számban maradtak meg valamilyen formában az egykori birodalom területén, és néha még a mai napig használatban vannak.

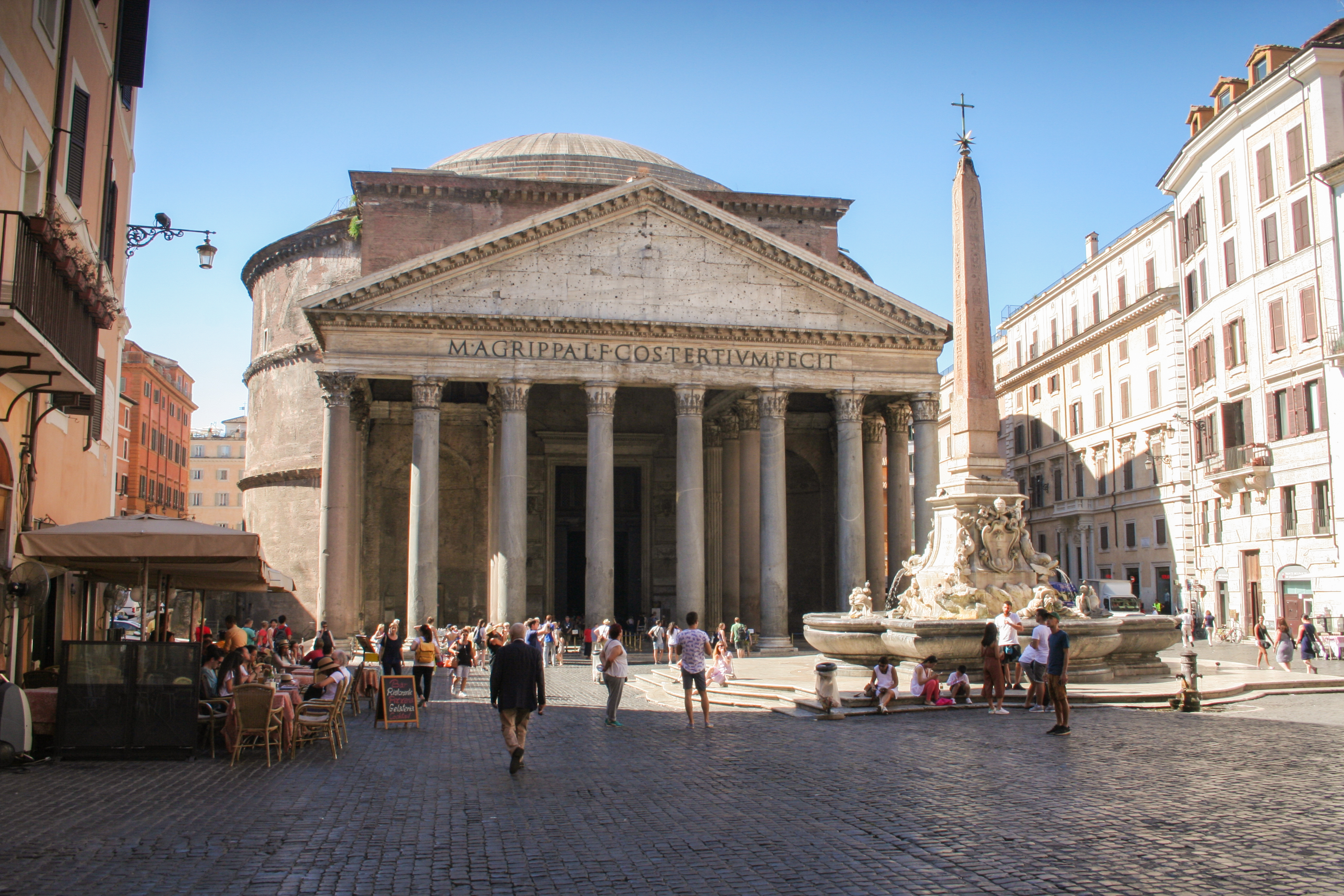
A római pantheon kívül..
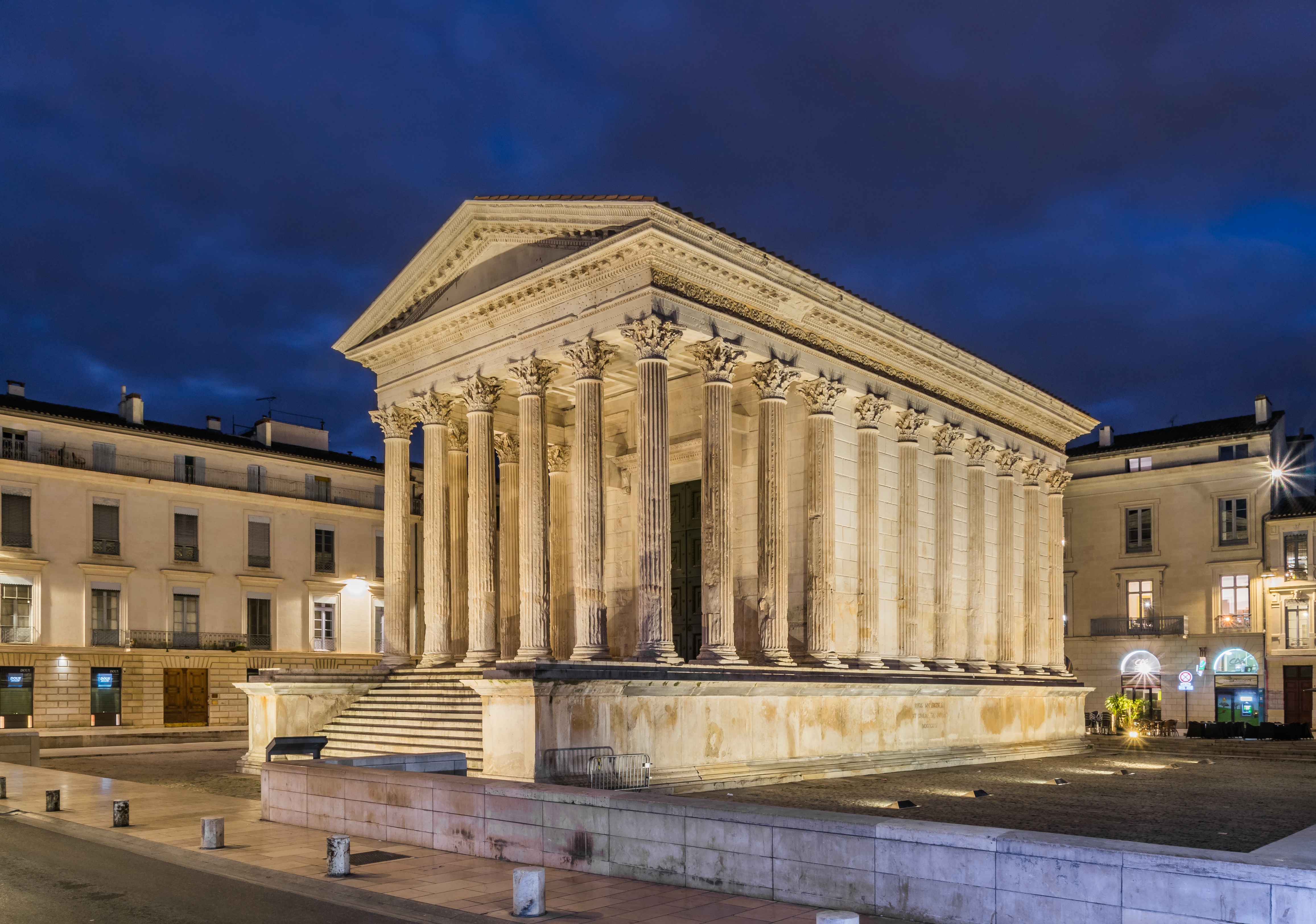
Maison Carrée Nîmesben (Franciao.), az egyik legjobb állapotban fennmaradt római templom
Colosseum Rómában
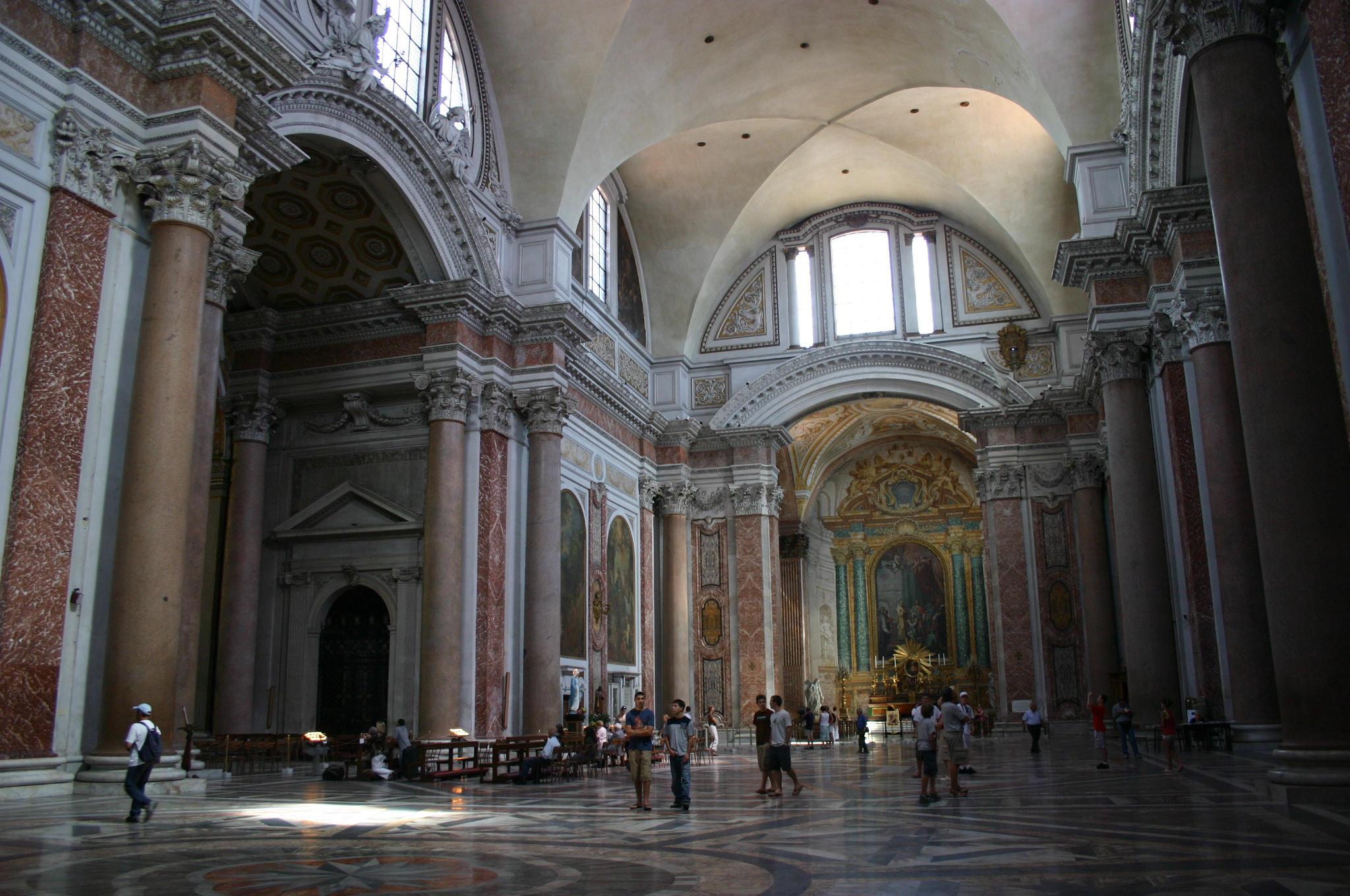
Diocletianus fürdői; ma Santa Maria degli Angeli-bazilika
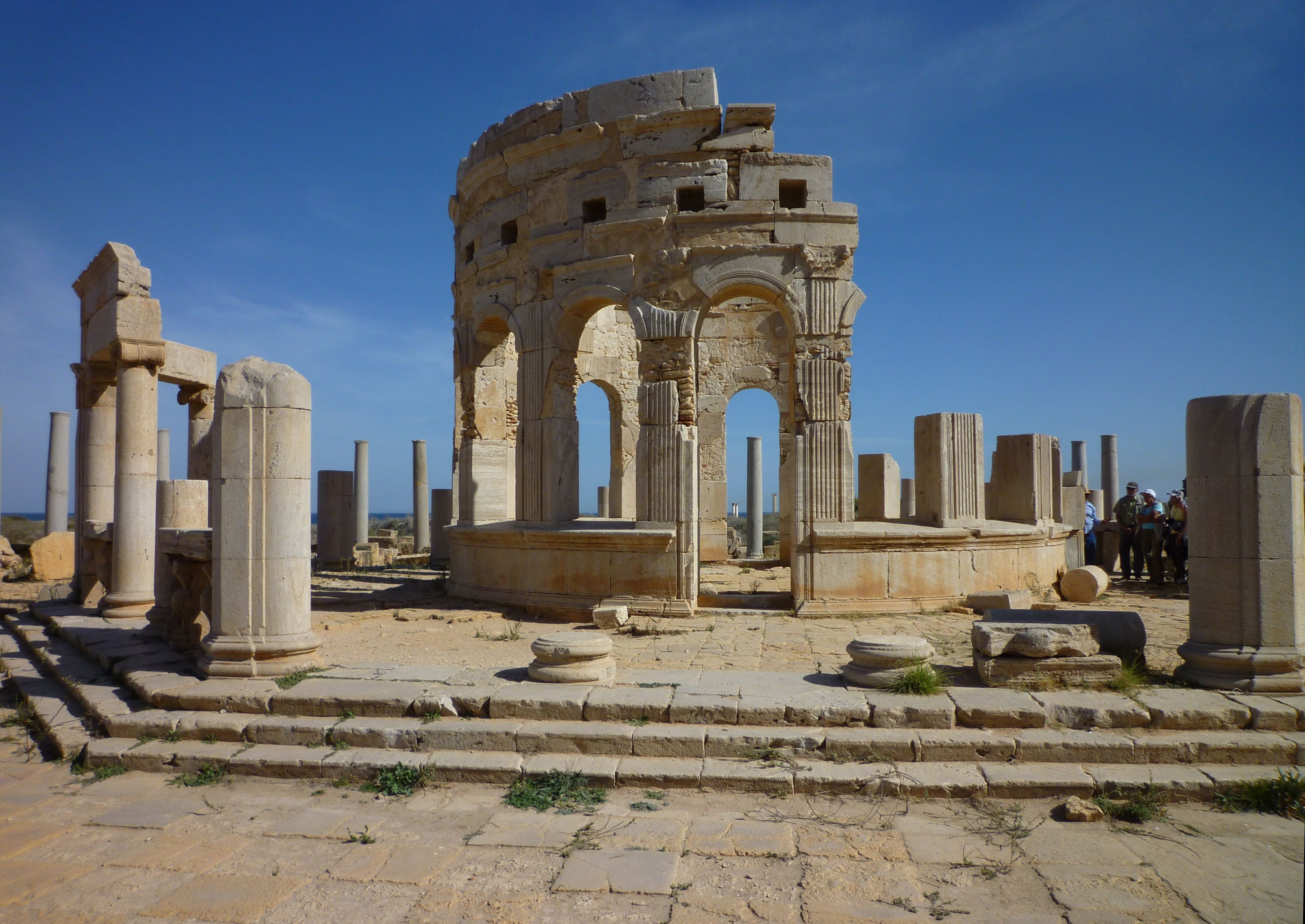
A piacépület (macellum) romjai (Leptis Magna, ma Líbiában)

## Ázsiai építészet
Ázsia különböző részeinek építészete az európaitól eltérő módon fejlődött; A buddhista, hindu és szikh építészet különböző jellemzőkkel bír. Az indiai és kínai építészet nagy hatást gyakorolt a környező régiókra, míg a japán építészet nem. A buddhista építészet különösen nagy regionális sokszínűségben jelentkezett. A hindu templomépítészetet, amely az 5. század körül alakult ki, a sásztrákban lefektetett elvek irányították, és a makro- és mikrokozmosz kifejezésével foglalkozik. Sok ázsiai országban a panteista vallás olyan építészeti formákhoz vezetett, amelyeket kifejezetten a természeti táj fokozására terveztek.
A kontinens nagy részén a legnagyszerűbb házak is könnyűszerkezetesek voltak; főleg fából készültek egészen a közelmúltig, így nemigen maradtak fenn. A vallási építmények viszont kőből és téglából is épültek, amelyek gyakran jó állapotban fennmaradtak.
Délkelet-Ázsiában a buddhizmus elterjedésével a kínai hatás is egyre erősebben érvényesült az építészetben. A két stílus hosszú ideig tartó összeházasításából születtek az olyan építmények, mint a burmai sztúpák, a kambodzsai templomvárosok és a bangkoki paloták.
Angkorvat még ma is lélegzetelállító építményei a középkorban épültek és az építészet világának csodái közé tartoznak.
Kelet-Ázsiában a mintegy 2000 éves kínai nagy fal hatalmas építménye évszázadokra elzárta Kínát a külvilágtól, mint ahogy Japán is elszigetelte magát a világ többi részétől. A kínai kultúra – részben a saját magára erőltetett elszigeteltség miatt, – egy gyakran semmihez nem hasonlítható, külső hatásoktól elzárt építészet kialakulását tette lehetővé. A helyi vallások és környezet hatására kialakult regionális változatok mellett olyan korai stílusjegyek is létrejöttek, amelyek gyorsan elterjedtek az egész birodalomban. Az építési stílusok állandóságának megteremtése érdekében a Jingcao Fasi (營造法式, Építési módszerek) címmel kormánykiadványt tettek közzé 1103-ban, és az egész országban terjesztették. A kiadvány által rögzített alapelvek érvényesülésének a kínai templomok, kolostorok és pagodák mai látogatói is tanúi lehetnek.
Az építészetről szóló korai ázsiai írások közé tartozik a kínai Kao Gong Ji (考工记), az ókori indiai Shilpa sásztrák (शिल्प शास्त्र); az 5-6. századi srí lankai Manjusri Vasthu Vidja sásztra és a középkori nepáli Araniko (अरनिको).

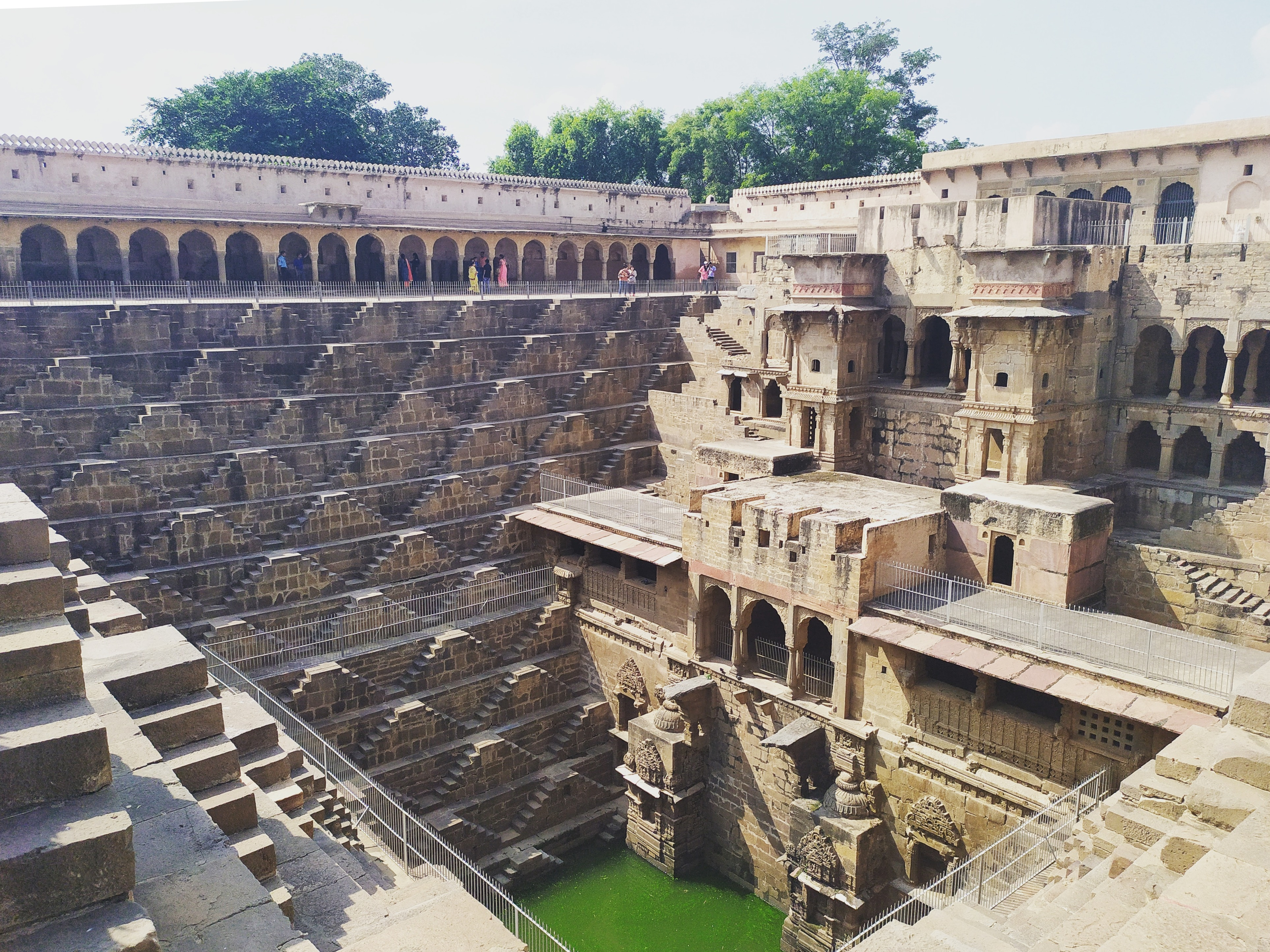
Lépcsős kút, (Chand Baori, Rádzsasztán, India), 8-9. század
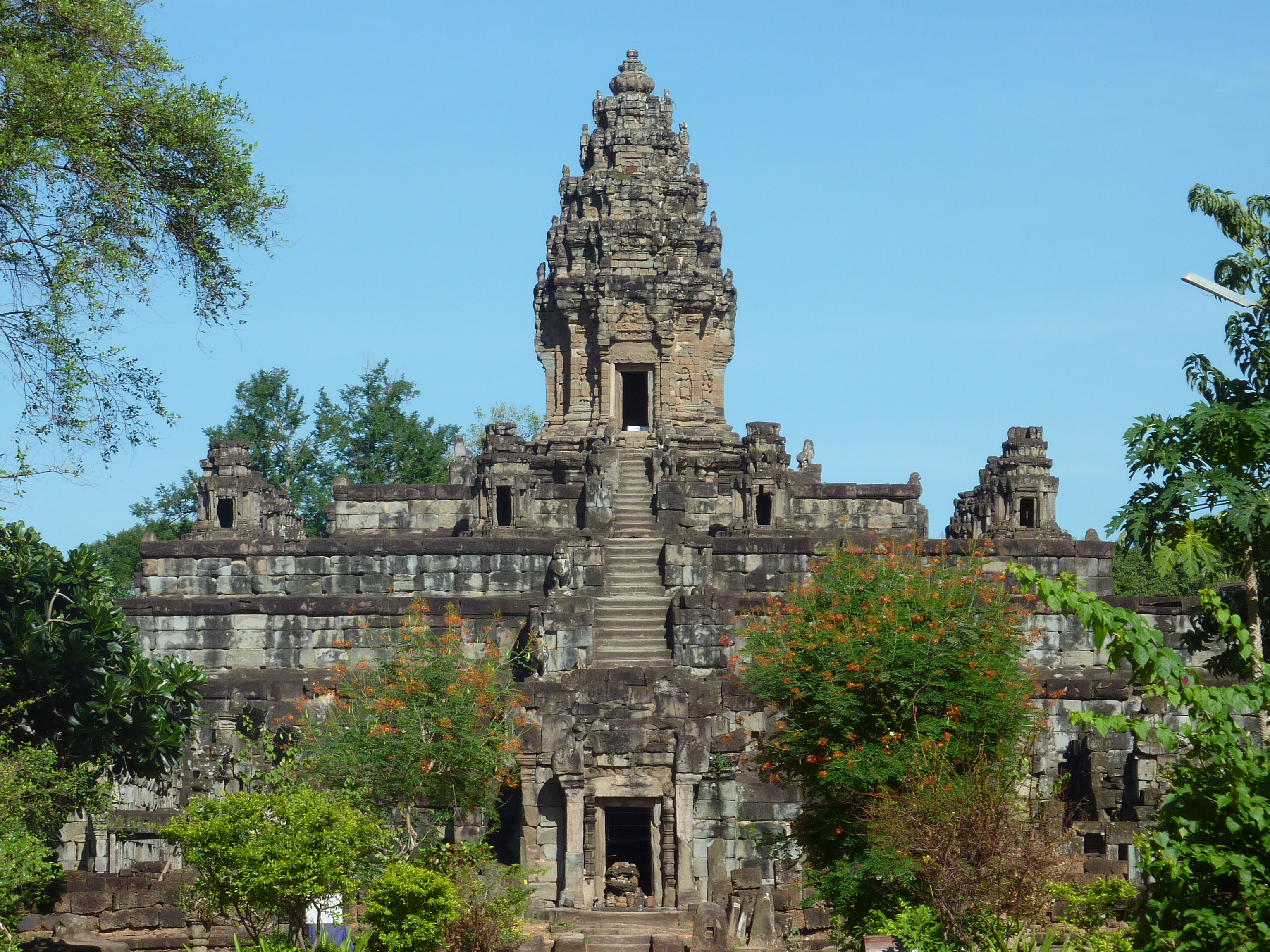
Khmer építészet: A Bakong (Siem Reap közelében, Kambodzsa, 9. század
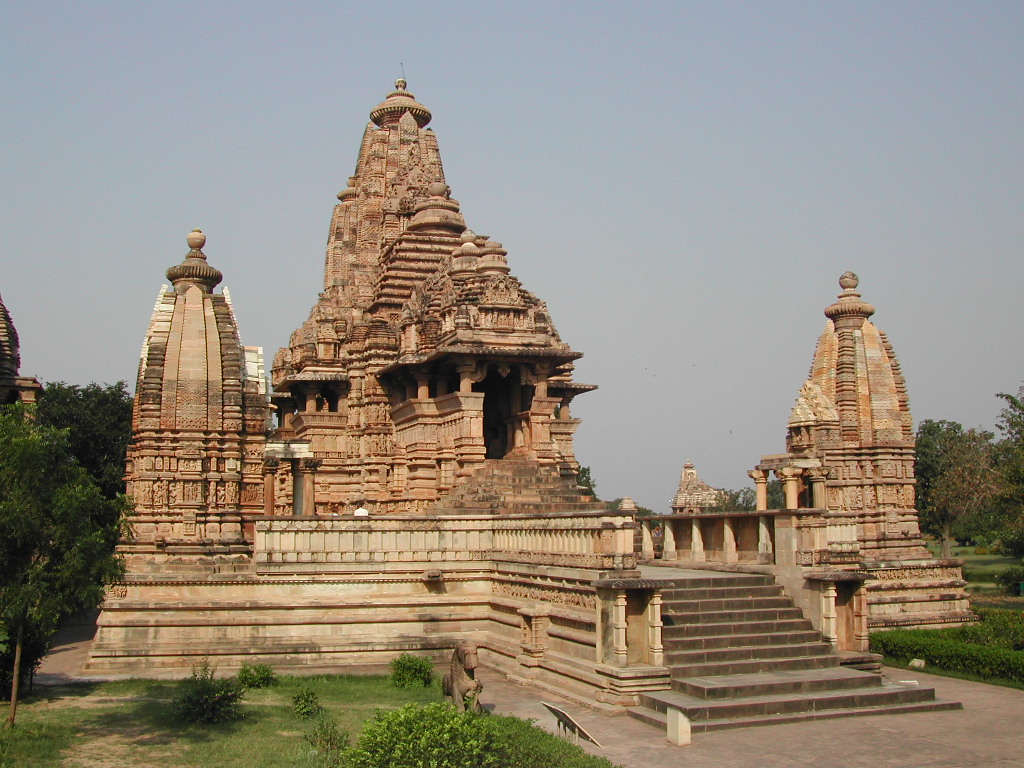
Indiai építészet: Lakshmana-templom ( Khadzsuráhó, India), 10. század
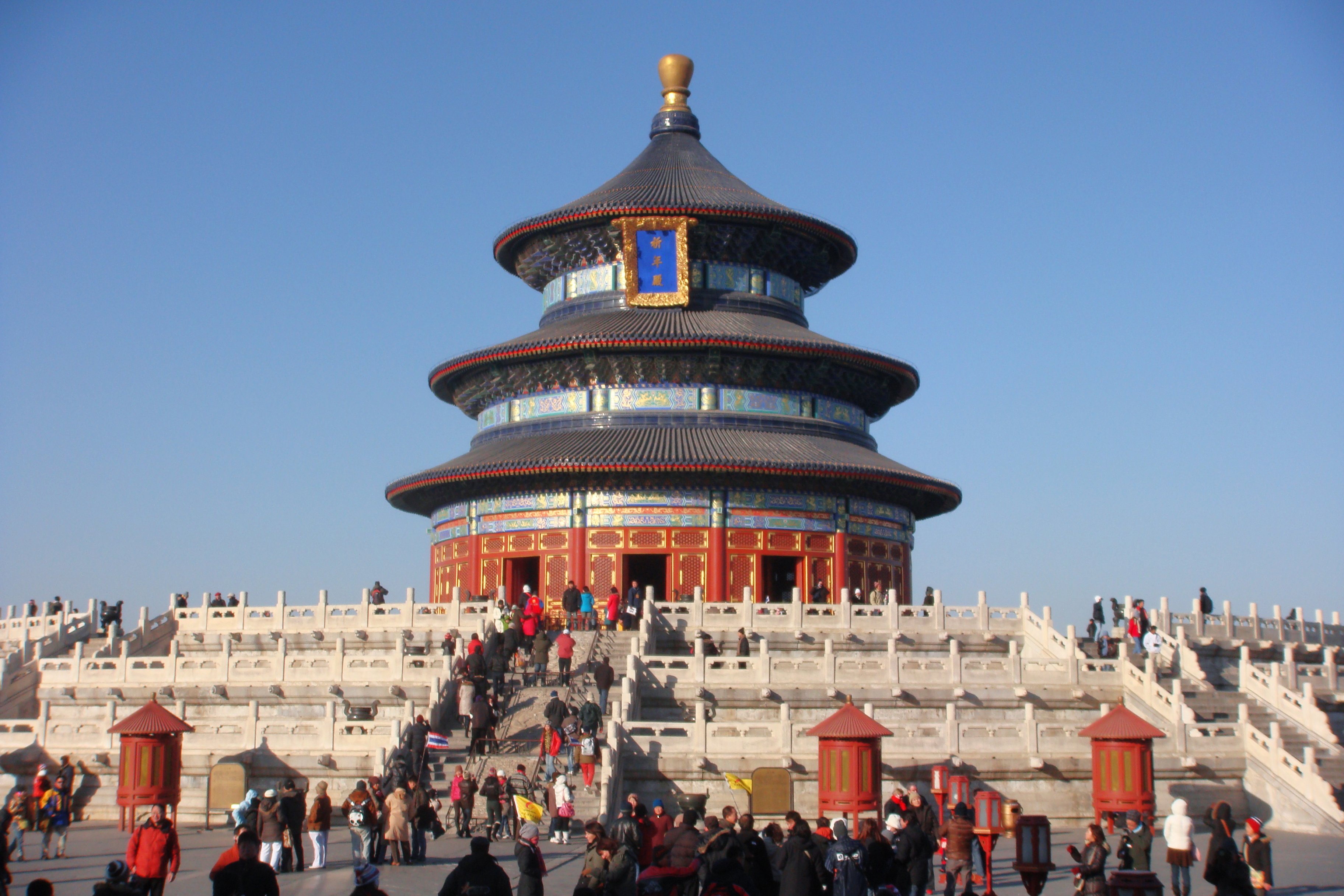
Kínai építészet: Az Ég Templomának főépülete (Peking, Kína), 1703-1790
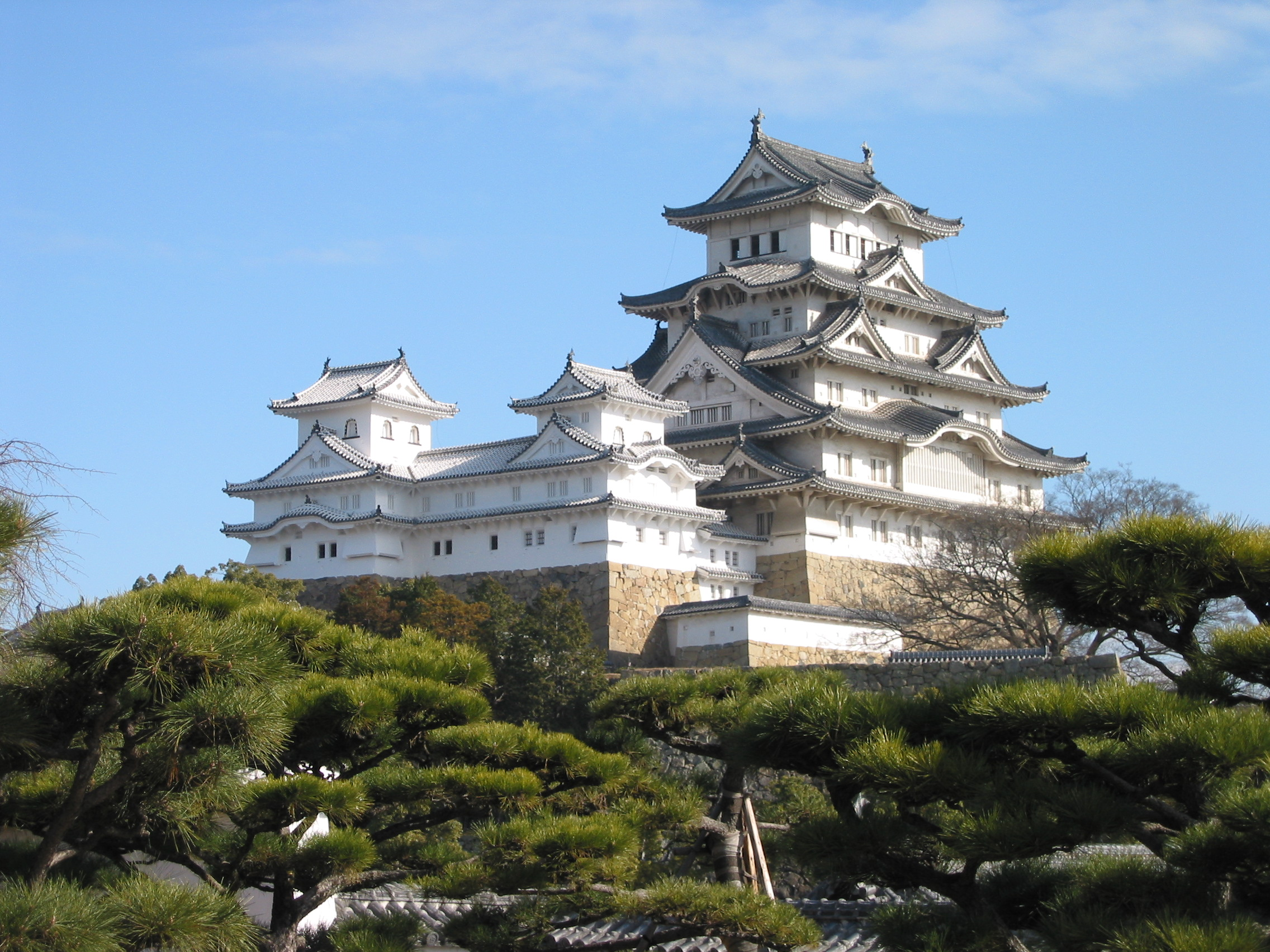
Japán építészet : Himedzsi várkastély, 1609
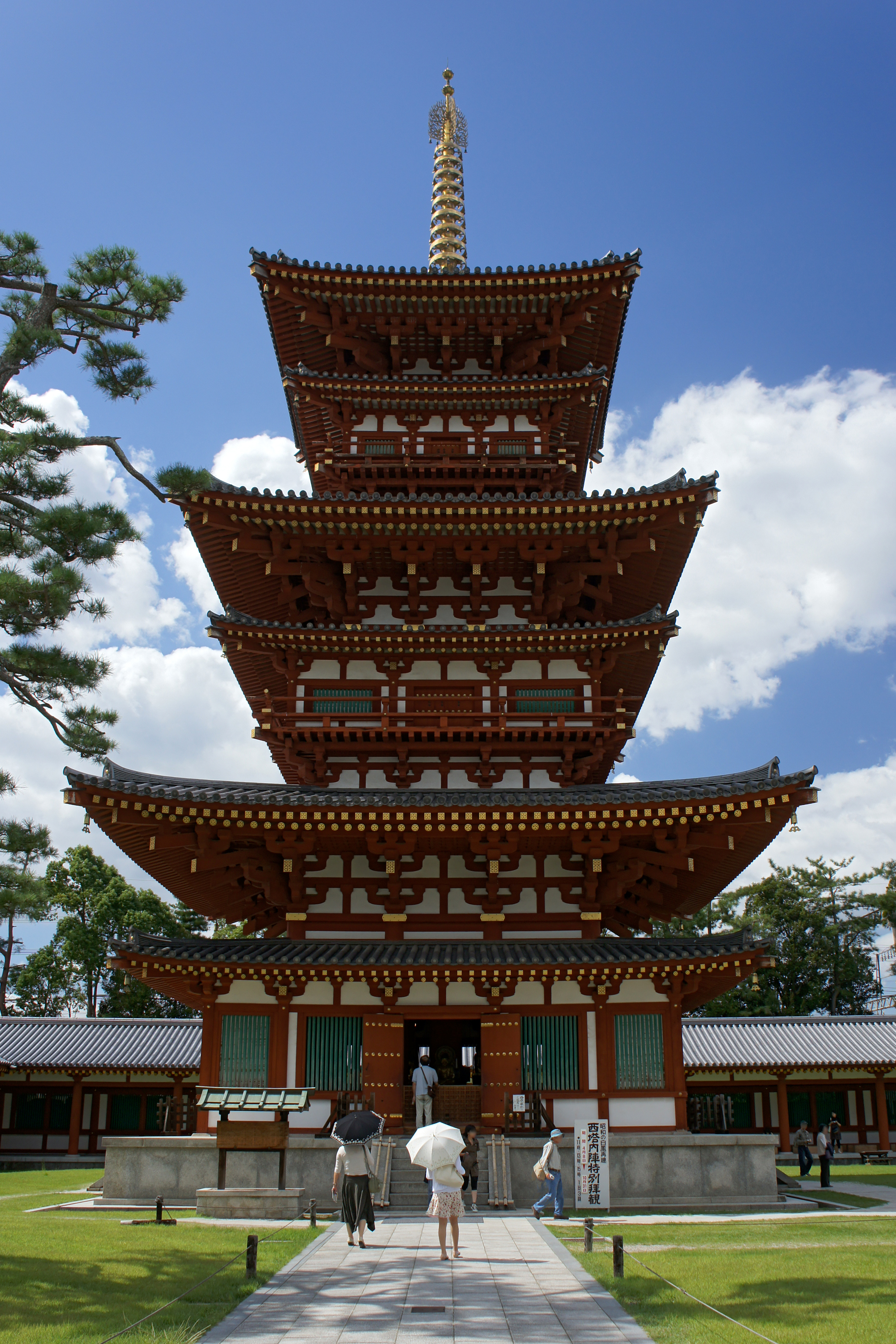
Yakushiji Nara pagodája, Japán
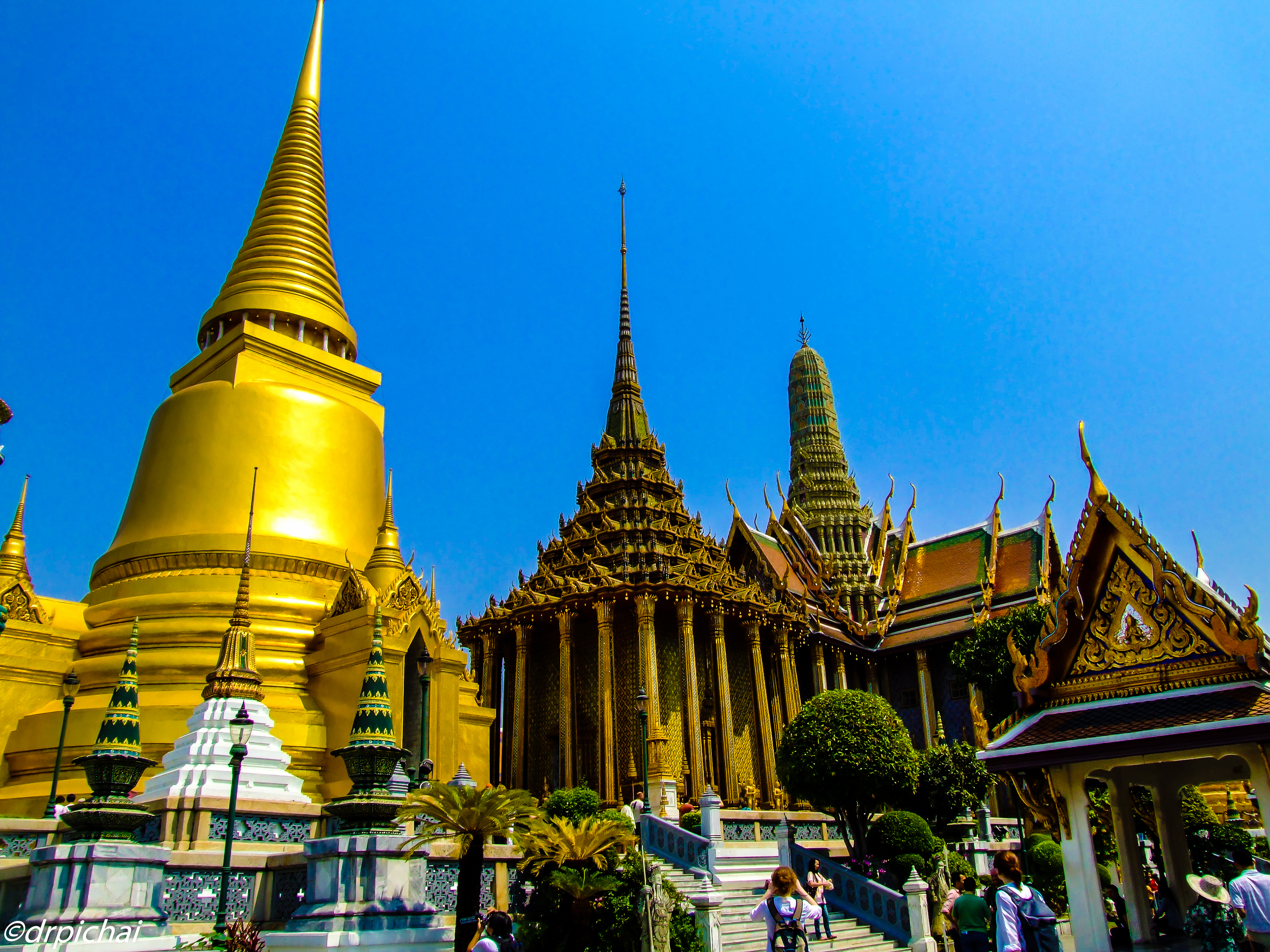
Wat Phra Keo, Bangkok, Thaiföld (18-19. század)

## Amerikai építészet (Kolombusz előtti)
Leginkább Közép-Amerikában, a mai Mexikóban maradtak meg jelentősebb, bár a hódító spanyolok által részben szétdúlt építmények. Ezen emlékek a Mexikó birtokában egymást követő olmékok, toltékok, aztékok és maják művei és stílusuk részben egyik a másikból keletkezett és fejlődött. Az olmékoknak voltak piramis alakú sírhalmaik földből, ciklop-műves falaik, vízvezetéseik és templomaik (a teocallik) kőből és téglából. A toltékok, akik Mexikót a Kr. u. a 6. században hódították meg, már nagyobb szabású építőművészeti tevékenységet fejtettek ki. Magas, lépcsőzetes piramison fölépült templomaik, a teocallik fallal körülzárt téren emelkedtek, kertekkel, kutakkal, papok lakásaival és arzenálokkal környezve. Igen jellemző palotahomlokzatuk.
A toltékok építészeti művei erőteljesek, mérsékelt diszítéssel, nagyhatású arányokkal. Falaik vakolva voltak, a boltozatot nem ismerték, a nagy nyílások kő-architravokkal vannak áthidalva. Házaik többnyire kétemeletesek voltak, lapos födéllel, lövőrésekkel. Nevezetes, hogy fürdőszoba majd minden városi házban volt.
Az aztékok a 12. század táján jöttek Mexikóba és egészen a spanyol hódításig uralkodtak; ők alapították Tenocstitlant, a mai Mexikóváros elődjét. Építészetük, mely részben az őket megelőző két nép művészetéből keletkezett, rendkívül erőteljes és igen díszes volt. A teokallik mindig pontosan vannak orientálva és magas lépcsőzetes alapon emelkednek. A teraszok porfir lemezekkel vannak burkolva, kívül gazdag domborműves díszítéssel. A teokalli tornyos volt, a torony tetején gyakran az istenség szobrával. Síremlékeik szintén lépcsőzetes gúlát képeztek, fölül széles terasszal, templom nélkül. Boltozott hidakat, nagy gabonaraktárakat építettek; házaik gyakran 2-3 emeletesek voltak, kívül tarkára festve, belül fafödémekkel, márványoszlopokkal. Széles, rendezett utcájú városaik fallal voltak körülvéve; a közepén volt a fő teokalli külön lekerítve, mellette több kisebb teokallival.
Peruban a 12-16. században virágzott építészetről igen kevés emlék maradt reánk. Az ottani városok falai zeg-zugos ciklopfalazásúak voltak óriási sziklatömbökkel. A templomok falai kőkockákból, malter nélkül voltak szerkesztve, pilléreken nyugvó kazettás dödémmel; díszítésükben az arany és ezüst nagy szerepet játszott. A síremlékek négyszögletesek, lapos vagy csonkapiramis alakú tetővel. Az országot minden irányban jól karban tartott, kövezett, széles utak szelték át.

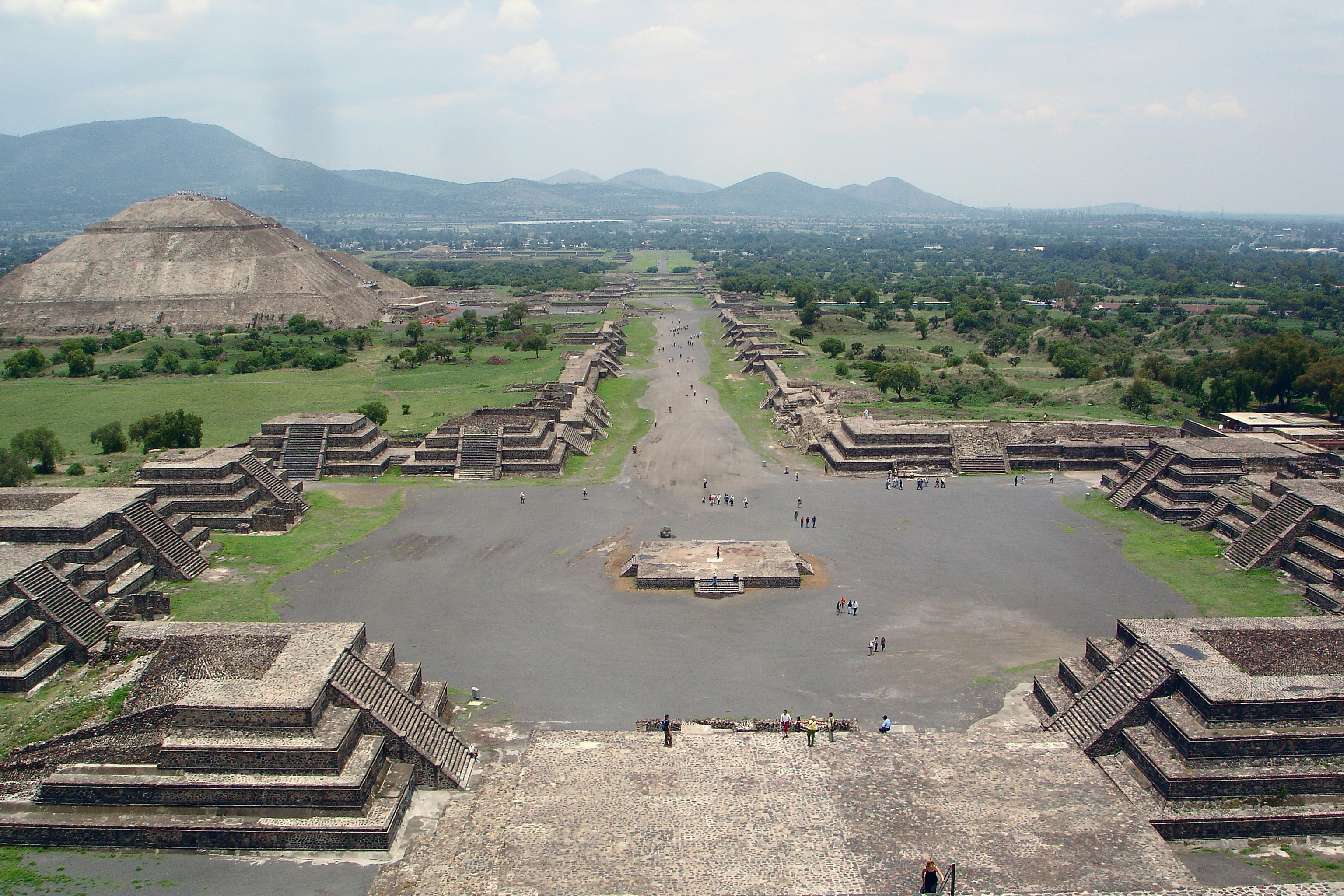
A Nap-piramis (a háttérben balra) és a "Holtak útja", (Teotihuacan, Mexikó)
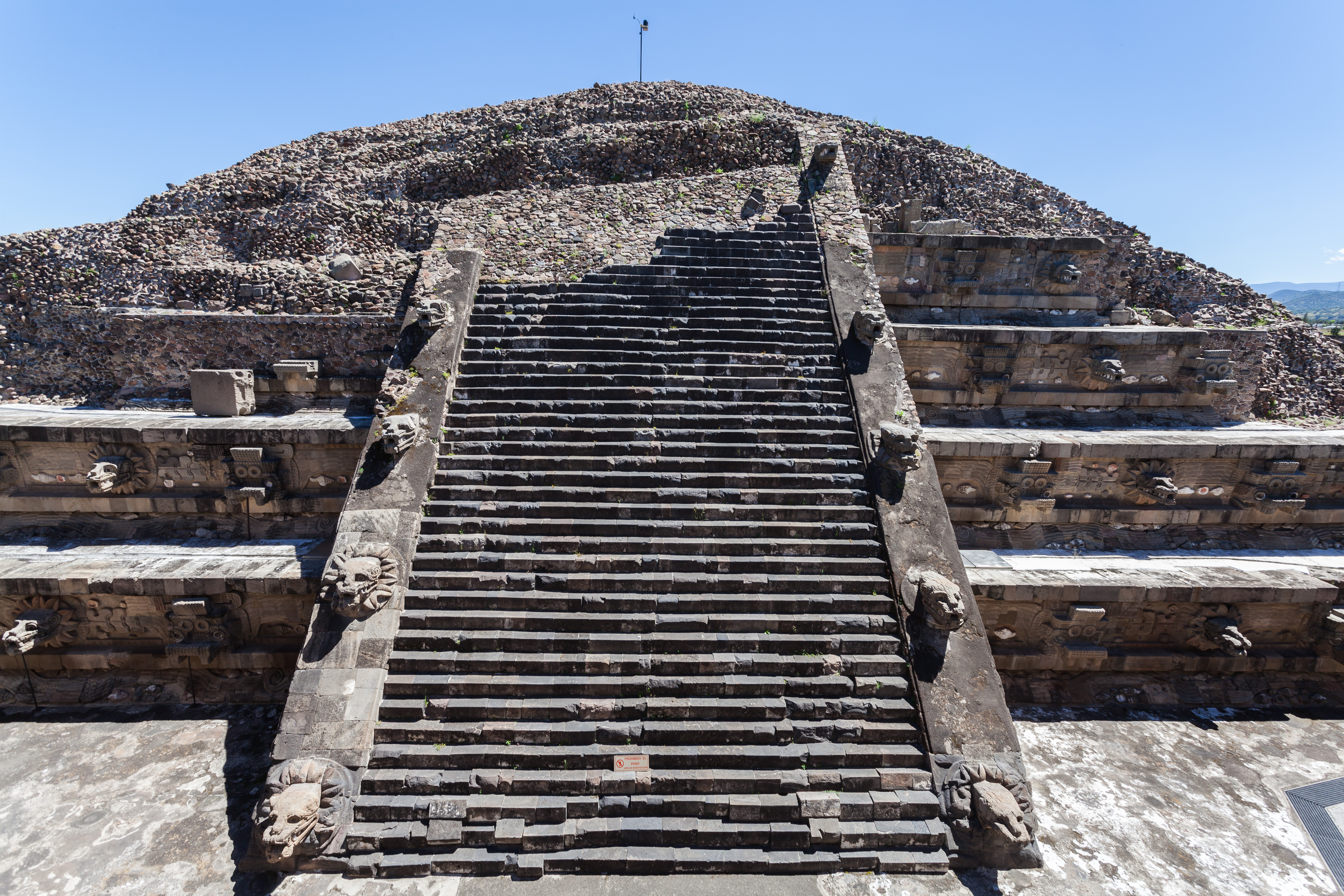
A tollas kígyó temploma (Teotihuacan, Mexikó), kb. 150-200 között
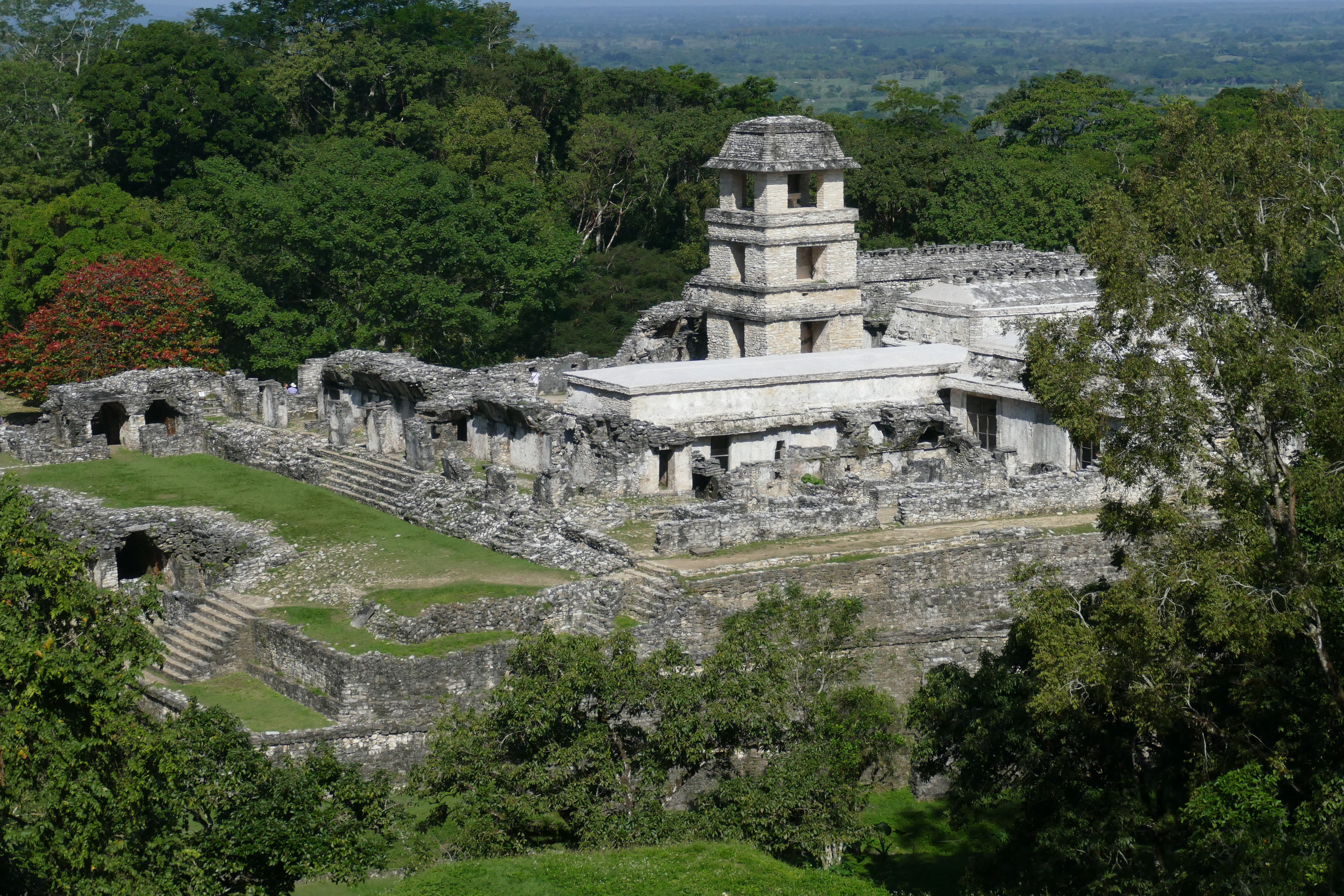
Palenque egyik építménye (Chiapas, Mexikó), 7-8. század
A maja civilizáció egy piramisa, El Castillo, Chichén Itzá (Mexikó)
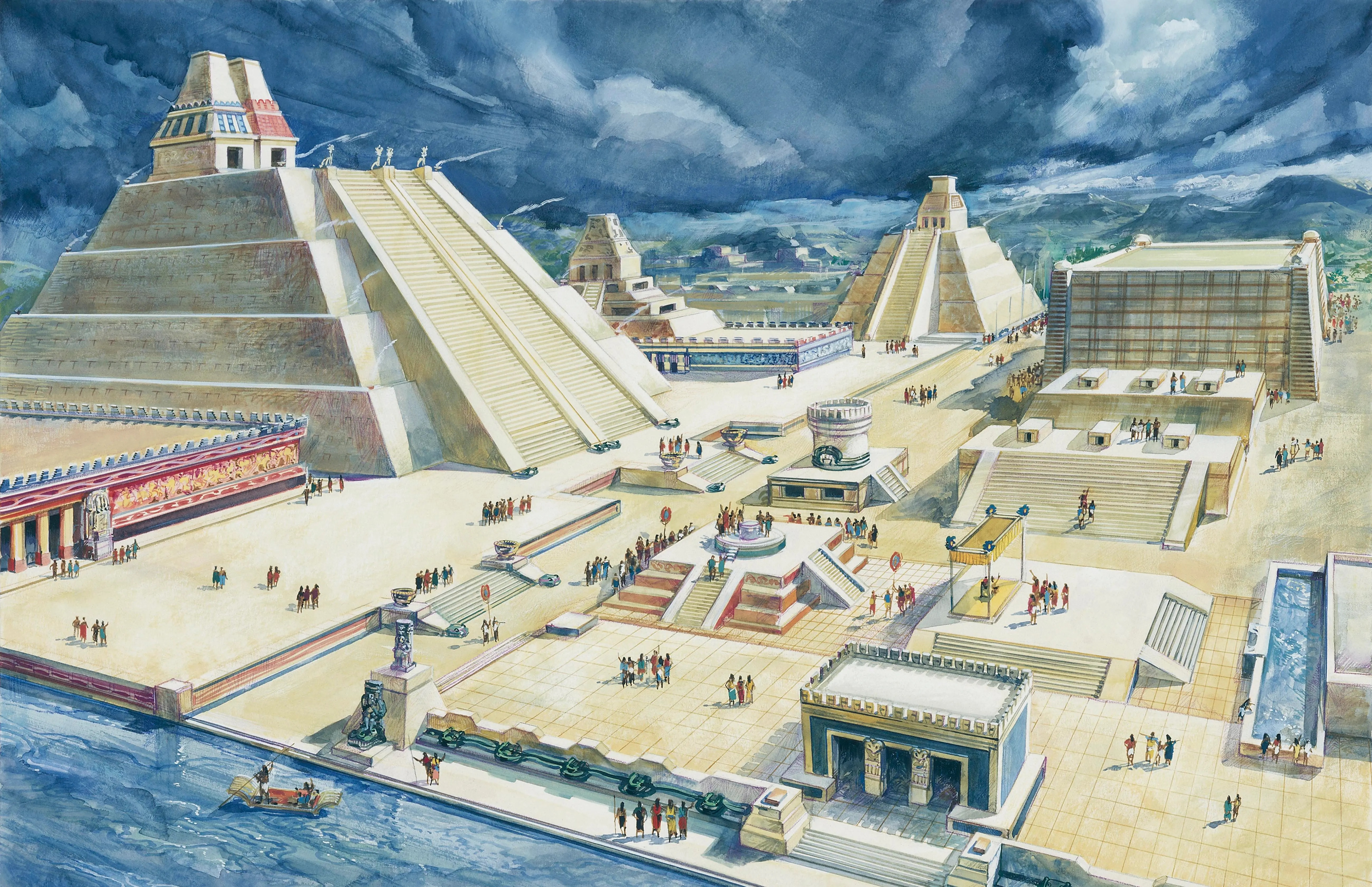
Tenocstitlan rekonstrukciós rajza
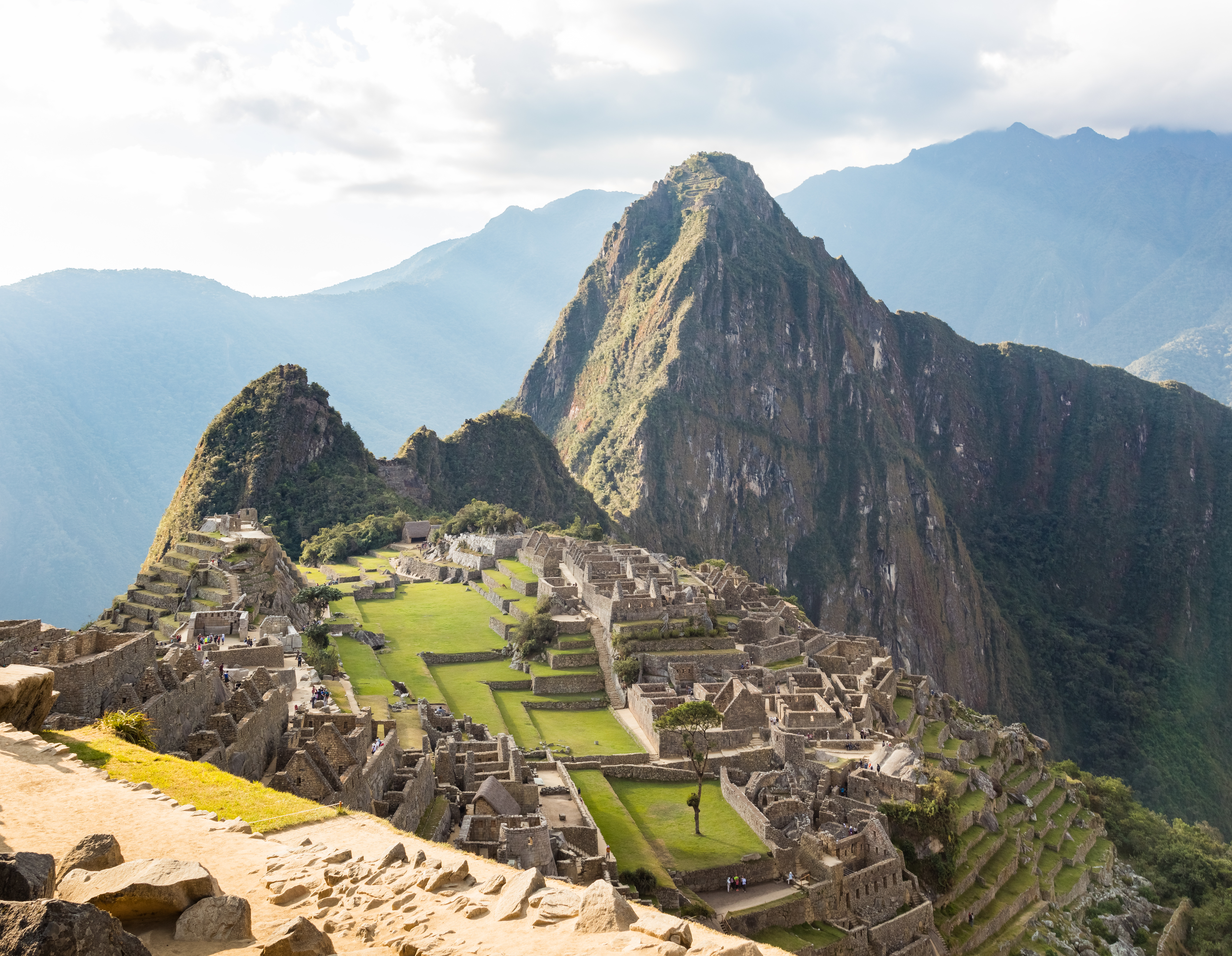
Machu Picchu (Peru), 1450-1470

## Iszlám építészet
Az iszlám építészet Mohamed vezetése alatt a 7. század elején kezdődött Arábiában. Medinában 622-ben felépült a vallás első építménye. Általában Mohamed házaként írják le, de valószínűleg kezdettől fogva közösségi központként szolgált. A 7. század hátralévő részében és a 8. században ezt az épületet többször kibővítették: nagy, lapos tetejű, oszlopokkal alátámasztott imateremmel és központi udvarral. Ez az építmény lett a máshol is megépített korai mecsetek egyik fő modellje.
A korai iszlám építészetre hatással volt a római, bizánci, perzsa, mezopotámiai építészet és azon területek építészete, amelyet az arabok meghódítottak a 7-8. században. Keletebbre a kínai és az indiai építészet is befolyásolta, ahogy az iszlám terjedt Ázsiában. Különböző jellemzőkkel fejlődött, például az iszlám kalligráfiával, az arabeszkekkel és geometriai motívumokkal.
Az építészet magába olvasztotta az ókori Közel-Kelet és Bizánc építészeti formáit, de a társadalom vallási és társadalmi szükségleteinek megfelelő jellemzőkkel alakult ki. Az iszlám a vallások között az egyik legszélesebb körben terjedt el a világon és szívta magába a különböző kultúrák hatásait. A misztikustól az aszketikusig húzódó különböző filozófiai iskolák hatása az építészetre is jelentős, a puritánságtól az érzékiségig terjedő hatással voltak, így kategorizálásuk sem könnyű feladat.
A középkori építmények ma is fennmaradt példái megtalálhatók a Közel-Keleten, Törökországban, Észak-Afrikában, az indiai szubkontinensen és Európa egyes részein, például Spanyolországban, Albániában és a balkáni államokban, az Oszmán Birodalom terjeszkedésének eredményeként.
Az iszlám építészetben gyakori vagy fontos épülettípusok közé tartoznak a mecsetek, medreszék, síremlékek, paloták, hammámok (nyilvános fürdők), szúfi tekkék, szökőkutak (pl. a szabilok), kereskedelmi épületek (pl. karavánszerájok és bazárok), valamint a katonai erődítmények.

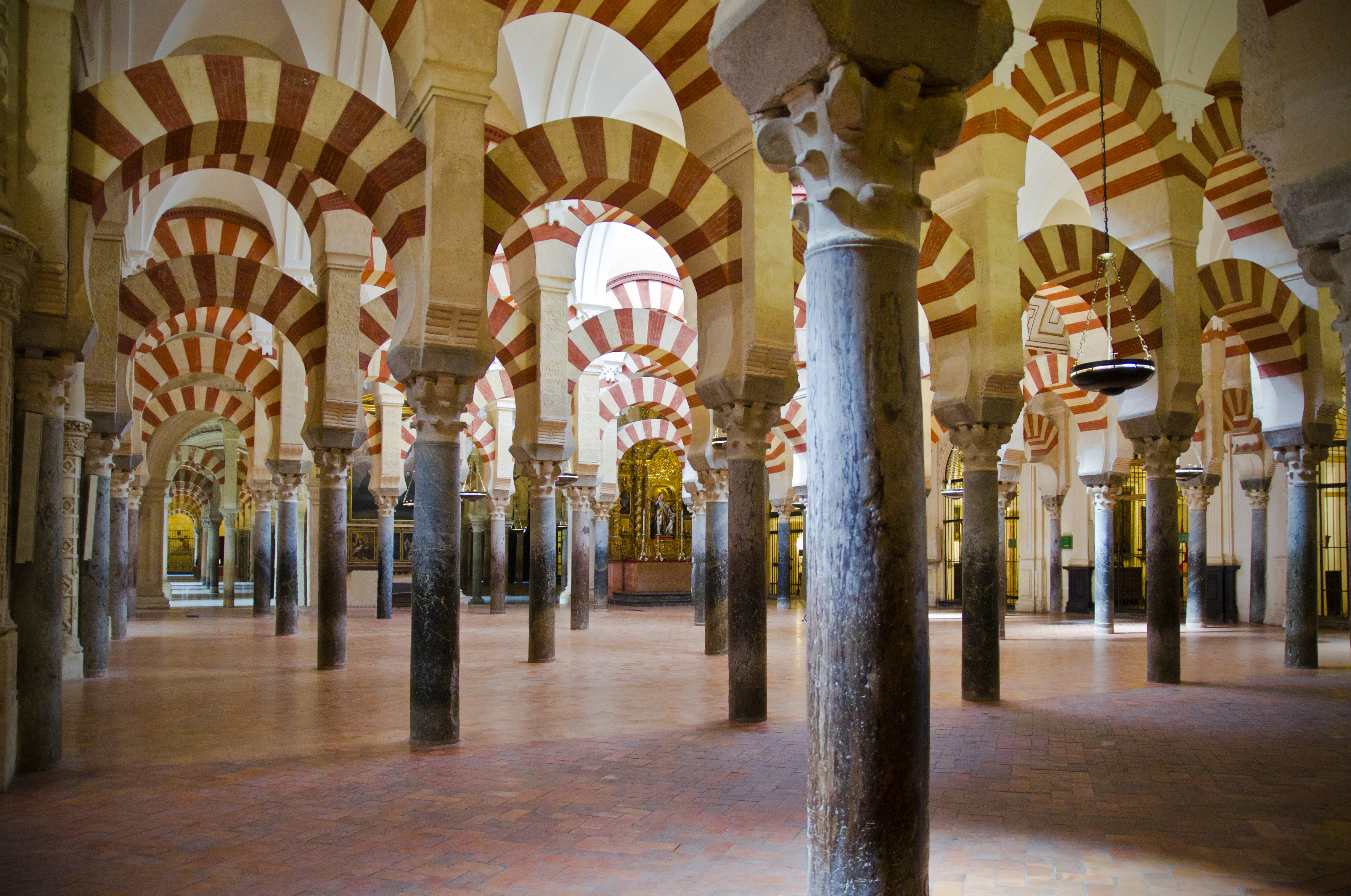
Mór építészet: A córdobai nagymecset (Spanyolország)
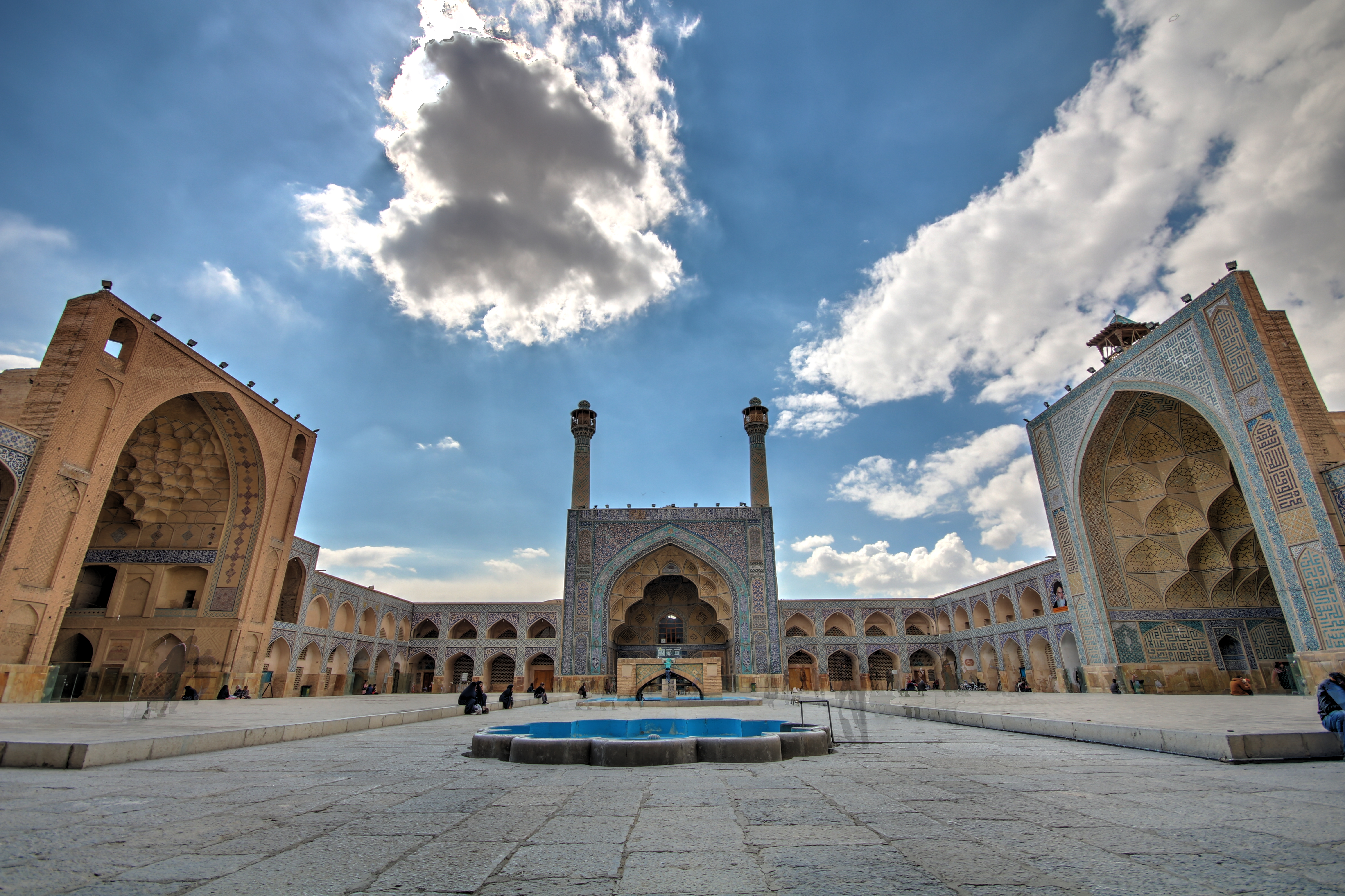
Perzsa építészet: Az iszfaháni nagymecset (Irán)
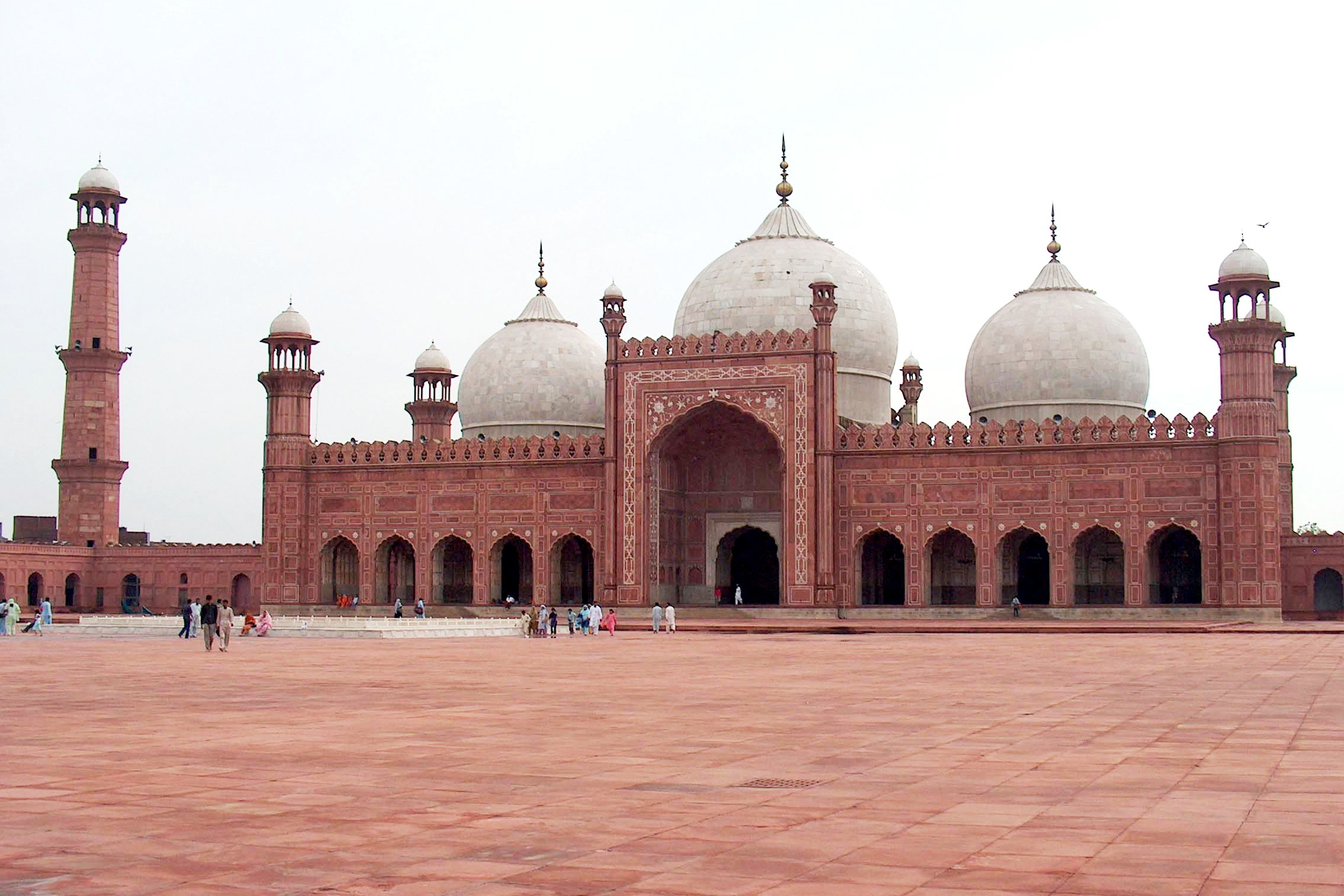
Mogul építészet: Badshahi-mecset Lahore-ban (Pakisztán)
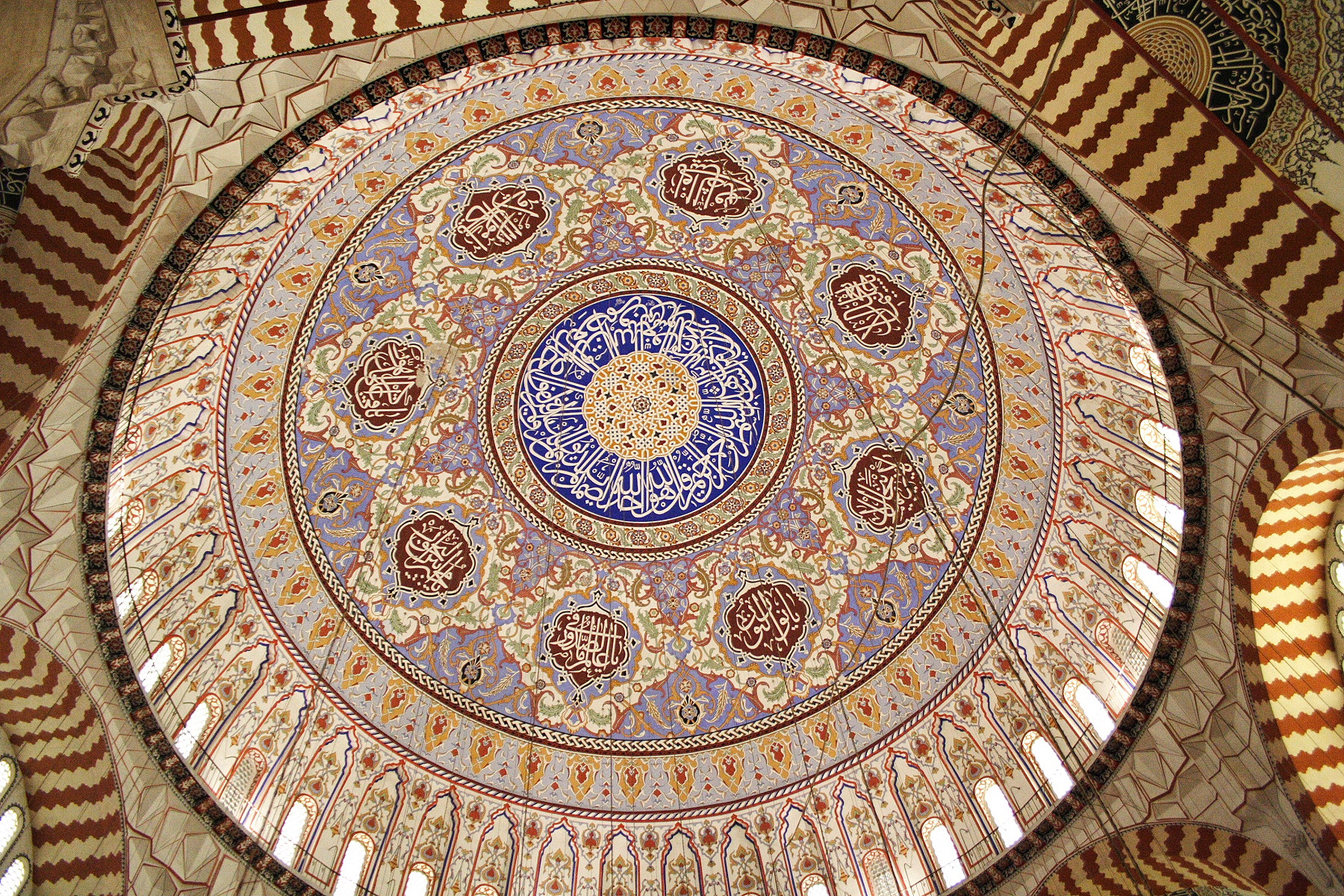
Oszmán építészet: Az edirnei Szelim-mecset főkupolája  (Törökország)

## Európai középkori
A középkori Európa fő építészeti munkái az kolostorok és a katedrálisok építményei voltak. Körülbelül 900-tól kezdve a klerikusok és a kereskedők mozgalmai Európa-szerte vitték tovább az építészeti ismereteket, ami a román és a gótikus stílus kialakulását eredményezte. A vallási épületek mellett a középkori építészeti örökség jelentős részét számos katonai erődítmény alkotja a kontinensen.

### Bizánci
A bizánci korszakot általában 330-tól datálják, amikor Nagy Konstantin a római fővárost Bizáncba helyezte át, egészen a Bizánci Birodalom 1453-as bukásáig. Kezdetben azonban nem volt éles határvonal a Bizánci és a Római Birodalom művészete között, és a korai bizánci építészet stílusilag és szerkezetileg megkülönböztethetetlen a korábbi római építészettől. A bizánci építészet kifejezést a modern történészek vezették be, mivel az egy különálló művészeti és kulturális egységként fejlődött, amelynek középpontjában az új főváros, Konstantinápoly (a mai Isztambul) állt.
Építészete drámaian befolyásolta a későbbi középkori építészetet Európa-szerte és a Közel-Keleten, és a birodalom összeomlását követően a reneszánsz és oszmán építészeti hagyományok elsődleges forrásává vált.
A bizánci első építményeken a római befolyás érvényesült; maga Konstantin ott több bazilikát épített és utódai is, egy ideig a bazilika alapformáinál maradtak. Ázsia közelsége azonban csakhamar új irányba terelte az építőművészetet; perzsa és más keleti befolyások érvényesültek, melyek összhangban voltak az új császárság szigorú formáival és az annak védő szárnyai alatt kifejlődő keleti egyházzal. E befolyások következtében a bazilika alapformája teljesen átalakult; a hosszú hajó megrövidült és az épület egyes tagozásai egy egységes középpont körül csoportosultak. A centrális elrendezésű alapidom méltó befejezéséül a kupolát választották. Igy lett a kelet, mely mindeddig következetesen kerülte a boltívet, a kupolás építkezés továbbfejlesztője. A szerkezetileg létrejött centrális épületből kifejlődött a görög kereszt alakú alaprajz, melyet azután az egész bizánci egyházi építészet átvett.
A 6. században – miközben "sötétség" borította Nyugat-Európát, I. Iusztinianosz bizánci császár felépítette a Hagia Szophiát, amely forradalmasította nem csupán a templomi építkezést, hanem az építészet egészét is.

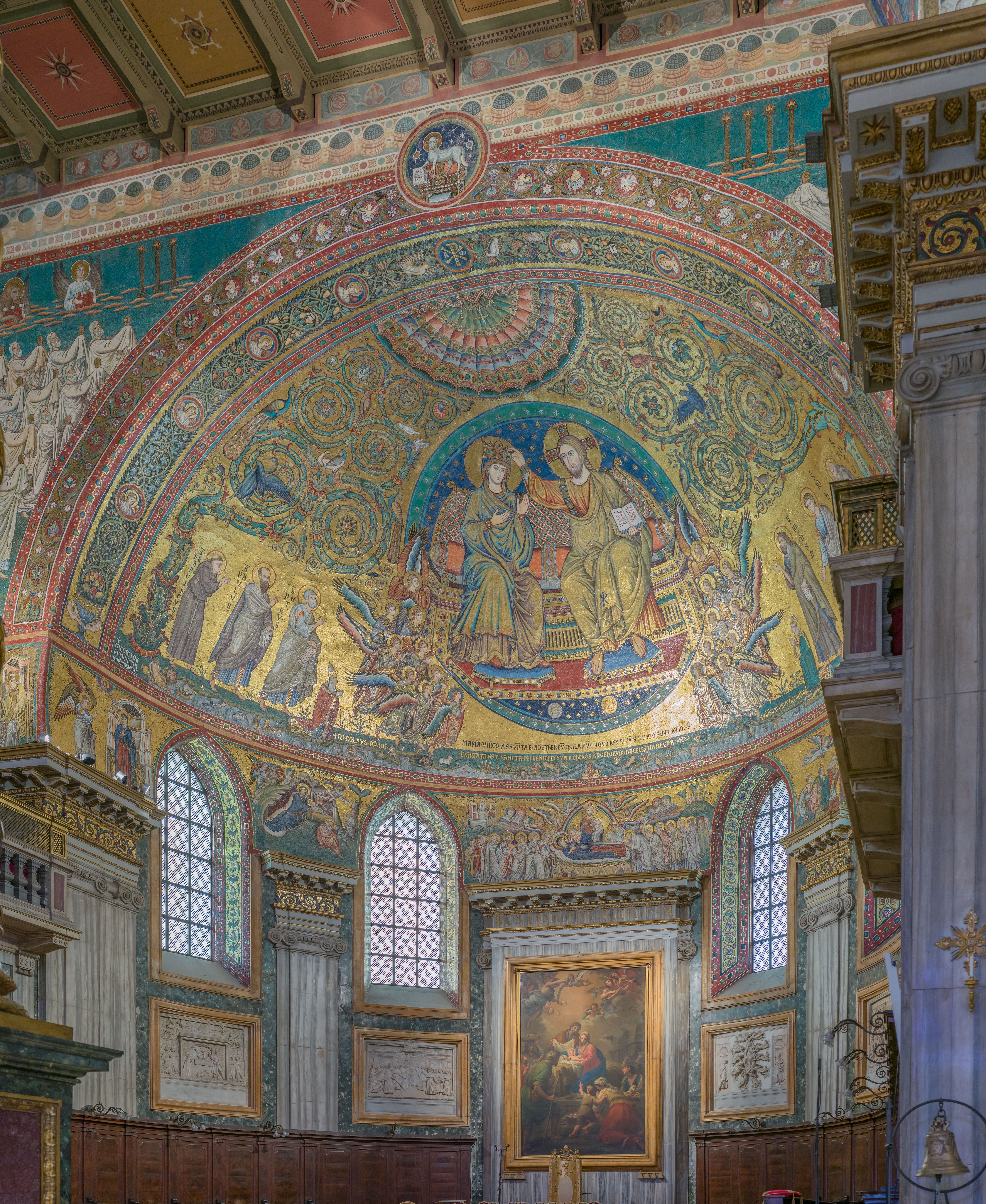
St. Maria Maggiore apszisa (Róma, 5. század)
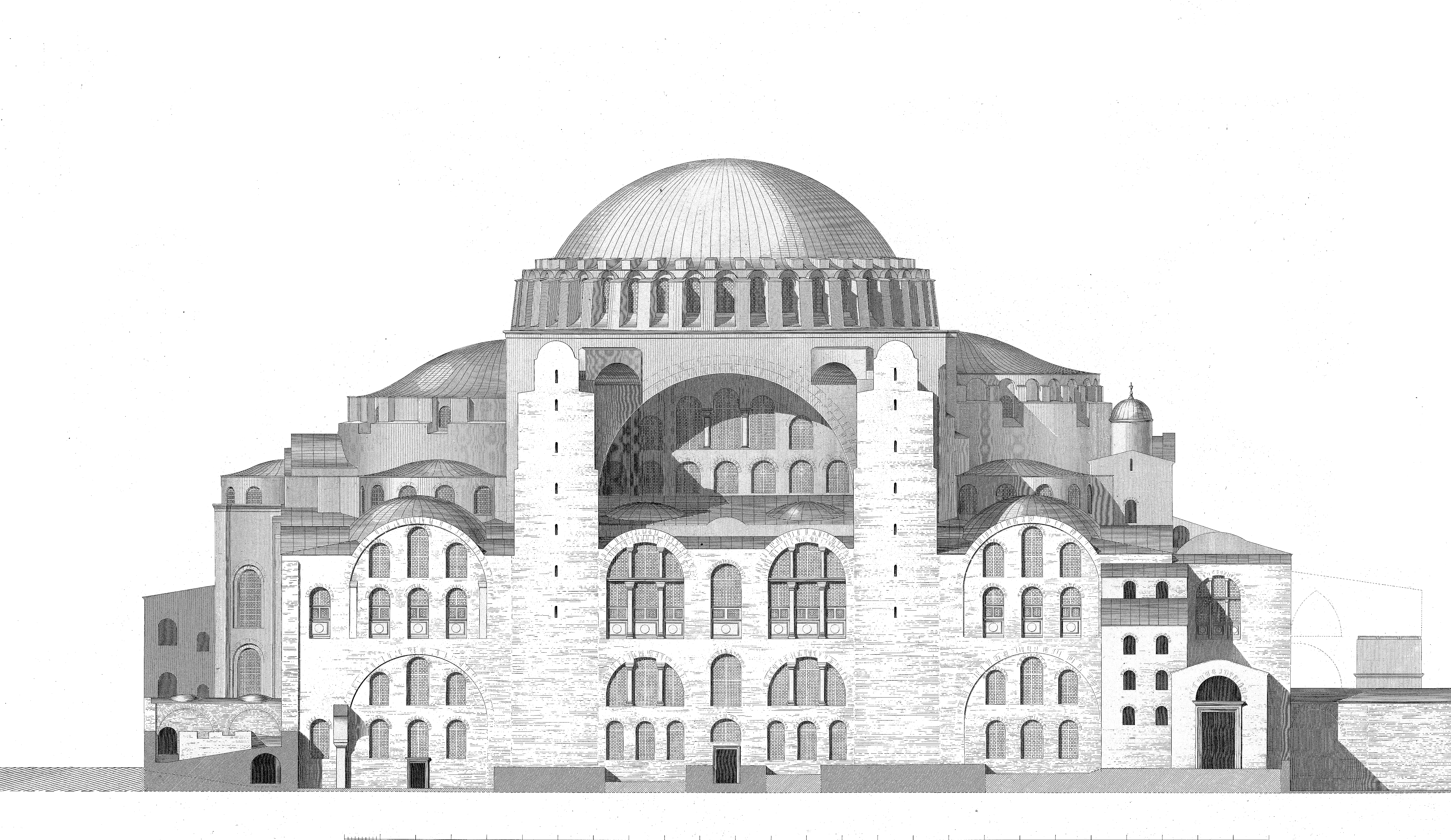
Hagia Szophia (6. század)
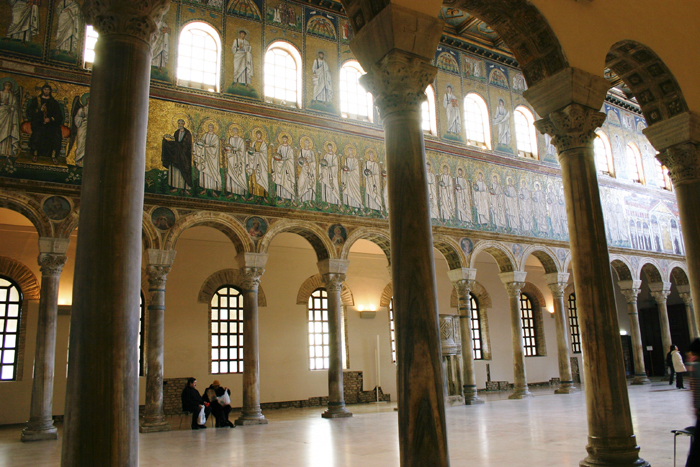
A ravennai Sant’Apollinare Nuovo-bazilika (6. század)
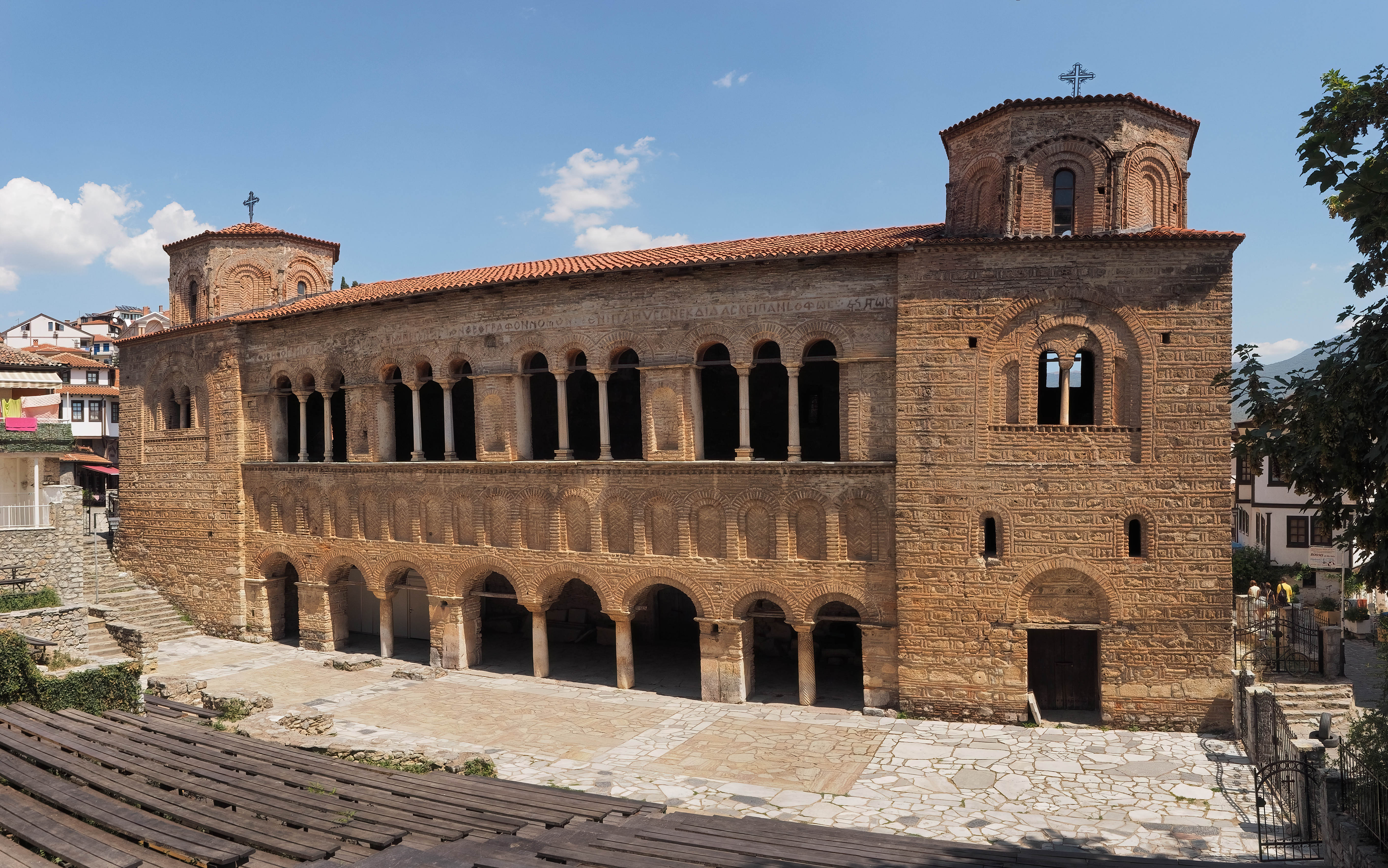
Szent Zsófia-templom, Ohrid, Észak-Macedónia, 9. század

### Román
Amint a 9-10. sz. viharai átzajlottak Európán s a népvándorlások befejeződtek és a Nagy Károly birodalmának romjaiból kibontakozott három nagy népcsalád: az olasz, a francia és a német, a keresztény vallás közös alapján ugyan, de nemzetileg és műveltségileg külön-külön kifejlődött, három századon keresztül, a 10-13. századig, Nyugat-Európának egyik jelentős történeti korszaka domborodott ki. Ezen korszaknak sajátos építési rendszere a román nevet nyerte, mert alapjában a római építészetből fejlődött ókeresztény stílusból indult ki, melyet bizánci és germán befolyások alakították át.
Az építészet története a román építészetben is, mint minden teljesen kifejlődött stílusban korai, kifejlődött és késői román stílust különböztet meg. A korai stílust bizonyos számú előkészítő évek választják el az ókeresztény építészettől, a későit pedig az ugynevezett átmeneti stílus köti össze a csúcsíves (gótikus) építési móddal. E korszakok Európa különböző országaiban egymástól meglehetősen eltérő időszakokban fejlődtek ki. A román építési mód előkészítését már Közép-Szíriában látjuk az 5-7. században, s innen viszik át a szíriai és bizánci építőmesterek Dél- és Nyugat-Európába, hol az a 9-10. században vert gyökeret.
A kifejlődött román stílus a 10-11. század végéig tart, a késői a 12. századba, az átmeneti kor pedig a 12. század végére és a 13. század elejére esik.

Román stílus
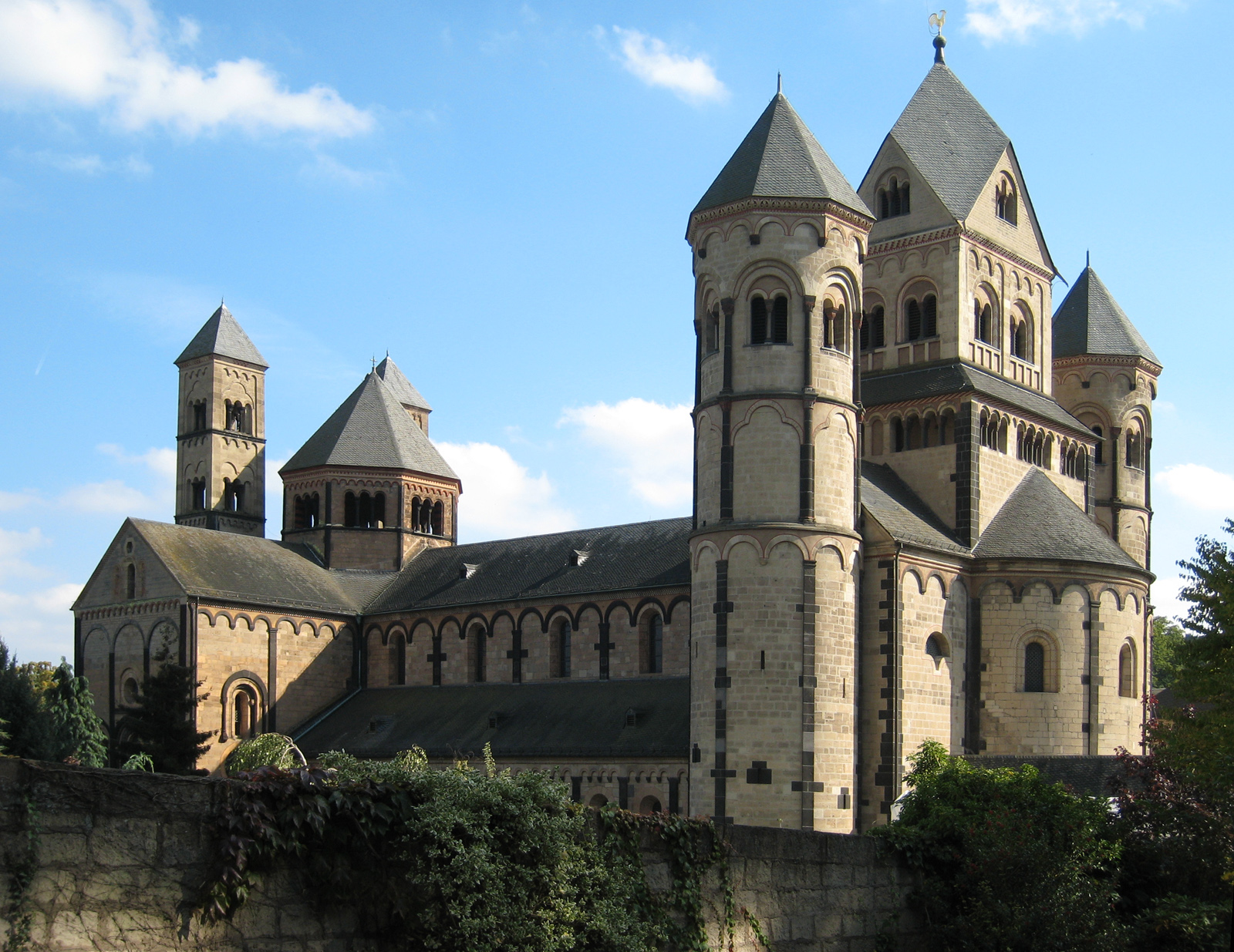
Abtei Maria Laach, 11-12. század, Németország
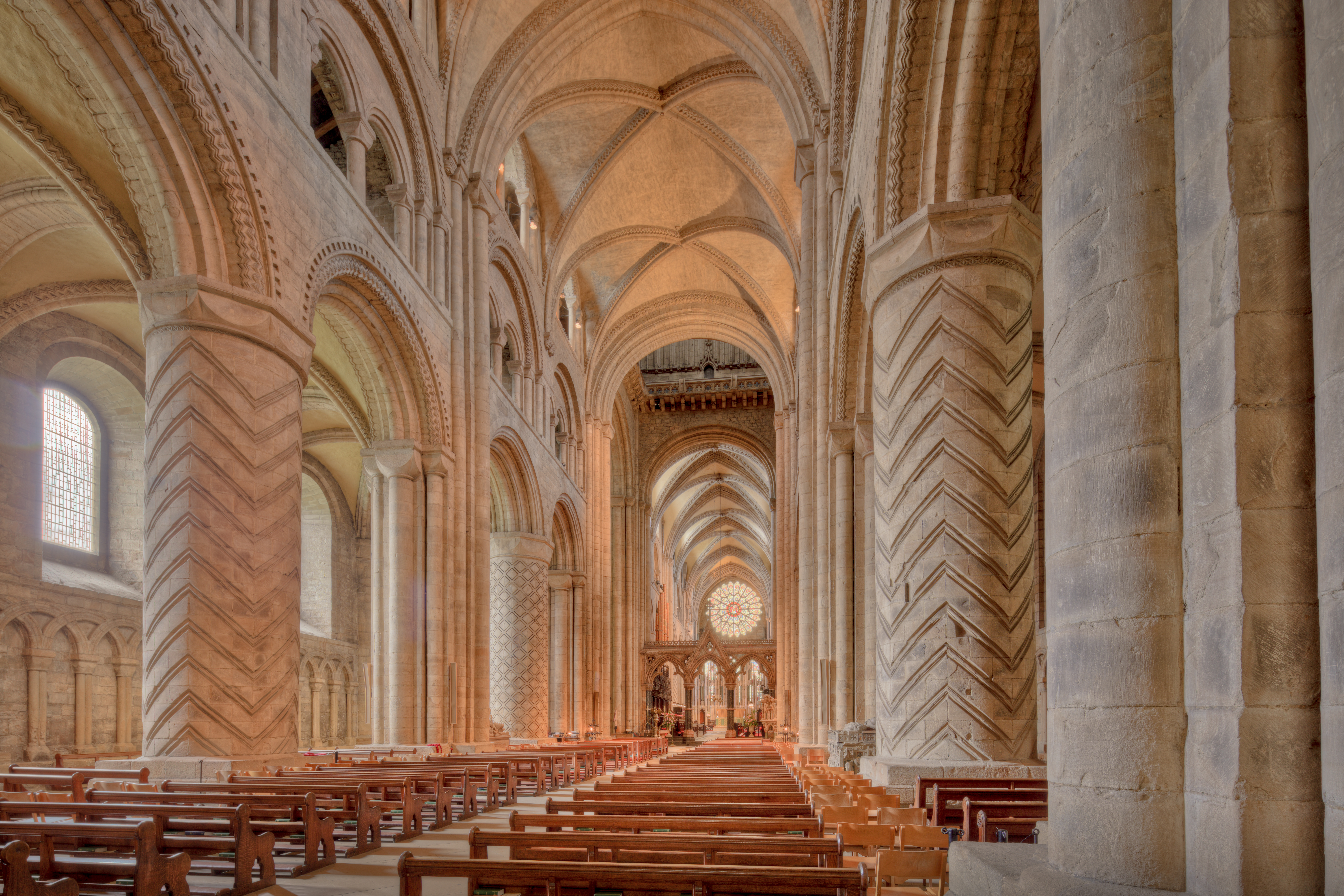
A durhami katedrális belseje (Egyesült Királyság), 1093-1133
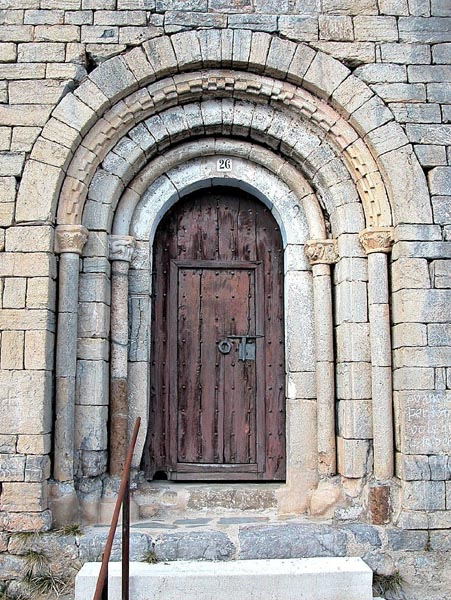
Santa Maria templom, Viu de Llevata, Katalónia, Spanyolország
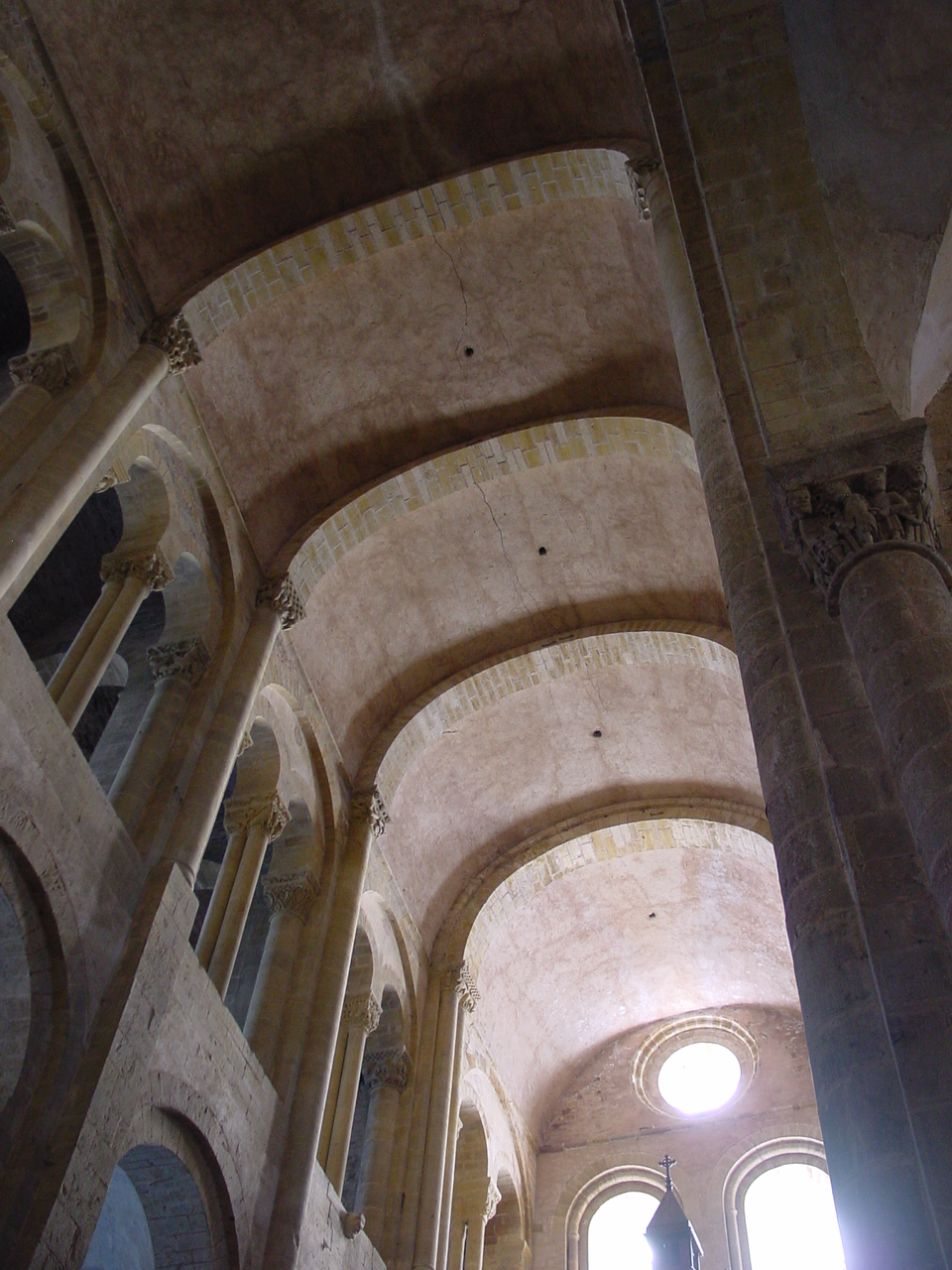
A boltozat a Saint Foy-i apátsági templomban, Conques, Franciaország
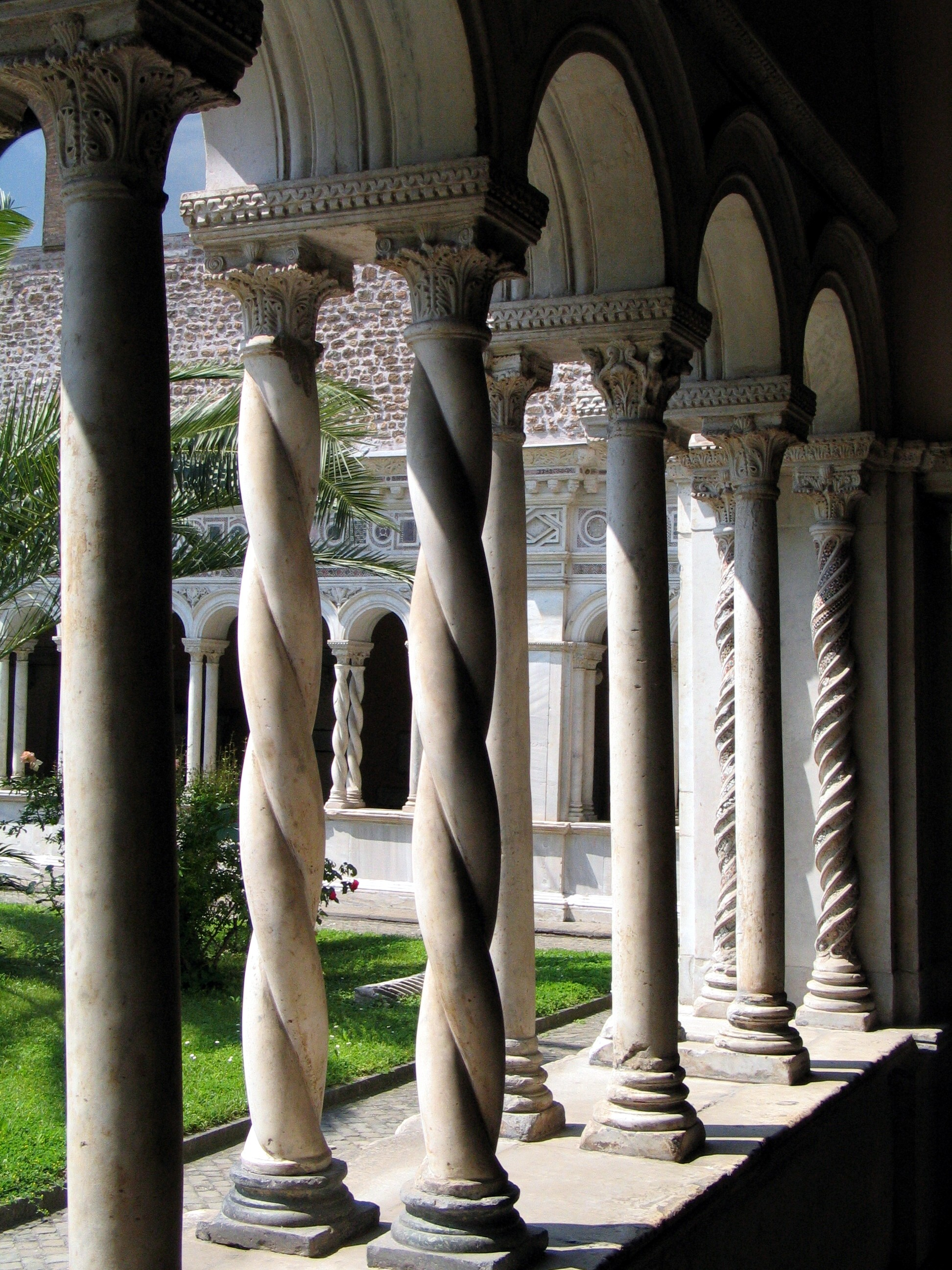
A San Giovanni-bazilika kolostorának udvara Rómában
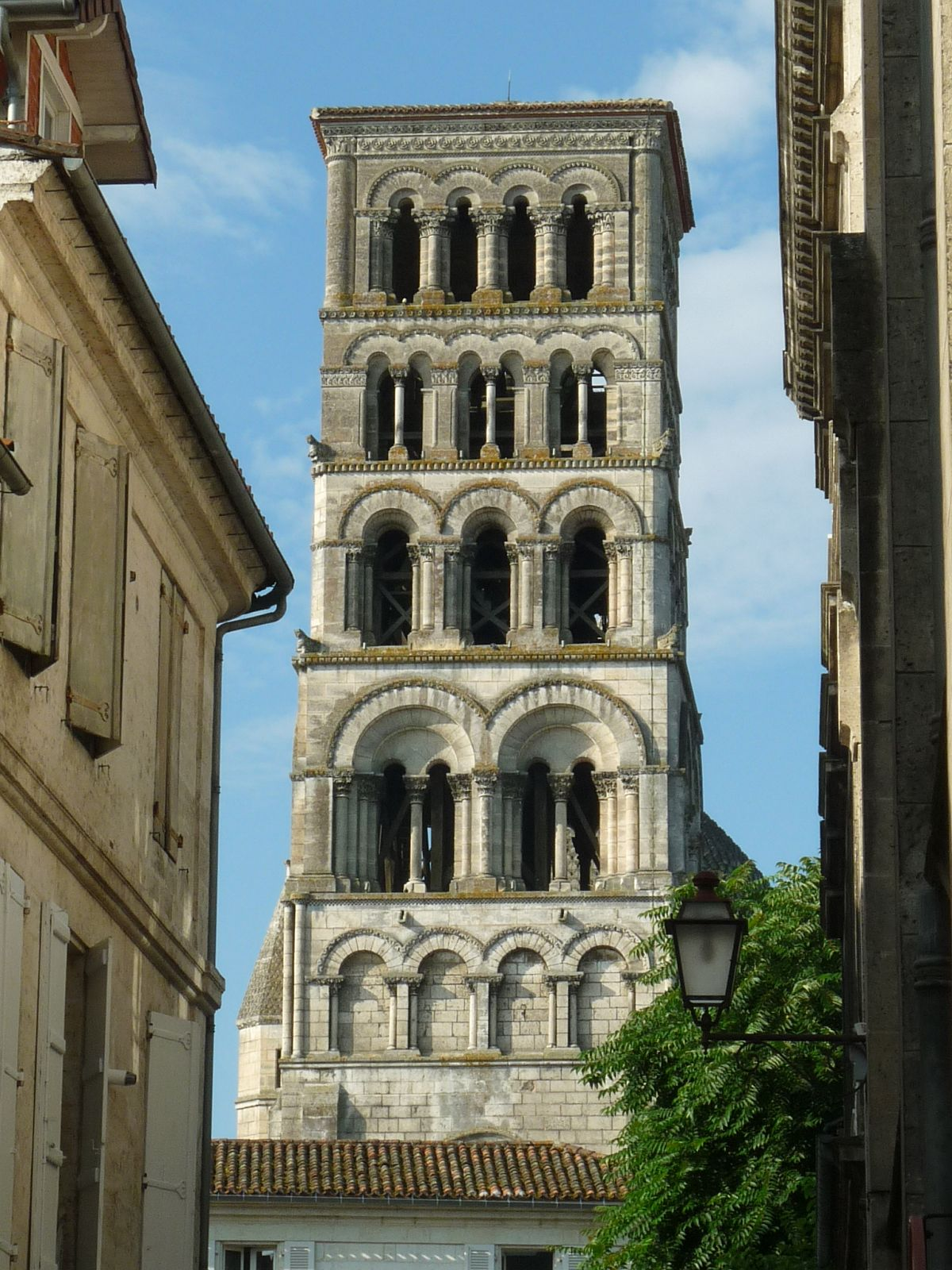
Az Angoulême-i katedrális harangtornya, Charente, Dél-Franciaország
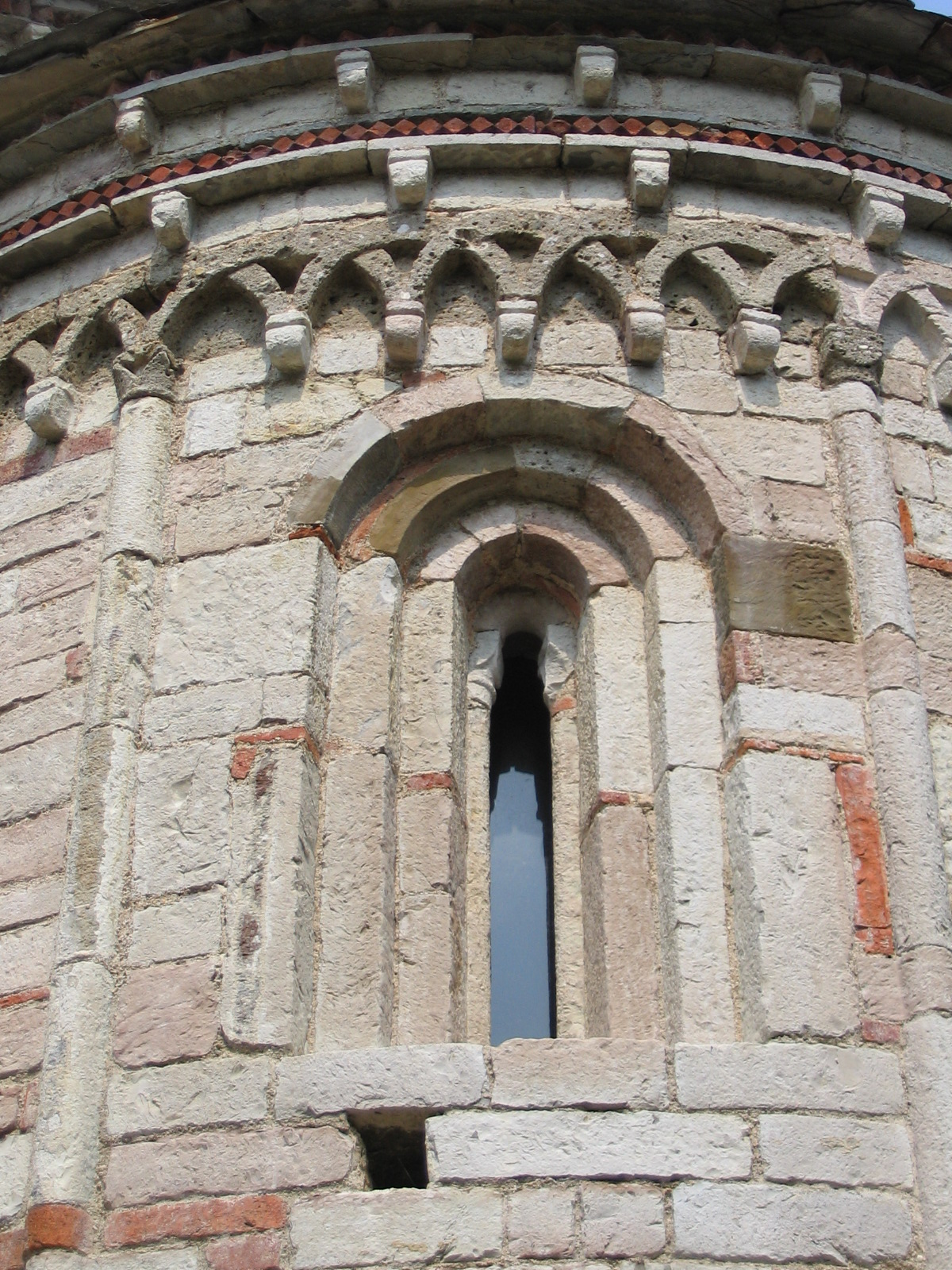
Az olaszországi Almenno San Bartolomeo templomának ablaka

### Gótika
A gótikus építészet Európában a késő középkorban volt népszerű. A román építészetből fejlődött ki, és a reneszánsz építészet váltotta fel . Az észak-franciaországi Île-de-France régióból származik, a normann építészet továbbfejlődéseként. Az akkori stílust néha opus Francigenum (szó szerint: francia mű) néven ismerték; a gótika kifejezést először a későbbi reneszánsz idején használták megvetően a klasszikus ókor építészetének újjáélesztésére törekvők.
A gótikus építészet meghatározó vonása a hegyes ív, amely minden idők legkáprázatosabb és legmerészebb épületeit hívta életre. A stílus kísérlet volt arra, hogy az adott kor technológiai fejlettségének lehetőségein belül a legmagasabb boltíveket, tornyokat és csúcsokat megalkotva a mindennapi életet a mennyekbe emeljék. Ezek az épületek legalább annyira a megrendelő és az építész fantáziájának, mint a mesterek tudásának is köszönhetők.
A gótika idején Magyarországon az Anjou-házból való királyok alatt (14. század) éppúgy érződött a francia, mint a bécsi építészek hatása (pl. pozsonyi Szent Márton-dóm). Erdély németek lakta területein osztrák és német hatás érvényesült (pl. kolozsvári Szent Mihály-templom, brassói Fekete templom).

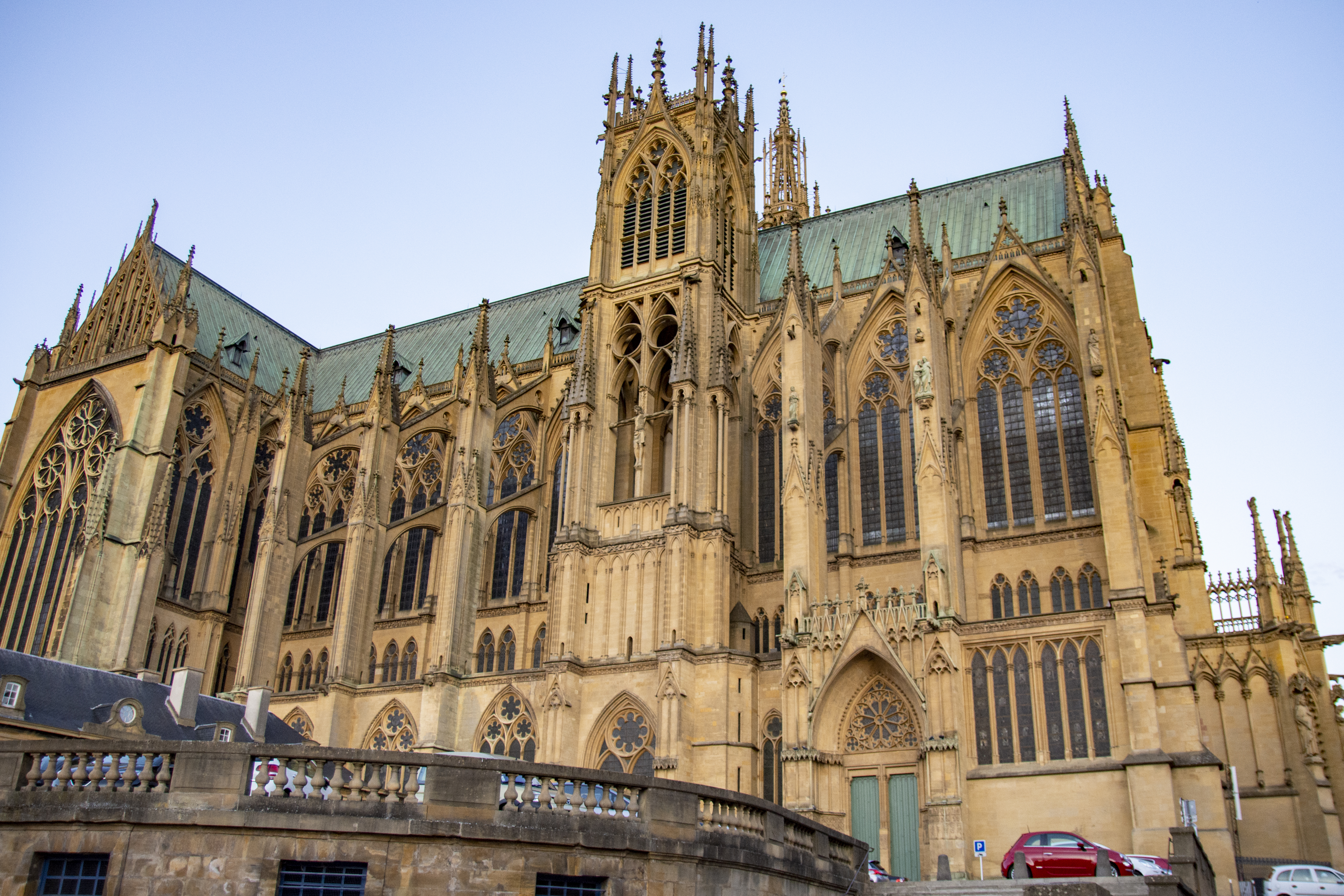
A metzi katedrális (13. század)
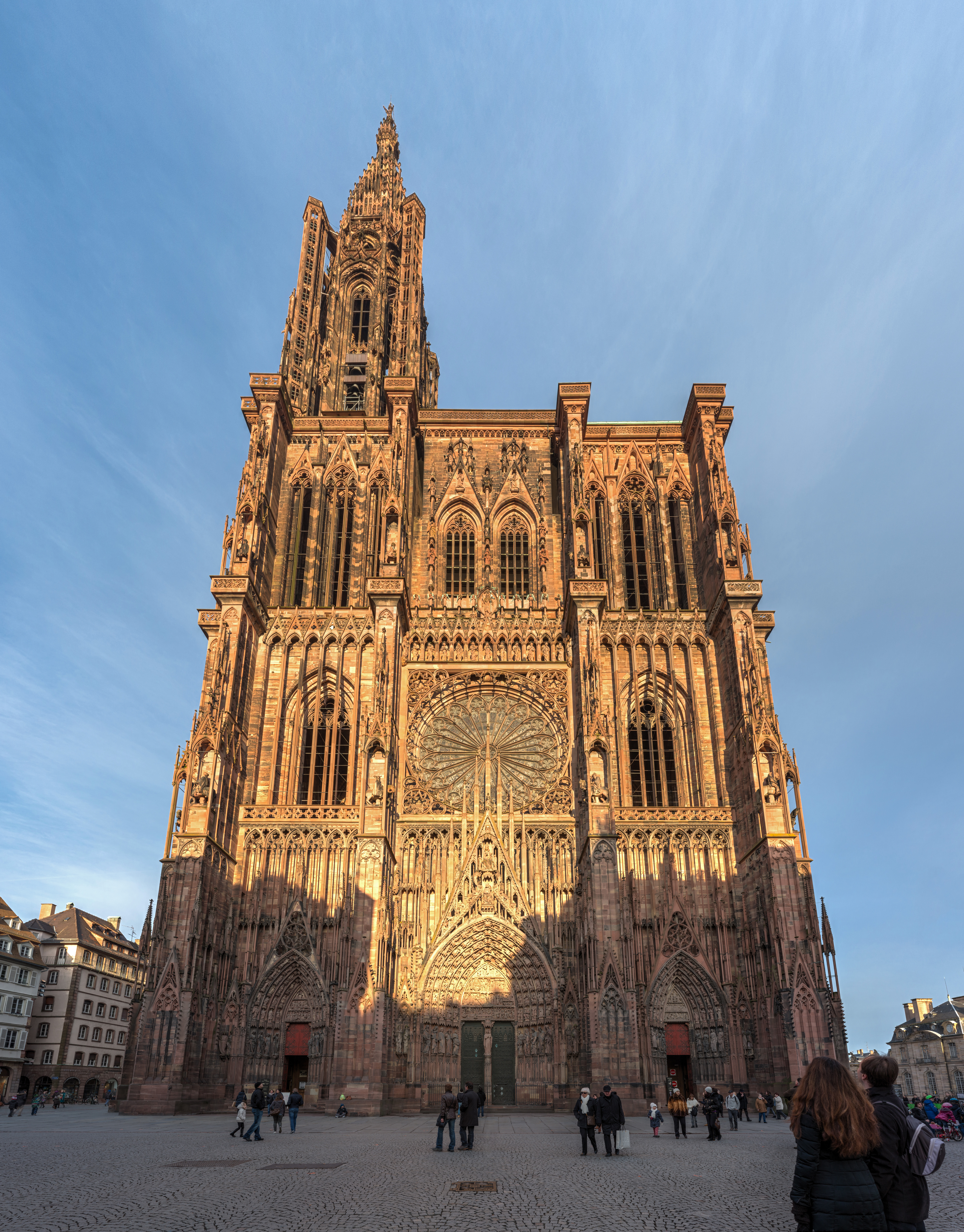
Strasbourgi székesegyház (1277-1490)
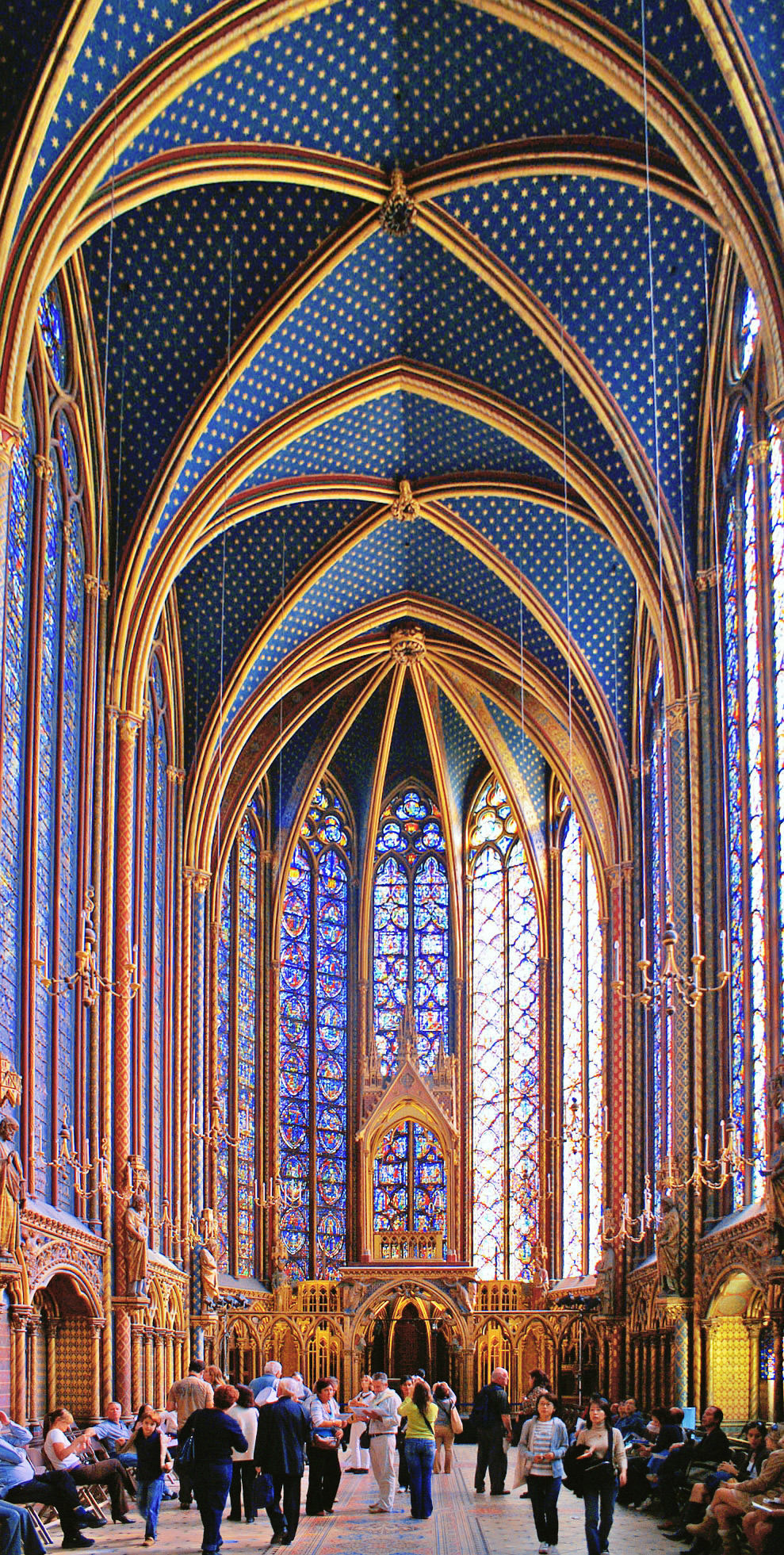
Francia gótika: Sainte-Chapelle (Párizs, 1238-1248)
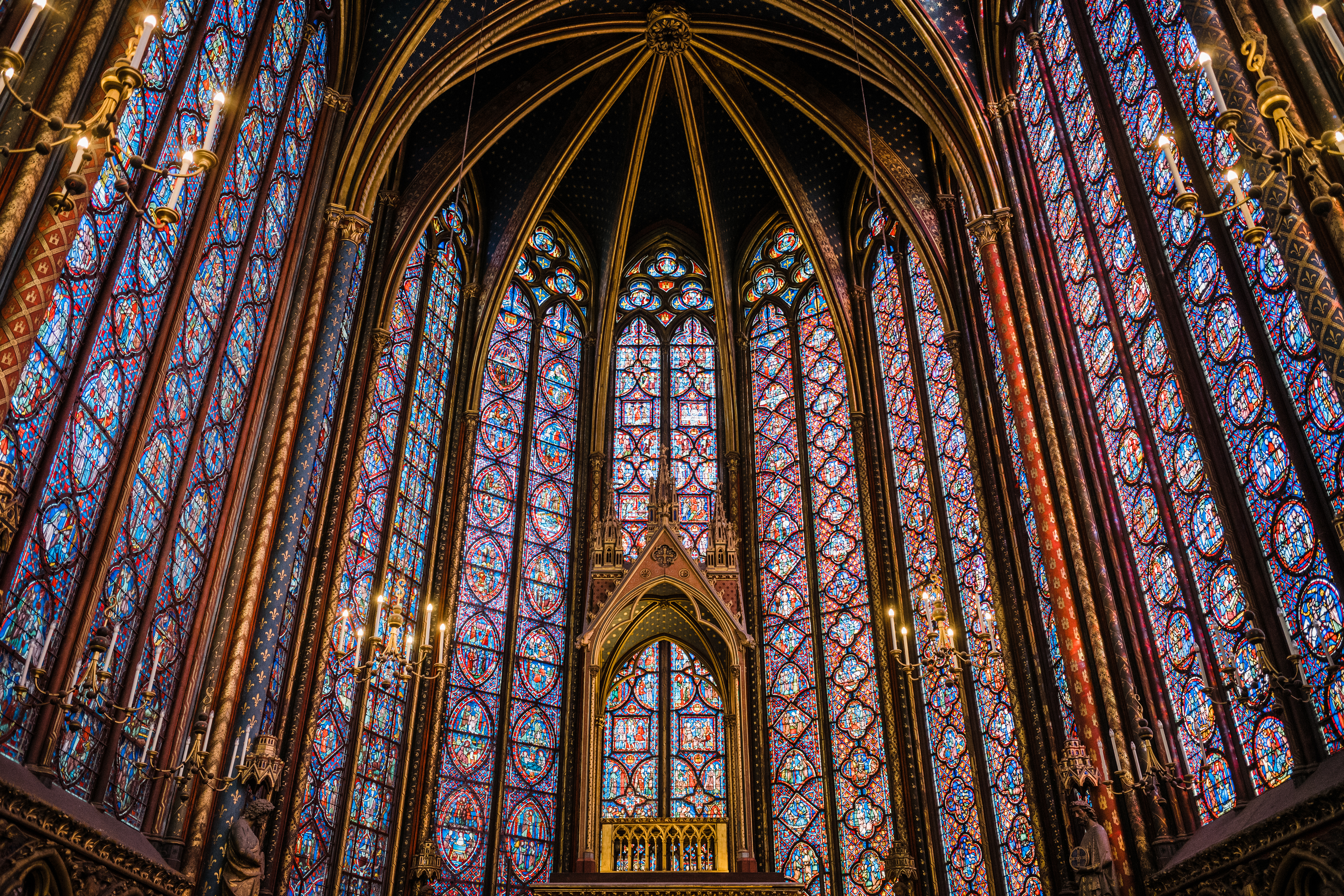
Sainte-Chapelle ablakai, 13. század
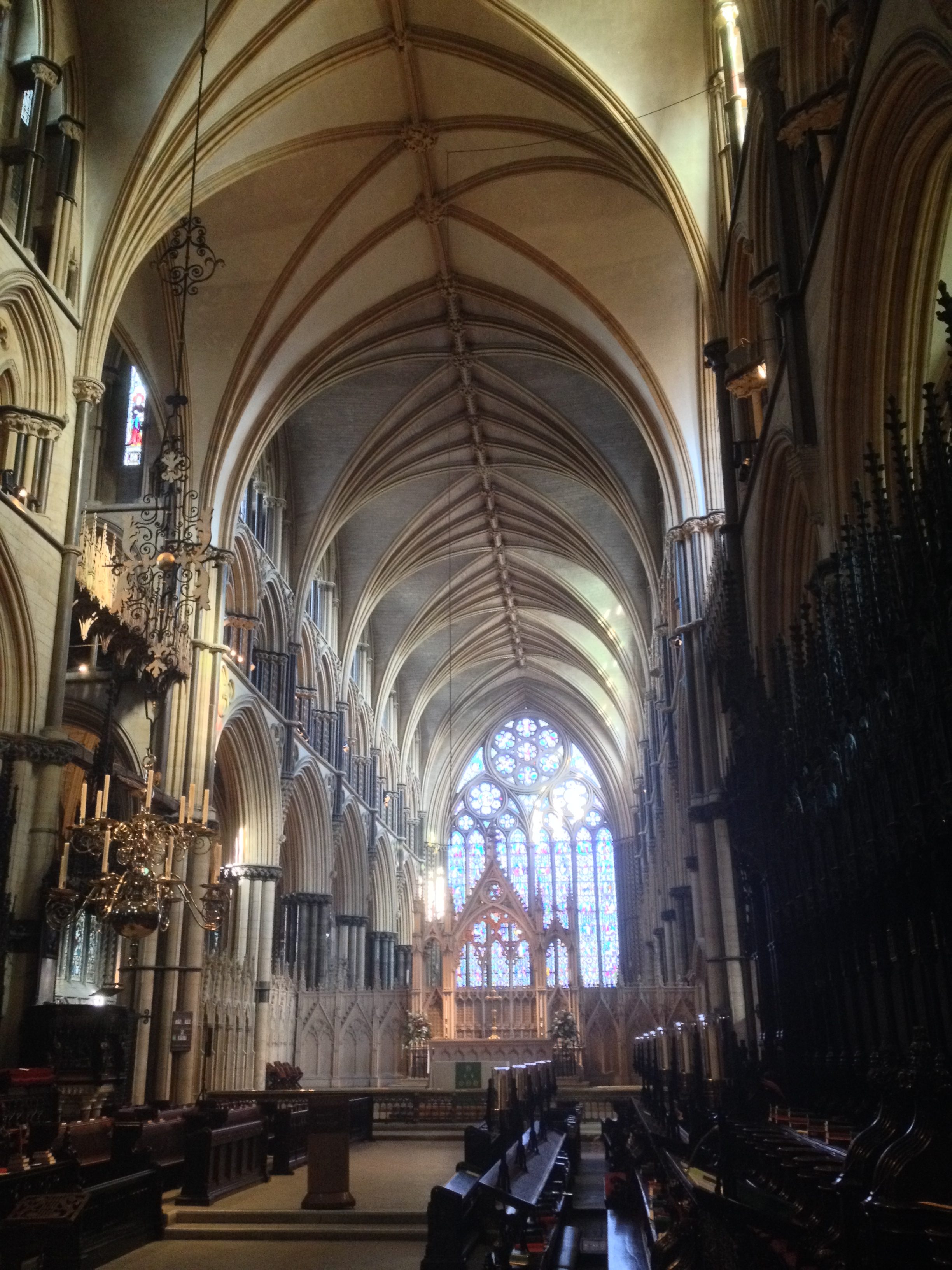
Lincoln székesegyház (14. század)
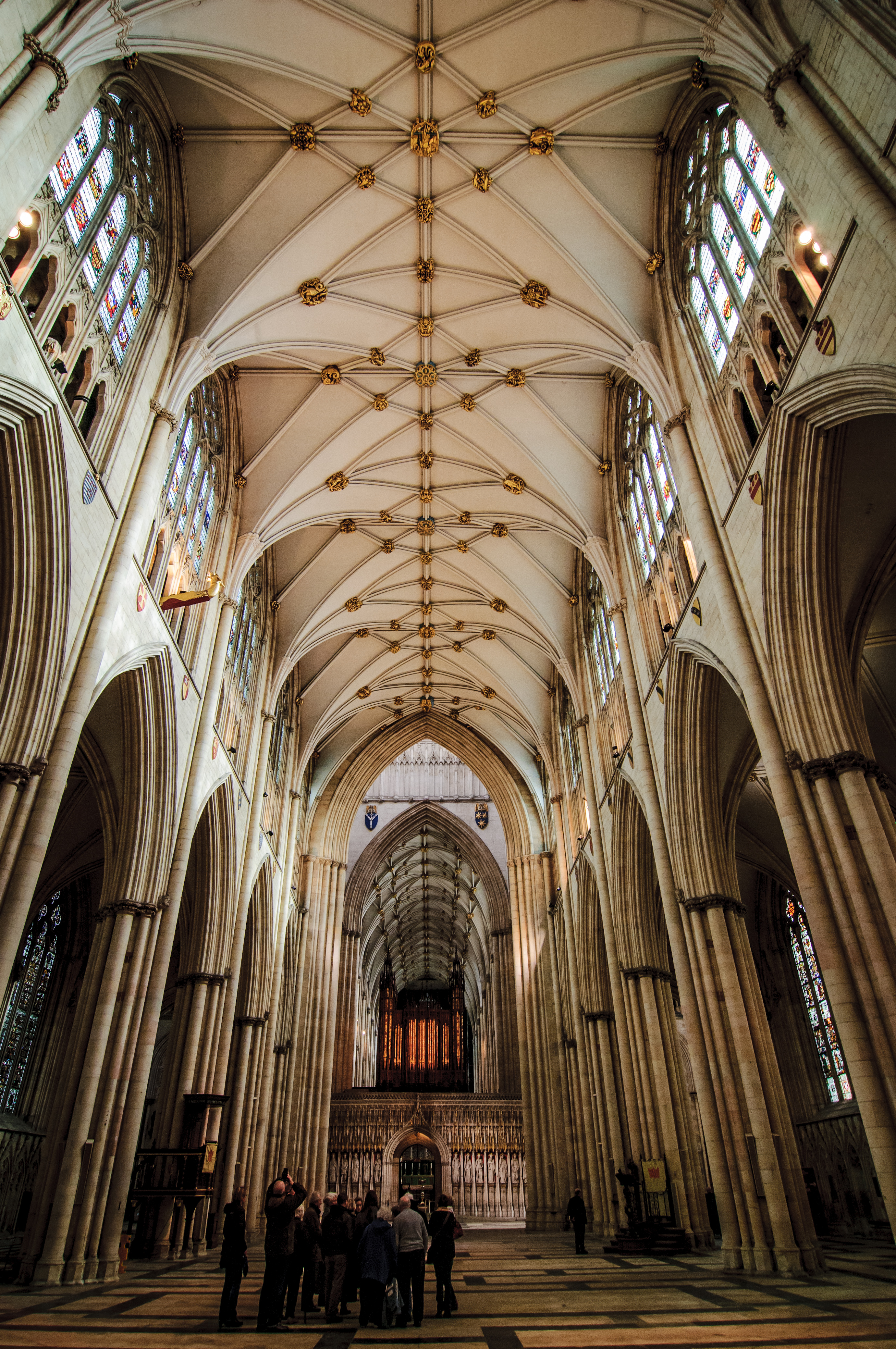
Yorki katedrális (Anglia, 1361-1405)
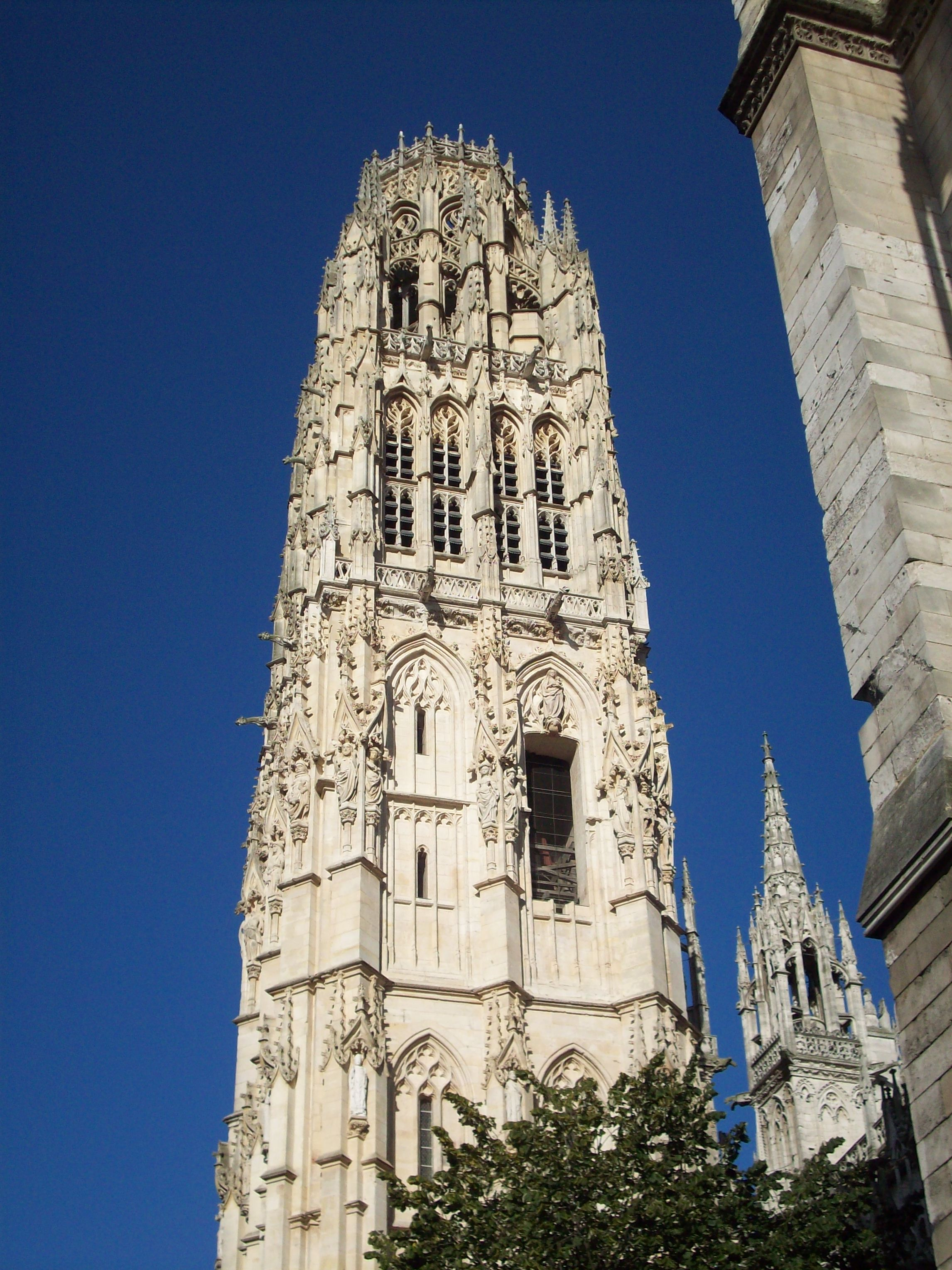
Rouen katedrálisa (Franciaország, 1488-1506)

## Reneszánsz
A templomépítészetben Nyugat-Európa zöme – de különösen az északi rész – hű maradt a gótikához, addig Itáliában az ókori római kultúra ún. újjászületéséből fakadó új szellemi áramlatok törtek a felszínre és idővel döntő változásokat eredményeztek. Firenzében kibontakozott a reneszánsznak elnevezett stílus.
Az új stílus mintegy száz éven át csak Itáliára korlátozódott, és tükrözte, hogy újra felfedezték az ókori (de azon belül főleg a római) építészet nagyszerűségét.
A fénykorának legnagyszerűbb alkotásai Rómában születtek. Felépült a Szent Péter-bazilika is, a kor egyik legnagyszerűbb építménye. Több mint száz évig épült és több kiemelkedő építész is rajta hagyta a keze munkáját.
Az itáliai reneszánsz nyomán egy sajátos francia válfaj alakult ki. Ebben a stílusban az országban mindenhol kastélyokat kezdtek építeni, de főleg a Loire völgyében; itt élt ugyanis I. Ferenc és udvara. (→ Loire menti kastélyok)
Miközben már kialakulóban volt az itáliai és francia reneszánsz pompás és mértéktartó stílusa, a Tudor kori Angliában még a középkor és a gótika szellemisége élt tovább. De Erzsébet korában itt is nagy lendületet vett a vidéki udvarházak építése, méghozzá reneszánsz stílusban.

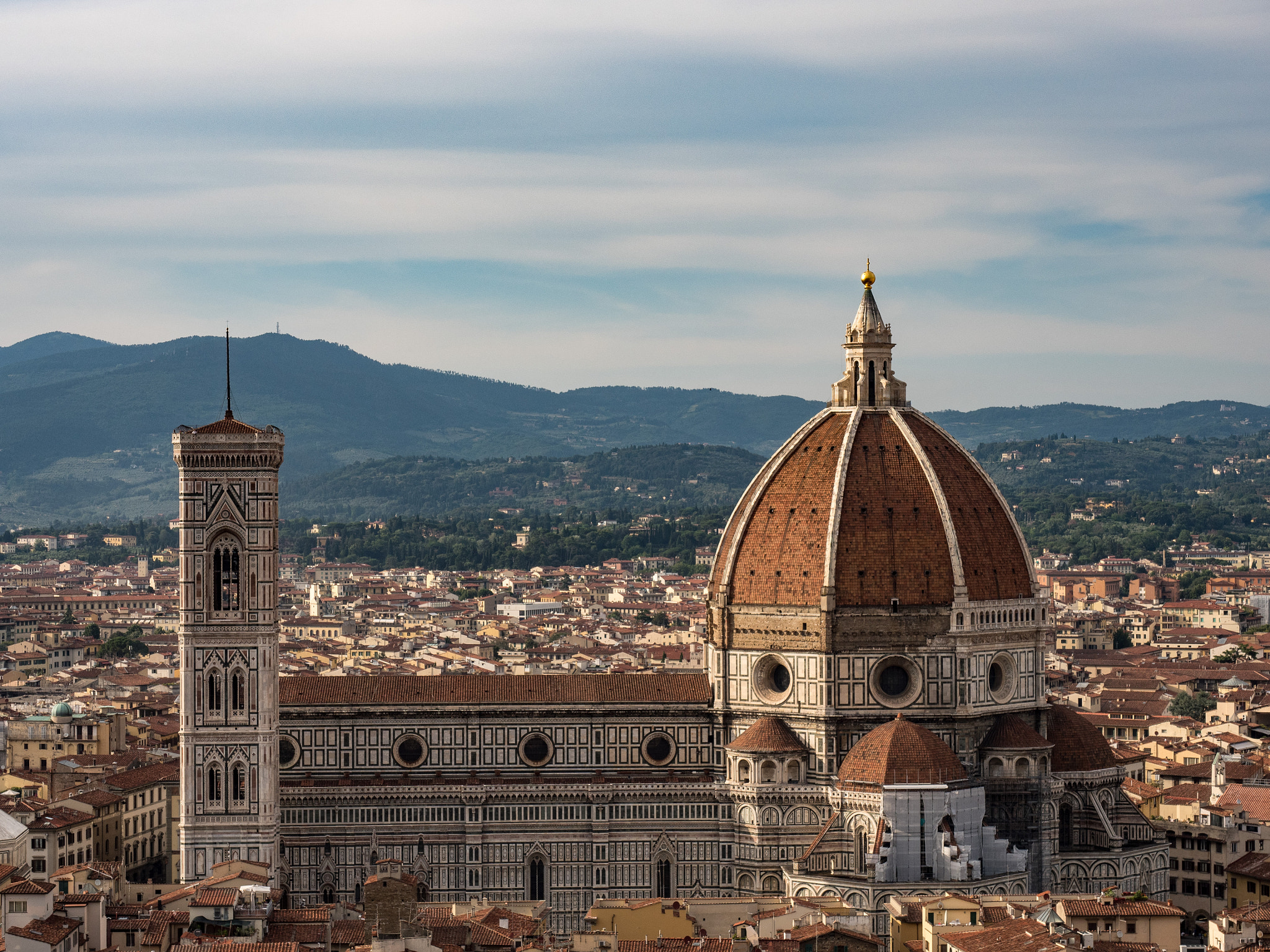
A firenzei székesegyház (Olaszország ), 1294-1436, Arnolfo di Cambio, Filippo Brunelleschi és Emilio De Fabris
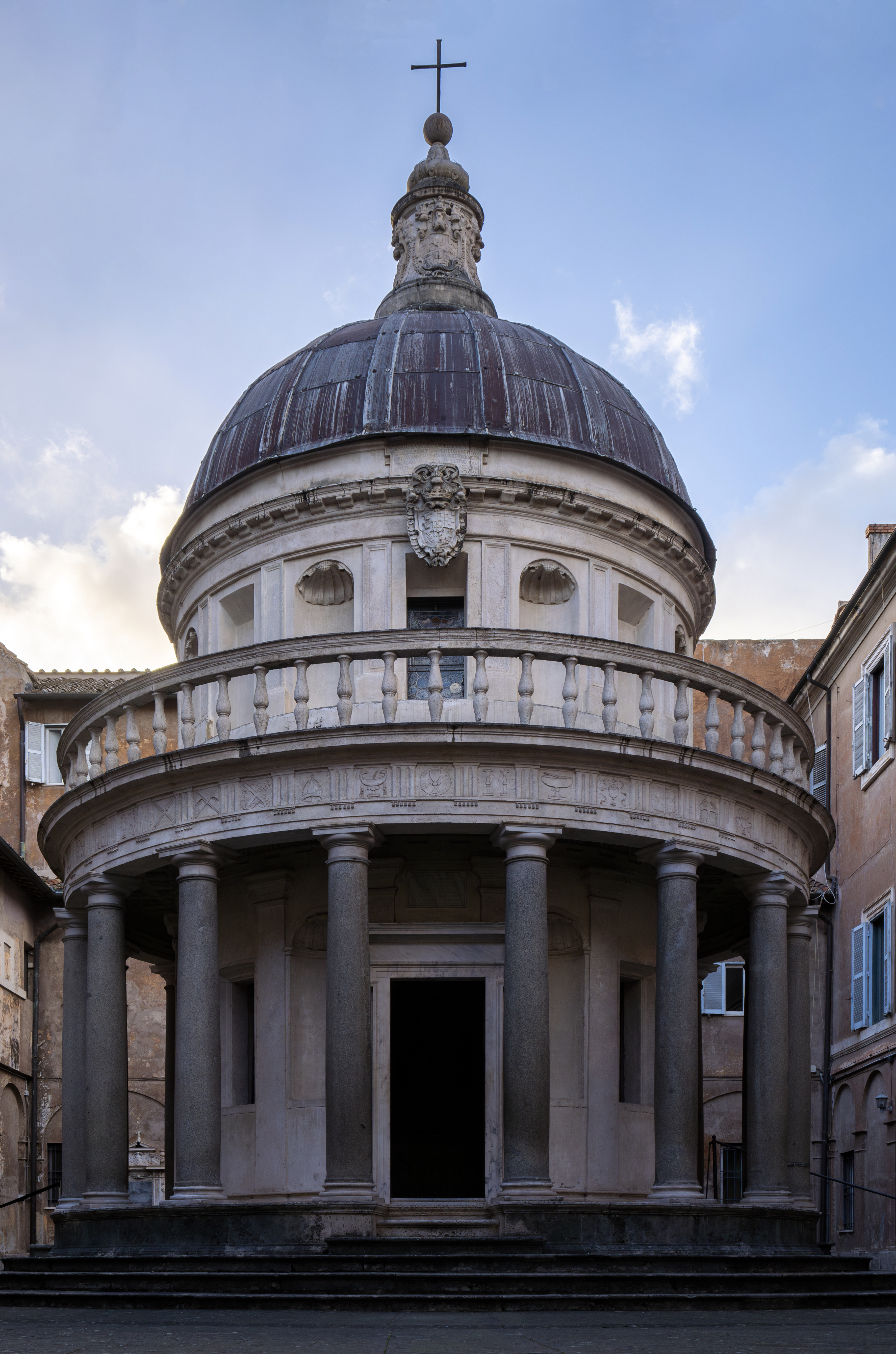
A Tempietto (Róma), Donato Bramante, 1444-1514
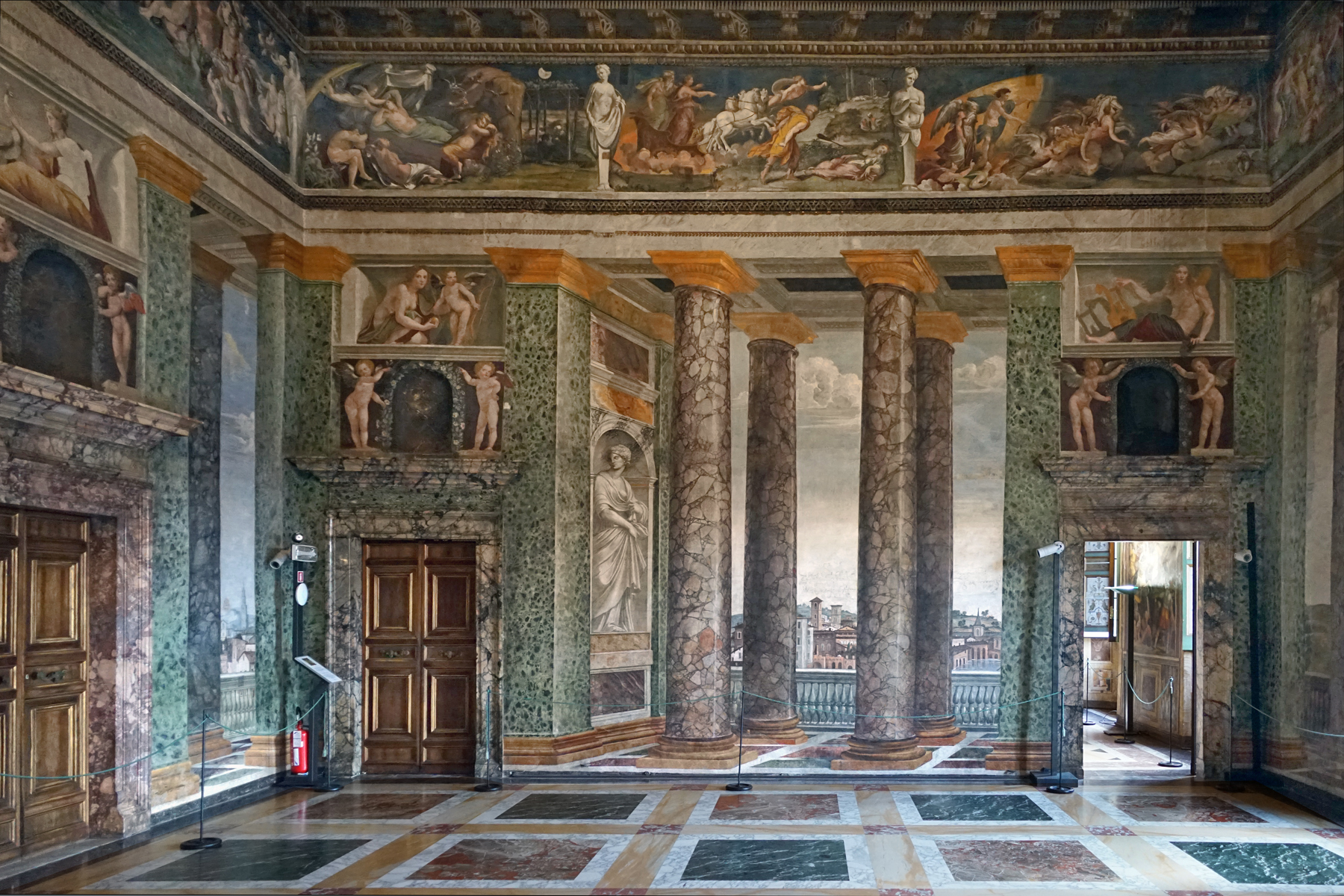
Villa Farnesina (Róma), Baldassare Peruzzi, 1505-1510
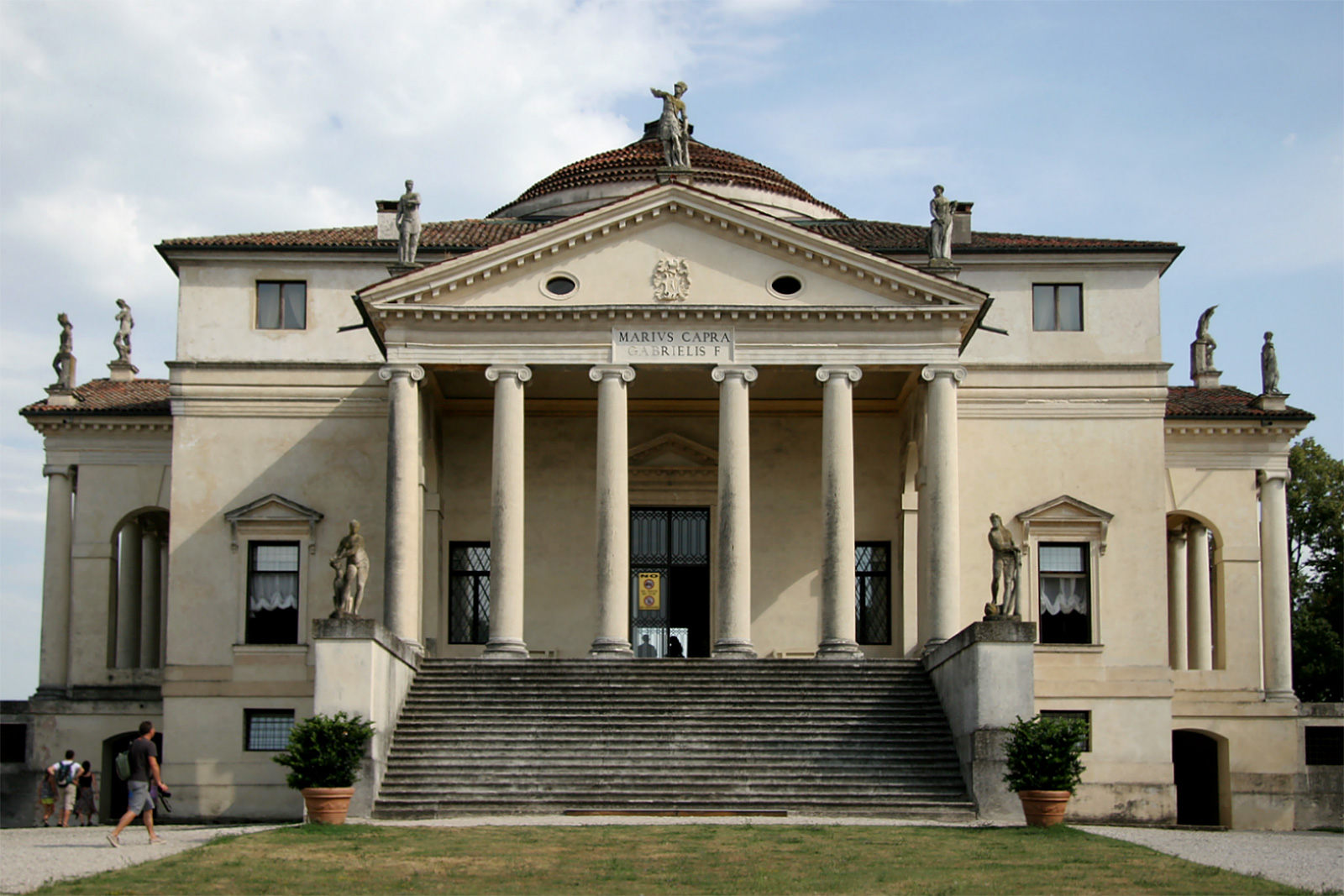
Villa La Rotonda (Vicenza, Olaszország), 1567-kb. 1592, Andrea Palladio
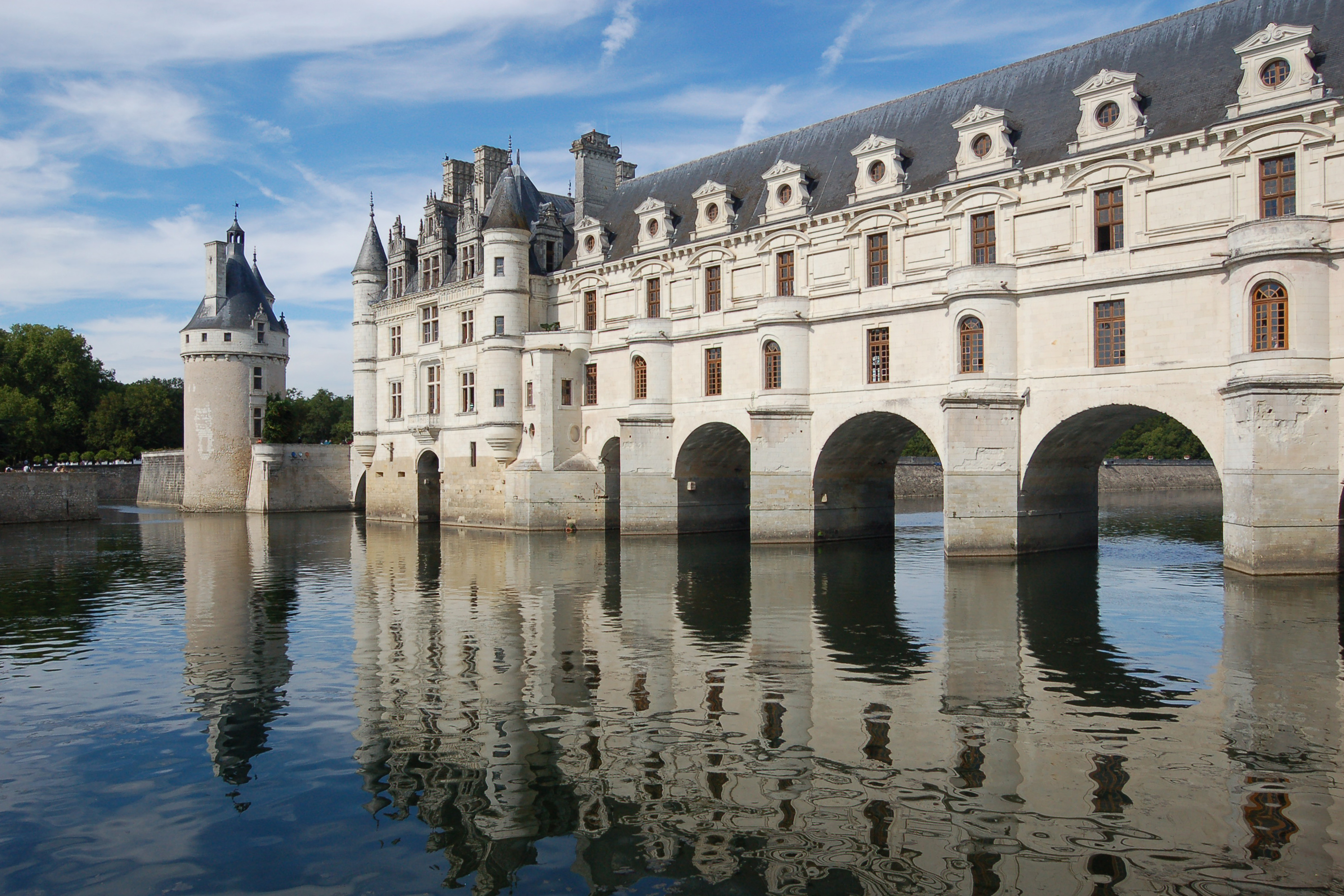
A Château de Chenonceau (Franciaország), Philibert de l'Orme, 1576

## Az újkor és az ipari kor építészete

### Barokk
A késő reneszánszból a korai barokkba átvezető korszakot manierizmusnak szokták nevezni. A barokk fő jellegzetessége a meghökkentés, az elkápráztatás, a műalkotások csodálatba ejtő ereje volt.
A barokk stílus lényegében katolikus művészet  és ez is az egyházi építészet gyakorlatában alakult ki. A reneszánsz nyugalmas beosztása helyett  aranyozott díszek, márványfaragások és festett képek zsúfolt, egymásba folyó pompája fogadta a hívőt, hogy elkápráztassa. A tervezők tudatosan törekedtek ilyen hatásokra, mert ez megfelelt az egyház igényeinek, ugyanis a jezsuiták, az ellenreformáció "élharcosai" az elpártolt hívők visszaszerzésére törekedtek.
A templomok belső pompáját rafinált megoldásokkal a végletekig fokozták. Míg a reneszánsz templomokra a világosság és a rend volt jellemző, addig a barokk művészet és az illúzió minden eszközével igyekezett elröppenteni a hívőt egy olyan világba, ahol a szentek alászállnak, megnyílik a mennybolt és a valósághű festmények és szobrok szent misztériumokat keltenek életre. Faragott és festett angyalok, szentek egész seregét építették az aranydíszektől ragyogó falakon, oltárokon, az alapzattól a mennyezetig.
Csúcspontján a barokk káprázatos elegye volt a geometrikusnak és a színpadiasnak; buján érzéki és szerkezetileg hibátlan. A túláradó és extravagáns barokk nem mindenki ízlésének felel meg, sokan túlzott érzékiségét kifogásolják. Ennek ellenére ez a művészeti stílus Európa városait hallatlanul gazdaggá tette, amely felismerte, hogy valóban ezek jelentik azokat a színpadokat, amelyeken az életünk játszódik. Ehhez a barokk épületek a lehető legnagyobb díszleteket biztosítják.

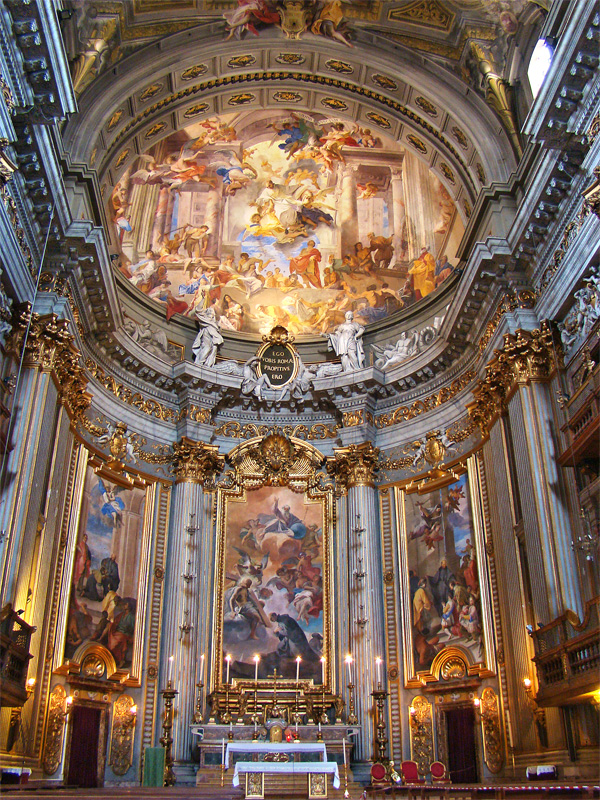
Loyolai Szt. Ignác-templom, Róma
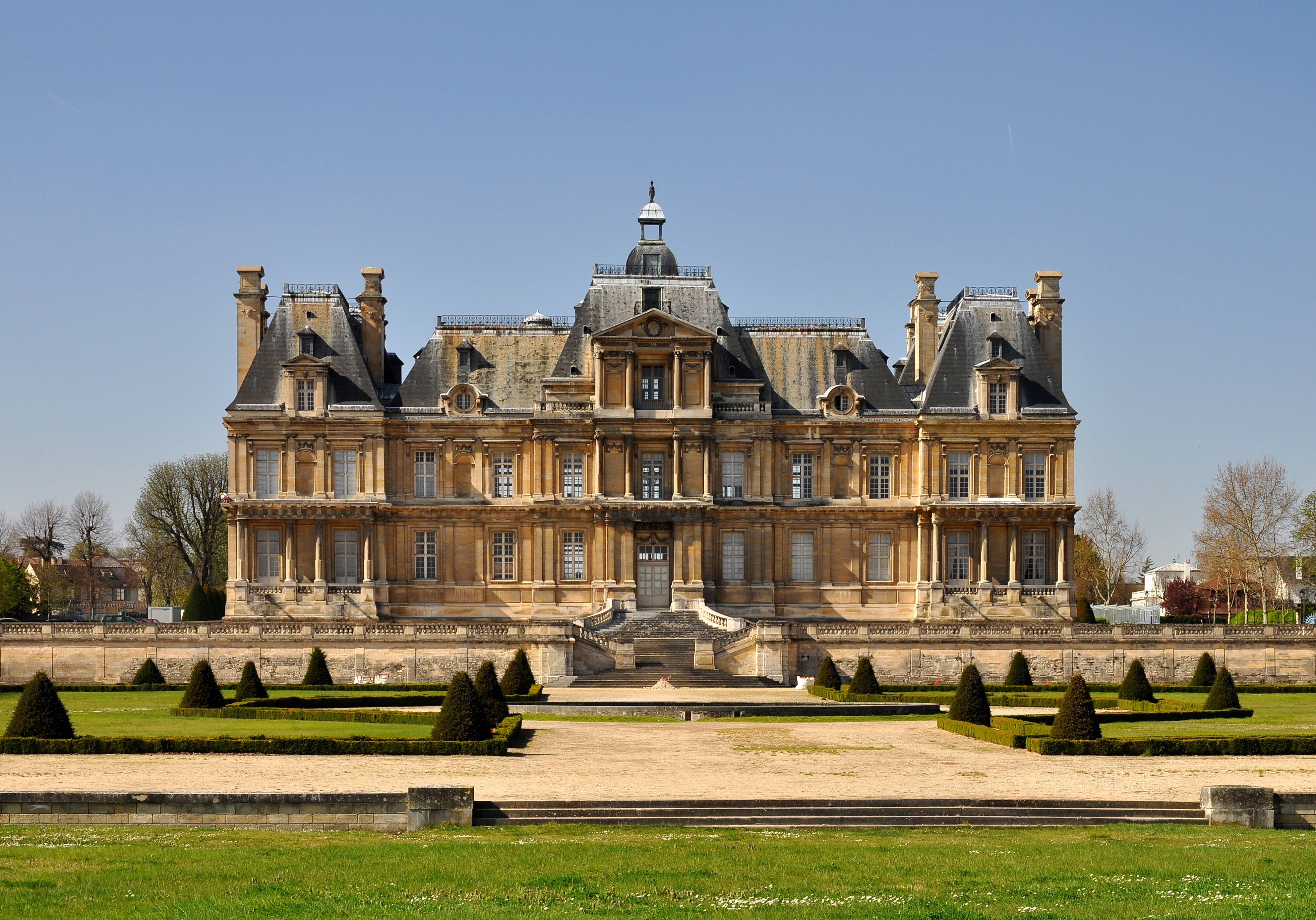
A Château de Maisons (Franciaország), François Mansart, 1630–1651
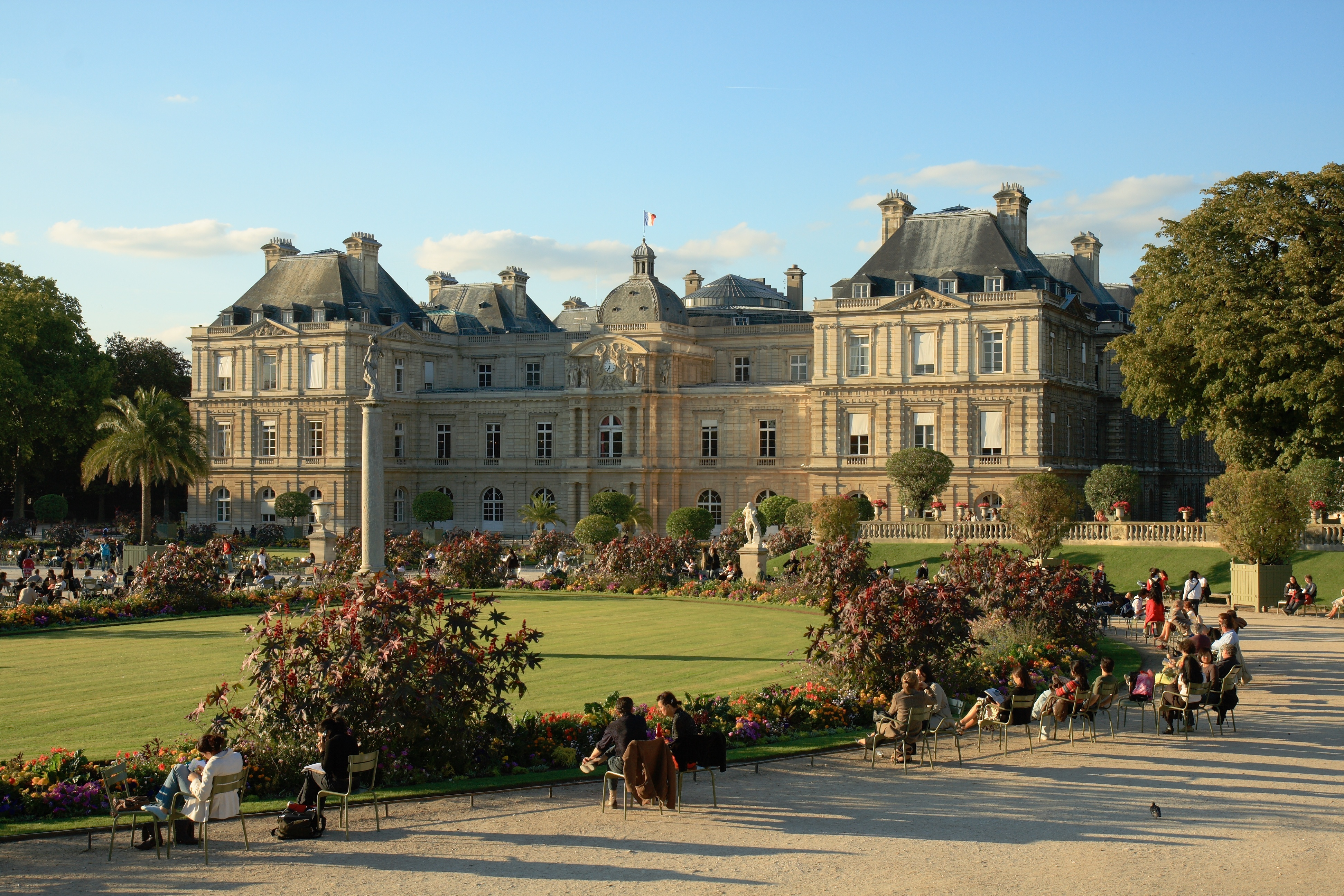
Luxembourg-palota (Párizs), Salomon de Brosse (1615–1624)
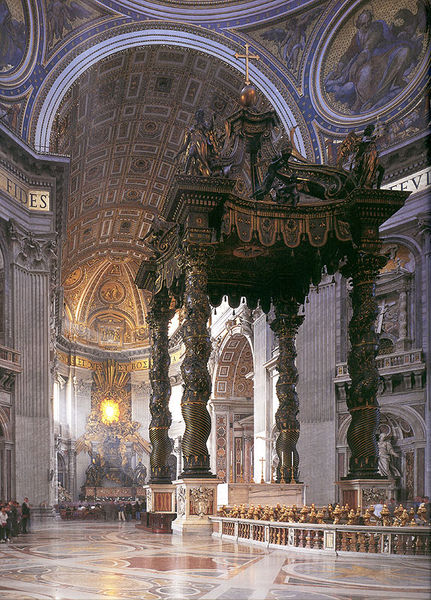
Baldachin a római Szt. Péter-baziliában
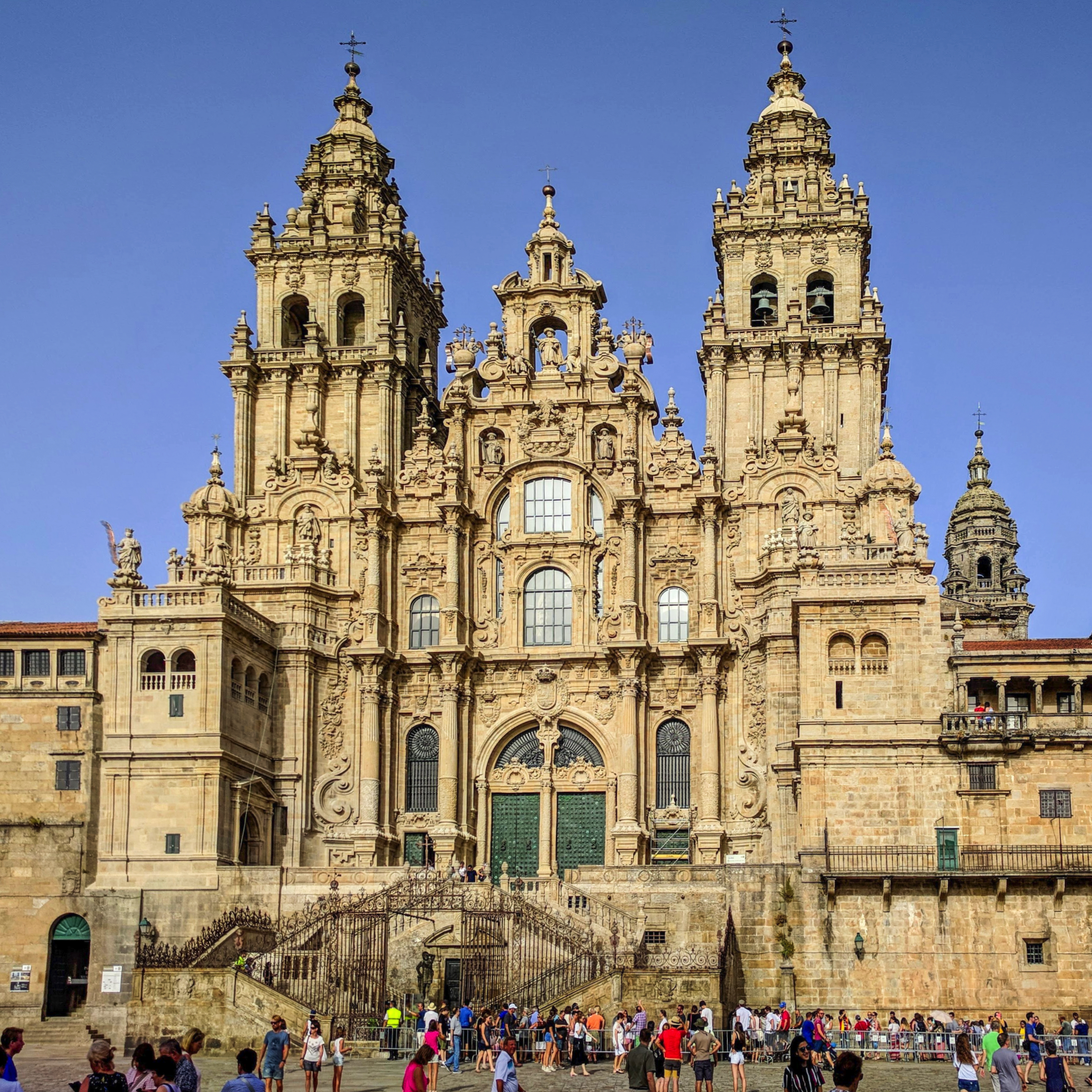
Szent Jakab-katedrális, Santiago de Compostela
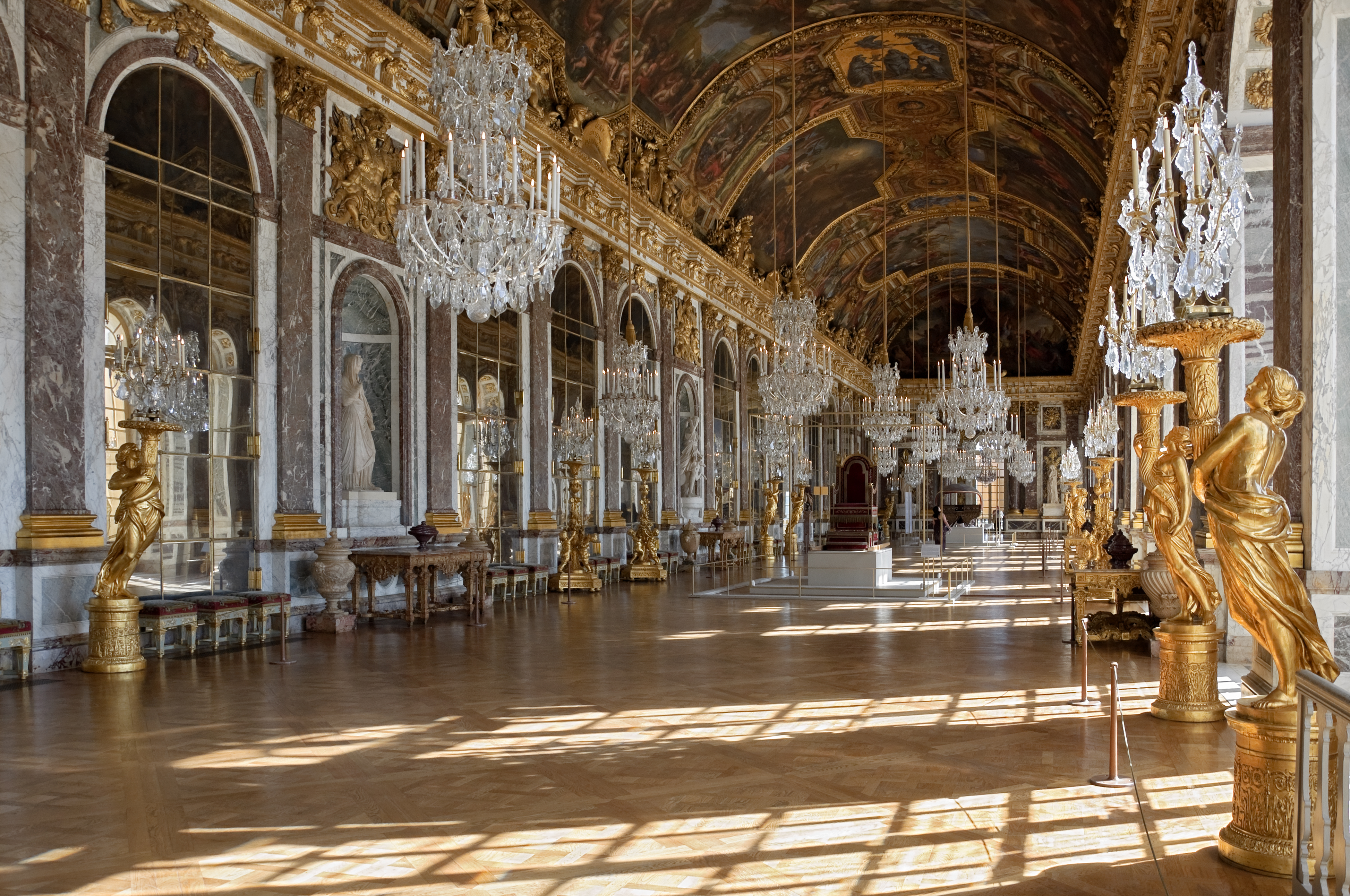
Versailles-i palota Tükörterme

#### Késő barokk: rokokó és copf
A rokokó vagy késő barokk stílus a 18. században volt jellemző. Az 1720-as és 1730-as években, Franciaországban kezdődött, XV. Lajos alatt. Hamarosan Európa más részein is terjedt, különösen Észak-Olaszországban, Ausztriában, Dél-Németországban, Közép-Európában és Oroszországban.
Soha nem volt kifejezetten építészeti stílus, inkább az enervált barokk művészek furcsa, szertelen önkifejezésének tekinthető. Más művészetekre is hatással volt, különösen a szobrászatra, a bútorokra, az ezüsttárgyakra, az üvegárukra, a festészetre, a zenére és a színházra.
Bár eredetileg egy világi stílus, amelyet elsősorban a magánépületek belső tereiben használtak, spirituális vonatkozással is bírt, ami miatt széles körben elterjedt az egyházi művészetben is, különösen Közép-Európában, Portugáliában és Dél-Amerikában.
A copf stílus a német építészetben a rokokó és a klasszicizmus közötti átmenet stílusát jelentette az 1760 és 1790 közötti időszakban. Németországról aztán Magyarországra is átterjedt. Franciaországi megfelelője a XVI. Lajos-stílus, az ausztriai a jozefini stílus , az angliai pedig a késő György-stílus  volt.

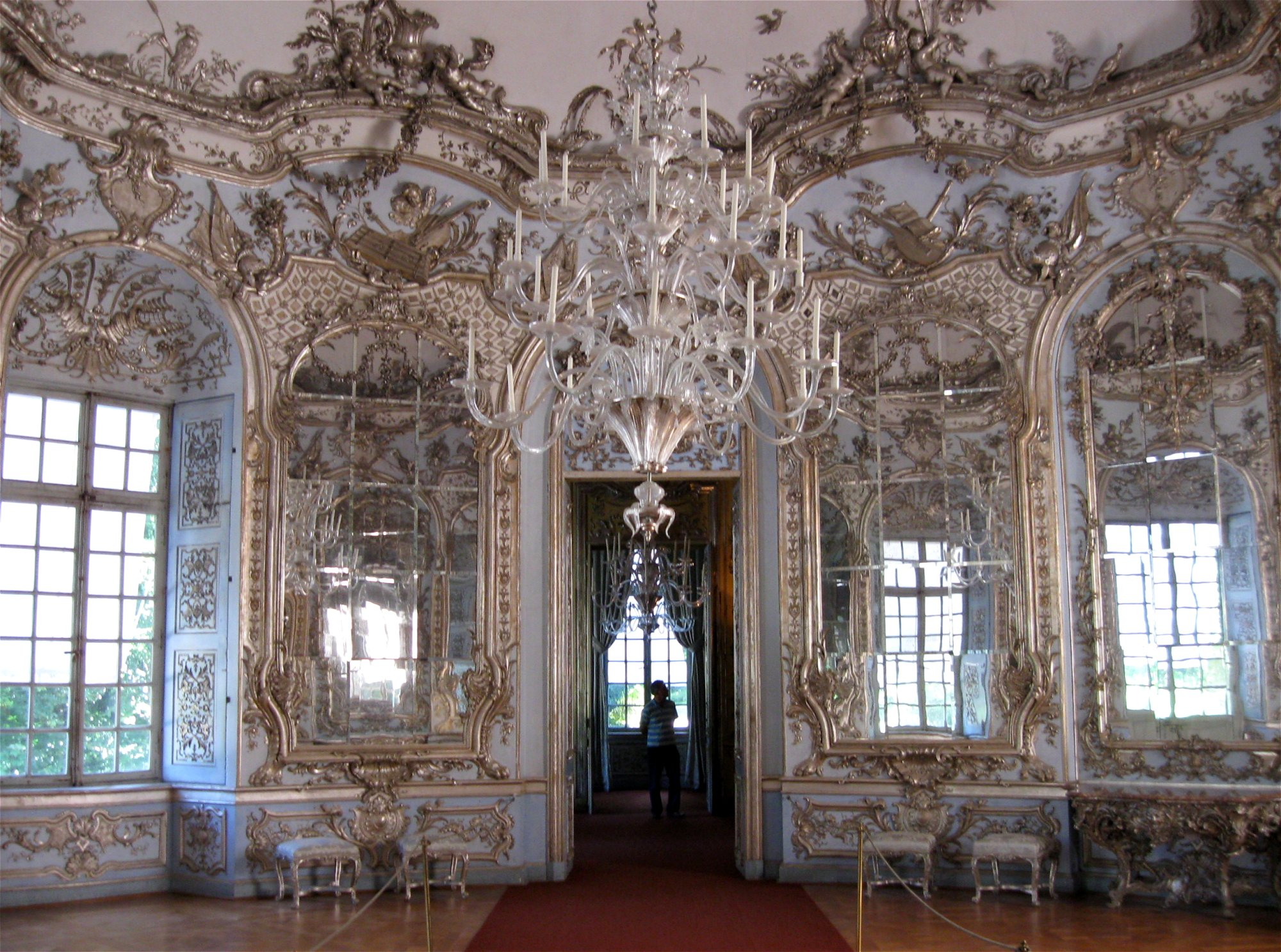
Amalienburg vadászkastélyának Tükörterme (München)
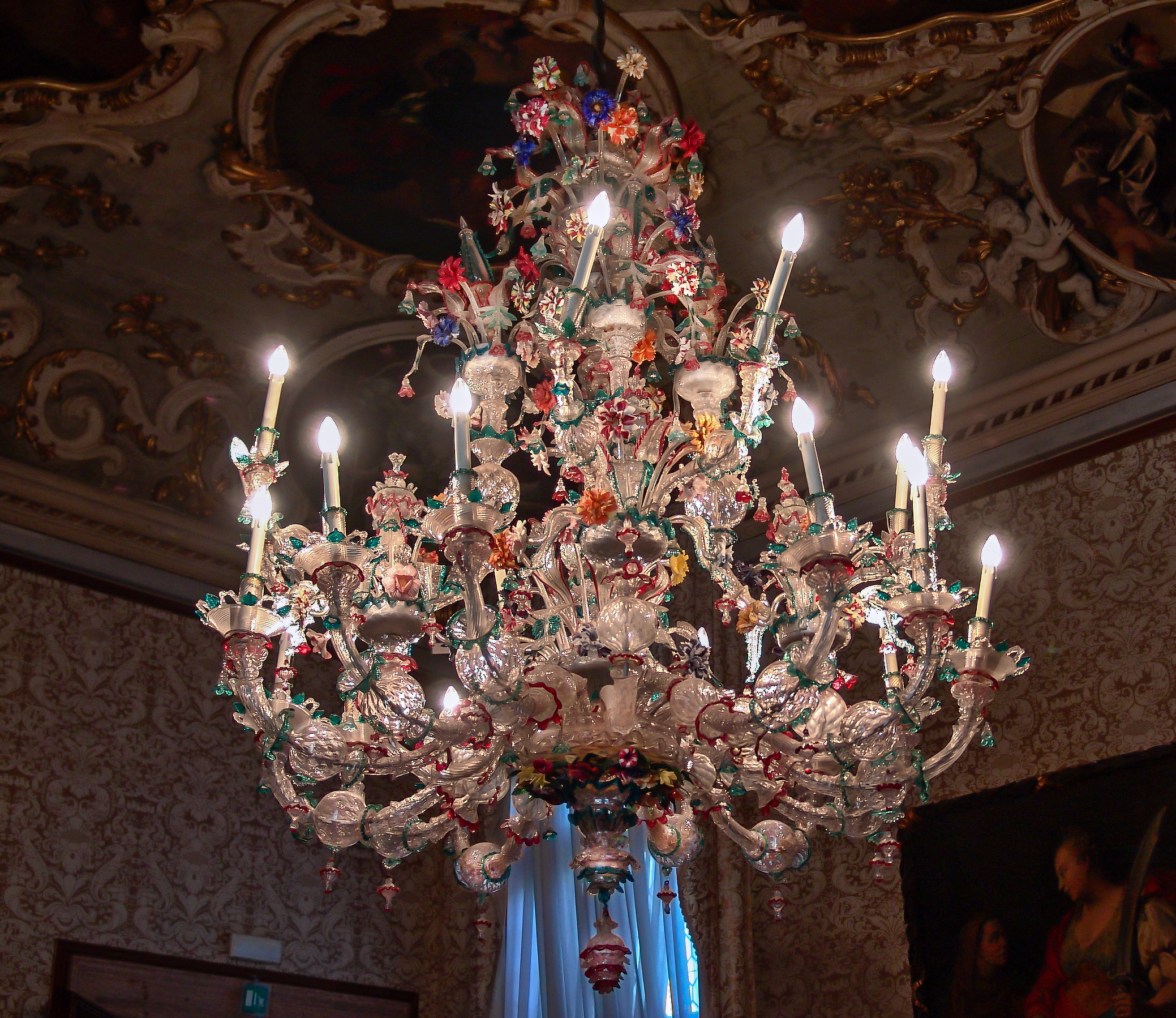
Velencei üvegcsillár a Ca Rezzonicóban (Olaszország, 1758)
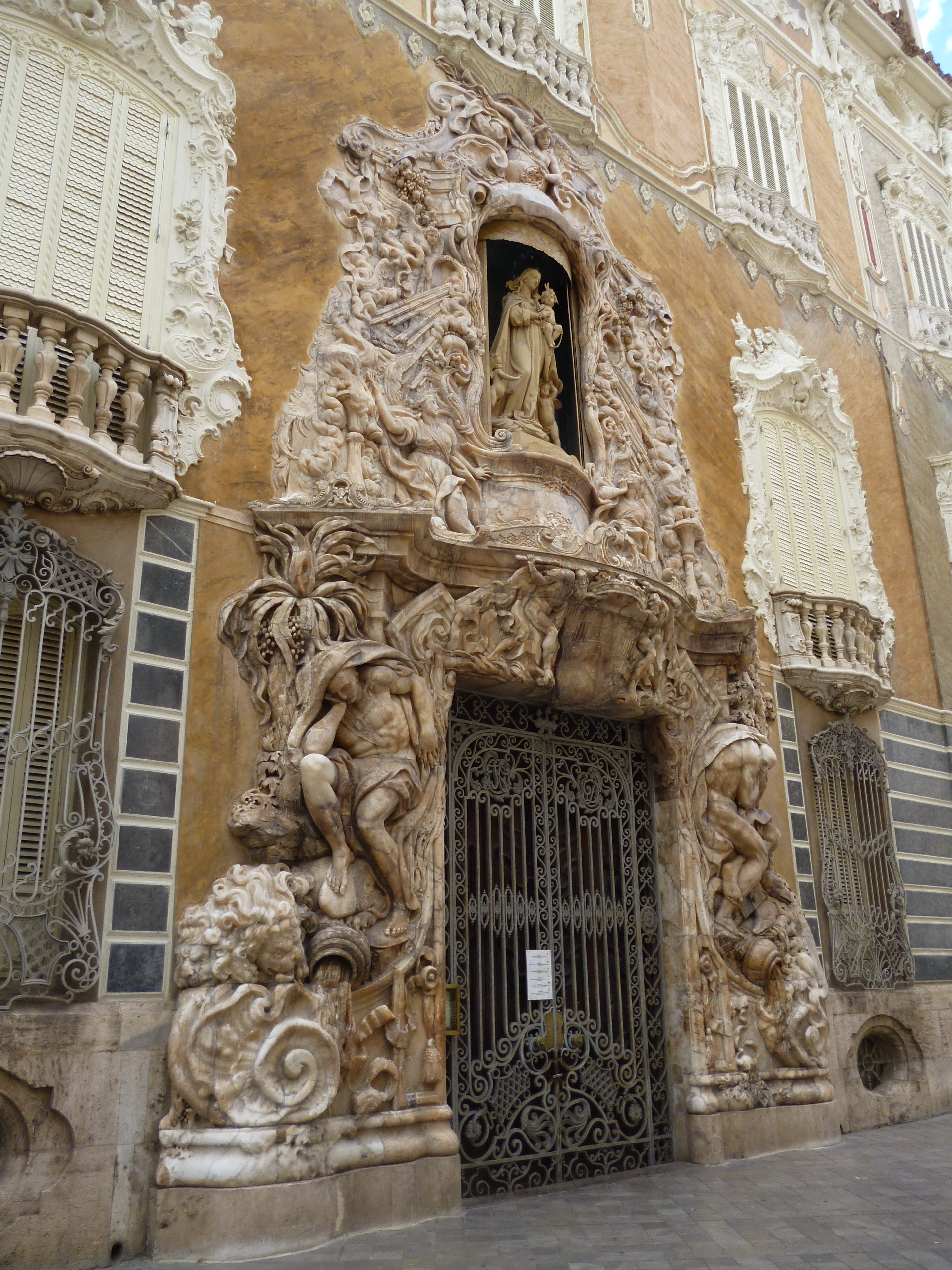
Dos Aguas márki palotájának kapuja, Valencia (Spanyolország)
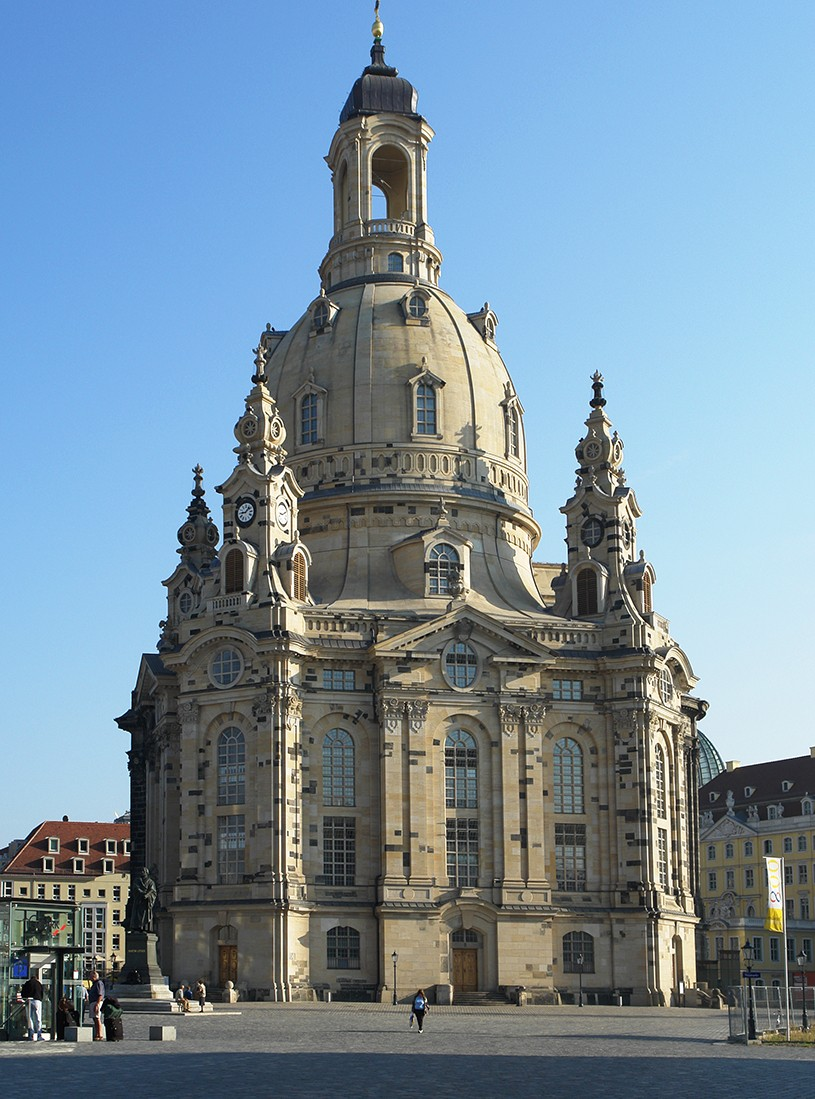
Frauenkirche, Drezda
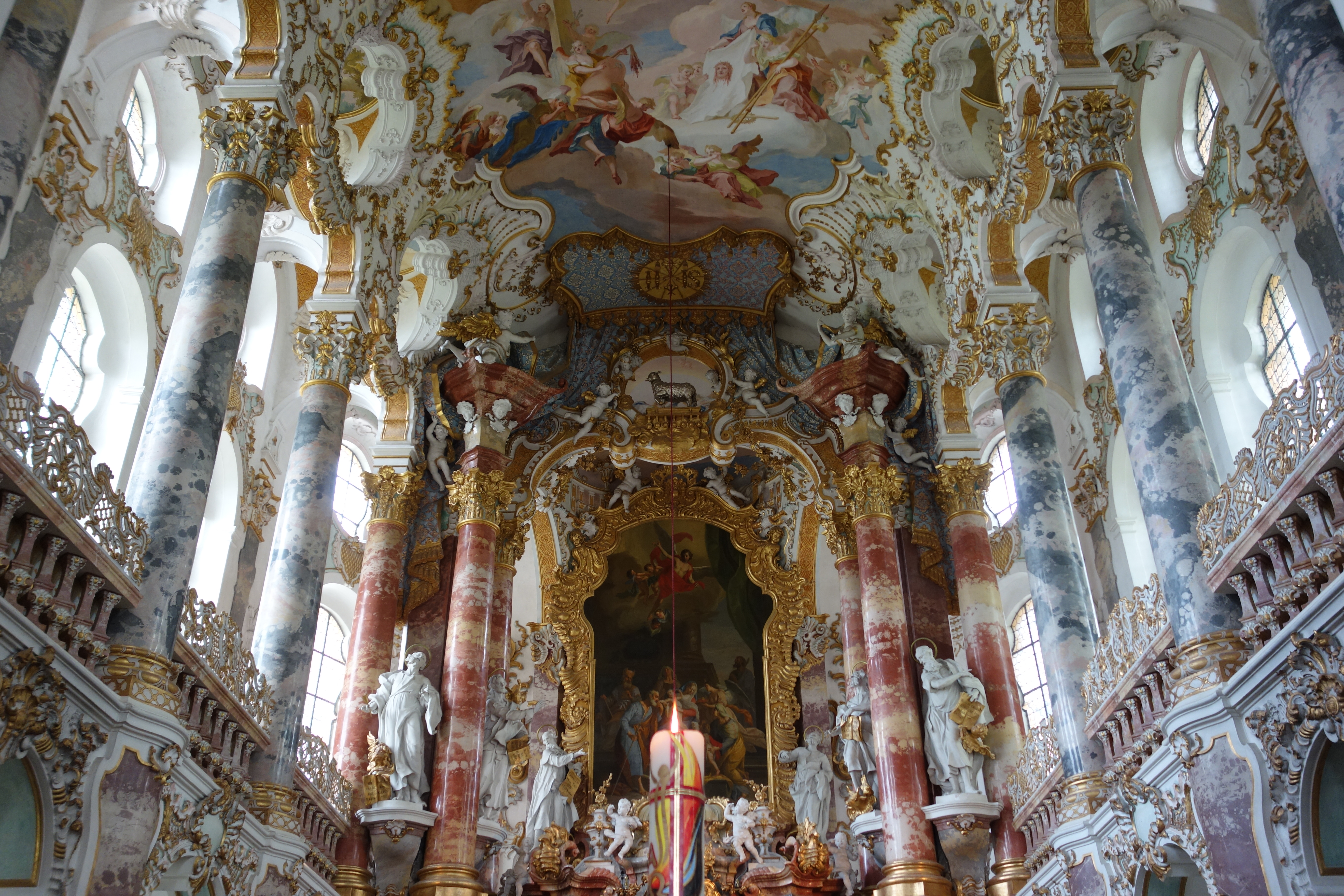
A Wieskirche belső tere, Németország

### Klasszicizmus
A neoklasszikus mozgalom által létrehozott klasszicista építészet a 18. század közepén kezdődött Itáliában. Korai központja különösen Nápoly volt, majd a század második felében Torinóban, Milánóban és Triesztben is virágzott. A stílus nemsokára a nyugati világ egyik legjellemzőbb építészeti stílusává vált. A neoklasszikus építészet felé való elmozdulást az 1750-es évekre datálják. Itálián kívül először Angliában és Franciaországban szerzett befolyást. Az új építészeti mozgalom célja a késő barokk túlzásainak levetkőzése és a modern célokhoz igazodó, autentikusabb klasszikus stílushoz való visszatérés volt.
A 18. század közepétől kezdődően számos európai város a felismerhetetlenségig megváltozott, mivel a klasszikus építészet újjászületése forradalmasította mind a külsejüket, mind a működésüket. A század elejétől Nagy Péter orosz cár lerakta az új főváros, Szentpétervár alapjait. Az új főváros az egyik legnagyszerűbb neoklasszicista város megszületéséhez vezetett. Párizst a paloták és emlékművek grandiózus városává akarta alakítani Bonaparte Napóleon. Számos megálmodott épületet meg is építtetett.
A francia Soufflot (szufló), mint annyi építész kortársa, Itáliában tanulmányozta az ókor fennmaradt emlékeit. Nagyszabású alkotásának, a párizsi – eredetileg templomnak készülő – kupolás Panthéonnak Róma hasonló nevű antik temploma volt a mintaképe.
Az Empire stílus a neoklasszicizmus Franciaországban keletkezett grandiózusabb hulláma volt. Főleg a császári római stílusokon alapult. A stílus megfelel a német nyelvterületen a polgáribb Biedermeier stílusnak, az Egyesült Államokban a szövetségi stílusnak (Federal style), Nagy-Britanniában a Regency stílusnak és Svédországban a Napoleonstil nevű stílusnak.
Szentpétervár, Edinburgh-Újváros, Helsinki, ők szinte a neoklasszikus korszak alkotásai. A neoklasszicizmus legkorábbi magyarországi példái Vácon találhatók. A korszak két fő építésze az országban Pollack Mihály és Hild József volt.

Klasszicizmus
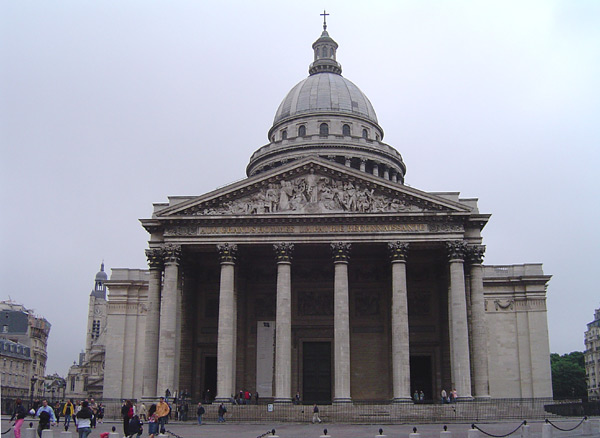
Panthéon, Párizs
Arc de Triomphe, Párizs
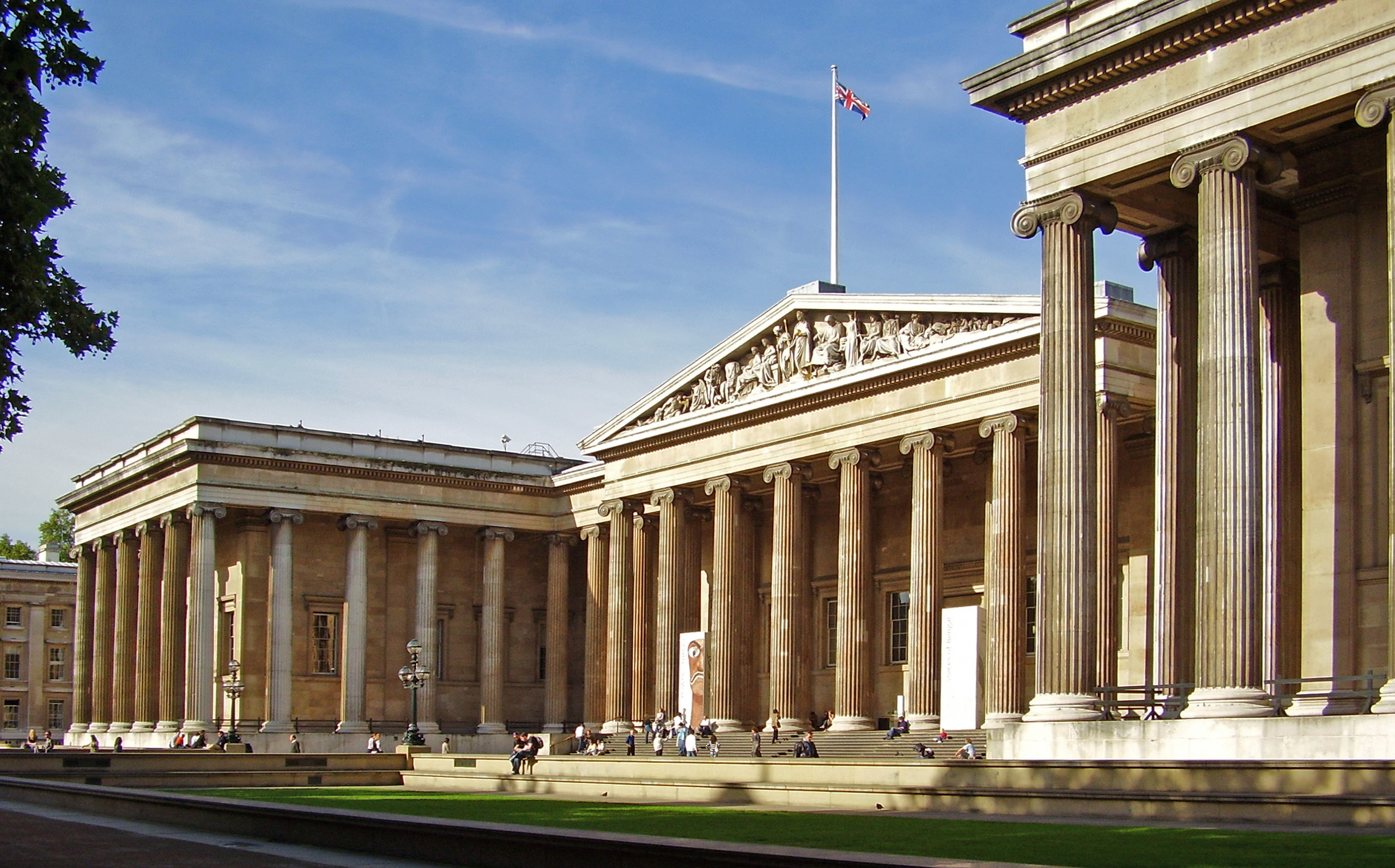
British Museum, London
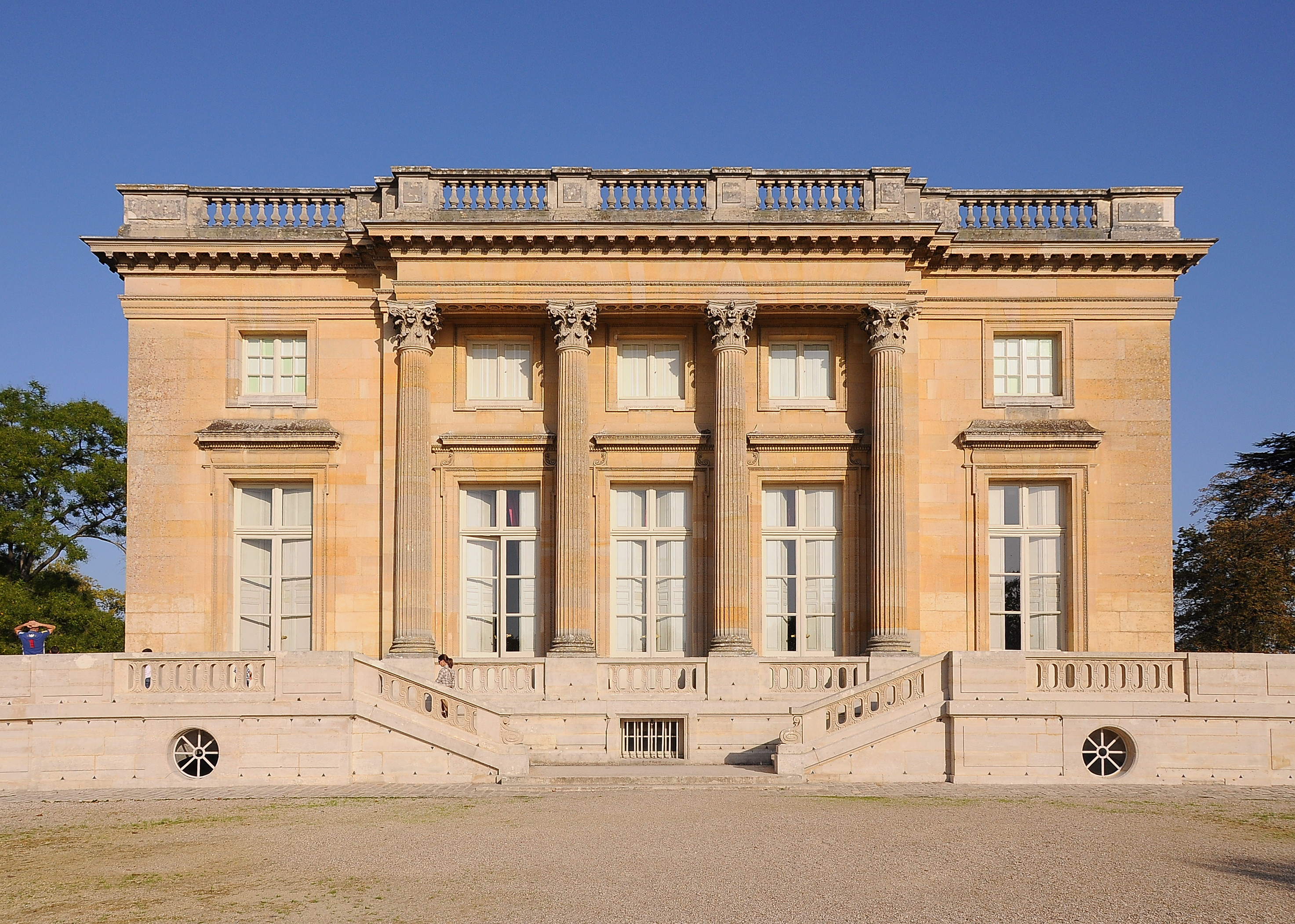
A Petit Trianon (Versailles) Ange-Jacques Gabriel, 1764
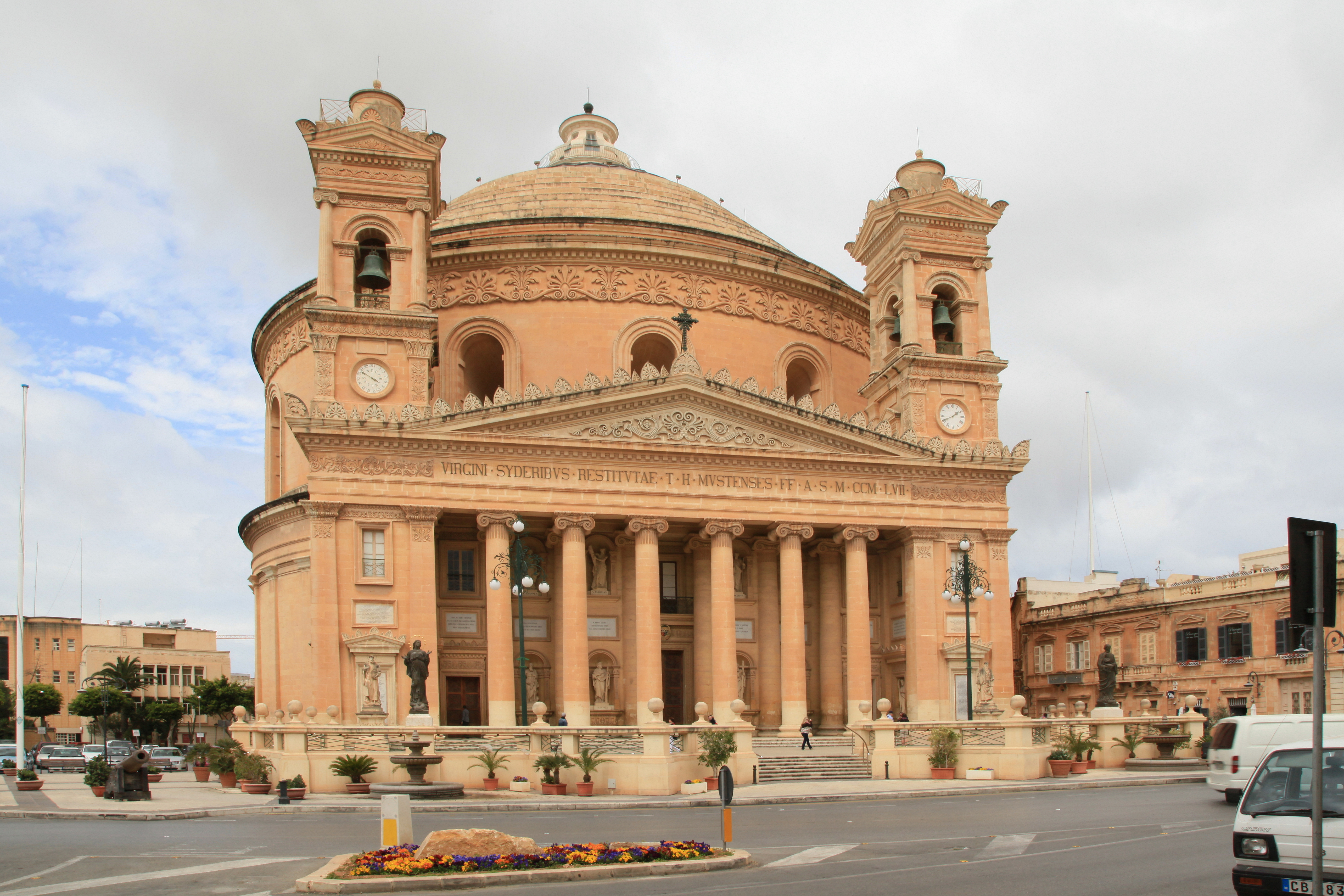
A máltai Szűzanya Mennybemenetele-bazilika
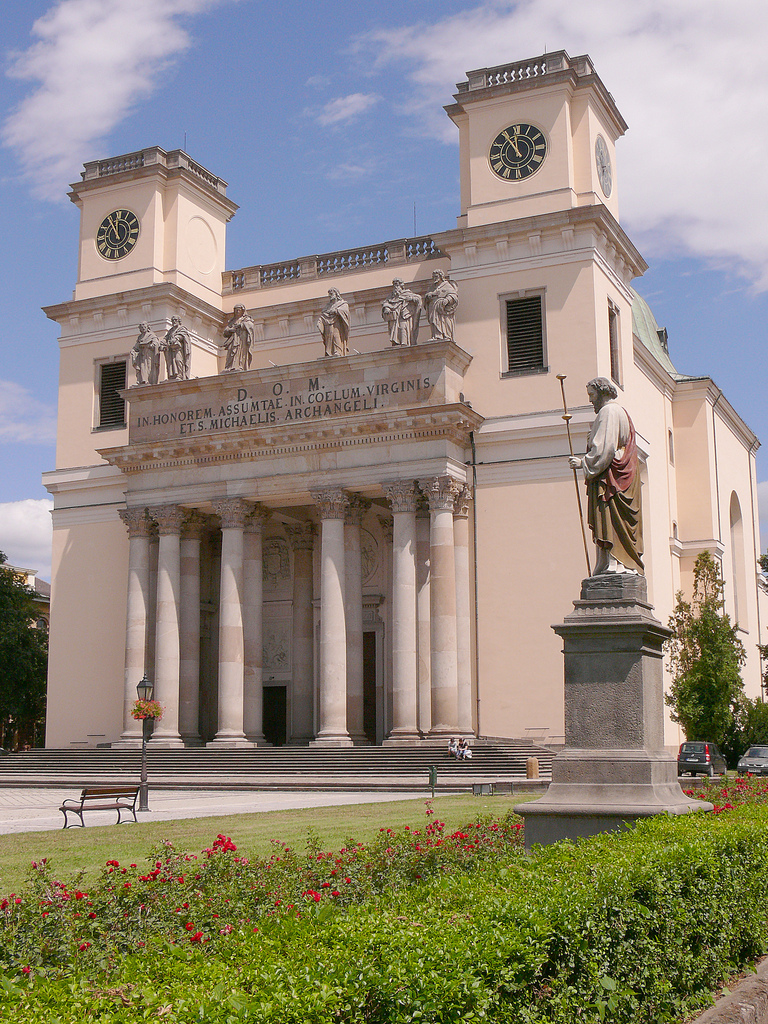
Váci székesegyház

## 19. század
Korábban stíluskorszakok kibontakozásához századok kellettek, most viszont néhány évtized elegendő egy-egy irányzat kifejlődéséhez és hanyatlásához. Nincs még egy korábbi korszaka a történelemnek, amely annyit épített volna, mint a 19. század, annak is különösen a második fele.
Az építészetben a 19. századnak nem volt saját, karakteres stílusa, ami nem egy építész számára komoly gondokat okozott. Nem maradt más választásuk, mint valamelyik korábbi stílusnak az utánzása. Ezek ismételt alkalmazása az új technológiák és építőanyagok megjelenésével új megoldásokat, lehetőségeket jelentettek.
A romantika virágkora a század első fele volt. Idő és térbeli pontos behatárolását megnehezíti az európai országokban lezajlott társadalmi átalakulások és történelmi változások kora. Magyarországon 1840 és 1870 között volt meghatározó stílusirányzat.
A klasszicizmus változatlanul népszerű maradt, különösen Franciaországban és Amerikában, ugyanakkor felvirágoztak historizáló neostílusok is: a neoromán, neogótikus, neobarokk és a többi.
Budapest belvárosi házainak nagy része e stílusutánzó építészet virágkorában, a 19. század második felében épült. A század és a historizmus kiemelkedő magyar alakja Ybl Miklós volt.
Az eklektika a század utolsó harmadának jellemző építőművészete lett és a korábbi irányzatok neostílusát jelenti. A sokféleség  (pluralizmus) jellemző rá. Az építészek szabadon válogattak az elmúlt korok formái között.  Magyarország leghíresebb eklektikus épülete a parlament, amelyet Steindl Imre tervezett.
Az orientalisták Keletről, Észak-Afrikából és Ázsiából származó motívumokat használtak fel. A brightoni Royal Pavilion például indiai jellegzetességgel épült. 
A kínai stílus utánzása (angolul: Chinoiserie) már a 17. században megjelent olyan országokban, ahol aktív kelet-indiai társaságok működtek (Anglia, Dánia, Hollandia, Franciaország), majd más európai országokban is terjedt. 1860 után megjelent a japán stílus utánzása, a japonizmus. Az ókori egyiptomi építészetet utánzó neoegyiptomi  stílus a 19. század elején és közepén vált népszerűvé, és kisebb stílusként folytatódott a 20. század elején. A neomór építészet a 19. század elején kezdődött és német nyelvterületen különösen népszerű volt a zsinagógák építésekor. Magyarországon az Otto Wagner által tervezett Rumbach utcai, vagy a Ludwig Förster osztrák építész alapján épített Dohány utcai zsinagóga is részben ilyen stílusban épült.
Ázsiában az európai építészetet keverték a helyi formákkal. Indiában például kibontakozott egy új stílus, az indo-szaracén (neomogul stílus), amely a nyugati, európai stílusokba különböző fokon indiai elemeket épített be.
A párizsi képzőművészeti iskola nyomán létrejött a Beaux-Arts, amely a század végétől erősen befolyásolta más országok építészetét is.
Oroszországban neobizánci stílusban hatalmas katedrálisok épültek, amelyek az Orosz Birodalom hatalmát hirdették.
Angliában a század végén az Arts and Crafts mozgalom szerveződött, tiltakozásul a géppel előállított, csúf és silány tömegtermékek ellen. Az építészetben a helyi anyagokra épülő eljárásokat alkalmazta.

Neogótika: Mindenszentek-templom (London), 1850–1859, William Butterfield
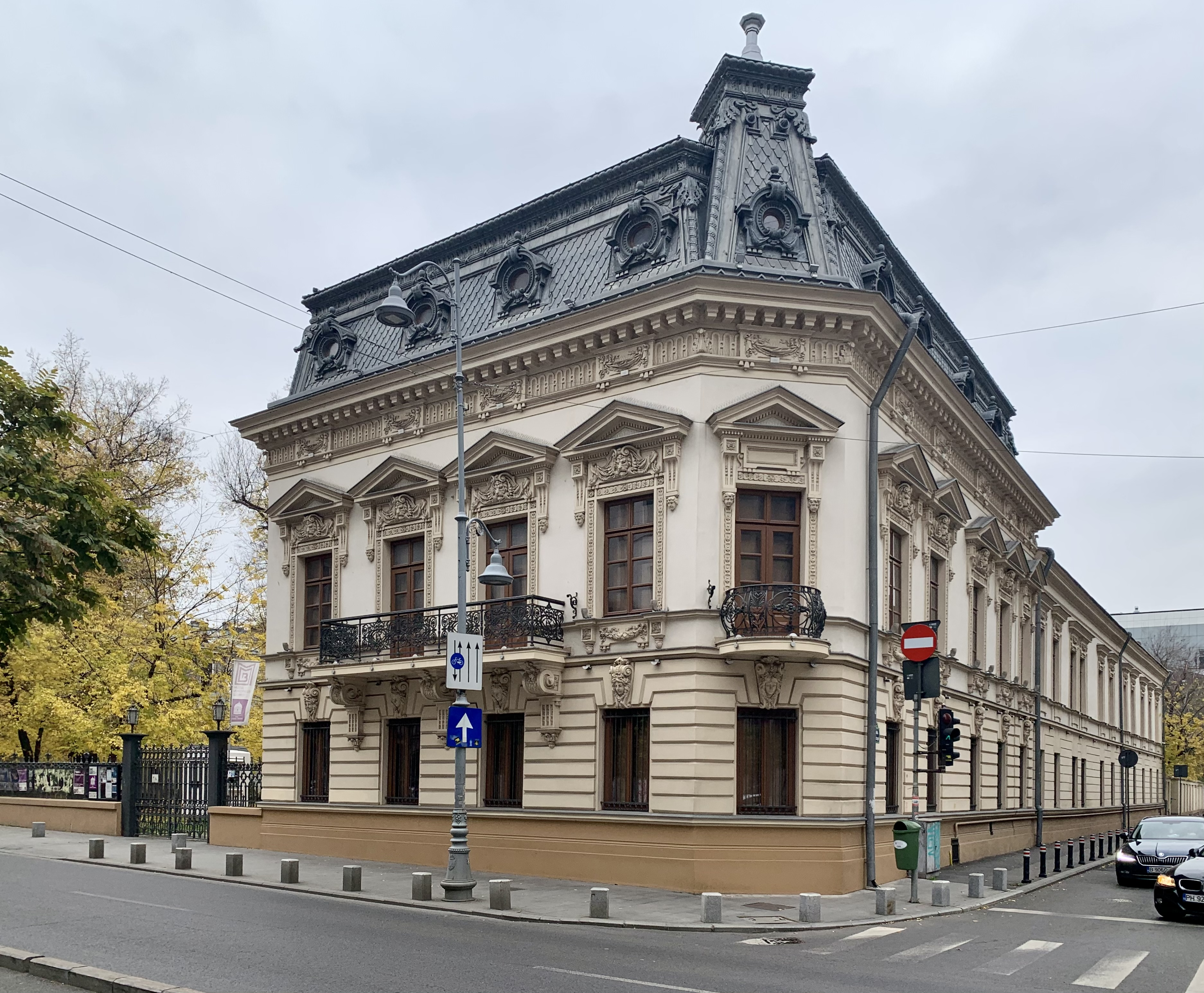
Eklektika : Korok Múzeuma (Bukarest), 19. század vége
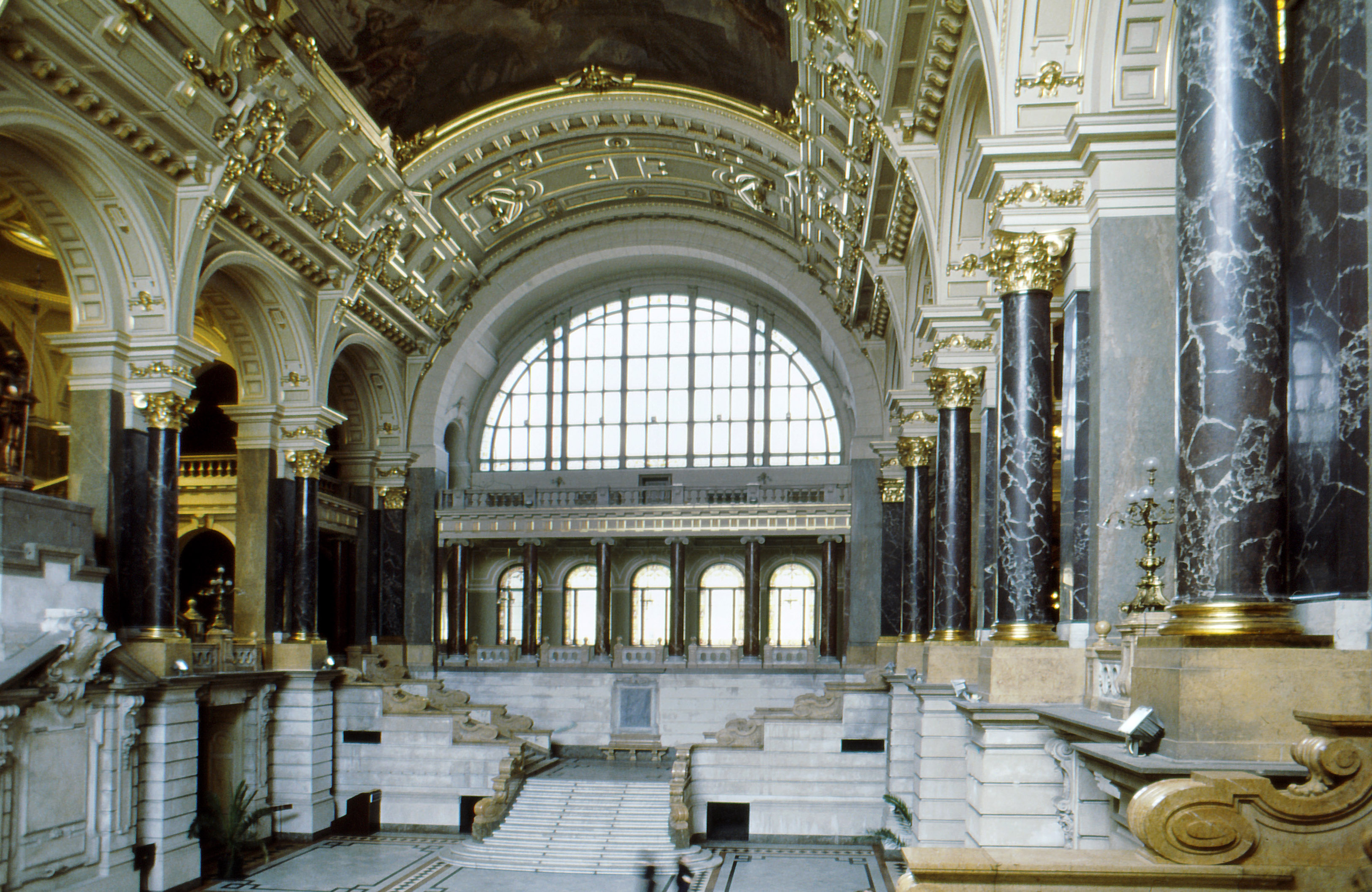
Historizáló: A budapesti egykori Kúria (ma Néprajzi Múzeum) előcsarnoka
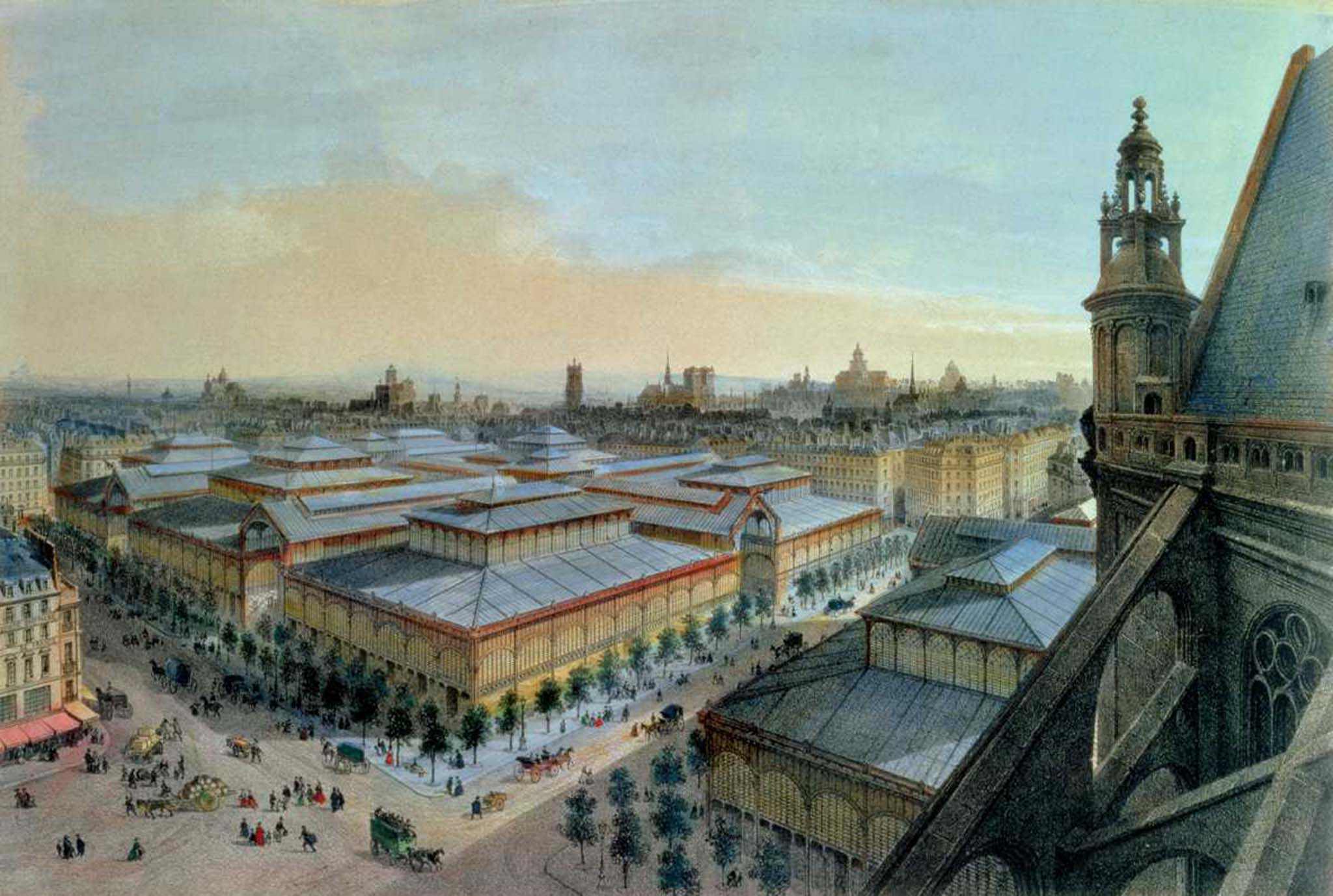
19. századi ipari építészet: Les Halles (Párizs), 1850-es évek, Victor Baltard
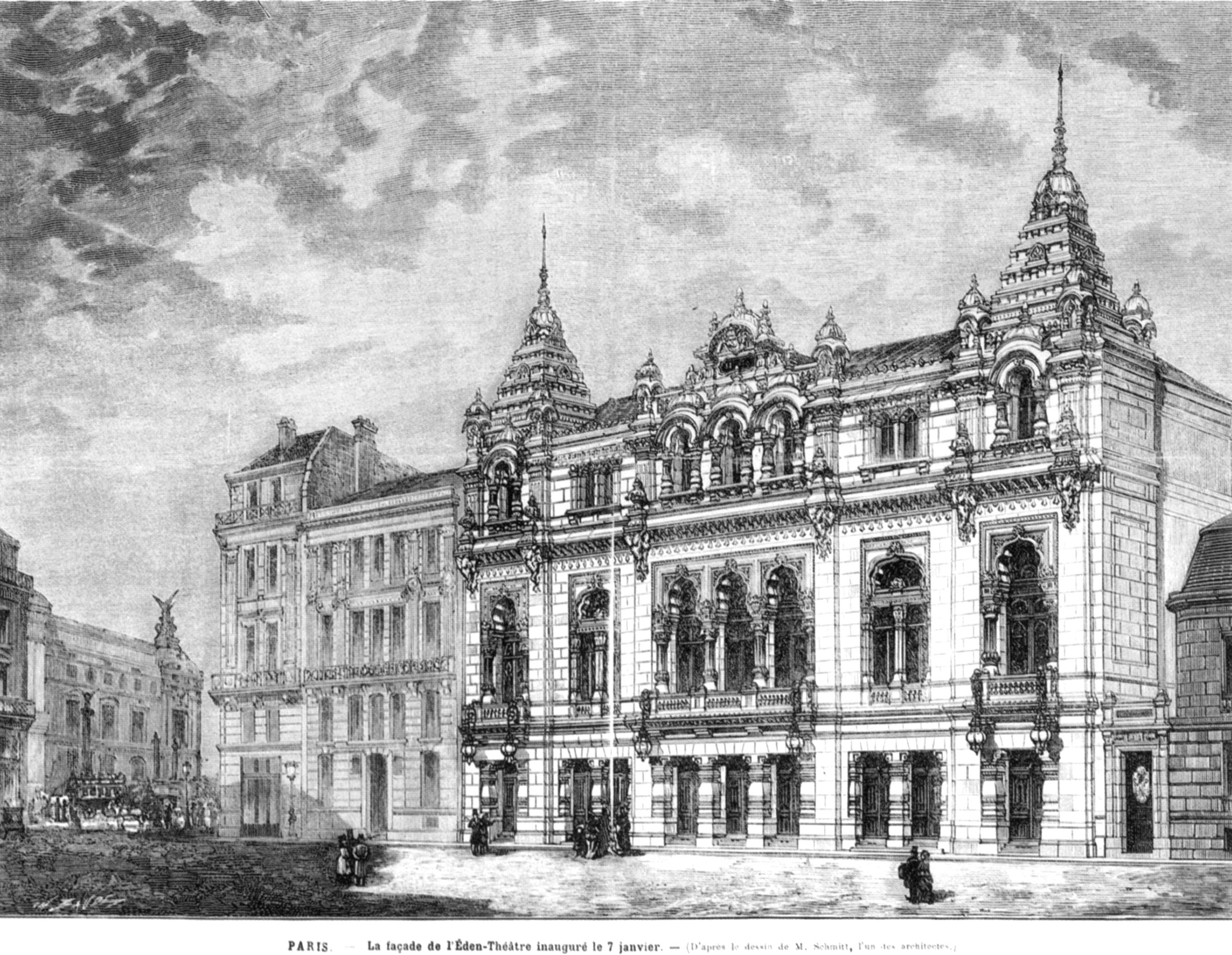
Orientalista építészet: az Éden-Théâtre (Párizs), az 1880-as évek elején, 1895-ben elpusztult, William Klein és Albert Duclos
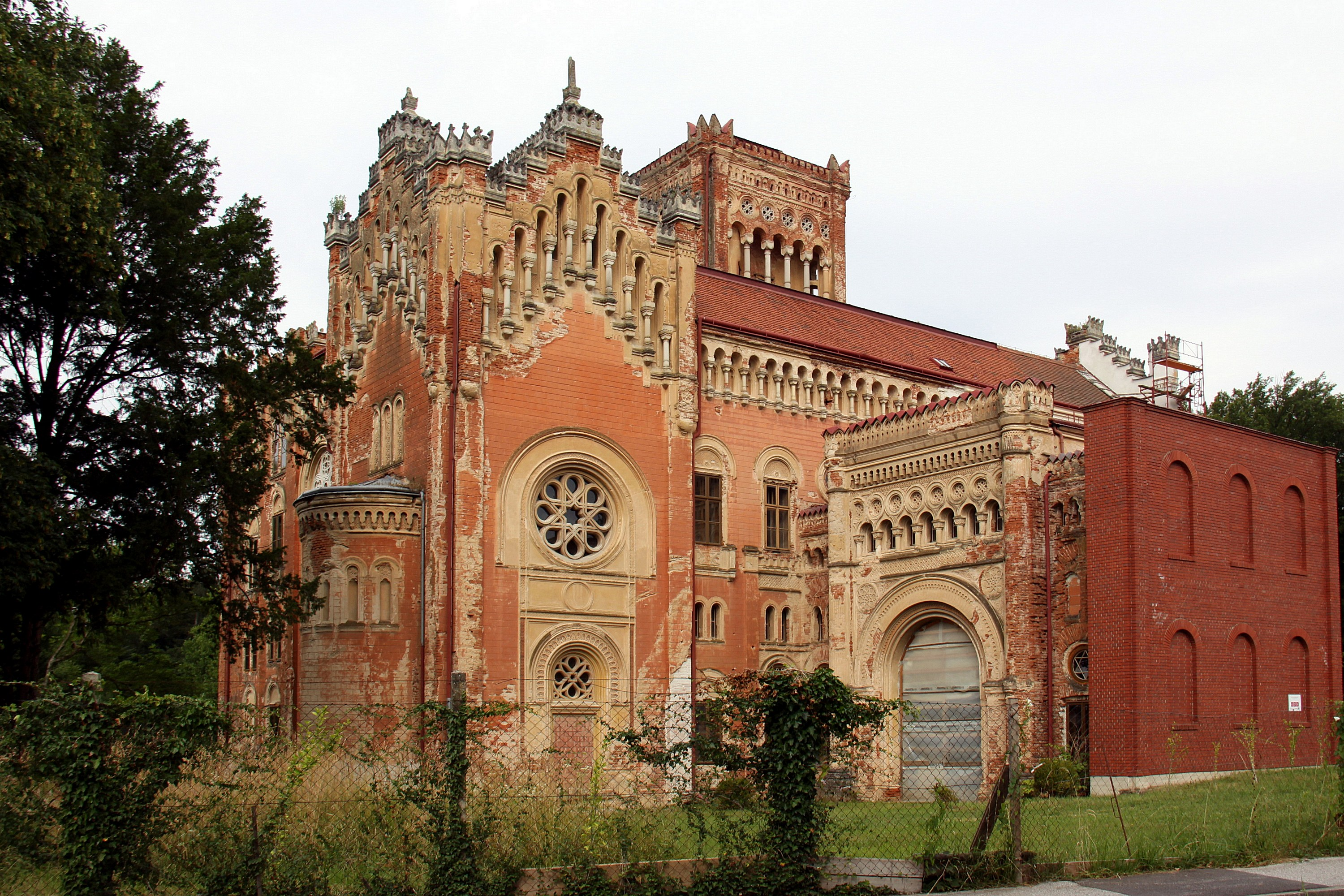
Romantikus építészet: Erdődy-kastély, Vörösvár (1862–64)
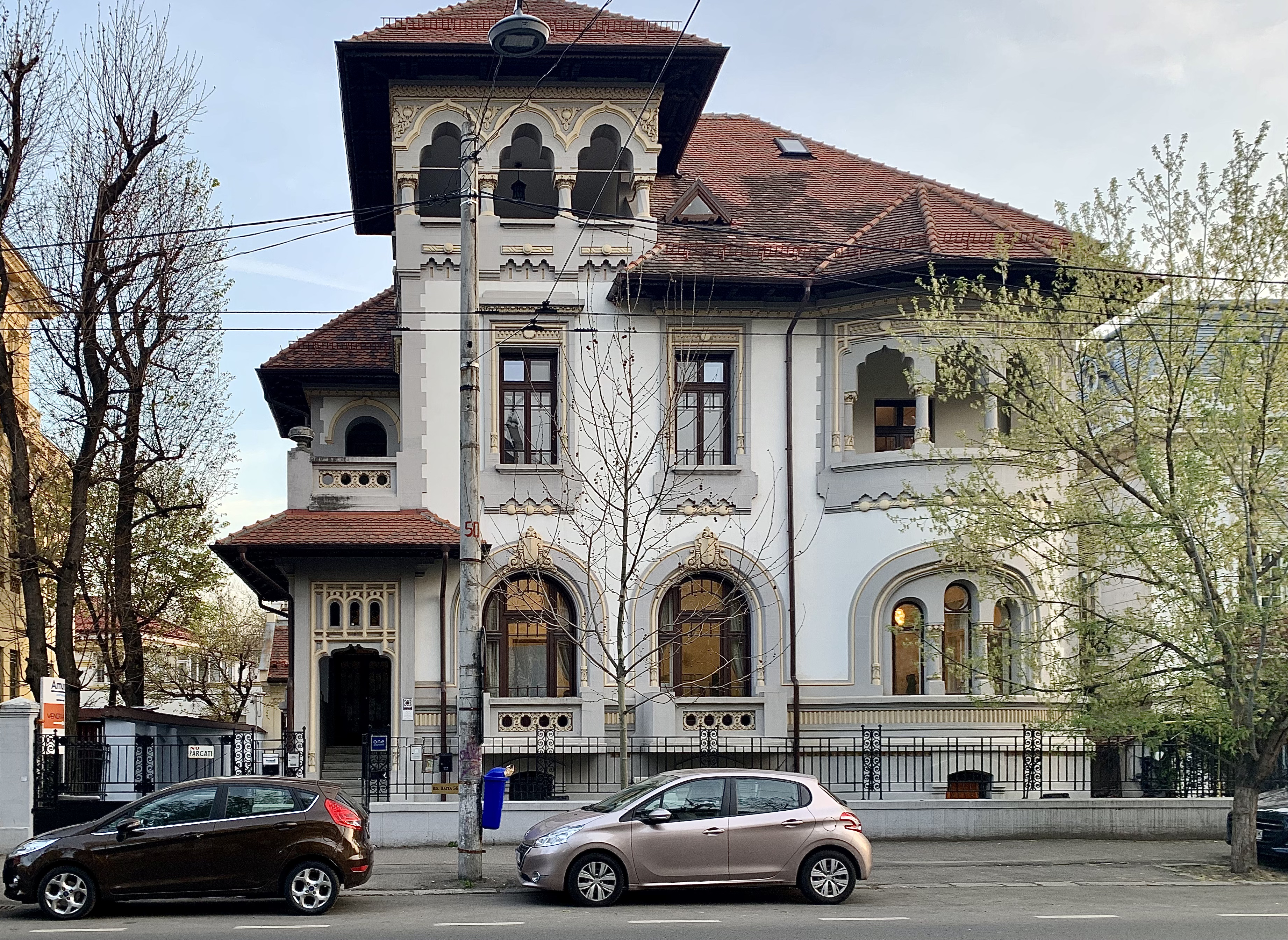
Romániai reneszánsz: Alfred Eugen Gheorghiu villa (Bukarest)
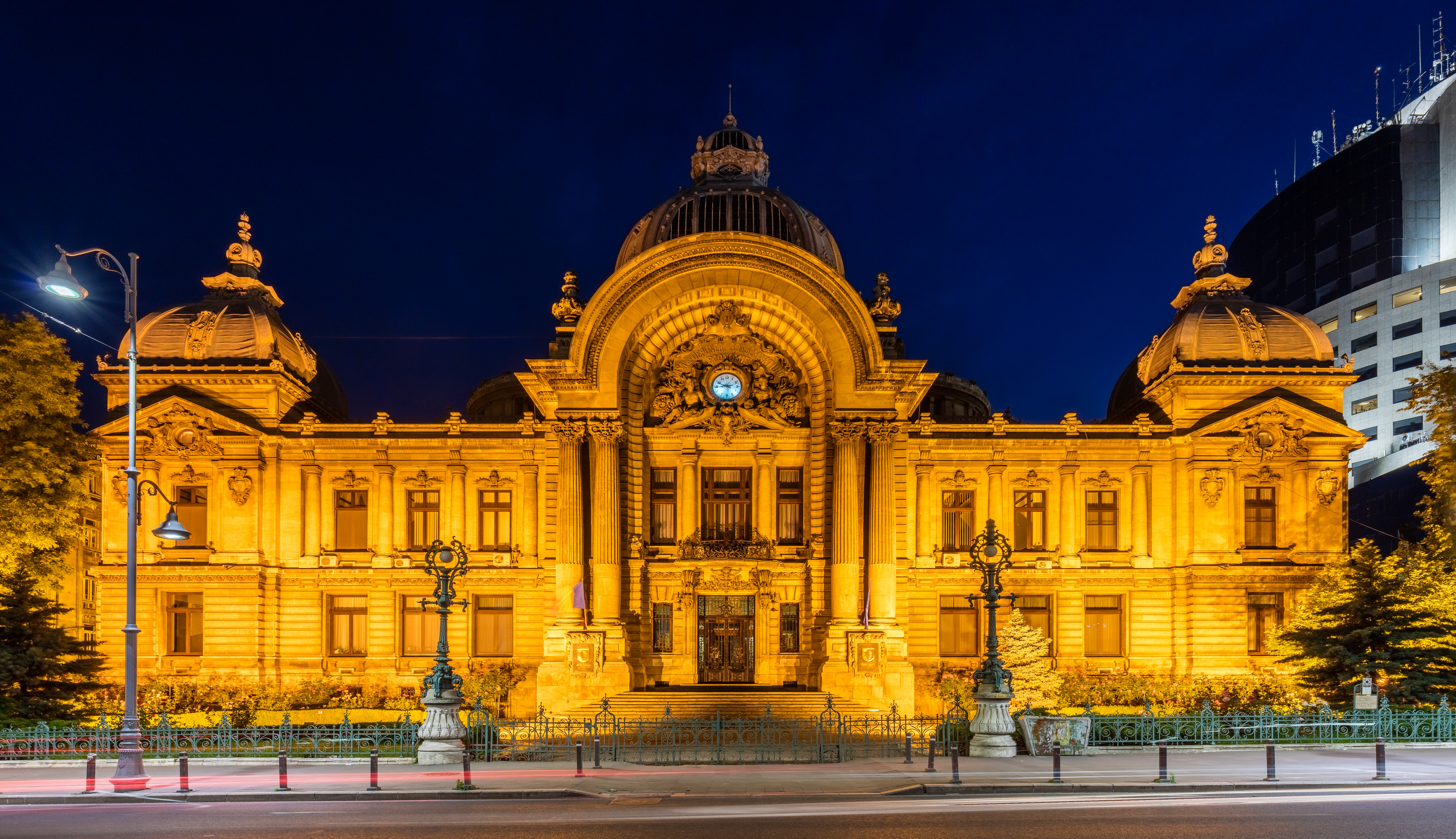
Beaux-Arts építészet: a CEC-palota (Bukarest), 1897– 1900, Paul Gottereau
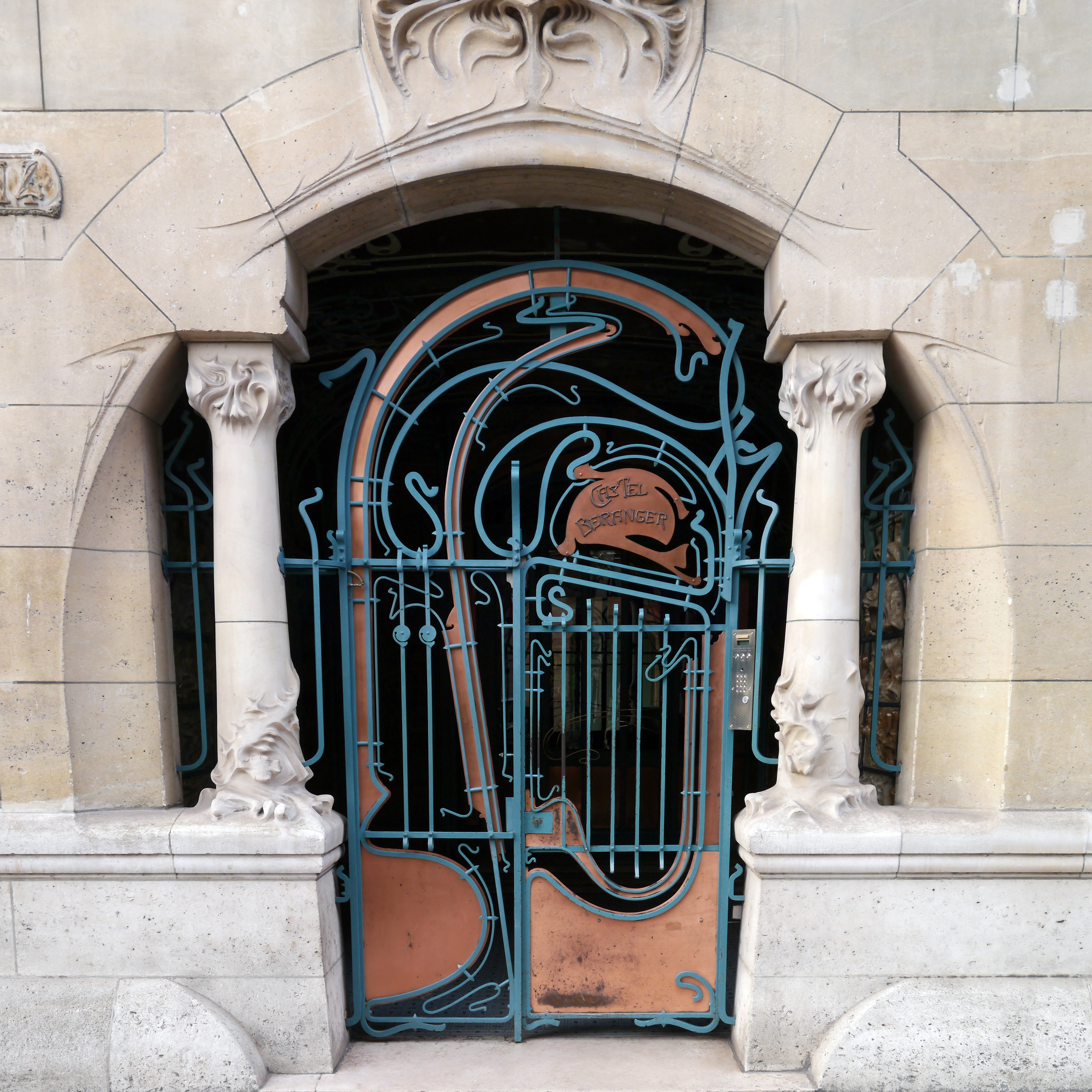
Szecessziós építészet: A Castel Béranger bejárata (Párizs), 1895–1898, Hector Guimard

## Modern kor
Az Egyesült Államok olyan dinamikusan fejlődött, hogy egész Európát megdöbbentette. Az 1880-90-es évek folyamán az építészek próbáltak kivezető utat találni a régi oszloprendek, párkányok és timpanonok labirintusából. A korábbi korszakok templomai, katedrálisai és kastélyaival szemben már irodaházak, áruházak és mindenekelőtt gyárak domináltak. Új anyagok és építési technológiák jelentek meg. A 19. század végén felépült a Reliance Building  Chicagoban, amely a felhőkarcolók első generációjának talán legletisztultabb példája lett.
Az 1890-es évek elejétől az első világháború kitöréséig, számos országban a szecesszió volt a befolyásos. Ez az építészeti irányzat elszakadt a korábbi stílusoktól, az újat kereste, a modern építészeti megoldásokat alkalmazta. A tekintetben állt rokonságban az Arts and Crafts mozgalmával, hogy elutasította a historizmust, hirdette az anyagszerűséget és megbecsülte a mesterségbeli tudást. Annak ellenére, hogy rövid életű stílus volt, megnyitotta az utat a 20. század modern építészete előtt. A szecesszió képviselői a régi nagy korokéhoz hasonló egységes stílus kialakítására törekedtek, s ennek érdekében minden művészeti ágban új formát akartak megvalósítani. 
Az expresszionista építészet részben a szecesszióból fejlődött ki. Jellemzői a funkcionális épületek, amelyek monumentális absztrakt plasztikák benyomását keltik. Eleinte lekerekített plasztikus formák (pl. potsdami Einsten-torony), hamarosan sztalaktitszerű mennyezet és orgonasíp formájú képződmények (salzburgi Festspielhaus), később hegyesszögű, a vízszintest túlhangsúlyozó építmények (pl. hamburgi Chilehaus).
Az I. világháború egy időre megakasztotta a művészeti forradalom lendületét, de a katasztrófát követő években újult erővel folytatódott az útkeresés. A modern építészet célja a kor igényeinek lehető legteljesebb kielégítése volt. Az újonnan kialakuló totalitárius államok, mint a Szovjetunió vagy a fasiszta Olaszország és a náci Németország háromdimenziós propagandaeszköznek használták az építészetet. Amint az európai társadalom keményvonalas bal- és jobboldalra szakadt, vele az építészet is. Mivel a világ nagy része még mindig az európai nagyhatalmak igáját nyögte, az Európában elterjedt építészeti stílusok eljutottak a tengerentúlra is.
A német Bauhaus tervezőiskolája, amelyet Walter Gropius 1919-ben alapított Weimarban, azt a célt tűzte ki maga elé, hogy funkcionális, mégis artisztikus tárgyakat tervezzen a nagy tömegek számára, ne pedig egyedi alkotásokat a gazdagoknak. Minden művészi alkotótevékenységet egységbe akart forrasztani, hogy a művészeti ágak szintézisével teremtsen új építészetet. Az iroda 1925-ben Dessauba költözött; az ottani Bauhaus-épület  pedig ma már a világörökség része.
Az 1920-as és 1930-as években kifejlesztették a nemzetközi stílust, amely szorosan kapcsolódott a modernizmushoz és a modern építészethez. A fogalom a kompozíciós vívmányok összességét jelöli, amelyet részben már 1914 előtt megalkotott F. L. Wright, A. Perret, W. Gropius stb.
Az art déco elfogadta a Bauhaus filozófiáját és bőven élt a gépek sugallta geometrikus díszek sokféleségével. Az 1930-as évek elejei visszafogott és letisztult modern törekvések népszerű változata volt. Továbbra is alapvetően kocka formájúak az épületek és a vízszintes és függőleges elemek egymásmellettiségével váltottak ki erőteljes hatást. A különféle tömböket lépcsőzetesen befelé ugratott formákkal emelték ki. Az amerikai art déco megteremtette a „felhőkarcoló-stílus”t. A New York-i Rockefeller Center azzal tűnt ki, hogy először mutatkoztak meg az új városrendezési elképzelések.
Röviden összefoglalva a század első feléből kiemelhető stílusok: a szecessziós, az expresszionista, a holland De Stijl, az art déco, a futurista, a funkcionalista, az orosz-szovjet konstruktivista és sztálinista építészet, F. L. Wright organikus építészete, illetve Le Corbusier iskolája.
A modern ipari forradalom, beleértve az acélvázas konstrukciót, sokemeletes építményeket szült. A század közepére a modernizmus a nemzetközi stílussá alakult. Jellegzetes amerikai példája az ENSZ New York-i székhelye vagy a szintén New York-i Seagram Building .
Franciaországban Le Corbusier maradt a legkiemelkedőbb építész, bár ott kevés épületet tervezett. Nagy-Britanniában a modernizmus fő alakjai Wells Coates (1895–1958), James Stirling (1926–1992) és Denys Lasdun (1914–2001) voltak.

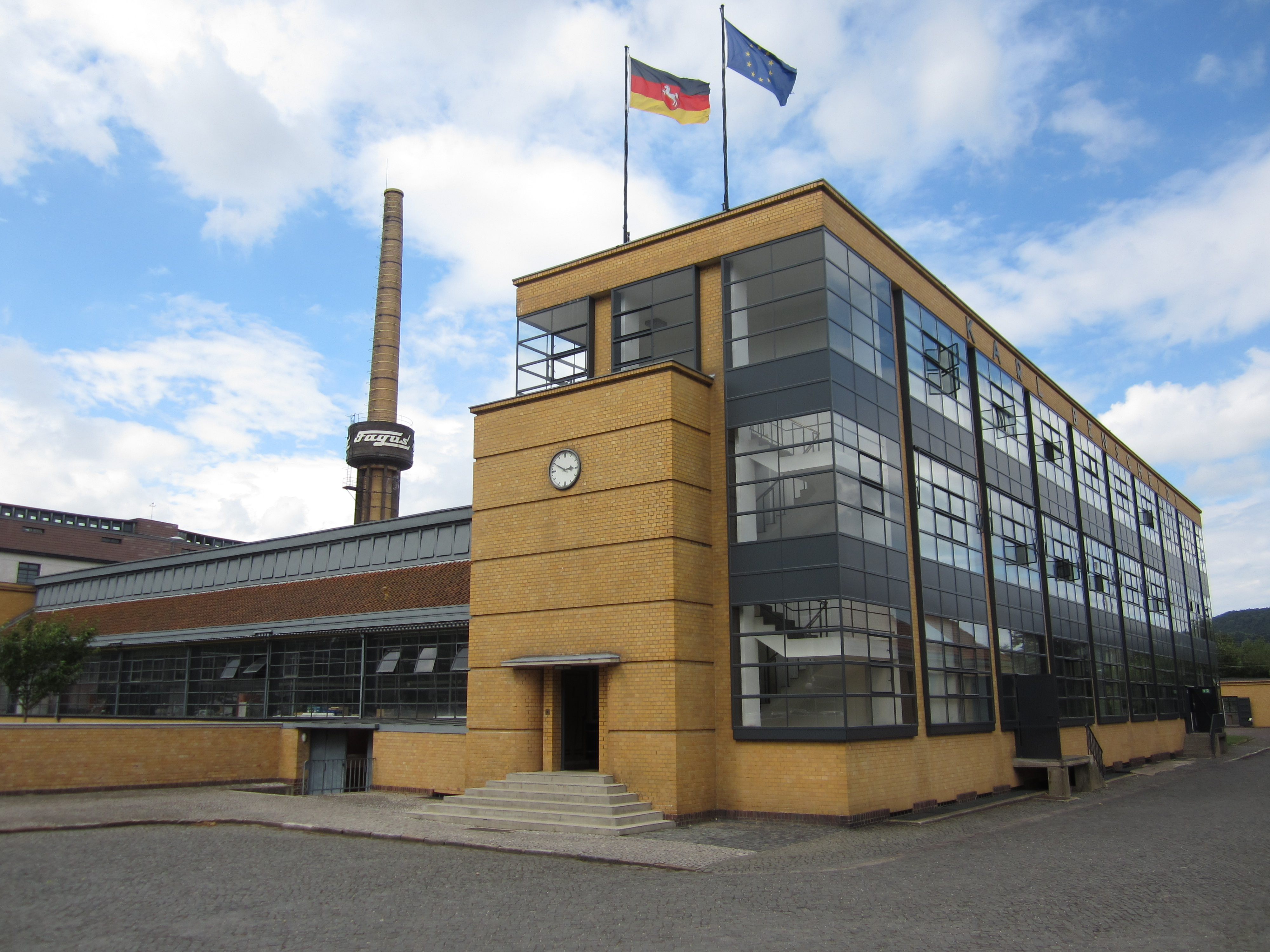
Korai modern (acél-üveg): a Fagus Művek (Alfeld, Németország), 1911, Walter Gropius
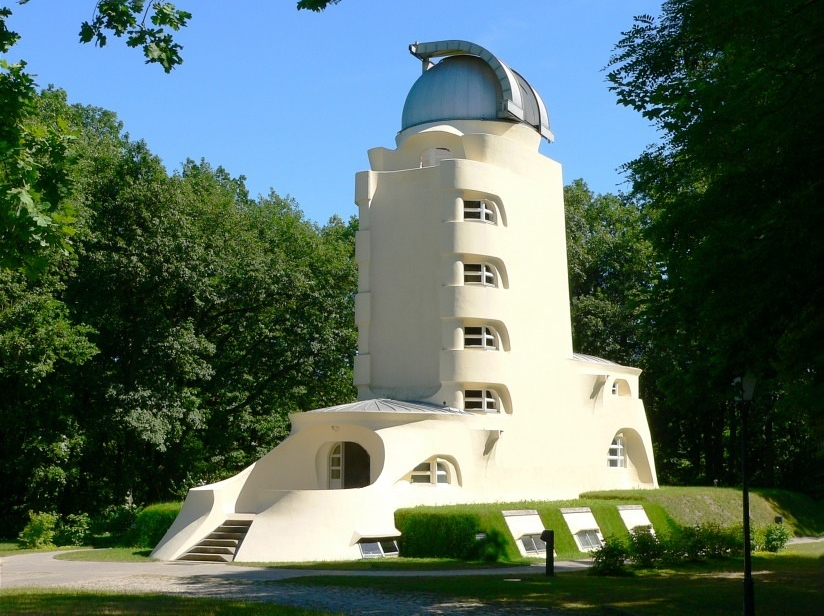
Expresszionista építészet: az Einstein-torony (Potsdam, Berlin közelében, Németország), 1919–1922, Erich Mendelsohn
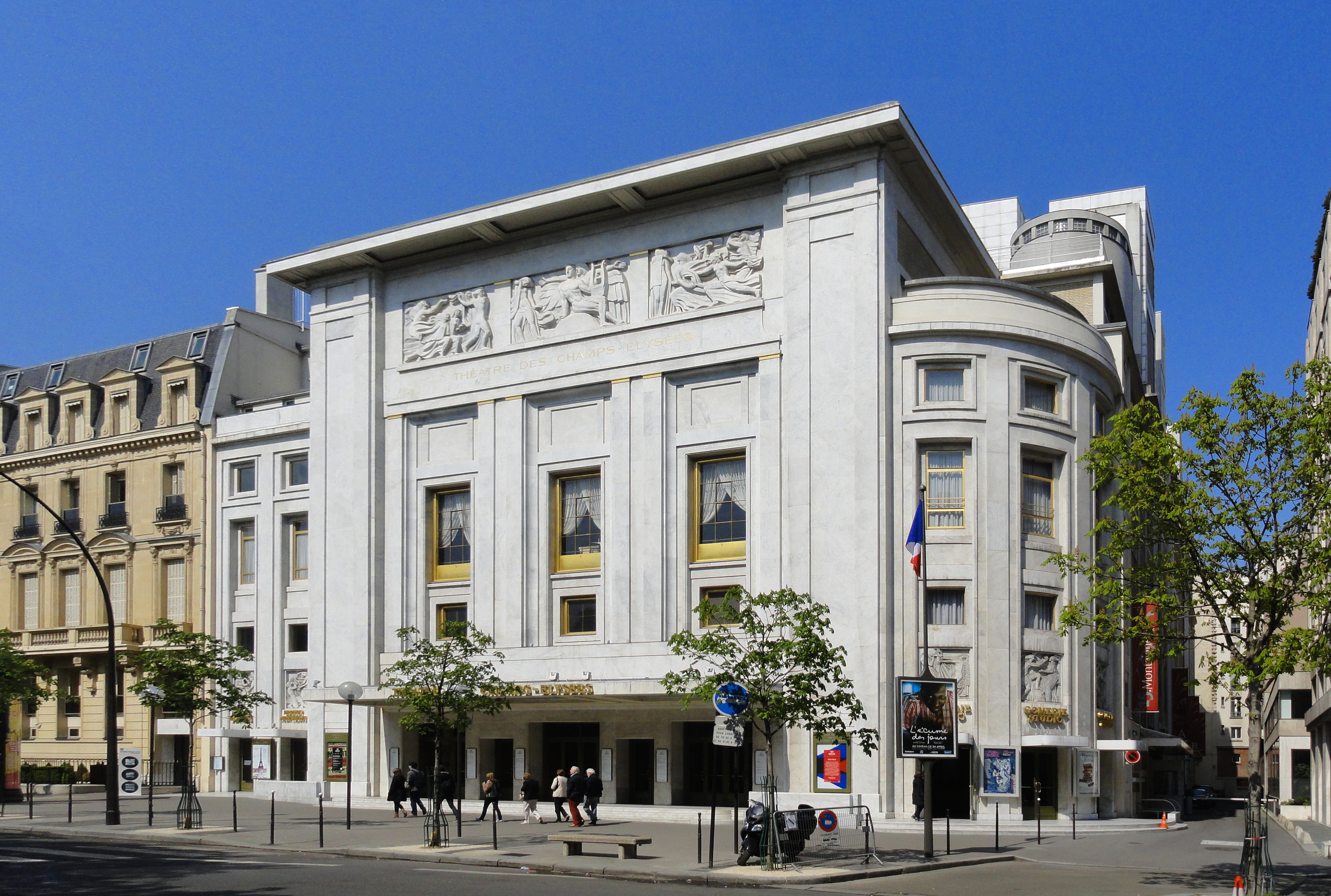
Art déco építészet: a Théâtre des Champs-Élysées (Párizs), 1910–1913, Auguste Perret
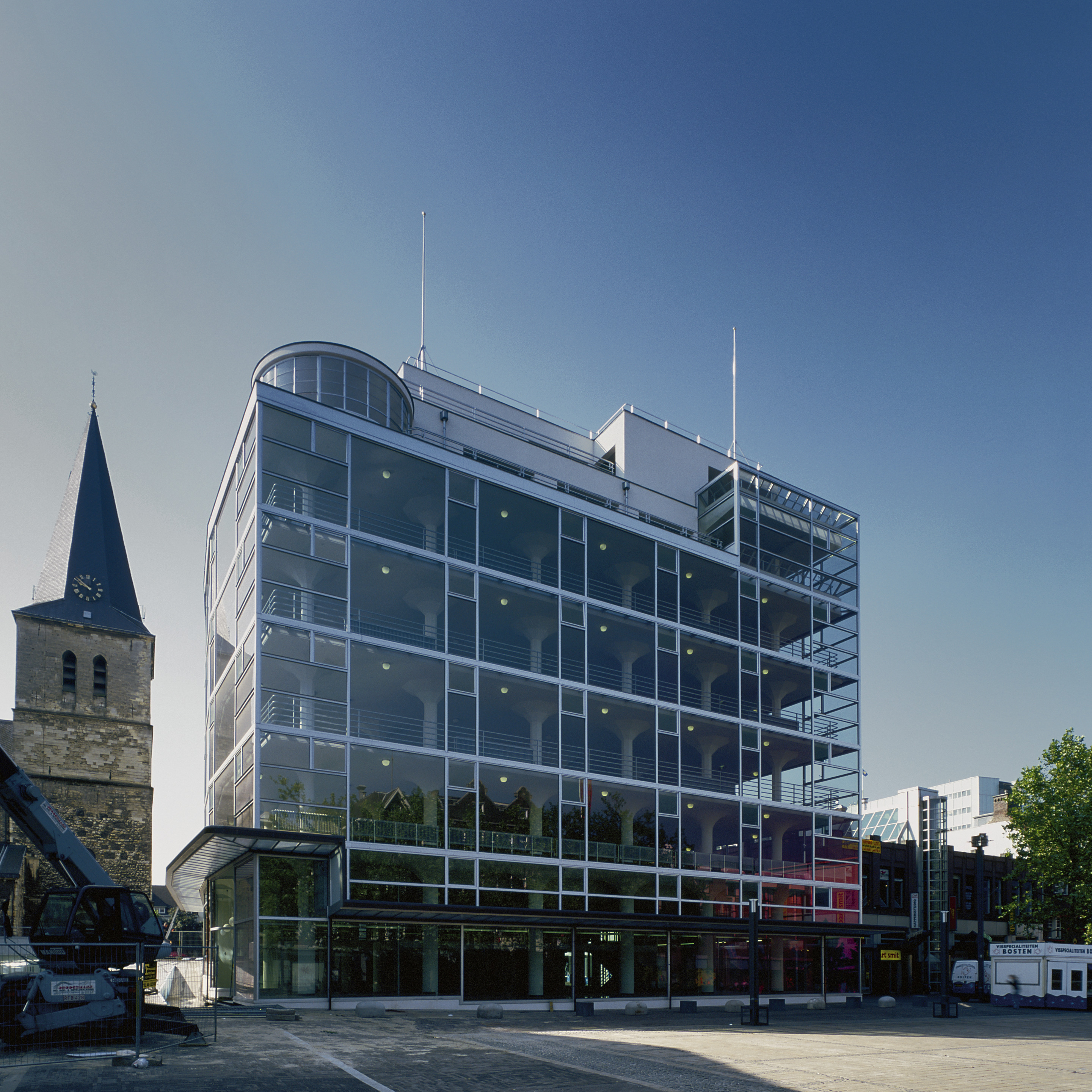
Nemzetközi stílus: Glaspaleis (Heerlen, Hollandia), 1934–1935, Frits Peutz
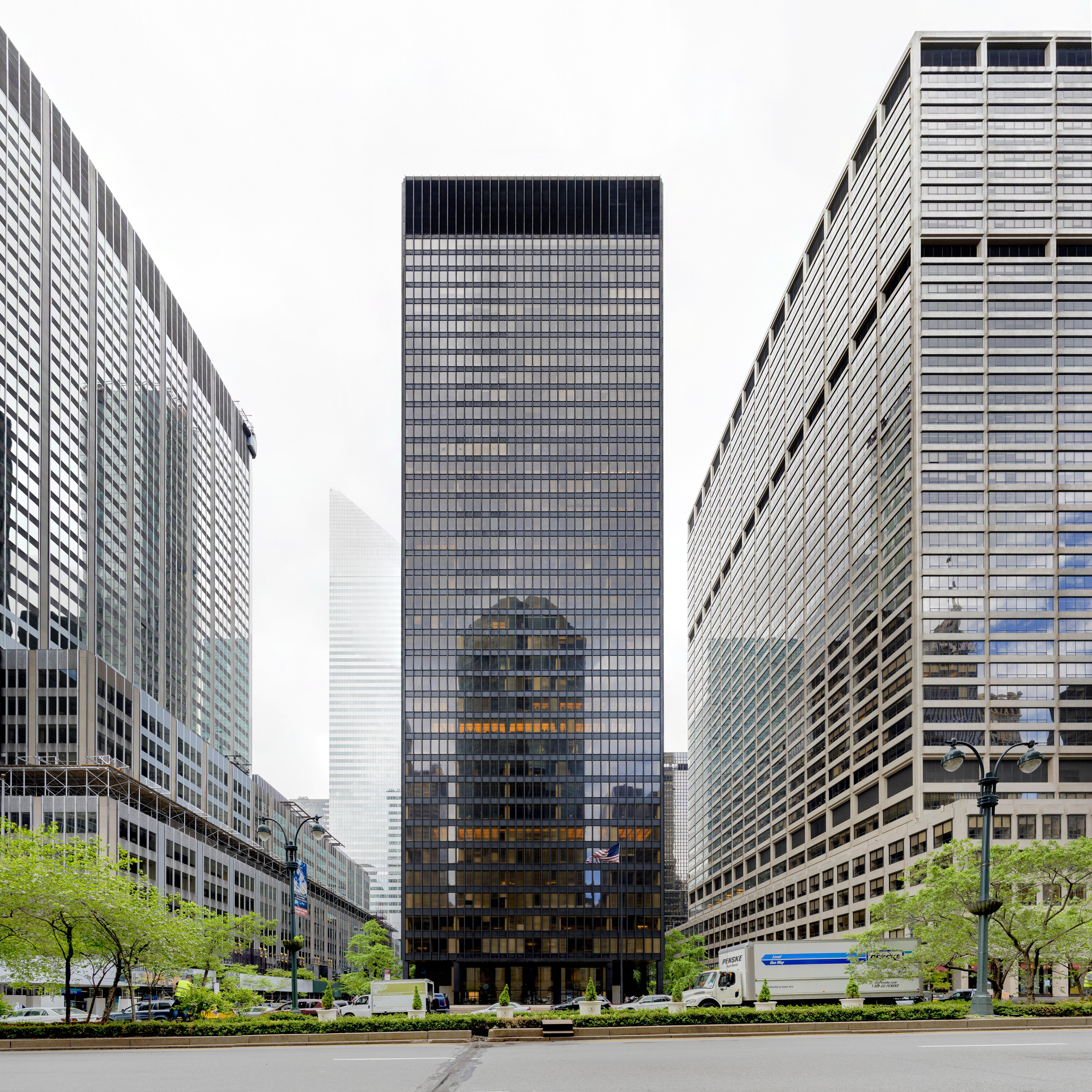
Nemzetközi stílus: Seagram Building (New York), 1957

### A II. világháború után
A II. világháború után az Egyesült Államok vette át az építészet úttörőjének szerepét. Mies van der Rohe munkássága kijelölte egy olyan építészet útját, amely a vállalati kapitalizmus által alátámasztott demokráciát teljesítette meg. Az összes többi stílus csak másodhegedűs lehetett e domináns kultúra mellett. Megkezdődött Amerikában az acél-üveg építészet igazi karrierje.
Sajátos módon alakult a szocialista országok építészete. A Szovjetunióban a szocialista realizmus (szocreál) követendő elveinek rögzítése után az építészetben az orosz klasszicizmus formáit elevenítették fel, ennek stílusában tervezték a középületeket, kultúrházakat, iskolák, lakóházak sokaságát, sőt az üzemek, erőművek falain is annak elemeit alkalmazták. Az építészet propagandacélokat is szolgált és jellegzetességei voltak a vasbeton szerkezetek, a horizontális szimmetrikus elrendezés, az épületek nagy belmagassága. A szobrászatban tömegesen készültek a monumentális Lenin és Sztálin szobrok. A magyar szocreál építészet egyik példája Dunaújváros, ahol a szobrok kivételével még ma is koncentráltan megtalálhatók a korszakra jellemző épületek.
Angliából útjára indult a modernizmus egy újabb ága, a brutalista építészet.
Az 1950-es években úgy vélték, hogy a modern építészet az építkezés problémájának funkcionális morális megoldása – maga a megoldás. Az építészet azonban állandóan változik. Alighogy megállapították, hogy az építészet a helyére került, az új formák és stílusok kaleidoszkópjává robbant szét, s megszületett a posztmodern , a klasszicista újjáéledés , a high-tech, a neofuturizmus , a dekonstruktivizmus .
A világban a globális modernizmus által kiváltott ellenreakciók hívták életre a posztmodern jelenségét, és ennek egyik ága, a klasszicizmus olykor dohos, máskor megalomániás újjáéledésének  irányzatát. Ezt az irányzatot bár leggyakrabban a klasszikus építészet modern folytatásaként tekintik; más stílusok is hatnak rá, mint például a gótika, a barokk, a reneszánsz vagy akár a nem nyugati stílusok.
Az 1960-1970-es években Európa-szerte kibontakozott különféle organikus építészeti irányzatokat jól lehet összegezni Makovecz Imre munkásságának áttekintésével. Makovecznek az 1980-as évek óta jellemző építőanyaga volt a fa, amely ágaival együtt beépítve az épületbe az élő természet jelenlétét sugallta. Első nemzetközi feltűnést keltő műve a Farkasréti temető ravatalozója volt 1977-ben.
A dekonstruktivizmus  építészeti irányzatát a Jacques Derrida francia filozófus nevéhez fűződő dekonstrukciós kezdeményezés inspirálta, és mint posztmodern építészeti mozgalom, az 1980-as években jelent meg. Számos építész nekiállt „szétszedni”, majd újra összerakni a hagyományos épületeket, hogy új értelemmel töltsék azt meg, vagy csak azért, hogy kövessenek egy új divathullámot.

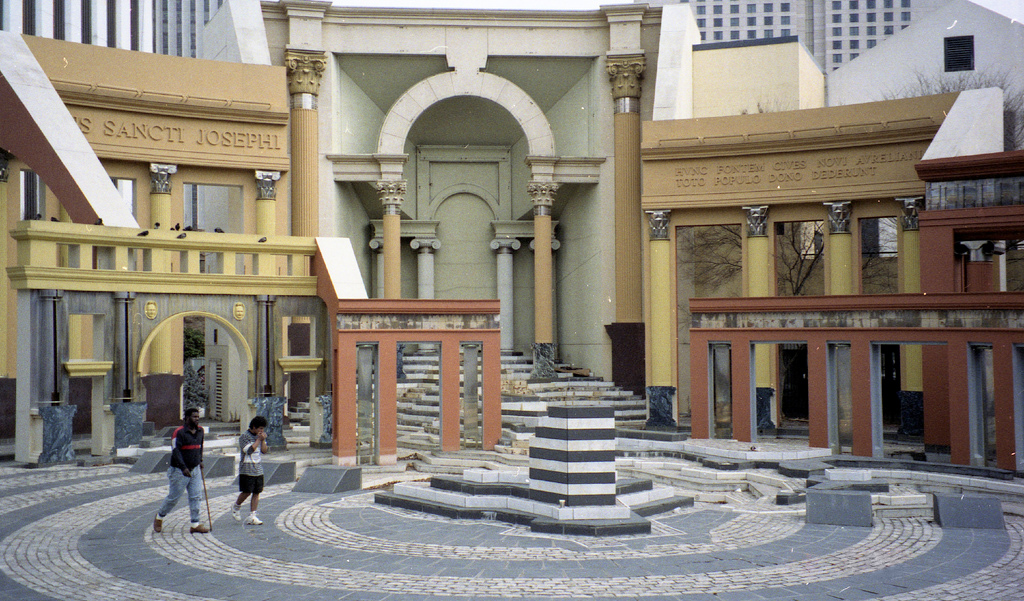
Piazza d'Italia (New Orleans) (New Orleans, USA), 1978, Charles Moore
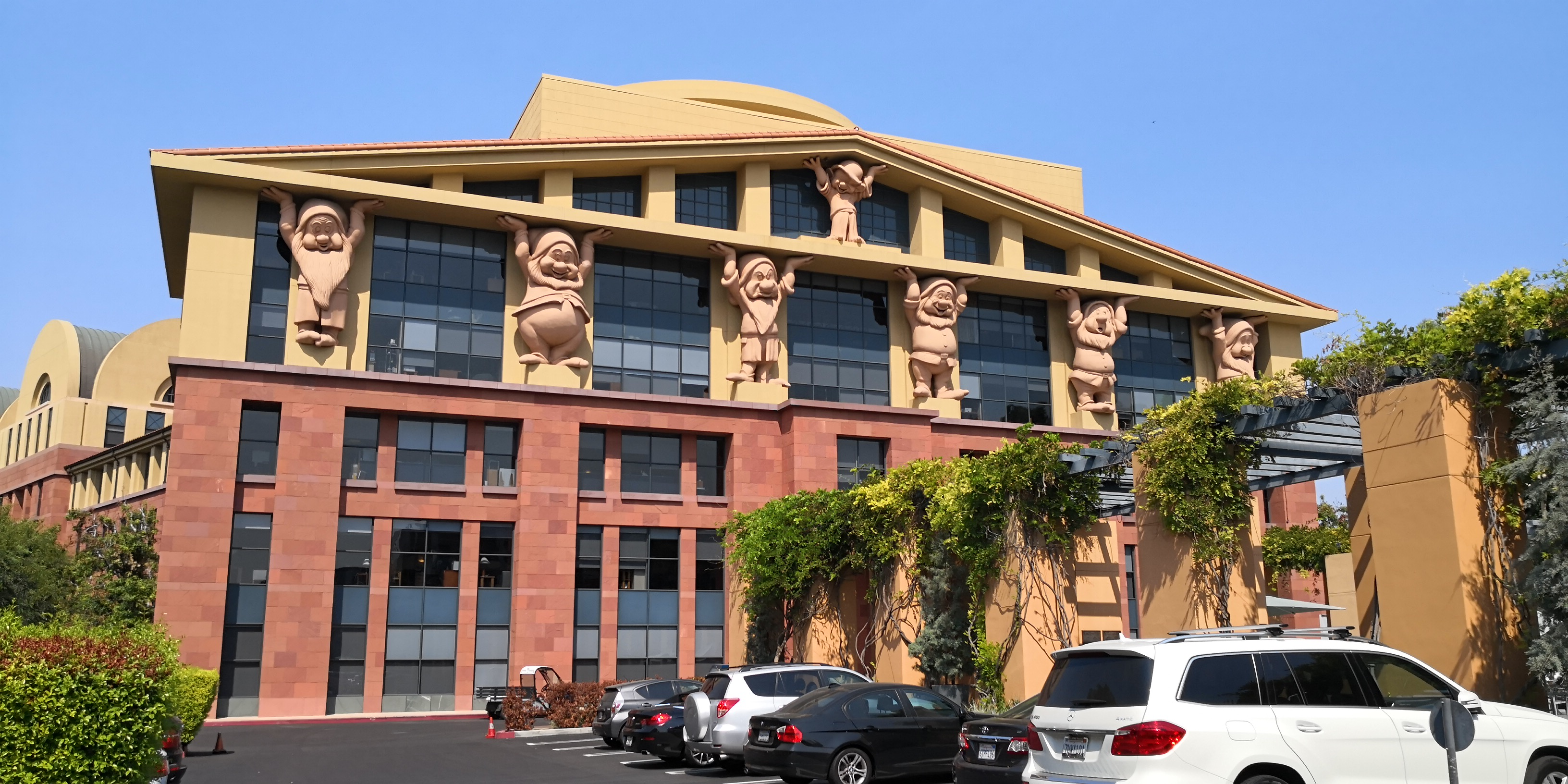
Team Disney Building (Los Angeles, USA), 1990, Michael Graves
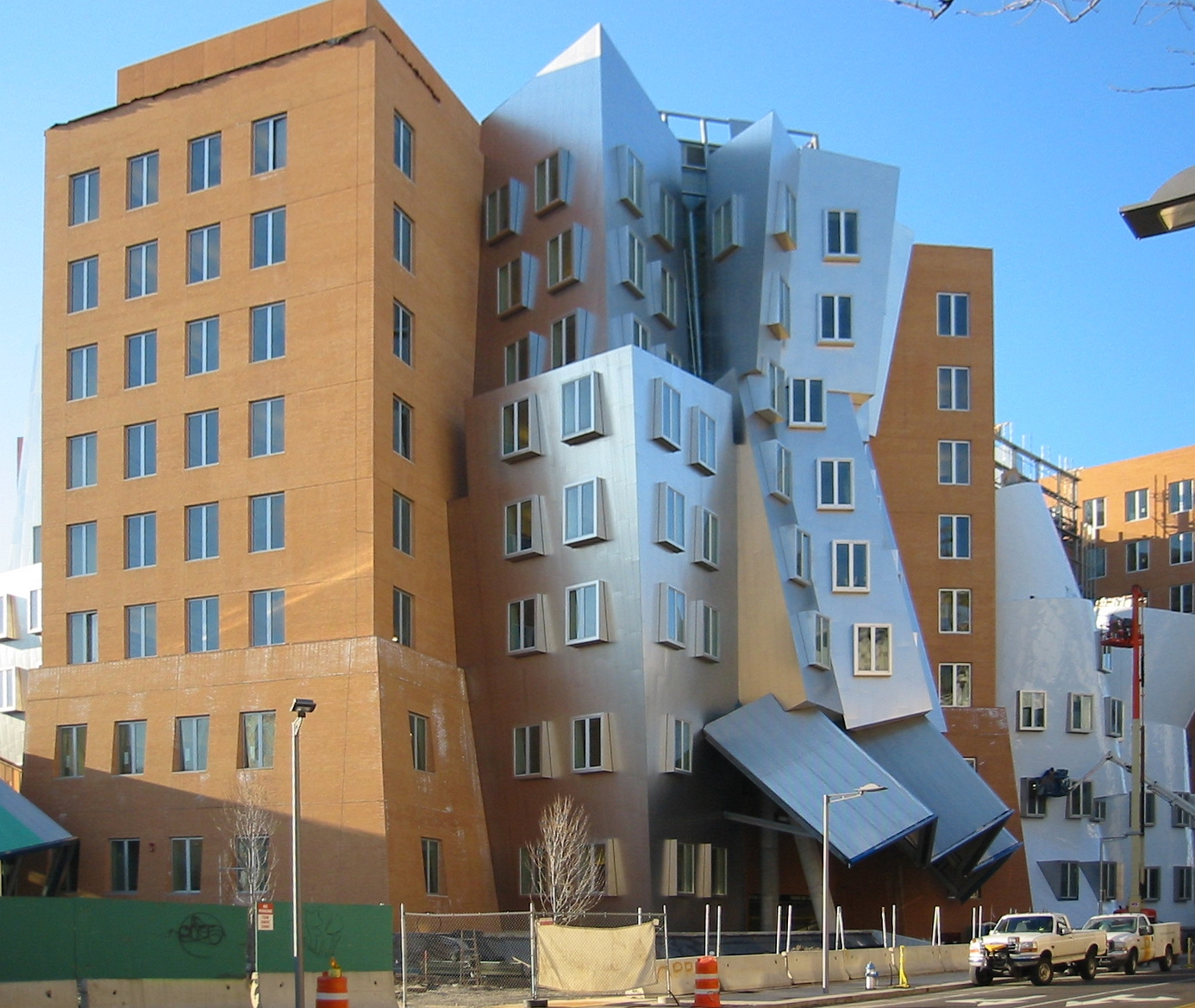
Ray and Maria Stata Center (Massachusetts, USA), 2004
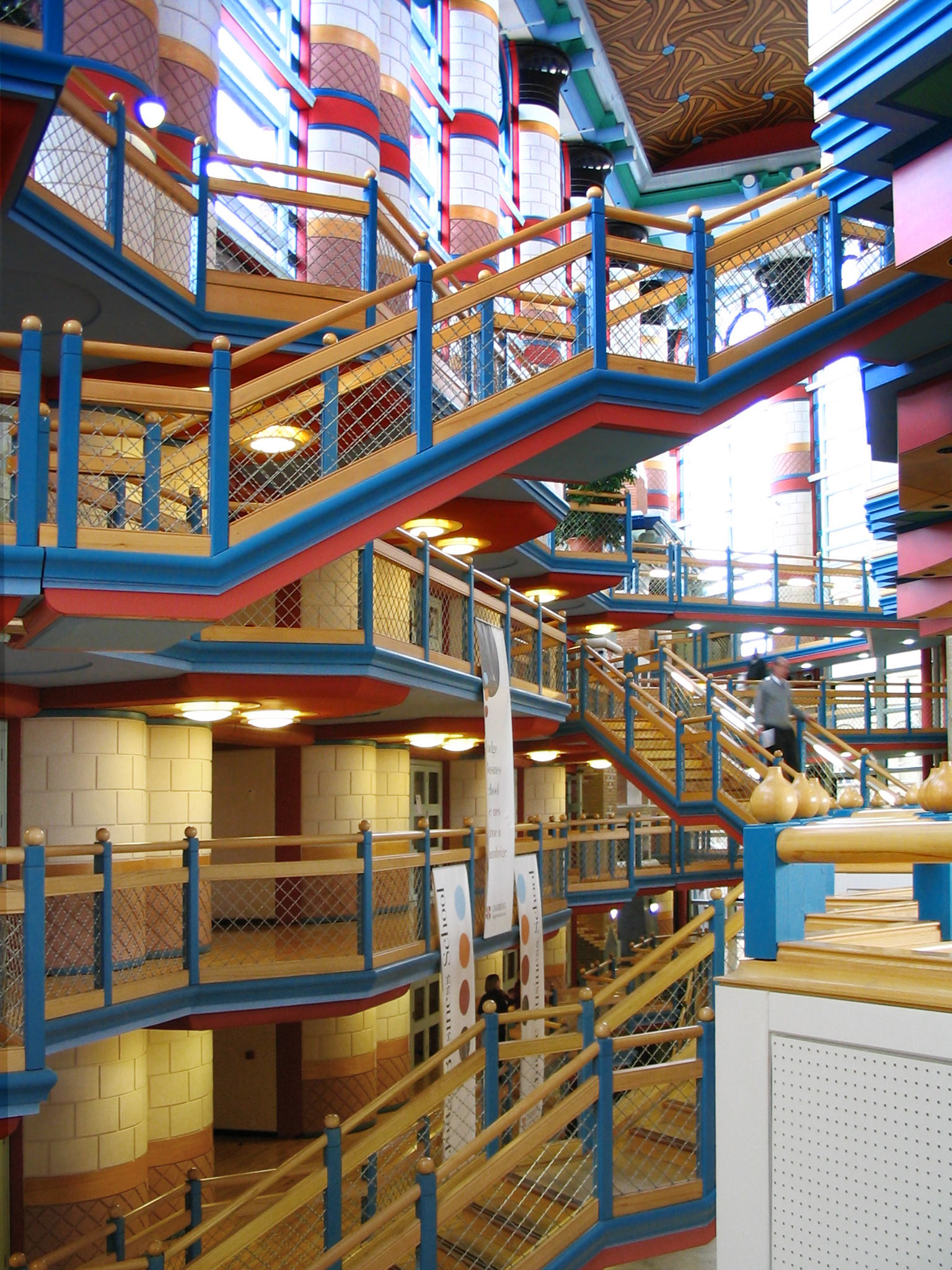
Cambridge Judge Business School (Cambridge, Egyesült Királyság) többszínű belső tere, John Outram, 1995
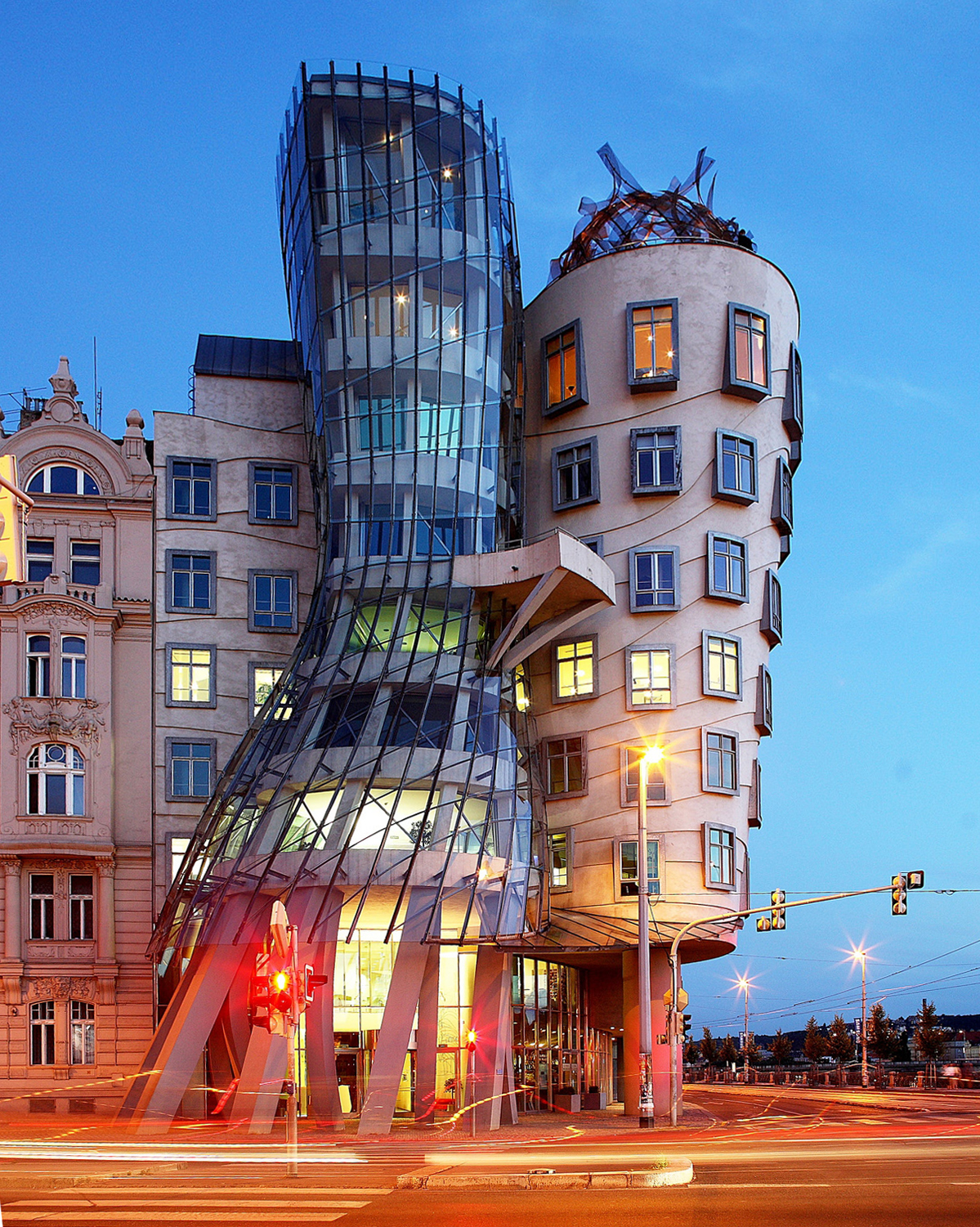
A „táncoló ház” (Prága, Csehország), 1996, Vlado Milunić és Frank Gehry
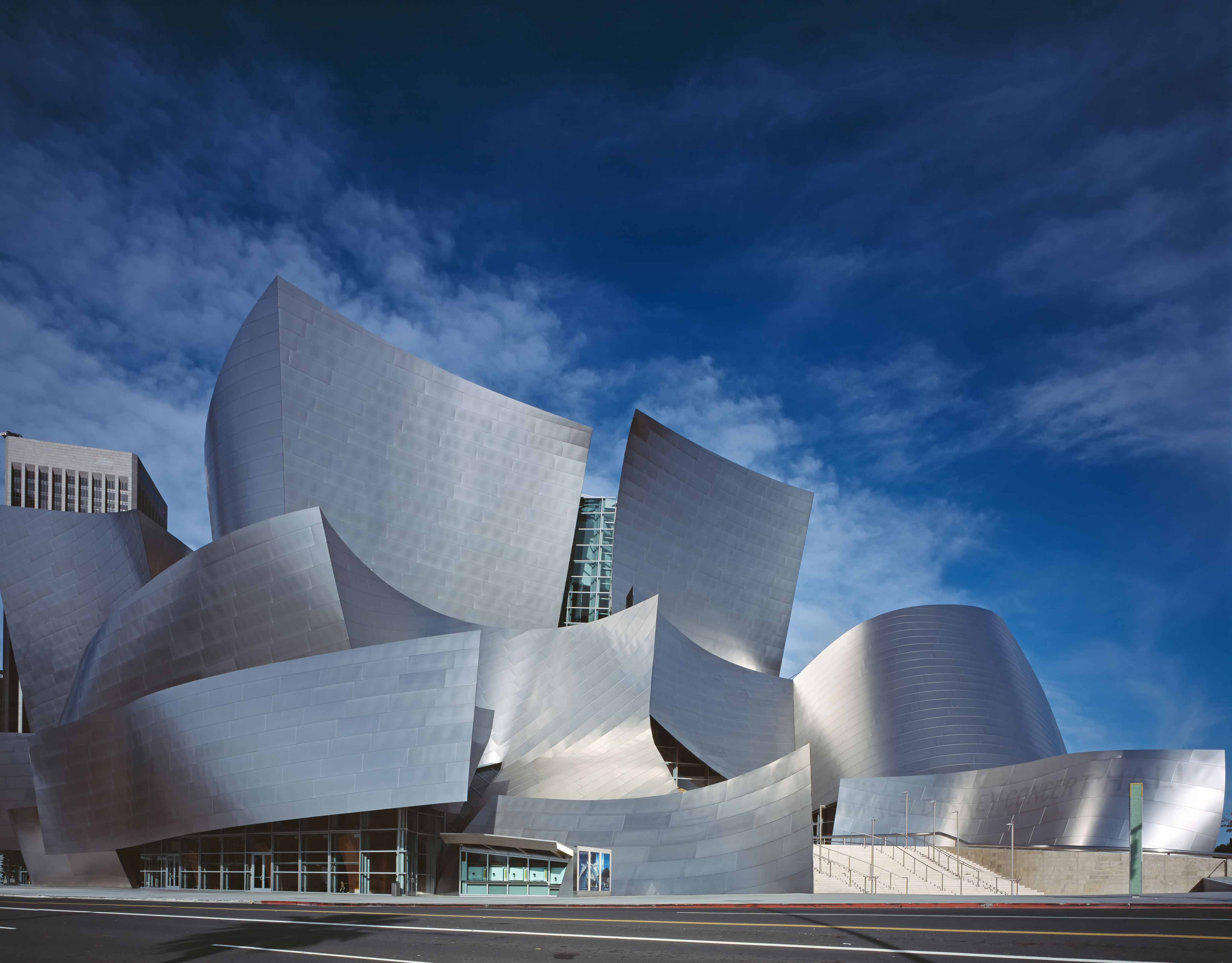
Dekonstruktivista: Walt Disney Koncertterem, Los Angeles, Kalifornia (Frank Gehry)

### Kortárs építészet
A neofuturizmus  mint egy avantgárd mozgalom, a 20. század végétől jelentkezett az építészetben az olyan stílusokkal, mint az Art Deco, majd a Googie mozgalom , valamint az építészeti high-tech.
A 21. században egyetlen stílus sem dominál. A kortárs építészek számos különböző stílusban építkeznek, beleértve a posztmodern, high-tech építészetet vagy az új értelmezéseket kapott hagyományos építészetet. Ezen stílusok és kivitelezések némelyike nagyon fejlett technológiát és modern építőanyagokat alkalmaz, amelyek lehetővé teszik a 20. századi épületeknél még magasabb, könnyebb és erősebb épületek építését, míg mások a természetes és környezetbarát anyagok, például kő, fa és mész használatát helyezik előtérbe. Az egyik technológia, amely a kortárs építészet minden irányzatára jellemző, a számítógéppel segített tervezés új technikáinak alkalmazása, amelyek lehetővé teszik az épületek számítógépes, háromdimenziós tervezését és modellezését, valamint pontosabb és gyorsabb megépítését.

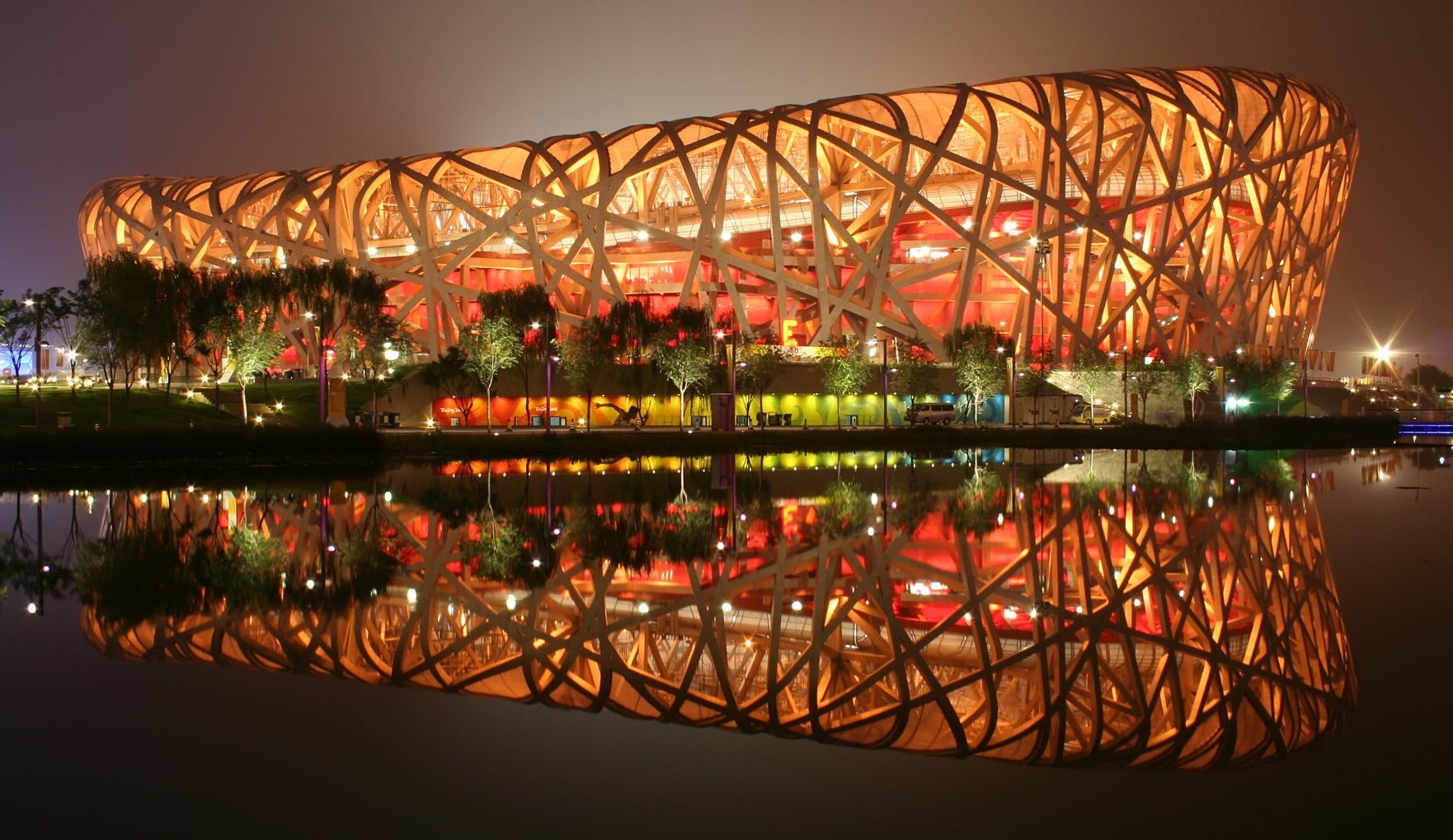
A Pekingi Nemzeti Stadion ( Peking, Kína), 2003-2007, Herzog & de Meuron
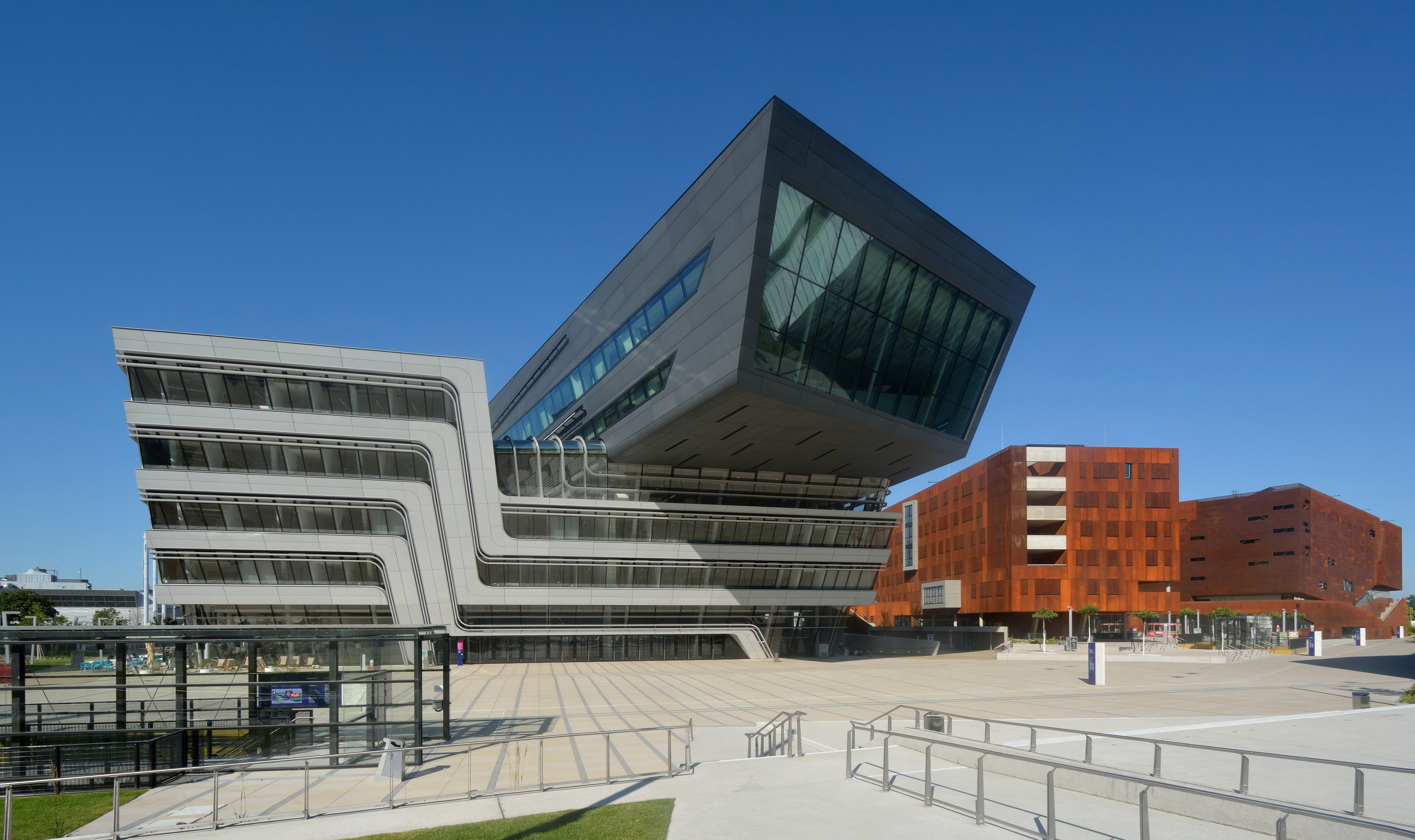
Bécsi Egyetem Könyvtára és Oktatási Központja ( Bécs, Ausztria), 2008, Zaha Hadid
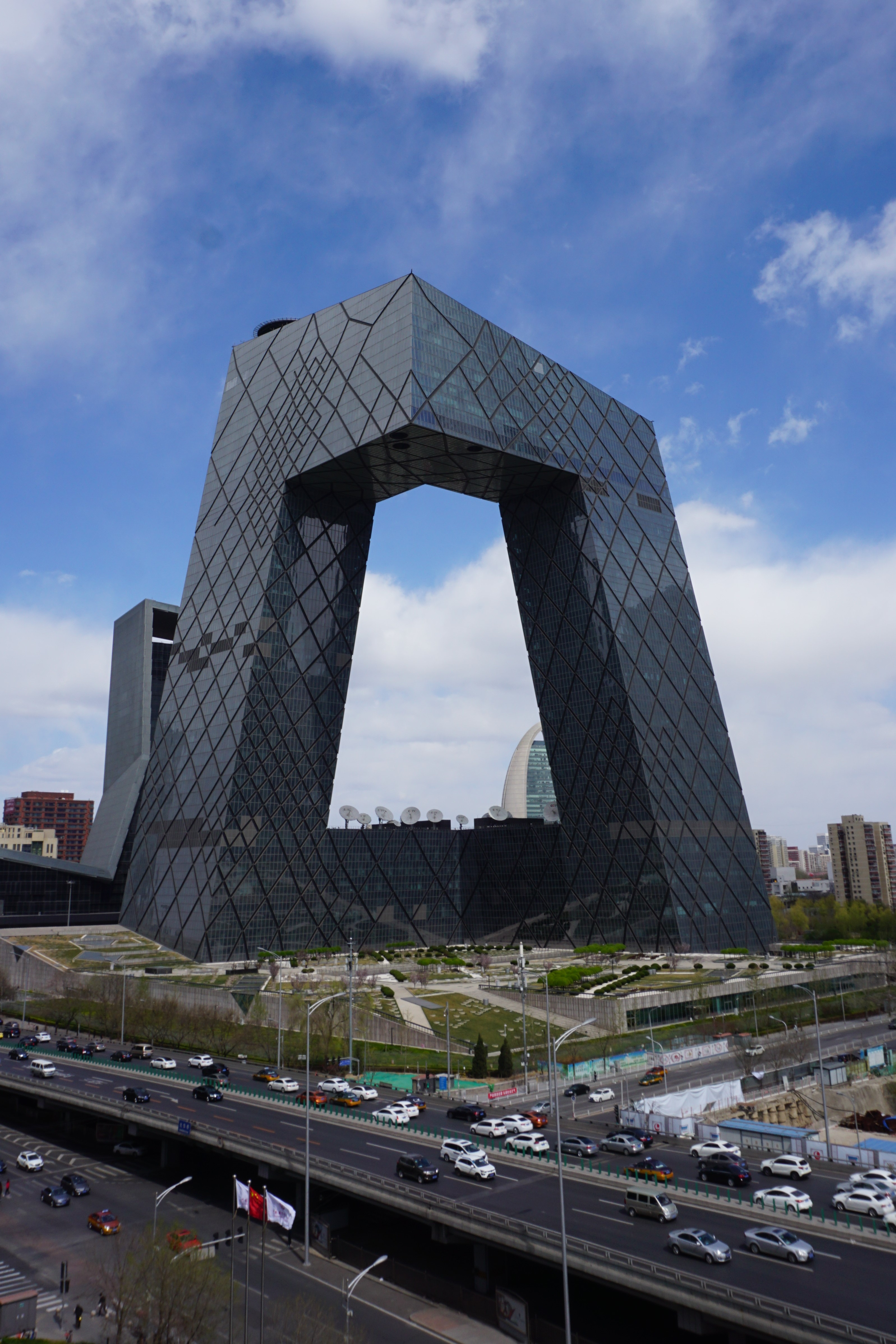
A Kínai Központi Televízió (CCTV) székhelye, Peking, 2012
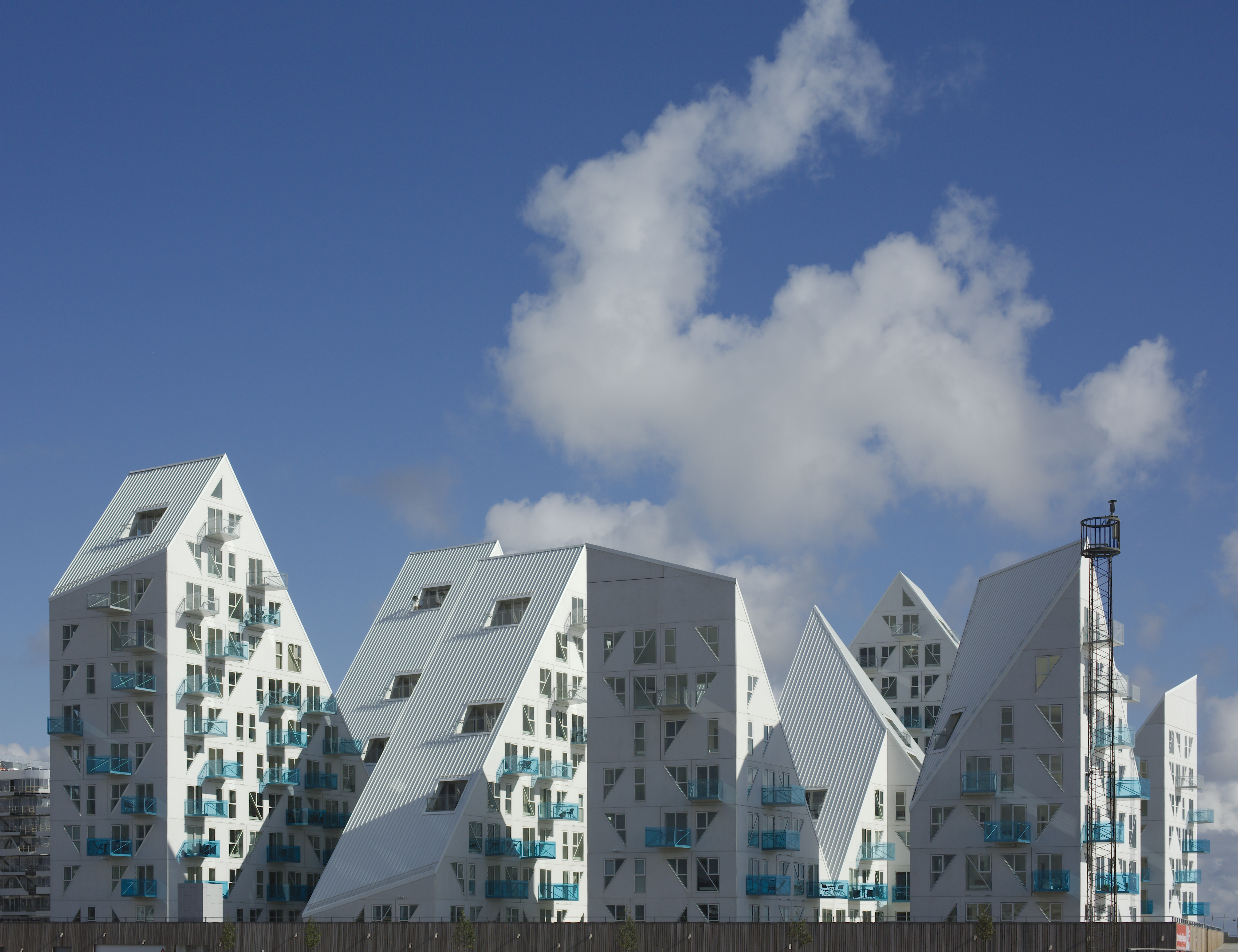
Az Isbjerget- lakásprojekt (Aarhus, Dánia), 2013
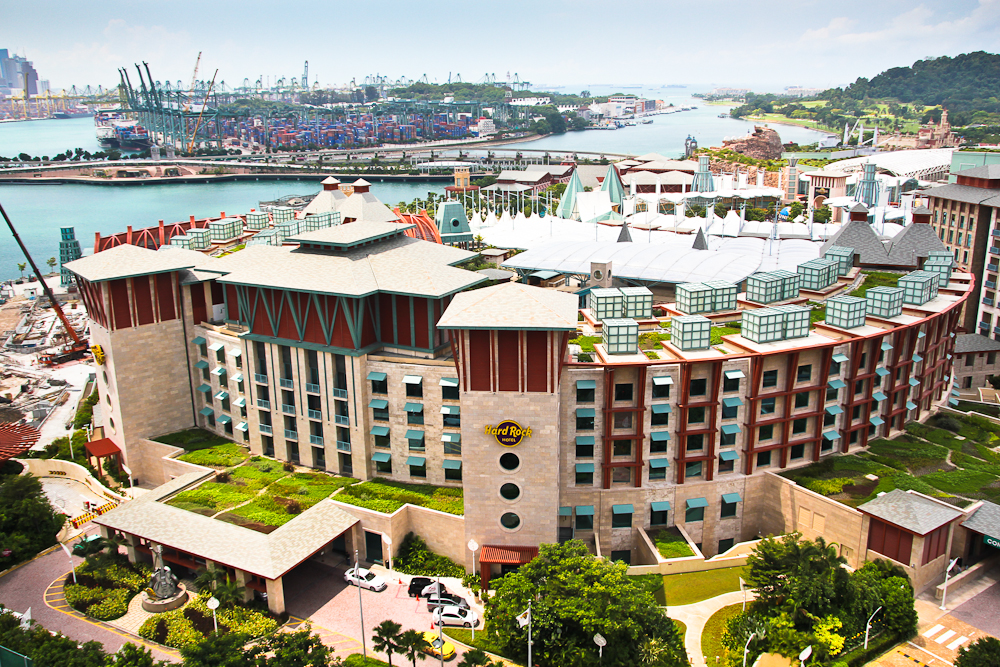
Hard Rock Hotel Szingapúrban